# Toulouse
Vous lisez un « article de qualité » labellisé en 2008.
Pour les articles homonymes, voir Toulouse (homonymie) et ville rose.
Cet article possède des paronymes, voir Toujouse et Toulouges.
Toulouse est une commune du sud-ouest de la France, préfecture de la région Occitanie et du département de la Haute-Garonne, ainsi que siège de Toulouse Métropole. Ses habitants sont appelés les Toulousains et Toulousaines.
En 2022, Toulouse est la quatrième ville la plus peuplée de France, avec 511 684 habitants (après Paris, Marseille et Lyon). L'agglomération toulousaine compte 1 081 726 habitants en 2022, également au quatrième rang national (après Paris, Lyon et Marseille). Enfin, son aire d'attraction est, avec 1 513 396 habitants, la cinquième du pays (après Paris, Lyon, Marseille et Lille).
Riches d'une longue histoire, Toulouse et ses environs sont occupés depuis le Paléolithique puis habités par les Volques Tectosages dès le IIIe siècle av. J.-C. La cité de Tolosa est fondée au début du Ier siècle par les Romains au bord de la Garonne, à l'emplacement de la ville actuelle. Au Ve siècle, à la suite des invasions germaniques, elle est la capitale du royaume wisigoth. Réunie au royaume des Francs mérovingiens et carolingiens, elle est entre le VIIe et le IXe siècle une des capitales du royaume d'Aquitaine. Elle est ensuite le cœur d'un puissant comté conservé par les Raimondins jusqu'au milieu du XIIIe siècle. Elle devient alors une importante cité royale, capitale du Languedoc. La ville de Toulouse était également le chef-lieu de l'ancienne région Midi-Pyrénées jusqu'à sa disparition au 1er janvier 2016.
Ville à l'architecture caractéristique des cités du Midi de la France, Toulouse est souvent surnommée « la ville rose » en raison de la couleur du matériau de construction traditionnel local, la brique de terre cuite. Le développement de la culture de la violette de Toulouse au XIXe siècle en fait un emblème de la ville et lui vaut le surnom de « cité des violettes ». Elle est aussi, beaucoup plus rarement, surnommée la « cité Mondine » (la Ciutat Mondina en occitan), en référence à la dynastie des comtes de la ville, souvent nommés Raymond.
Reliant Toulouse à Marseillan, le canal du Midi est inscrit au patrimoine mondial de l'Unesco depuis 1996. La basilique Saint-Sernin, plus grand édifice roman d'Europe, y est également inscrite depuis 1998 au titre des chemins de Saint-Jacques de Compostelle.
Toulouse est la capitale européenne de l'industrie aéronautique et spatiale avec les sites d'Airbus Commercial Aircraft et de sa maison mère Airbus.
Elle compte plus de 100 000 étudiants, répartis en grande partie au sein des trois universités de la ville (Capitole, Jean-Jaurès et Paul-Sabatier).
Le sport emblématique de Toulouse est le rugby à XV, son club du Stade toulousain détenant le plus riche palmarès sur le plan national comme sur le plan continental, avec vingt-quatre titres de champion de France et six titres de champion d'Europe.
Le cassoulet, la saucisse et la violette sont les spécialités emblématiques de la gastronomie toulousaine.

## Géographie

### Localisation
Toulouse est située dans le Midi de la France, au nord du département de la Haute-Garonne, sur l'axe de communication entre la mer Méditerranée et l'océan Atlantique. Elle est située sur un coude de la Garonne qui, provenant des Pyrénées, s’oriente au nord-est avant de changer de direction au niveau de Toulouse pour se diriger au nord-ouest vers l’océan Atlantique. Vers le sud par temps clair, la chaîne pyrénéenne est visible. C'est sur ce coude de la Garonne, carrefour naturel des voies de communication, que les premiers hommes à l'origine de Toulouse se sont implantés.
Elle est à la croisée de grands itinéraires européens, comme les axes majeurs est-ouest E80 Rome-Lisbonne, nord-sud E9 Paris-Barcelone ou le futur itinéraire de désenclavement de la diagonale continentale Saragosse-Lyon[Quoi ?].
Géographiquement, elle se situe à 122 kilomètres du pic d'Aneto (3 404 mètres) point culminant des Pyrénées, source de la Garonne dans le massif de la Maladeta (Espagne), 144 kilomètres de la mer Méditerranée à Gruissan dans l'Aude à l'est et 233 kilomètres de l'océan Atlantique à Capbreton dans les Landes à l'ouest.
La rive droite de Toulouse se trouve sur une terrasse insubmersible sur laquelle la ville romaine s'est établie. C'est aussi sur cette terrasse que la ville marchande et commerciale de Toulouse s'est formée. De l’autre côté de la Garonne, se trouve la rive gauche avec l'ancien faubourg Saint-Cyprien, longtemps quartier pauvre car construit en dehors des remparts de la ville et en zone inondable : situé en contrebas de quelques mètres par rapport à la rive droite, le quartier Saint-Cyprien a souvent été soumis à de fortes inondations. Ainsi en 1875, le quartier Saint-Cyprien fut submergé par les eaux de la Garonne et plusieurs ponts furent emportés. Cette situation basse explique l'évolution de la courbe du fleuve au fil des siècles du côté de la rive gauche, entre la rivière Touch qui se jette au nord de Purpan et l’actuelle chaussée du Bazacle.
Le canal du Midi, œuvre de Pierre-Paul Riquet, qui reprend une courbe artificielle de la Garonne vers la mer Méditerranée, remonte au sud-est la vallée de l’Hers-Mort et traverse la rive droite de la ville.
La commune de Toulouse a une superficie de 11 830 hectares, soit environ 1 300 hectares de plus que Paris et 7 000 de plus que Lyon, mais 13 000 de moins que Marseille.

### Métropole

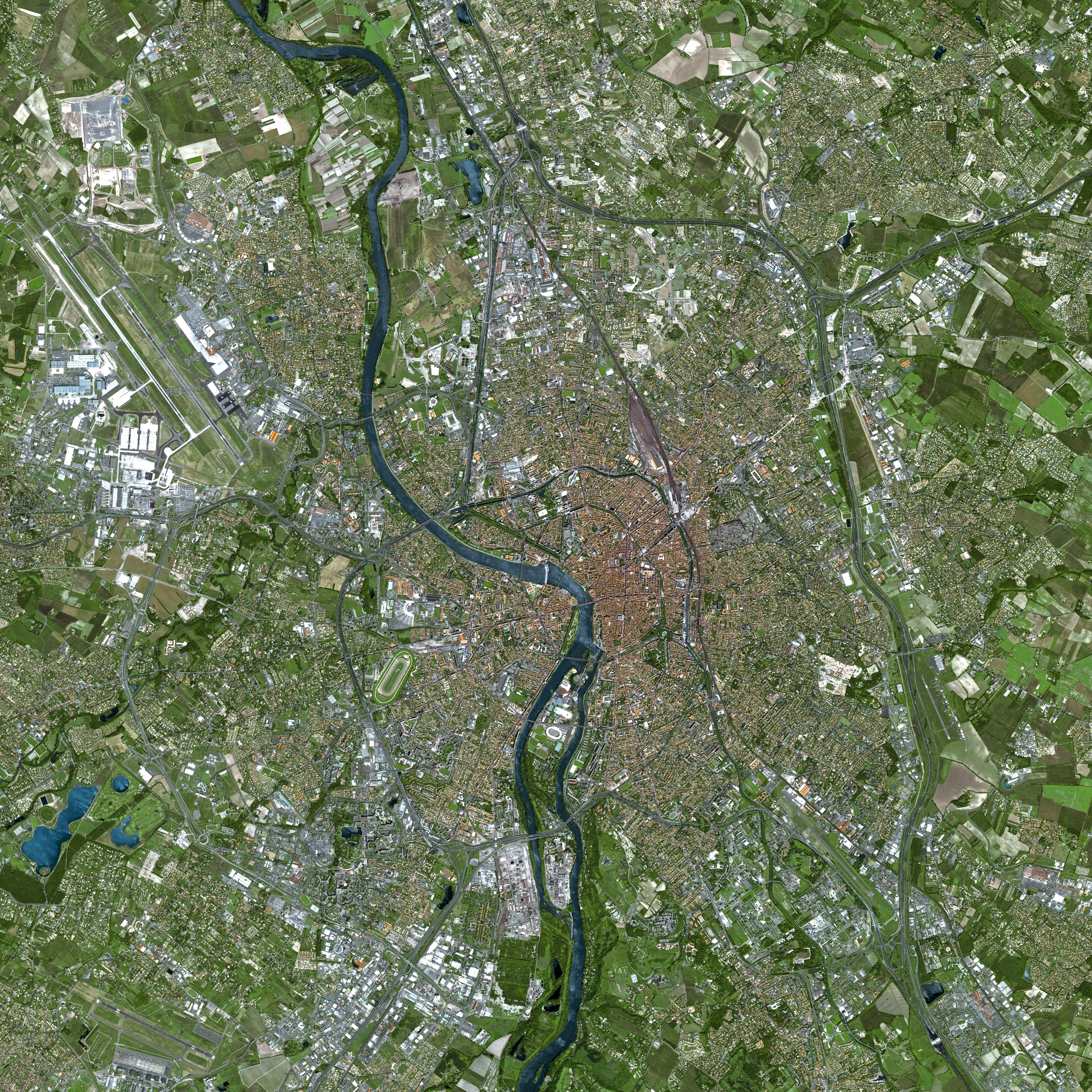
Toulouse vue par le satellite SPOT en 2002.

Très tôt industrieuse grâce aux moulins du Bazacle sur la Garonne, puis berceau de nombreux constructeurs d'aéronefs comme Latécoère, Sud Aviation, de la firme Airbus créée à Blagnac en 1970, Toulouse est une technopole européenne qui regroupe de nombreuses industries de pointe dans les secteurs aéronautique, spatial, électronique, informatique, chimie, pharmacie ou de services tel le Météopole. Elle dispose de nombreux centres de recherches comme le laboratoire d'analyse et d'architecture des systèmes, le centre national d'études spatiales, l'Agrobiopole (INRA, ENSAT) et concentre aussi des recherches liées à la médecine humaine et vétérinaire (Oncopole, INSERM, CNRS, CHU de Purpan et de Rangueil).
Elle est une importante ville étudiante : l'université, créée au Moyen Âge (en 1229, l'une des plus anciennes de France avec Paris et Montpellier), accueille 100 000 étudiants. Jean Jaurès a été maître de conférence à la faculté de lettres, Paul Sabatier, prix Nobel de chimie en 1912 a été doyen de la faculté des sciences et Vincent Auriol, président de la République française, titulaire d'un doctorat de la faculté de droit.
La ville est dotée d'institutions culturelles comme le théâtre du Capitole célèbre pour sa tradition d'opéras et de bel canto, doublé de son auditorium atypique la Halle aux Grains. Au grand théâtre Sorano sont venus s’ajouter le grand théâtre de la Cité TNT et de nombreuses autres salles disséminées dans la ville comme le théâtre Garonne.
Parmi les équipements récents : le centre des congrès Pierre-Baudis, la médiathèque José-Cabanis, le Zénith, la cité de l'espace, le muséum du jardin des plantes, le casino-théâtre, le parc des expositions, Aeroscopia.

### Communes limitrophes
Toulouse est limitrophe de dix sept autres communes.
| Fenouillet, Beauzelle (par un quadripoint), Blagnac | Aucamville, Launaguet        | L'Union                                                 |
| Colomiers, Tournefeuille                            | Toulouse                     | Balma, Quint-Fonsegrives                                |
| Cugnaux, Portet-sur-Garonne                         | Vieille-Toulouse, Pechbusque | Saint-Orens-de-Gameville, Labège, Ramonville-Saint-Agne |

### Géologie et relief

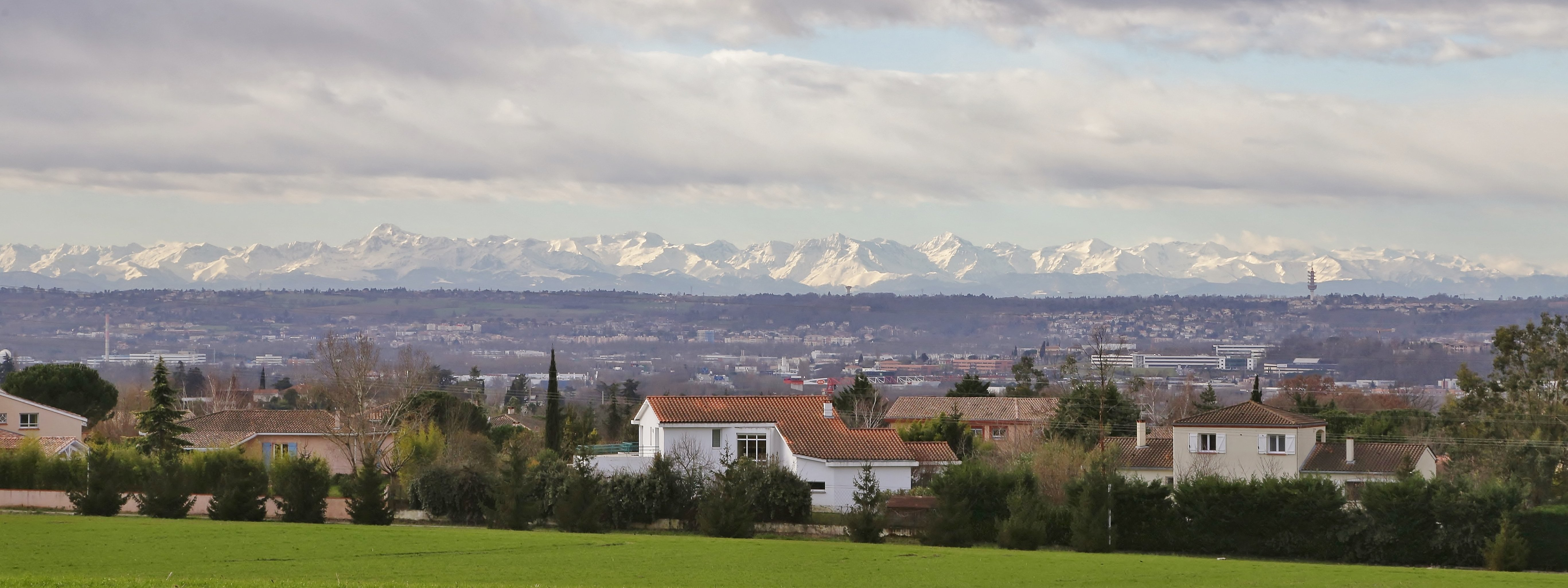
Vue sur les Pyrénées depuis Toulouse (Balma).

Le relief toulousain est marqué par la convergence des vallées d’affluents de la Garonne. L’Ariège au sud est dominée par les coteaux pentus de Vieille-Toulouse, qui dominent la ville sur le promontoire de Pech-David. L’Hers-Mort, qui se jette dans la Garonne au nord de Toulouse, forme une vaste plaine dite de « Lalande ». Elle est séparée à l’est par une ligne formée des collines de Montaudran et de Jolimont. À l'ouest de la ville, à bonne distance du centre-ville (six à sept kilomètres en moyenne), trois terrasses s'étagent pour atteindre les coteaux de Gascogne.

### Hydrographie

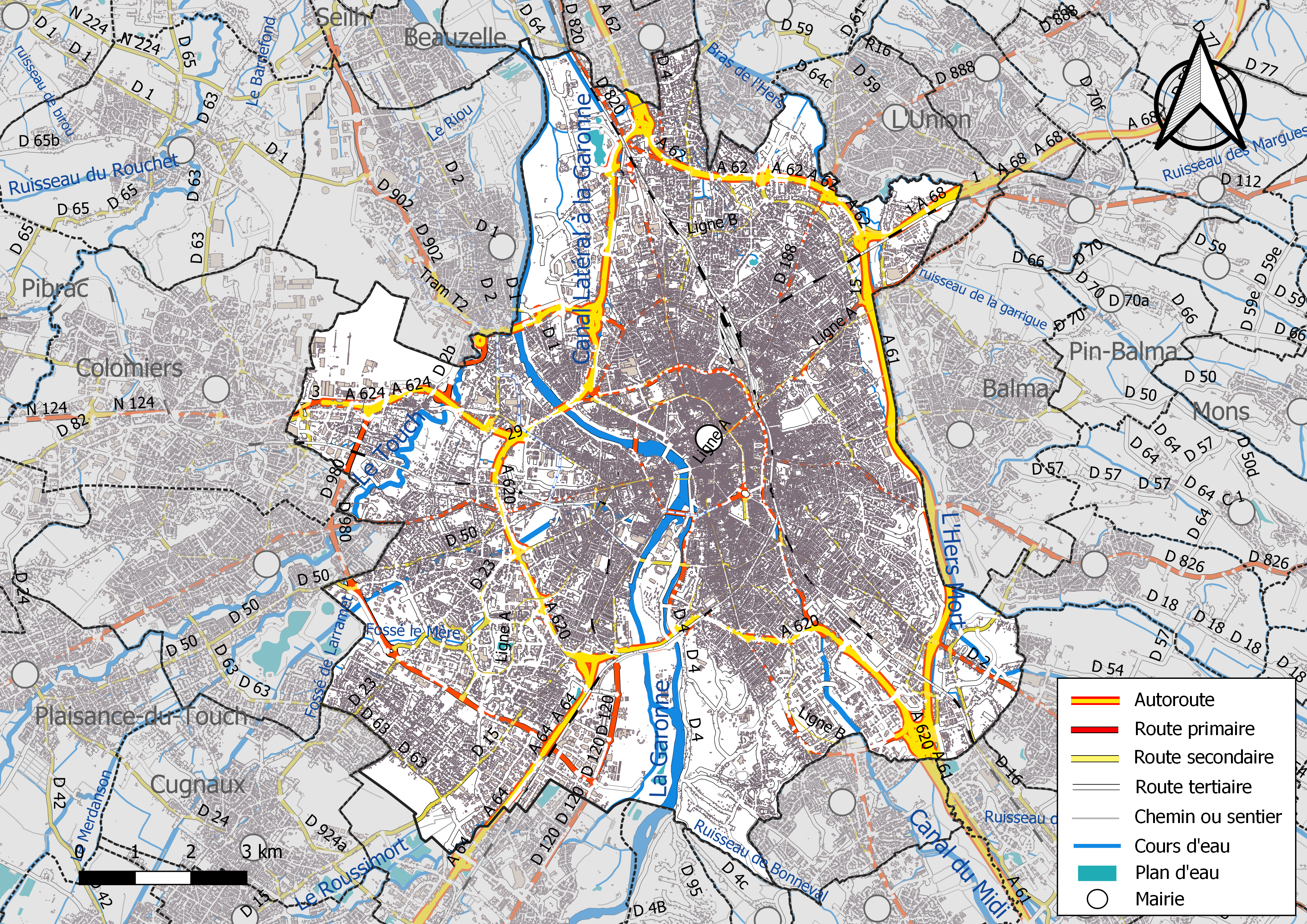
Réseaux hydrographique et routier de Toulouse.

La commune est dans le bassin de la Garonne, au sein du bassin hydrographique Adour-Garonne. Elle est drainée par le canal du Midi, la Garonne, le canal de Saint-Martory, le Touch, l'Hers-Mort, la Marcaissonne, la Saune, la Sausse, le ruisseau de la Saudrune, le ruisseau de Maltemps, un bras de l'Hers, le Fossé de Larramet, le Fossé le Mère, et par deux petits cours d'eau, constituant un réseau hydrographique de 97 km de longueur totale,.
Le canal du Midi, d'une longueur totale de 239,8 km, est un canal de navigation à bief de partage qui relie Toulouse à la mer Méditerranée depuis le xviie siècle.
La Garonne est un fleuve principalement français prenant sa source en Espagne et qui coule sur 529 km avant de se jeter dans l’océan Atlantique.
Le canal de Saint-Martory, d'une longueur totale de 71,2 km, prend sa source dans la commune de Saint-Martory et s'écoule du sud-ouest vers le nord-est. Il se jette dans la Garonne sur le territoire communal, après avoir traversé 19 communes.
Le Touch, d'une longueur totale de 74,5 km, prend sa source dans la commune de Lilhac et s'écoule du sud-ouest vers le nord-est. Il traverse la commune et se jette dans la Garonne à Blagnac, après avoir traversé 29 communes.
L'Hers-Mort, d'une longueur totale de 89,3 km, prend sa source dans la commune de Laurac (11) et s'écoule du sud-est vers le nord-ouest. Il traverse la commune et se jette dans la Garonne à Grenade, après avoir traversé 40 communes.
La Marcaissonne, d'une longueur totale de 26,5 km, prend sa source dans la commune de Beauville et s'écoule du sud-est vers le nord-ouest. Elle se jette dans l'Hers-Mort sur le territoire communal, après avoir traversé 14 communes.
La Saune, d'une longueur totale de 31,8 km, prend sa source dans la commune de Vaux et s'écoule vers le sud-est. Elle se jette dans l'Hers-Mort sur le territoire communal, après avoir traversé 18 communes.

### Climat

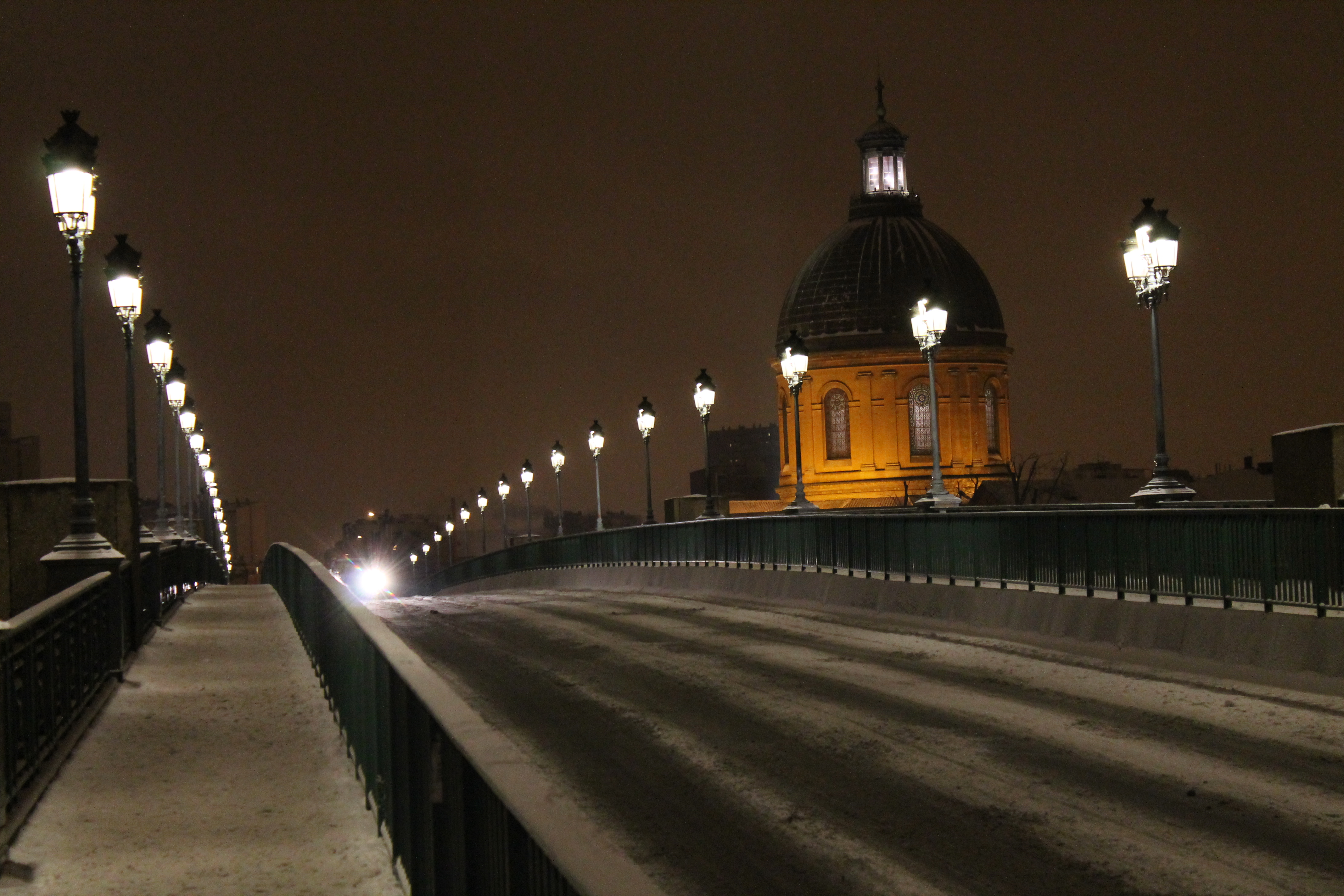
Le Pont Saint-Pierre et le Dôme de la Grave enneigés en février 2012.

Le climat de Toulouse est tempéré-chaud, océanique dit dégradé à tendance méditerranéenne caractérisé par un été chaud et sec, un automne bien ensoleillé, un hiver doux et un printemps humide, marqué par des pluies récurrentes, souvent orageuses et parfois accompagnées de grêle, comme en mai 2008 et 2009.
Ce climat peut être considéré comme un climat de transition entre le climat océanique et le climat méditerranéen même si selon les classifications climatiques, l'amalgame de ces deux climats peut placer Toulouse en situation de climat subtropical humide. Au sens de Gaussen, le mois de juillet est assez chaud et sec pour considérer le climat toulousain comme sub-méditerranéen,,. D'après la classification de Köppen, la température du mois le plus froid est comprise entre 0 °C et 18 °C (janvier avec 6,3 °C) et la température du mois le plus chaud est supérieure à 10 °C (août avec 23 °C) donc c'est un climat tempéré. Les précipitations sont assez bien réparties sur l'année, il n'y a pas de saison sèche sauf deux minimums pluviométriques en février et en juillet, mais pas assez marqué pour parler de saison sèche. C'est donc un climat tempéré chaud sans saison sèche. L'été est chaud car la température moyenne du mois le plus chaud est supérieure à 22 °C (juillet et août avec 23 °C).
Le climat de Toulouse est donc classé comme Cfa dans la classification de Köppen, autrement-dit il s'agit d'un climat subtropical humide.
| Ville             | Ensoleillement · (h/an) | Pluie · (mm/an) | Neige · (j/an) | Orage · (j/an) | Brouillard · (j/an) |
| ----------------- | ----------------------- | --------------- | -------------- | -------------- | ------------------- |
| Médiane nationale | 1 852                   | 835             | 16             | 25             | 50                  |
| Toulouse          | 2 297                   | 627             | 1              | 26             | 34                  |
| Paris             | 1 717                   | 634             | 13             | 20             | 26                  |
| Nice              | 2 760                   | 791             | 1              | 28             | 2                   |
| Strasbourg        | 1 747                   | 636             | 26             | 28             | 69                  |
| Brest             | 1 555                   | 1 230           | 6              | 12             | 78                  |
| Bordeaux          | 2 070                   | 987             | 3              | 32             | 78                  |

Toulouse connaît en moyenne 38 jours de fortes chaleurs et 23,1 jours de gel par an. La température moyenne annuelle est de 14,3 °C. La température la plus chaude jamais enregistrée à Toulouse est 44 °C le 8 août 1923 (relevée à Saint Simon, quartier situé au sud de Toulouse, ainsi qu'à l’aéroport de Francazal), et constitue le record français jusqu'en 2003. La température la plus froide est -19,2 °C, enregistrée le 15 février 1956.
Le jour le plus arrosé eut quant à lui une pluviométrie de 82,7 mm le 7 juillet 1977 selon les sources de Météo-France. L'année la plus arrosée a été 1993 avec un cumul annuel de précipitations de 914,9 mm et la plus sèche 1967 avec un cumul annuel de 377,8 mm.
L'ensoleillement est supérieur à 2 200 heures par an en moyenne.
Les vents dominants sont, par ordre d'importance, le vent d'ouest (apportant généralement l'humidité de l'océan Atlantique), le vent d'autan (venant du sud-est) et le vent du nord, nettement moins fréquent et généralement froid et sec (amenant l'air de masses anticycloniques froides placées sur le nord de l'Europe). Le vent d’autan est aussi appelé « le vent qui rend fou », voire « le vent du diable » en raison de son influence supposée sur les comportements humains et animaux (irritabilité, trouble du rythme cardiaque, accroissement du nombre des accouchements…). Parfois, ce vent peut devenir très puissant comme le 4 mai 1916, où il renversa le train Toulouse-Revel.
Toulouse fut frappée par une tornade le 15 mai 1980 vers 20 h 15. La tornade s'était formée sur l'aéroport de Blagnac avant de continuer en direction de Toulouse pour finir sa course vers le quartier de Casselardit, près de Purpan. Cette tornade, classée F2, avec des vents de 200 km/h, arracha des toits et causa d'autres dommages importants.
Le 3 février 1959 est le jour le plus enneigé avec 21 cm de neige.
Les relevés suivants ont été effectués à l'aéroport de Toulouse-Blagnac.
| Mois                                  | jan.             | fév.             | mars            | avril           | mai             | juin            | jui.            | août           | sep.            | oct.          | nov.            | déc.            | année            |
| ------------------------------------- | ---------------- | ---------------- | --------------- | --------------- | --------------- | --------------- | --------------- | -------------- | --------------- | ------------- | --------------- | --------------- | ---------------- |
| Température minimale moyenne (°C)     | 2,9              | 3                | 5,5             | 7,9             | 11,4            | 15              | 17              | 17,1           | 13,9            | 10,9          | 6,3             | 3,6             | 9,6              |
| Température moyenne (°C)              | 6,3              | 7,2              | 10,3            | 12,8            | 16,6            | 20,5            | 22,8            | 23             | 19,4            | 15,3          | 9,9             | 7,1             | 14,3             |
| Température maximale moyenne (°C)     | 9,7              | 11,2             | 15              | 17,6            | 21,4            | 25,7            | 28,2            | 28,5           | 24,8            | 19,7          | 13,5            | 10,4            | 18,8             |
| Record de froid (°C) date du record   | −18,6 16/01/1985 | −19,2 15/02/1956 | −8,4 01/03/2005 | −4,3 06/04/1911 | −0,8 01/05/1960 | 4 02/06/1962    | 7,6 08/07/1954  | 5,5 30/08/1986 | 1,9 27/09/1972  | −3 29/10/1949 | −7,5 23/11/1988 | −12 28/12/1962  | −19,2 15/02/1956 |
| Record de chaleur (°C) date du record | 21,2 15/01/1955  | 24,1 27/02/2019  | 27,1 21/03/1990 | 30 13/04/1949   | 34,5 30/05/2025 | 40,2 27/06/2019 | 40,2 08/07/1982 | 44 08/08/1923  | 37,5 07/09/1911 | 33 01/10/2023 | 24,3 01/11/1968 | 21,1 17/12/1987 | 44 08/08/1923    |
| Ensoleillement (h)                    | 82               | 118,6            | 173,6           | 195,1           | 211,1           | 244,1           | 265,3           | 247,2          | 207             | 160,3         | 100,9           | 91,7            | 2 096,9          |
| Précipitations (mm)                   | 52,6             | 37,1             | 45,4            | 65,7            | 74,2            | 64,4            | 39,6            | 44,3           | 45,8            | 54,3          | 55,2            | 48,8            | 627,6            |

| Diagramme climatique                                  |           |           |             |              |            |            |              |              |              |             |             |
| J                                                     | F         | M         | A           | M            | J          | J          | A            | S            | O            | N           | D           |
| 9,72,952,6                                            | 11,2337,1 | 155,545,4 | 17,67,965,7 | 21,411,474,2 | 25,71564,4 | 28,21739,6 | 28,517,144,3 | 24,813,945,8 | 19,710,954,3 | 13,56,355,2 | 10,43,648,8 |
| Moyennes : • Temp. maxi et mini °C • Précipitation mm |           |           |             |              |            |            |              |              |              |             |             |

## Voies de communication et transports
Le tableau suivant présente les grands liens routiers autour de Toulouse.
| Destination        | Voie routière        | Distance | Temps de parcours automobile (sans pause)                  | Temps de parcours train | Distance à vol d'oiseau |
| ------------------ | -------------------- | -------- | ---------------------------------------------------------- | ----------------------- | ----------------------- |
| Montauban          | A62-A20              | 54 km    | 45 minutes                                                 | 30 minutes              | 45 km                   |
| Castelsarrasin     | A62                  | 68 km    | 48 minutes                                                 | 50 minutes              | 55 km                   |
| Albi               | A68                  | 70 km    | 1 heure                                                    | 1 heure                 | 67 km                   |
| Auch               | N124                 | 78 km    | 1 h 10 min aujourd'hui, 50 minutes par 2 × 2 voies en 2025 | 1 h 30 min              | 69 km                   |
| Castres            | A68-A680-D20-N126    | 85 km    | 1 h 30 min aujourd'hui, 50 minutes par autoroute en 2025   | 1 h 30 min              | 64 km                   |
| Foix               | A61-A66-N20          | 88 km    | 1 h 15 min                                                 | 1 h 10 min              | 72 km                   |
| Carcassonne        | A61                  | 94 km    | 1 h 5 min                                                  | 57 minutes              | 85 km                   |
| Cahors             | A62-A20              | 114 km   | 1 h 8 min                                                  | 1 h 20 min              | 94 km                   |
| Agen               | A62                  | 115 km   | 1 h 10 min                                                 | 1 h 15 min              | 94 km                   |
| Rodez              | A68-N88              | 148 km   | 2 h 5 min                                                  | 2 h 20 min              | 130 km                  |
| Narbonne           | A61                  | 151 km   | 1 h 20 min                                                 | 1 h 15 min              | 134 km                  |
| Tarbes             | A64                  | 155 km   | 1 h 30 min                                                 | 1 h 50 min              | 130 km                  |
| Brive-la-Gaillarde | A62-A20              | 202 km   | 2 h 10 min                                                 | 3 h                     | 172 km                  |
| Montpellier        | A61-A9               | 245 km   | 2 h 45 min                                                 | 2 h 50                  | 198 km                  |
| Bordeaux           | A62                  | 245 km   | 2 h 41 min                                                 | 2 h 20 min              | 211 km                  |
| Limoges            | A62-A20              | 290 km   | 2 h 50 min                                                 | 3 h 20 min              | 248 km                  |
| Angoulême          | A20 - A62 - N10      | 354 km   | 2 h 58 min                                                 | 3 h 7 min               | 249 km                  |
| La Rochelle        | A62-A10-N137         | 421 km   | 3 h 35 min                                                 | 4 h                     | 350 km                  |
| Saint-Sébastien    | A64-A63-AP-8         | 346 km   | 3 h 20 min                                                 | 7 h 20 min              | 280 km                  |
| Andorre            | A61-A66-N20-N22 (E9) | 188 km   | 2 h 39 min                                                 | 8 h 31 min              | 123 km                  |
| Barcelone          | A61-A9-AP-7          | 396 km   | 4 h 21 min                                                 | 4 h 30 min              | 254 km                  |
| Marseille          | A61-A9-A54-A7        | 403 km   | 4 h 26 min                                                 | 3 h 50 min              | 320 km                  |
| Châteauroux        | A62-A20              | 408 km   | 4 h                                                        | 4 h 30 min              | 356 km                  |
| Poitiers           | A62-N10              | 466 km   | 5 h 12 min                                                 | 4 h                     | 343 km                  |
| Lyon               | A61-A9-A7            | 541 km   | 5 h 53 min                                                 | 5 h 4 min               | 360 km                  |
| Orléans            | A62-A20-A71          | 553 km   | 5 h 53 min                                                 | 6 h                     | 479 km                  |
| Nantes             | A62-A10-A83-N137     | 585 km   | 6 h 5 min                                                  | 7 h                     | 465 km                  |
| Tours              | A62-A10              | 587 km   | 6 h 6 min                                                  | 5 h 10 min              | 424 km                  |
| Paris              | A62-A20-A71-A10-A6   | 800 km   | 7 h 30 min                                                 | 4 h 17 min              | 590 km                  |

### Voies routières

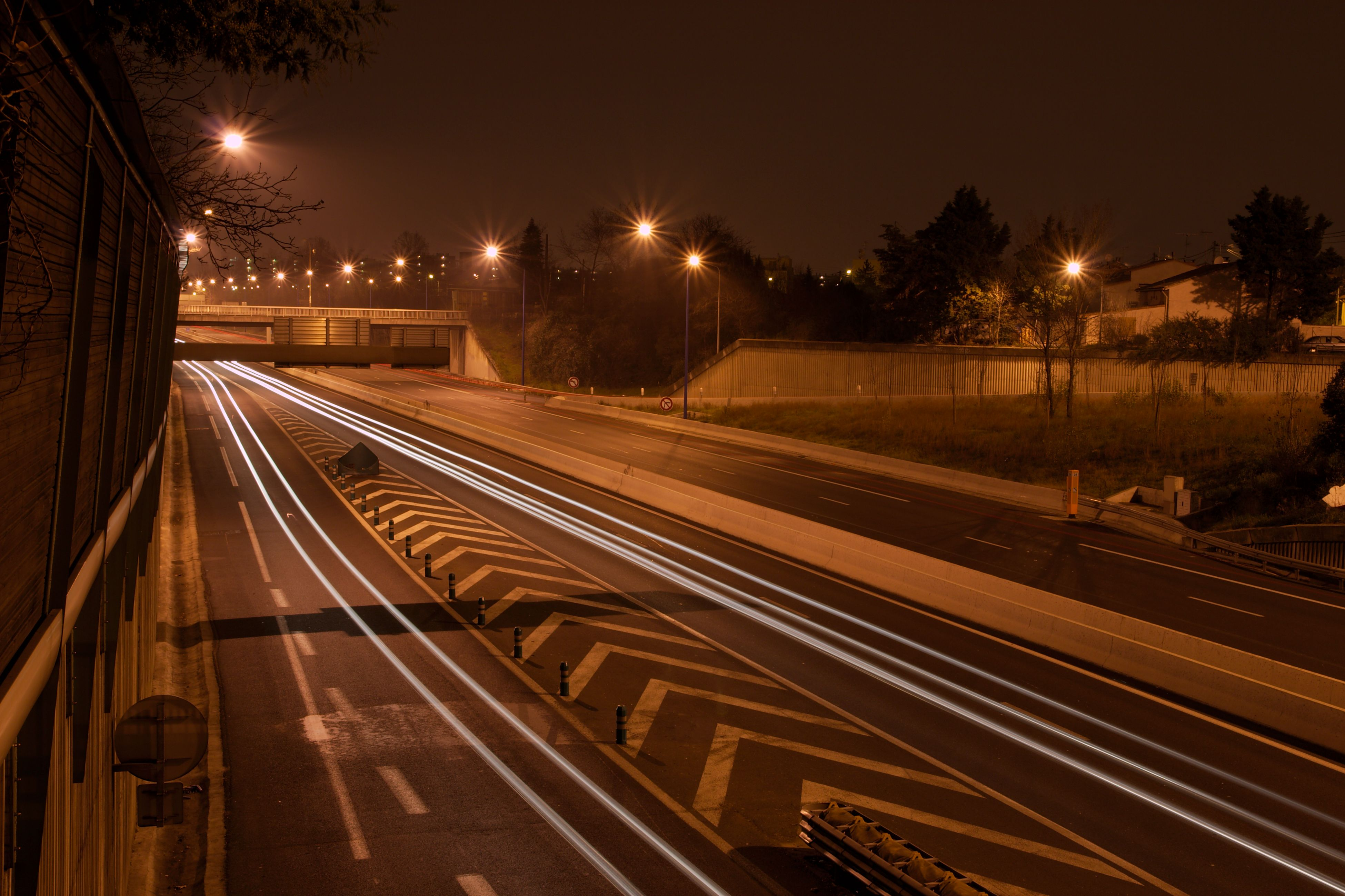
Une rocade de nuit dans le quartier de Jules-Julien (Toulouse), sur le sud du périphérique toulousain

Toulouse est le centre de plusieurs axes de communications autoroutiers et routiers. Le périphérique de Toulouse, partiellement doublé par plusieurs[Lesquelles ?] rocades (dont notamment, à l'ouest, la Rocade Arc-en-Ciel) permet de faire le tour du cœur de l'agglomération. À ce périphérique ou à ces rocades sont reliés la plupart des grands axes routiers interurbains :
- au nord-ouest Bordeaux en prenant l'A62.
- au nord Paris par les N20 et A20, connectée à l'A62 au niveau de Montauban.
- au nord-est Albi, par l'A68. Son prolongement en 2 × 2 voies jusqu'à Lyon est prévu sans qu'aucune date n'ait été arrêtée à ce jour.
- à l'est le sud du département du Tarn, par l'A680, connectée à l'A68 au niveau de Gragnague. Son prolongement à moyen terme (ouverture prévue en 2025), prenant le nom d'autoroute A69, est également prévu jusqu'à Castres.
- à l'est Narbonne avec l'A61, puis toute la côte méditerranéenne (de Perpignan à Menton) grâce à la connexion de l'A61 avec l'A9.
- au sud-est, l'Ariège (Pamiers et Foix) et l'Andorre par l'A66. Son prolongement jusqu'à la frontière espagnole, pour relier Barcelone, est prévu, mais aucune date n'est programmée.
- au sud-ouest, Tarbes, Pau, Bayonne, la côte basque et l'ouest de l'Espagne, via l'A64.

De plus, l'agglomération est desservie par plusieurs voies rapides et autoroutes secondaires qui complètent le réseau métropolitain :

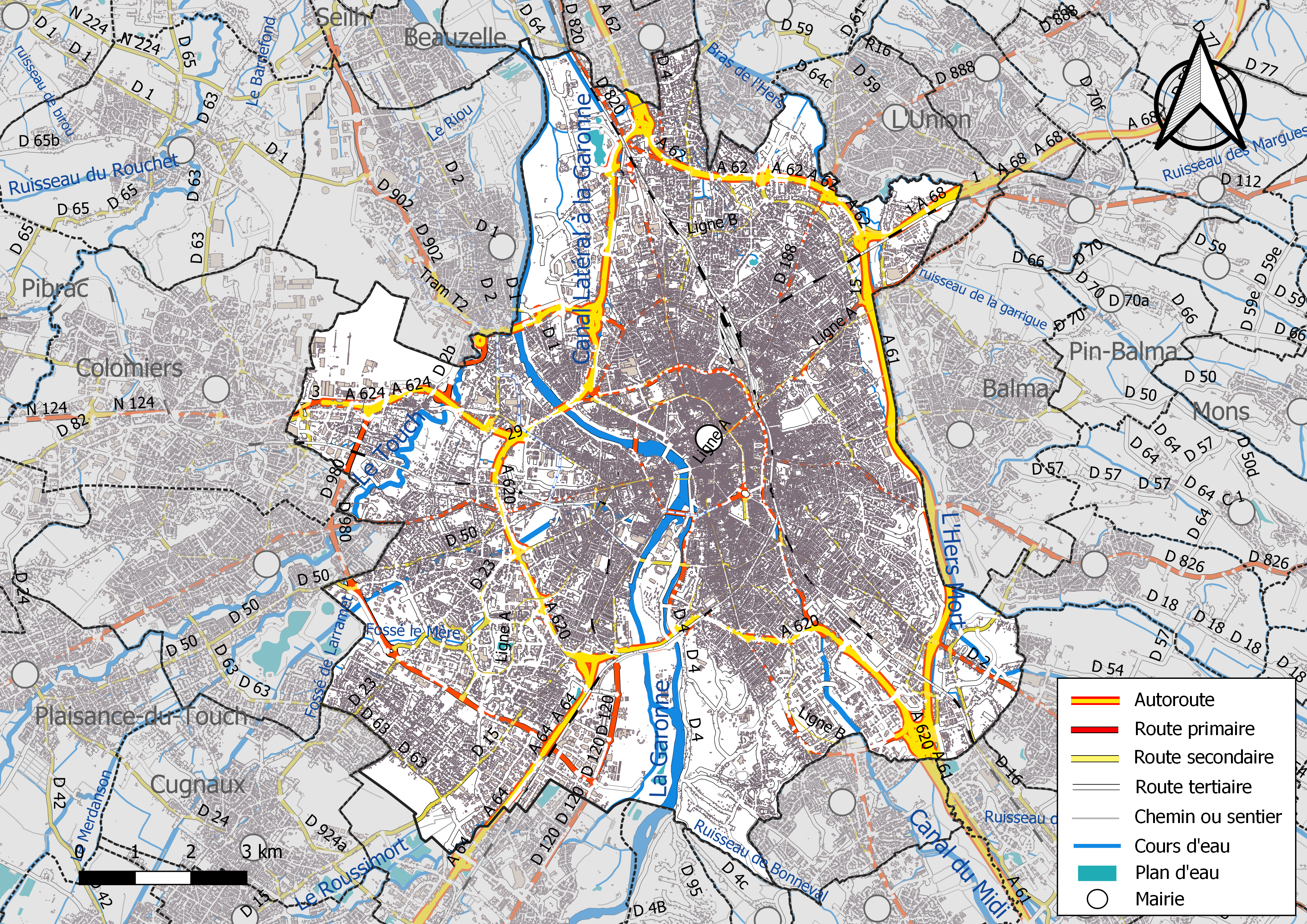
Carte du réseau routier et autoroutier de Toulouse

- au sud, la N20 se connecte à l'A64 au niveau de Portet-sur-Garonne. Elle dessert le sud de l'agglomération, entre Pinsaguel et Auterive et permet de rejoindre l'Ariège.
- à l'ouest, la N124 (en 2 × 2 voies) ainsi que l'A624 (en 3 × 2 voies) au niveau de Toulouse ouvrent l'axe vers le Gers et desservent notamment les communes de Colomiers, Pibrac et L'Isle-Jourdain ainsi que les zones Airbus des Ramassiers et de Saint-Martin-du-Touch.
- au nord-ouest, le périphérique, l'A621 et le Fil d'Ariane encerclent les quartiers de Purpan et des Sept-Deniers. L'A621 se prolonge ensuite vers le nord en desservant la commune de Blagnac et l'aéroport, puis se prolonge sous la forme de voie rapide métropolitaine (la Voie Lactée) jusqu'au MEETT et la commune de Beauzelle.
- au sud-est, la courte A623 permet de boucler le campus de Rangueil en reliant la Route de Narbonne et la N113 (Ramonville-Saint-Agne) à l'échangeur du Palays, à l'endroit où l'A61 s'insère dans le périphérique.
- enfin, la rocade Arc-en-Ciel et l'avenue Eisenhower permettent un deuxième contournement par l'ouest de Toulouse entre l'A64 et l'A624.

Les déplacements sont parfois difficiles dans l'agglomération, le périphérique étant souvent encombré aux heures de pointe (plus de 135 000 voitures par jour sur la section Purpan-Empalot en 2011 selon la DRE, soit le seuil de saturation d'une 2 × 3 voies).
Le grand contournement de l'agglomération, a été l'objet d'un débat public sur les traces de la Translauragaise, mais aussi d'une variante nouvelle par l'ouest en continuité de l'A20 E9. Sa construction, à la suite du Grenelle de l'environnement, a été jugée prématurée en juin 2008 par le ministre de l'Écologie, Jean-Louis Borloo.
La rocade Arc en Ciel (D980), encore inachevée et pourtant dessinée dès 1965, reste une alternative pour doubler le périphérique à l'ouest et au sud-ouest de l'agglomération toulousaine.
Une série de boulevards urbains sont aussi attendus pour mailler le réseau des voies rapides urbaines (voie du canal de Saint Martory, boulevard urbain nord, voie de dégagement est, etc.)
Certaines rues de Toulouse pouvant accueillir une circulation de transit ou des lignes de bus « stratégiques » (sic) ont une vitesse maximale élevée à 50 km/h. Les rues élevées à 50 km/h en tout ou partie sont notamment des boulevards longeant le canal du Midi, le boulevard des Crêtes et des artères pénétrantes à l’entrée de ville.

### Transports en commun

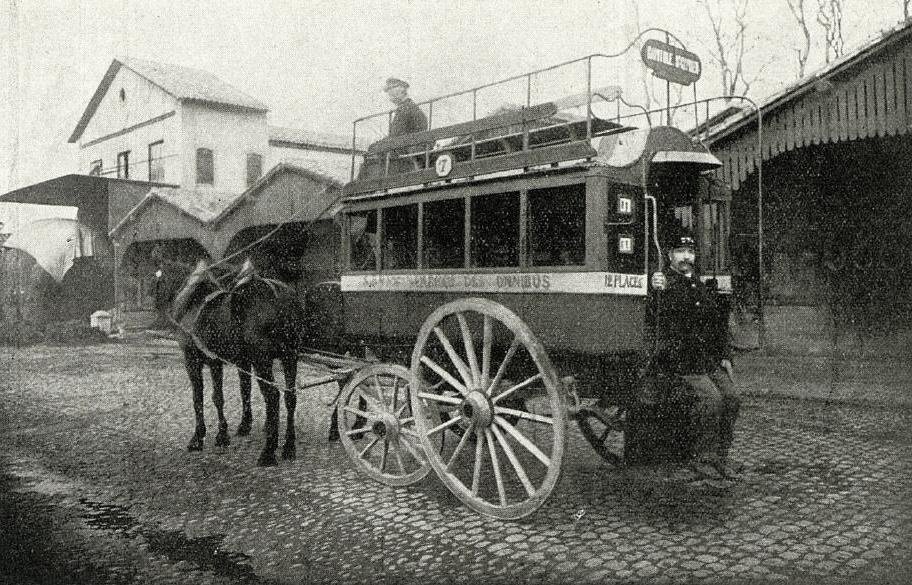
Le premier bus à impériale de Toulouse (de 1863).

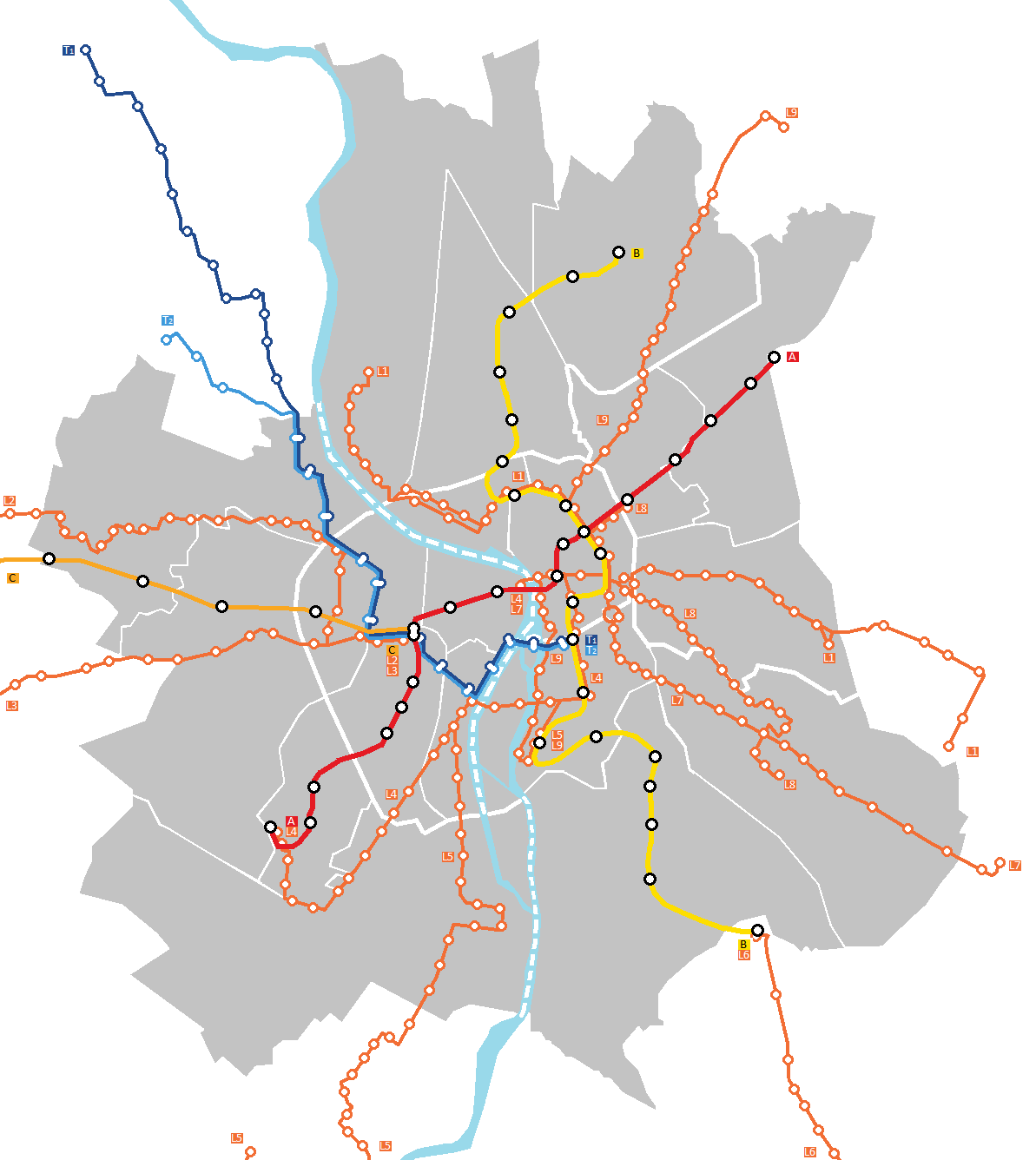
Carte de transport en commun de Toulouse, montrant les lignes de métro, de tramway, et du réseau des autobus à haut niveau de service, les Linéos.

L'agglomération étant particulièrement étendue et morcelée entre zones d'habitat, zones commerciales et pôles d'emplois bien distincts, la voiture règne comme le mode principal de déplacements (64 % des déplacements). L'ensemble du réseau métro et bus peut transporter jusqu'à 412 000 voyageurs certaines journées en semaine (le 10 décembre 2010).

#### Bus
Le réseau urbain Tisséo, compte 149 lignes de bus (Linéo incluses) en 2021. Les lignes du réseau permettent la desserte de l'ensemble du territoire de l'agglomération toulousaine. Il existe, en plus des lignes de bus classiques, les lignes Linéo. Ce sont des lignes de bus à haut niveau de service, au nombre de 7 en 2019 et 10 en 2023. Elles permettent, grâce à un matériel roulant de plus grande capacité et à une fréquence bien plus large, une desserte importante de quartiers toulousains non desservis par le métro ou le tramway.

#### Métro
L'agglomération toulousaine est desservie par un réseau de métro de type VAL, composé de deux lignes (A et B). Une troisième ligne, la ligne C, est prévue pour l'année 2028. 

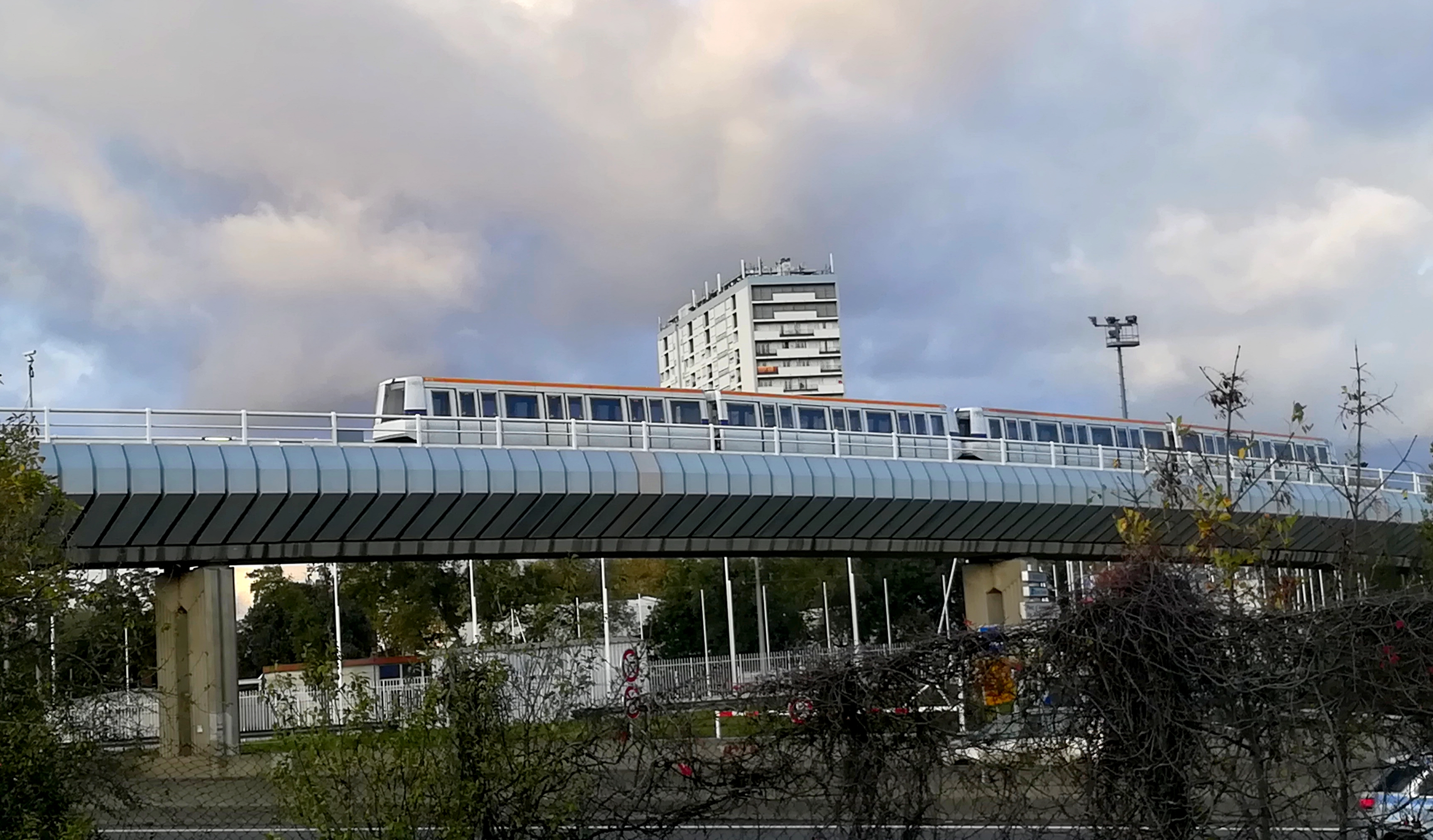
Une rame VAL 206 sur une portion aérienne de la ligne A du métro toulousain entre les stations Mirail – Université et Bagatelle.

Celles-ci totalisent 27,5 km (12,5 km + 15 km) et 38 stations (18 + 20), qui enregistrent des fréquentations moyennes de 219 000 validations par jour (ligne A) et 207 000 validations par jour (ligne B).

#### Cars
Le réseau liO Arc-en-Ciel permet de desservir de nombreuses communes de Haute-Garonne depuis Toulouse.

#### Rail hors tramway
Toulouse est actuellement desservie par quatre lignes ferroviaires majeures que sont la ligne de Bordeaux-Saint-Jean à Sète-Ville, la ligne classique des Aubrais - Orléans à Montauban-Ville-Bourbon en provenance de Paris-Austerlitz via Limoges-Bénédictins, la ligne de Toulouse à Bayonne (et son prolongement vers Latour-de-Carol et Puigcerda) et la ligne de Saint-Agne à Auch.
La gare de Toulouse-Matabiau, gare principale, est située dans le quartier du même nom à proximité du centre-ville. D’autres gares secondaires se situent à Toulouse, desservies uniquement par le TER Occitanie.
La ville n’est desservie par aucune ligne à grande vitesse. Cependant la ligne de Bordeaux à Sète est équipée pour la circulation des TGV, et avec la nouvelle LGV Sud Europe Atlantique, Toulouse se situe à quatre heures et quinze minutes de Paris-Montparnasse, quatre heures de Lyon-Part-Dieu et de Marseille-Saint-Charles, en Intercités pour ce dernier trajet. Un projet de desserte de Toulouse à grande vitesse est cependant en cours : la LGV Bordeaux - Toulouse.
Il existe une ligne SNCF d'agglomération intégrée au réseau Tisséo, appelée ligne C (Arènes - Saint-Cyprien / Colomiers).
La carte Pastel permet d'avoir dans un même support des titres de transport TER, Tisséo, du réseau Arc-en-Ciel du conseil départemental et des abonnements aux VelôToulouse.

#### Tramway
L'ancien tramway de Toulouse a été installé en 1881, avant d'être désinstallé en 1957.
Depuis le 11 décembre 2010, le tramway toulousain est de retour avec la ligne T1 (10,9 km), qui relie Beauzelle (via Blagnac) à la station Palais de Justice. Elle dessert l'île du Ramier, Fer à cheval, Avenue de Muret, Croix de Pierre, Déodat de Séverac, la Gare de Toulouse-Saint-Cyprien-Arènes, le Zénith, le CHU Purpan, le nouveau quartier d'Andromède à Blagnac et Cartoucherie à Toulouse. Le 20 décembre 2013, la ligne T1 du tramway est prolongée jusqu'à la station de métro Palais de Justice afin d'être connectée à la ligne B du métro. Le parcours est agrémenté à ses ronds-points de créations originales. Apparaîtront donc cinq œuvres artistiques se répartissant comme suit : Le mirador de Stéphane Pencreac'h (avenue de Lombez), Le locataire de Gloria Friedmann (La Flambère), Le chien et le moustique de Richard Fauguet (Ancely), La jambe de cheval de Daniel Coulet (Blagnac), l'ouvrage lumineux le long des 11 km du trajet étant, quant à lui, dû à Hervé Audibert.

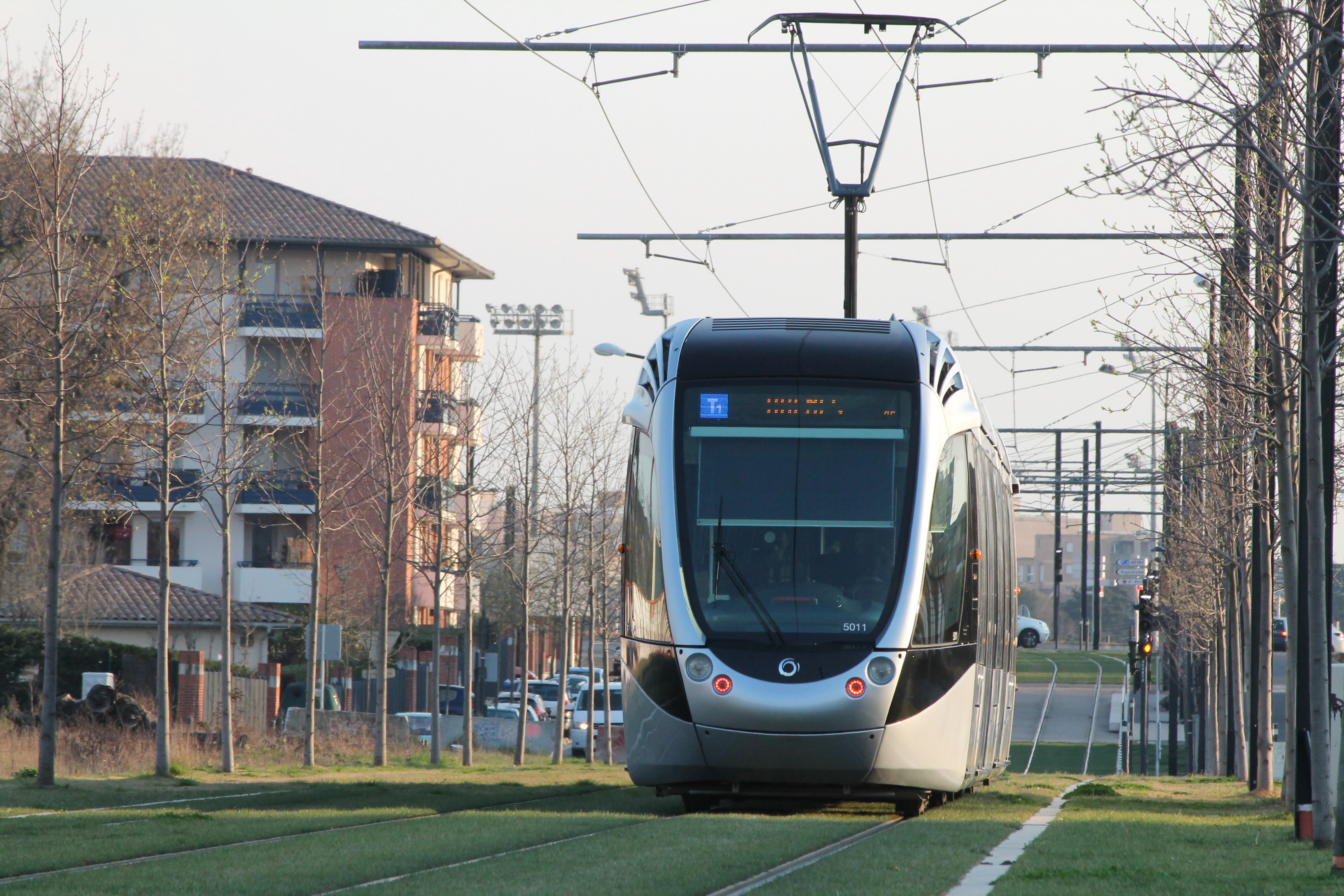
La Ligne T1 du tramway de Toulouse a été inaugurée en décembre 2010 et a été l'objet d'un prolongement jusqu'à la station Palais de Justice afin de se connecter à la ligne B du métro.

Le 10 avril 2015, la ligne T2 est inaugurée. Ayant le même trajet que la ligne T1 jusqu'à la station Ancely, elle bifurque ensuite vers la zone aéroportuaire puis l'aéroport où son terminus est situé devant le hall principal. Les lignes T1 et T2 du tramway de Toulouse transportent à cette époque quotidiennement environ 50 000 passagers. Elle est cependant supprimée le 5 juin 2023, pour laisser place à une navette prévue pour 2026 vers l'aéroport de Toulouse-Blagnac utilisant ses anciennes infrastructures.

#### Téléphérique

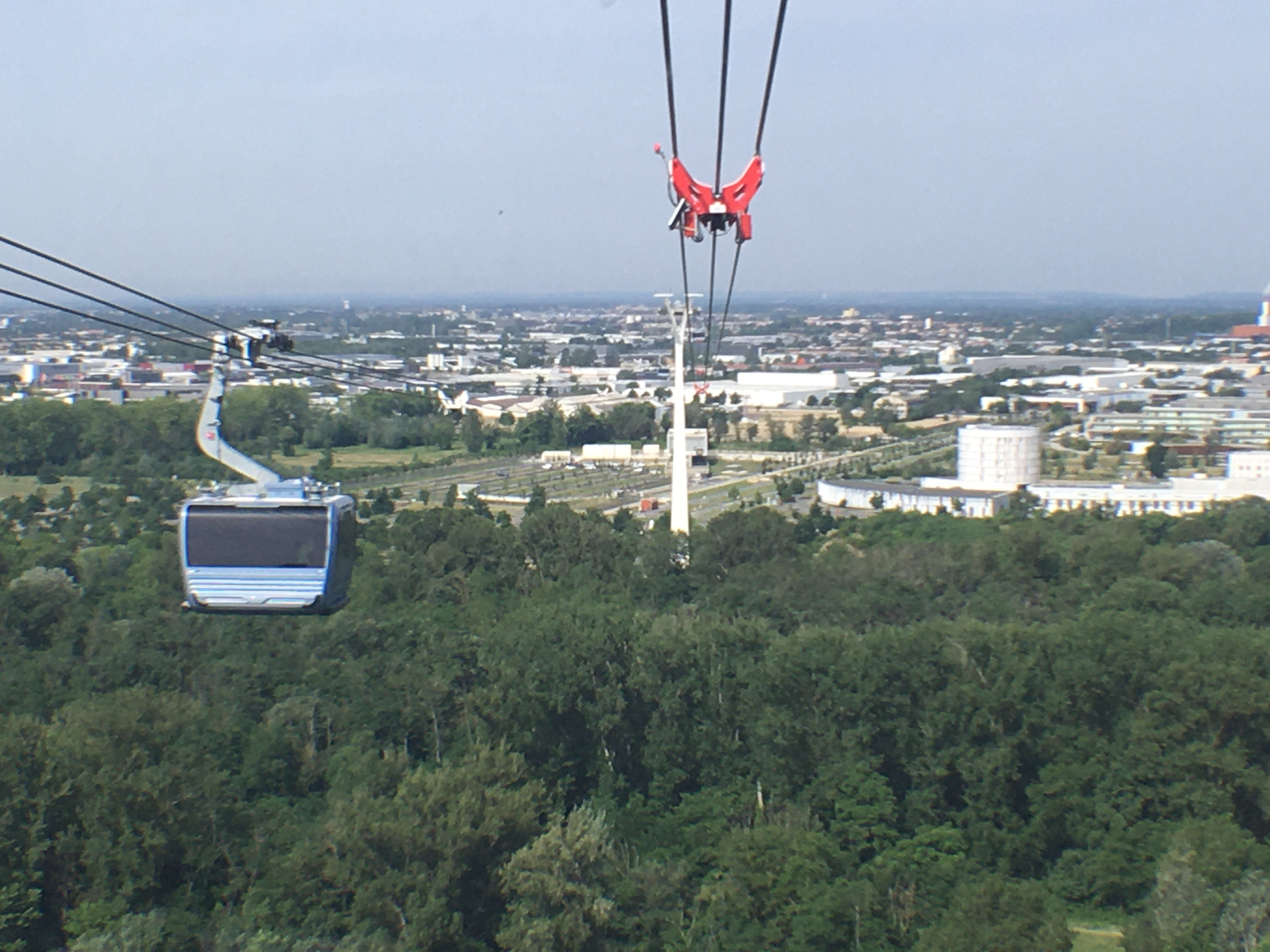
Le Téléo à l'approche de la station Oncopole - Lise Enjalbert en 2022.

Le téléphérique de Toulouse, nommé Téléo, circule depuis le 14 mai 2022 dans le sud de la ville, reliant l'Oncopole à l'université Paul Sabatier avec un arrêt à l'hôpital de Rangueil. Son trajet de 3 km se fait en 10 minutes.

### Transports aériens
Enfin, le trafic de l'aéroport de Toulouse-Blagnac, classé au quatrième rang des aéroports de province, s'est beaucoup développé au cours des dernières années. Il a atteint plus de 9,6 millions de passagers en 2019. La liaison aérienne entre l'aéroport de Toulouse-Blagnac et celui de Paris-Orly est la plus fréquentée d'Europe, en raison de l'insuffisante rapidité de la desserte ferroviaire avec Paris et de l'importance du trafic pour des voyages professionnels.
L'aéroport de Toulouse Francazal est un aéroport civil géré par la société SNC-Lavalin depuis le 3 janvier 2011 puis par l'entreprise d'ingénierie Edeis. À la suite de la reconversion de la base aérienne 101 Toulouse-Francazal, ancienne base de l'Armée de l'Air au sud de l'agglomération, a fermé dans le cadre de réforme de la carte militaire annoncée en juillet 2008, a été confiée à l'agence Devillers, un géant de l'urbanisme français.
Il existe également l'aérodrome de Toulouse - Lasbordes et une ancienne plate-forme aérienne, l'aéroport de Toulouse-Montaudran, situés tous les deux au sud-est la ville, le long du périphérique.

## Urbanisme

### Typologie
Au 1er janvier 2024, Toulouse est catégorisée grand centre urbain, selon la nouvelle grille communale de densité à sept niveaux définie par l'Insee en 2022.
Elle appartient à l'unité urbaine de Toulouse, une agglomération inter-départementale regroupant 81 communes, dont elle est ville-centre,,. Par ailleurs la commune fait partie de l'aire d'attraction de Toulouse, dont elle est la commune-centre,. Cette aire, qui regroupe 527 communes, est catégorisée dans les aires de 700 000 habitants ou plus (hors Paris),.

### Occupation des sols

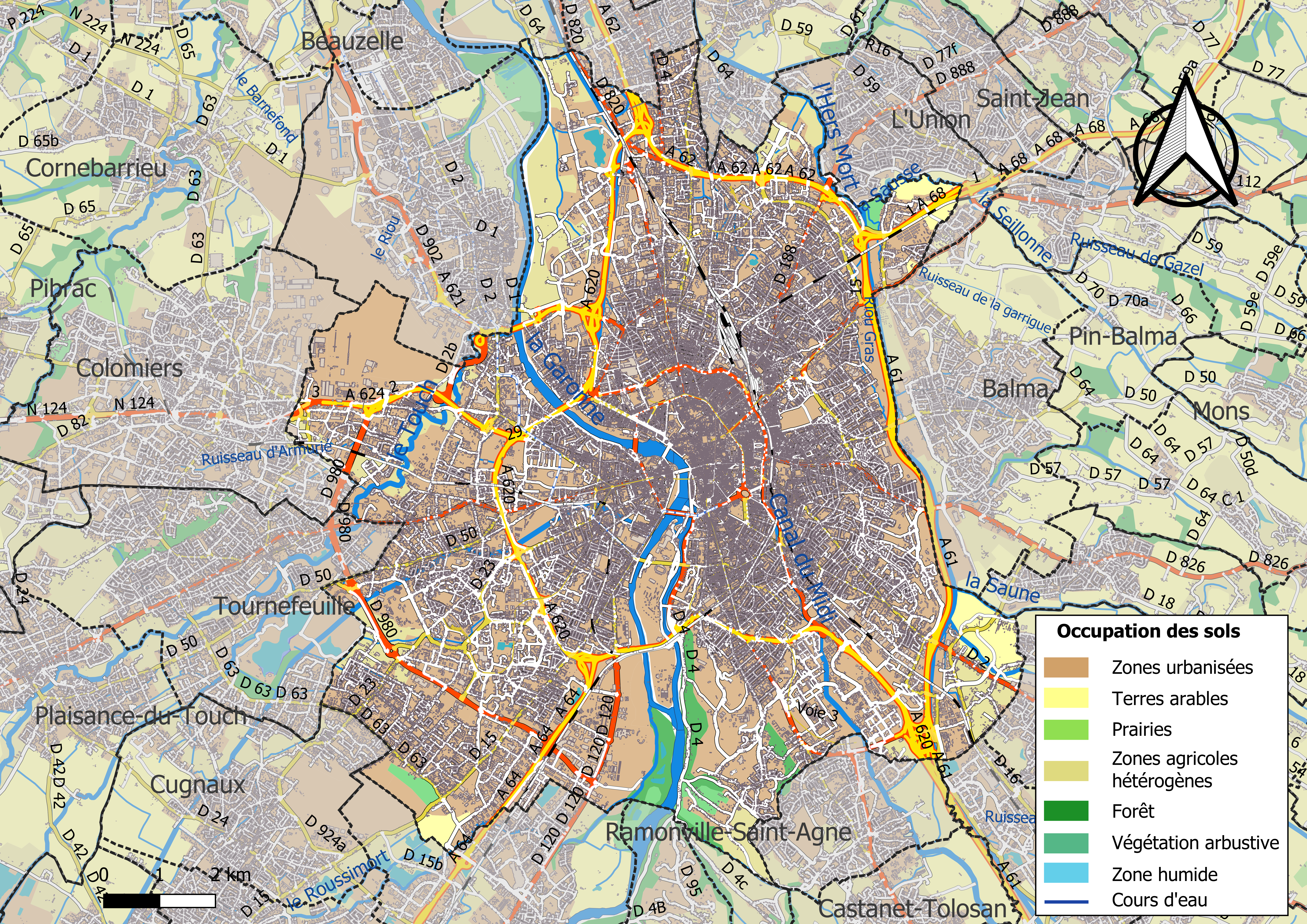
Carte des infrastructures et de l'occupation des sols de la commune en 2018 (CLC).

L'occupation des sols de la commune, telle qu'elle ressort de la base de données européenne d’occupation biophysique des sols Corine Land Cover (CLC), est marquée par l'importance des territoires artificialisés (88,4 % en 2018), en augmentation par rapport à 1990 (77,8 %). La répartition détaillée en 2018 est la suivante :
zones urbanisées (55,4 %), zones industrielles ou commerciales et réseaux de communication (27,9 %), espaces verts artificialisés, non agricoles (5,1 %), zones agricoles hétérogènes (5 %), eaux continentales (2,3 %), terres arables (1,6 %), forêts (1,6 %), milieux à végétation arbustive et/ou herbacée (0,9 %), cultures permanentes (0,3 %). L'évolution de l’occupation des sols de la commune et de ses infrastructures peut être observée sur les différentes représentations cartographiques du territoire : la carte de Cassini (XVIIIe siècle), la carte d'état-major (1820-1866) et les cartes ou photos aériennes de l'IGN pour la période actuelle (1950 à aujourd'hui).

### Morphologie urbaine
La ville est organisée en zones concentriques correspondant à sa croissance urbaine.

#### Un cœur ancien

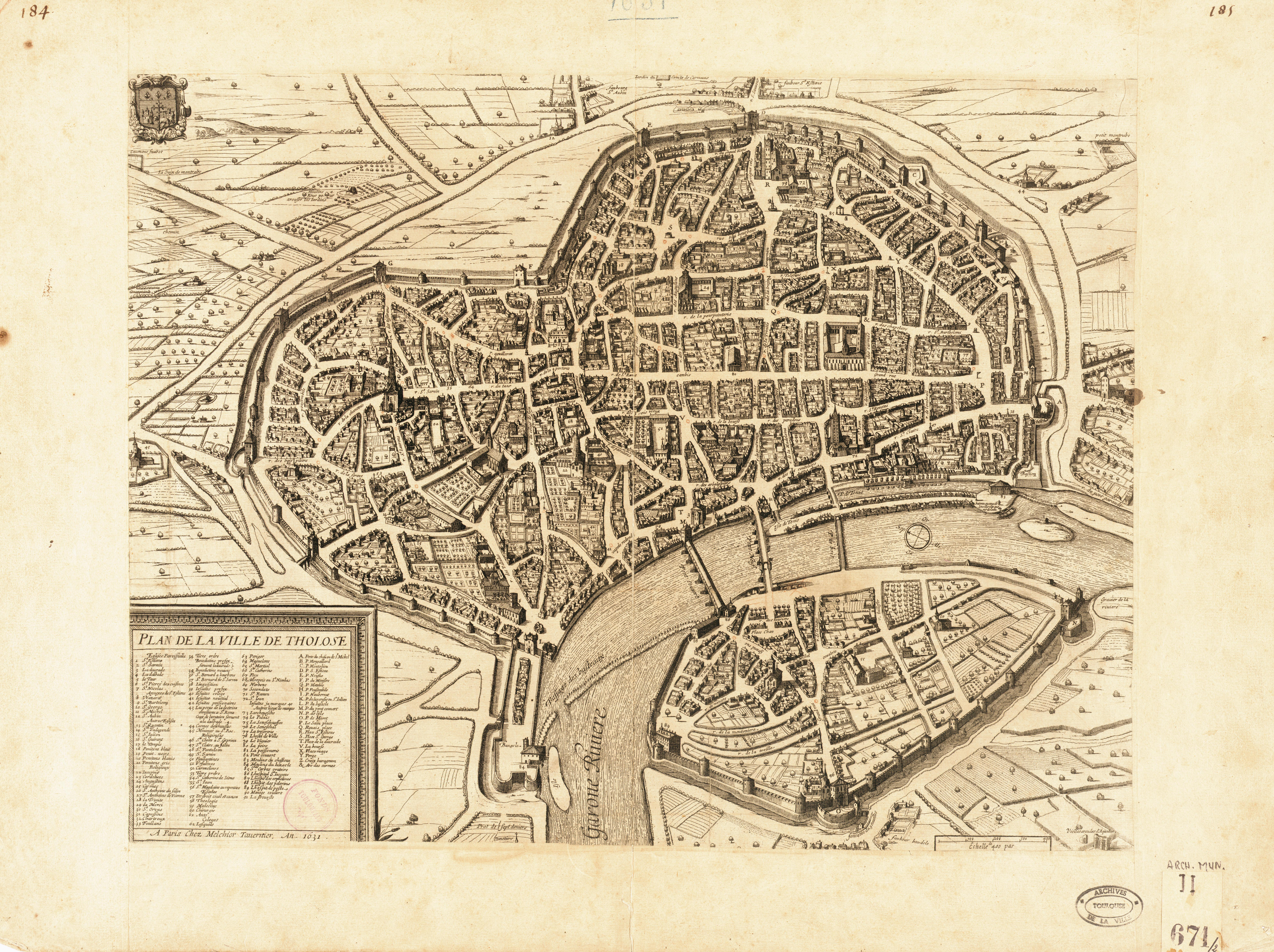
Plan de Toulouse en 1631, par Melchior Tavernier.

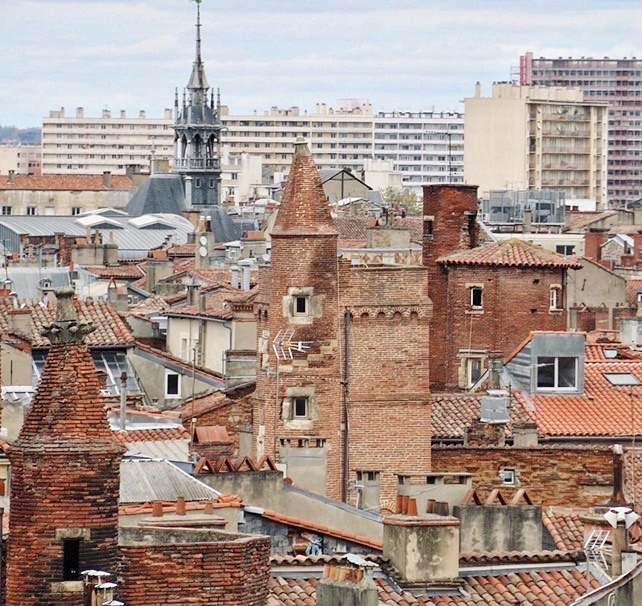
Tours d'escalier en brique des.

On décrivait jadis le centre sous la forme d'un cœur avec ses deux lobes (rive droite) et sa pointe (rive gauche) :
- en amont, la cité centrée sur l'actuelle place Esquirol (ancien forum). Ancienne ville romaine, on y lit encore le plan en damier : rues étroites grossièrement parallèles au cardo et au decumanus, devenues parfois un peu tortueuses au Moyen Âge entre les anciennes portes nord (Capitole) et sud (Palais de justice, ex-parlement), est (Saint-Étienne) et ouest (Dalbade). C'est le quartier bourgeois de la préfecture, de la cathédrale, puis des hôtels des Capitouls et du Pastel ;
- en aval, le bourg au nord de la place du Capitole et de la Daurade, centré autour de l'abbaye de Saint-Sernin, c'est un quartier médiéval historiquement plus universitaire, dont les anciennes abbayes ont laissé la place à des lycées, universités et à la cité administrative ;
- rive gauche, le faubourg de Saint-Cyprien quartier plus populaire, marqué par son ancienne activité hospitalière (hôtel Dieu) ;
- dans le quartier de Saint-Simon, est situé le château de Candie de la seigneurie de Candie de Saint-Simon, le plus ancien château d'origine médiévale (du XIIIe au XVe siècle) du territoire de la commune de Toulouse.

Le pont Neuf et surtout la place du Capitole sont le centre de ce « cœur » qui s'inscrit à l'intérieur des boulevards (sur l'emplacement du mur médiéval encore visible cité administrative). La circulation y a été aérée au XIXe siècle par des percées haussmanniennes (rue de Metz et rue Alsace-Lorraine).

#### Des faubourgs et quartiers duXVIIIeauXIXesiècle
Entre les boulevards et le canal du Midi, au-delà des embellissements du XVIIIe siècle (parcs, places, allées, Grand Rond) qui frôlent le centre ancien, une ceinture de faubourgs ou de quartiers s'organise le long des boulevards ou des axes qui quittent la ville (Saint-Michel, Saint-Aubin, Chalets, Minimes…) puis autour des gares (Matabiau surtout mais aussi, au sud-est, Saint-Agne). Des logements sociaux entre les années 1930 et l'après-guerre se sont élevés en bordure de cet espace urbain qui a tenté de s'adapter à l'automobile dans les années 1950-1960 (voies le long du canal…).

#### Les bouleversements urbains duXIXe

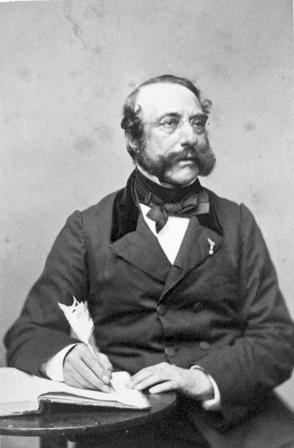
Architecte en chef ville de Toulouse Urbain Vitry, plan général des alignements de la ville

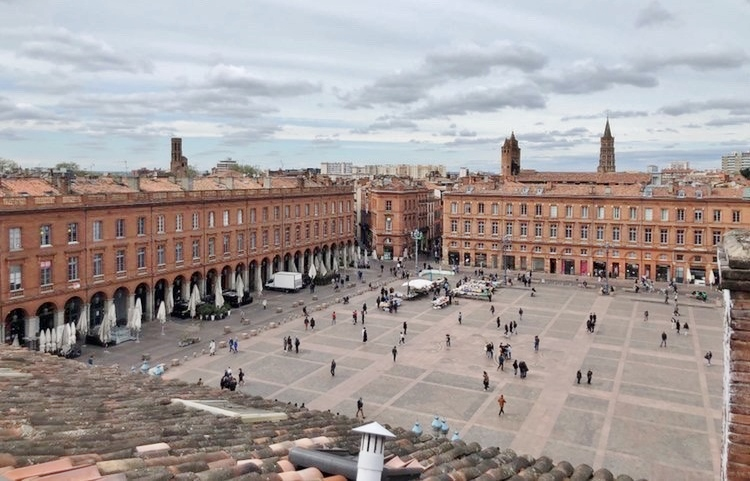
La place du Capitole a été conçue par Jacques-Pascal Virebent (première moitié du XIXe siècle).

À la veille de la Révolution, la population toulousaine compte 60 000 habitants : en 1886, ils sont 150 000. Sur cent ans, la population a presque triplé. Avec cette augmentation tout au long du dix-neuvième siècle, les nouveaux habitants se sont principalement logés dans les faubourgs mais cela n’empêcha pas le changement d'apparence du centre-ville.
La première moitié de ce siècle va vivre l'héritage des Lumières : il s'agit d'embellir et d'aérer. Au cours de la seconde moitié, les Toulousains se sont inspirés du Paris haussmannien.
Toulouse était une ville à l'aspect encore médiéval : déséquilibrée par la clôture de grands couvents, encerclée par d'anciens remparts, traversée de ruelles étroites et sinueuses.
Un homme des Lumières, Jacques-Pascal Virebent, accompagné de Joseph Vitry, a songé aux transformations de la ville. Il avait déjà travaillé dans l'esthétique néo-classique. Malgré des moyens économiques peu favorables, cet homme a travaillé avec l'une de ses seules ressources : son acharnement.
L'objectif de son « plan d'alignement » était que le surplus de population provoque peu de changement dans l'apparence de la ville, tout en ménageant de bonnes conditions de vie et de circulation.
Sous le second Empire (1852-1870), Toulouse commence à être moins isolée. Elle est connectée aux autres villes par le chemin de fer : la gare de Toulouse-Matabiau fut inaugurée en 1857. Les Toulousains utilisent aussi la Garonne pour le transport de marchandises. Mais un problème demeure : comment pénétrer dans la ville ancienne ?
La solution fut d'aérer le tissu urbain pour permettre une meilleure circulation. Toulouse s'inspira du modèle haussmannien.
Une des grandes tâches à mener par les ingénieurs de la ville était l'alignement des rues, c'est-à-dire leur élargissement et leur rectification.
Déjà au cours du dix-huitième siècle, dans un souci d'harmonie s'était affirmé le principe d'un plan général des alignements. Sous la Révolution cette tâche fut confiée aux autorités locales. C'est seulement au début du dix-neuvième siècle que la municipalité de Toulouse se préoccupa de l'organisation des alignements (un arrêté municipal du 10 juillet 1801 dispose qu'il importe de fixer de manière stable et uniforme la largeur à donner aux rues). Ainsi, la largeur des rues principales fut fixée à 10 mètres, celle des rues secondaires à 6 mètres et celle des rues peu fréquentées à 5 mètres.
Le projet fut confié à l'ingénieur Rivet et les travaux débutèrent seulement en 1807. De nombreux projets furent rejetés par le ministère de l'Intérieur. Finalement, les travaux commencèrent véritablement en 1829.

##### La destruction des remparts
Les remparts, condamnés en 1808, furent détruits entre 1829 et 1832 et remplacés par une ceinture de boulevards.
Le maire souhaite détruire les vieux remparts. Il doit pour cela demander l'accord du roi, qui tarde à le donner car les remparts protègent la ville de Toulouse contre les armées étrangères.
Dès le XVIIIe siècle, un mouvement de destruction des remparts est déjà en cours. Le problème de la propriété des remparts se pose entre la municipalité et le roi. C'est finalement Napoléon 1er qui donnera les remparts à la ville, mais ils ne seront pas détruits tout de suite car la France est en guerre contre les armées étrangères à ce moment-là.
La période de paix qui suit la chute de l'empire est propice à la démolition des remparts. Les matériaux de démolition vont être utilisés pour construire d'autres bâtiments.

##### Les percées haussmanniennes de Toulouse
En 1865, alors que l'on termine la place du Capitole, on décide de percer de « grandes artères » sur le modèle des grandes percées effectuées sur Paris par le préfet Haussmann (d'où le nom de percées haussmanniennes). Urbain Maguès est chargé du plan d'alignement et des percées de Toulouse. Il propose alors de construire deux grandes rues perpendiculaires se croisant au centre de la ville. Le Conseil municipal en discute et propose de réduire la largeur initialement prévue de ces axes qui était de 25 mètres (comme à Paris, à Lyon et à Marseille) pour un projet moins ambitieux de 16 mètres dont 4 mètres de trottoir. Ces deux grandes rues furent alors percées entre 1871 et 1874 et furent nommées la rue d’Alsace-Lorraine et la rue de Metz. Sont ensuite percées la rue du Languedoc et la rue Ozenne qui détruiront de nombreux bâtiments et habitations. Le percement de la rue Ozenne de 1907 à 1911 va provoquer la disparition totale ou partielle de sept vieux hôtels particuliers. En 1868, le réfectoire du couvent des Augustins, proche de la percée de la rue d'Alsace-Lorraine est rasé. En 1892, le marché couvert de la place de la Halle-au-Blé (place Esquirol) est démoli, la Halle est alors transférée place Victor-Hugo. Les travaux des percées dureront jusqu'à la Première Guerre mondiale.

###### L’axe longitudinal: rues Alsace-Lorraine et du Languedoc

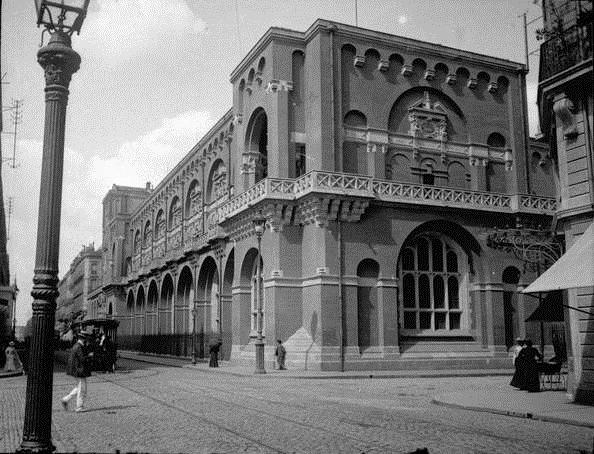
La rue Alsace-Lorraine et de Metz au XIXe siècle.

Après acquisition des terrains, les premières constructions de la rue d'Alsace-Lorraine (place Rouaix au square du Capitole) sont réalisées entre 1871 et 1879.
Le conseil municipal décide de prolonger cette voie de la rue Lafayette jusqu'aux boulevards. La ville achète les terrains, procède aux démolitions et rétrocède aux particuliers les parcelles constructibles. Les immeubles sont édifiés de 1878 à 1885 et, comme les constructions du tronçon sud, mesurent tous (ou presque) 17,80 m de hauteur. Les architectes étant pour la plupart parisiens, est utilisée essentiellement de la brique jaune. Un projet de théâtre est proposé mais est vite remplacé par la poste centrale en 1886. Ces deux tronçons sont désignés sous la même appellation : rue Alsace-Lorraine.
En 1897 et 1898, le conseil municipal autorise le prolongement de la rue Alsace-Lorraine (de la place Rouaix à la place de Salin). On l’appelle rue du Languedoc en 1904.
Le projet ne respecte pas la rectitude des deux percées en raison notamment de la nécessité de conserver l’hôtel de Lasbordes (dit aussi du Vieux-Raisin). Les démolitions s’étalent de 1899 à 1904 et les constructions s’échelonnent sur 10 ans de 1900 à 1910. Les architectes étant cette fois-ci toulousains (Joseph Galinier ou Étienne), les maisons ont pour la plupart des façades en brique rouge correspondant à la couleur toulousaine traditionnelle. La première moitié du siècle s’inspire des Lumières et des espérances du plan Mondran d’une ville ouverte et régulière. La seconde, s’inspirant du Paris haussmannien, aménage la ville en perçant des avenues rectilignes bordées d’immeubles. Ces percées sont aussi le reflet de l’émergence d’une bourgeoisie, la hiérarchie sociale étant symbolisée par l’étage occupé.

###### La rue Ozenne
Afin d’assainir le quartier Montgaillard, on adopte la réalisation d’une percée allant de la place des Carmes vers le Jardin des plantes. Beaucoup de projets initiaux restent inachevés ou délaissés. Les premières constructions se dressent en 1926. La nouvelle rue reçoit le nom de Théodore Ozenne (bienfaiteur de la ville). Plusieurs petites places regroupant des commerces modernes sont détruites. Désormais, les rues Alsace-Lorraine et de Metz sont les deux grandes artères de la ville.

###### L’axe transversal: Rue de Metz
Dans le même temps que le premier tronçon de la rue Alsace-Lorraine, les premiers travaux de la rue de Metz débutent en 1868 par l’acquisition des terrains. À partir de 1871, des immeubles identiques à ceux de la rue Alsace-Lorraine s’élèvent. Ces premiers travaux s’achèvent en 1879. La délibération du 25 mars 1893 décide de terminer cet axe depuis le musée jusqu’aux boulevards. La plupart des immeubles sont bâtis à partir de 1898 jusqu’en 1910. Pour achever la liaison du pont Neuf à la porte Saint-Étienne, le marché couvert construit sur la place Esquirol est démoli en 1892. Il est remplacé par trois halles : Carmes, Saint-Cyprien et Victor-Hugo. En 1895, le square du musée des Augustins voit le jour.

#### Une banlieue récente
Jusque vers 1950, la commune, vaste autour de l'espace urbanisé compact, reste un espace rural où les noyaux villageois (Pouvourville, Saint-Simon, Saint-Martin-du-Touch, Lardenne…), les domaines de plaisance (Reynerie, Purpan…) et les rectilignes routes nationales sont le point de départ d'une urbanisation pavillonnaire le long des lignes de tramway ou d'implantations universitaires, hospitalières, ou surtout industrielles (cartoucherie, aviation) allant jusqu'aux communes voisines (Colomiers vers l'ouest). Depuis plusieurs décennies, le dynamisme économique et la forte poussée démographique sont à l'origine d'une profonde mutation des infrastructures, des logements et des installations industrielles (forte artificialisation du territoire) avec des urbanisations collectives (Empalot, Jolimont…) et deux projets urbains développés dans les années 1958 à 1970 (Le Mirail et Colomiers). Les années 1980-1990 sont marquées par une croissance du pavillonnaire et d'opérations immobilières qui ont urbanisé un territoire autour du périphérique extérieur.

### Logement

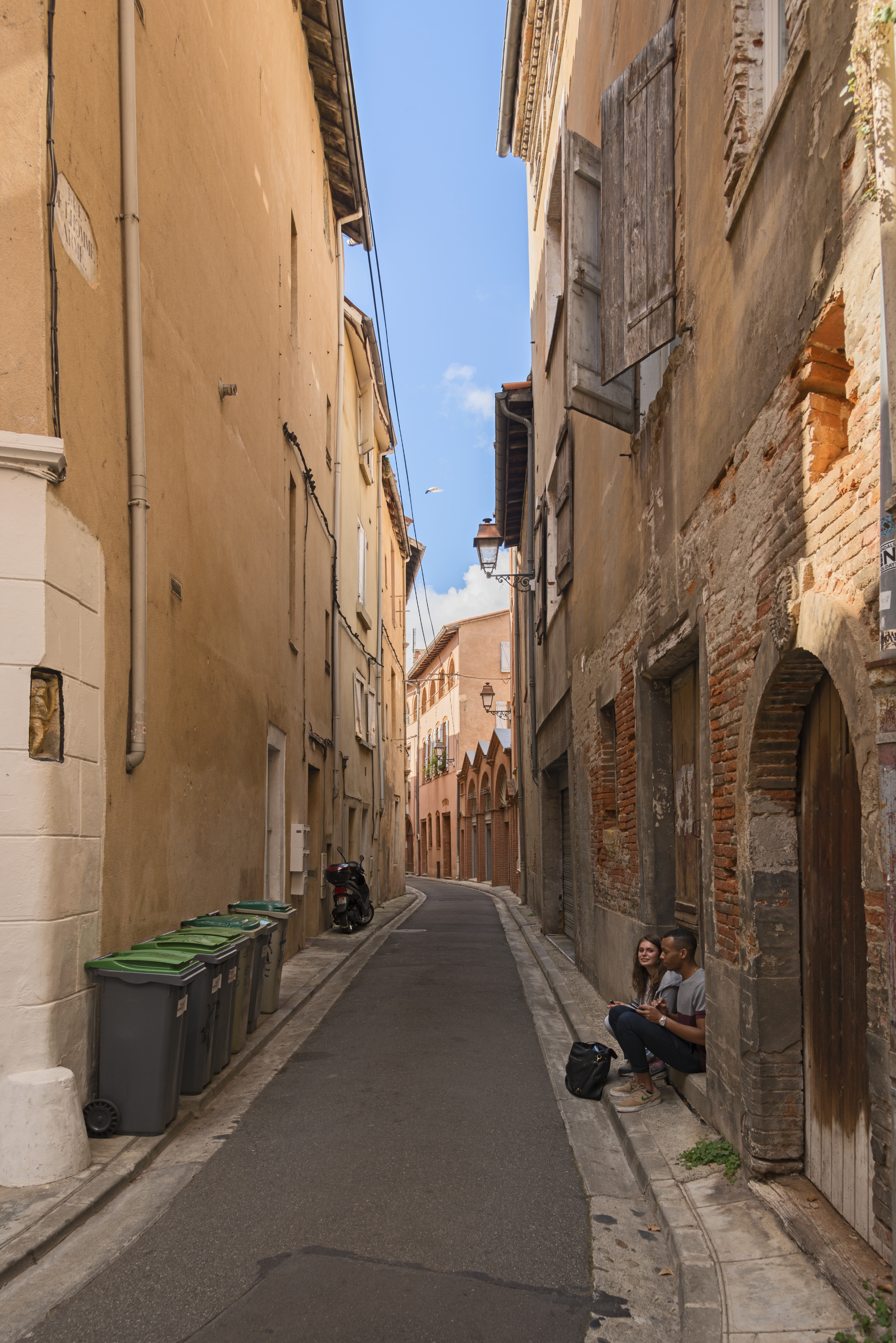
Rue de l'Homme-armé, dans le vieux Toulouse.

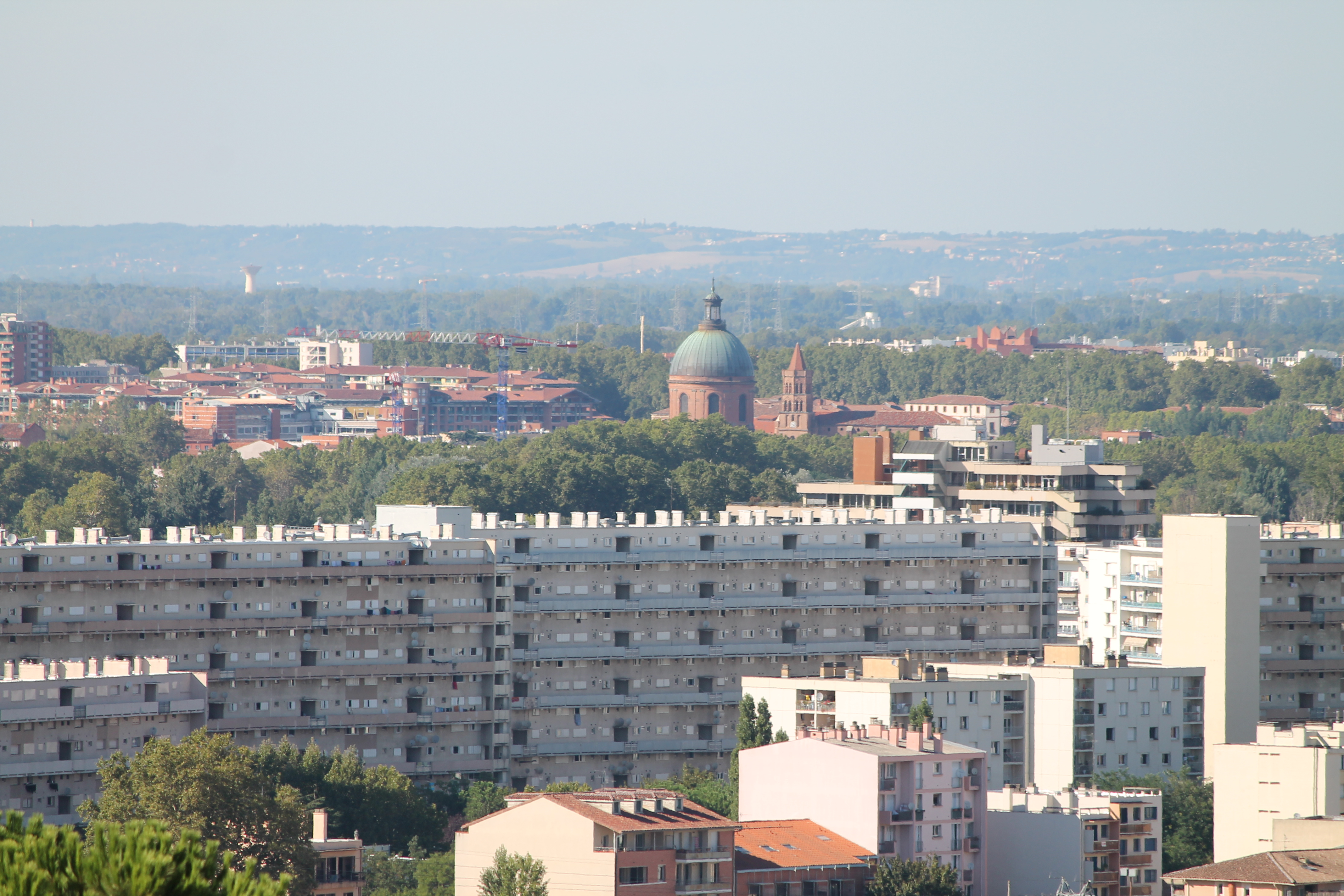
Vue sur les grands ensembles d'Empalot depuis Pech-David. En arrière-plan, le Dôme de la Grave.

Toulouse comptait 226 154 logements en 1999. Les constructions neuves sont peu présentes puisqu'en 1999, seulement 16,8 % des résidences principales dataient de 1990 ou après. Près de la moitié du parc de logements date d'entre 1949 et 1974. 88,2 % des logements sont des résidences principales, réparties à 17,7 % en maisons individuelles et à 82,3 % en appartements (respectivement 68,2 % et 31,8 % dans la région). En effet, Toulouse compte de nombreux immeubles anciens, dont la majorité sont des résidences principales.
Les habitants sont pour 31,4 % propriétaires de leur logement, 64,1 % sont locataires (respectivement 58,9 % et 35,6 % dans la région),.
Comptant 28 642 logements HLM, soit 14,4 % du parc en 1999 (8,5 % pour la région), la ville ne respectait pas les dispositions de l’article 55 de la loi solidarité et renouvellement urbain (SRU) de décembre 2000 fixant à 20 % le taux minimum de logements sociaux pour les communes les plus importantes. En outre, en 1999, 9,4 % des logements étaient vacants, contre seulement 7,5 % dans la région. Depuis, la ville a atteint quasiment les 19 % de logements sociaux, et impose dans tous les nouveaux quartiers un seuil de 30 % de logements sociaux, au lieu de 20.
La plupart des habitations possèdent 4 pièces (36 %), ou 3 pièces (24,3 %), puis 2 pièces (21,8 %). Les petits logements restent peu nombreux (studios : 17,8 %). La ville possède par conséquent des logements de taille assez importante,. Enfin il faut préciser que ces logements sont bien dotés puisque 96,4 % ont le chauffage central et 53,9 % possèdent un garage, box ou parking (respectivement 80 % et 66,6 % pour la région).
Le prix du mètre carré à la location en 2003 hors charge pour l'ensemble des logements est de 6,79 €/m2, soit 406,10 € pour 60 m2. Pour les logements en relocation, il est de 7,49 €/m2, soit 420,11 € pour 56 m2 et pour les logements datant d’après 1990, il est de 8,19 €/m2, soit 413,89 € pour 51 m2. Comme beaucoup de grandes villes françaises, Toulouse connaît depuis une quinzaine d'années une importante hausse des loyers. Elle concerne tous les types de logements. La hausse des loyers en 2003 pour les appartements est 2,8 % pour l'ensemble et 6 % pour un appartement reloué en 2002. Pour les maisons, la hausse est de 3,8 % pour l'ensemble et de 6,3 % pour une maison relouée. Les secteurs les plus chers sont le centre de Toulouse et le sud-est mais aussi de nouveaux quartiers comme Borderouge ou Pouvourville.
En 2019, quelque 5 000 personnes sans domicile fixe sont recensées à Toulouse.

#### Le problème des sols pollués
Le passé industriel de certaines zones de la ville permet de supposer la présence de polluants dans les sols et les nappes phréatiques. Un cas a particulièrement été mis en avant par les médias, celui d'un terrain de 16 829 m2, qui s’étend du no 67 au no 93 du chemin de Lapujade, où le groupe Vinci envisage de construire des logements, une crèche et d'aménager des espaces verts. Un rapport du bureau d'étude Calligee conclut en 2006 : « Des teneurs au plomb supérieures aux valeurs guides ont été observées sur de nombreux sondages. En règle générale, ces teneurs sont présentes en surface (entre 0 et 0,5 m) ». Une zone de 600 m2 est particulièrement touchée avec un pic de 1 000 milligrammes par kilo. Soit deux fois et demi plus élevé que le « VCI », le seuil d’alerte au-delà duquel les risques pour la santé humaine sont avérés. « Le niveau de pollution est effectivement très préoccupant », réagit André Picot, toxico-chimiste, directeur de recherche honoraire au CNRS et expert français honoraire auprès de l’Union Européenne pour les produits chimiques en milieu de travail. Pour lui, « ce sont les enfants et les femmes enceintes qui sont les plus exposés. Surtout qu’une corrélation entre le taux de plomb et le quotient intellectuel des jeunes enfants est aujourd’hui clairement établie ».
« Ces teneurs mettent en garde sur l’utilisation des eaux souterraines », notamment concernant « les puits de l’impasse Fourcaran », enclave d’anciens pavillons ouvriers qui coupe en deux parties le terrain de Vinci. « Sur seize maisons, la moitié possèdent un puits dans leur jardin. Et certains s’en servent évidemment pour arroser leurs fruits et légumes ».
« L'écoquartier de la Cartoucherie est bâti sur des résidus de munitions dont du plomb, du mercure et de l’arsenic. Une pollution qui fait sans cesse reporter les travaux de l’école promise dans les plans initiaux ». Le cas de La Cartoucherie est typique du problème que posent en France « de nombreux éco-quartiers, construits sur des poubelles industrielles […] d’anciennes friches industrielles dépolluées à minima à la fermeture des usines. Avec un risque sanitaire non mesuré ».

#### Projets d'aménagement
De nombreux projets d'aménagement sont inscrits dans l'optique du développement de la ville et de sa diversification économique. L'aéroport de Blagnac est la principale plate-forme de transport permettant d'atteindre Paris ; le projet de ligne à grande vitesse entre Bordeaux et Toulouse, devait permettre de relier plus rapidement les deux villes. Initialement prévu pour l'année 2024, le projet a été déclaré d'utilité publique au printemps 2016 par le ministre des transports Alain Vidalies, mais cette déclaration d'utilité publique a été annulé par le tribunal administratif de Bordeaux le 29 juin 2017.
Le centre-ville de Toulouse, semi piéton, devrait lentement évoluer vers la piétonisation même si la municipalité ne favorise pas ce type de développement urbain. En revanche, elle réfléchit à de nouveaux aménagements piétons dont l'objectif affiché est de faciliter le passage entre les deux rives de la Garonne.
Un projet urbain en cours, financé par la Mairie de Toulouse prévoit la transformation des allées Jean-Jaurès, s'étendant du métro Jean-Jaurès à Marengo en ramblas sur le modèle des ramblas de Barcelone. L'élaboration de cet espace semi-piéton a été confié à l'architecte catalan Joan Busquets.
Un projet de grand contournement autoroutier de Toulouse ou de nouvelle voie rapide est aussi à l'étude pour permettre au trafic autoroutier de l'axe Bordeaux — Narbonne d'éviter l'agglomération toulousaine, saturée aux heures de pointe. La solution à court terme choisie, est celle du prolongement de la RD980 au sud jusqu'à l'autoroute A64, et de la RD902 au nord vers le secteur de Lespinasse - Saint-Jory - Eurocentre.
D'autres projets sont évoqués comme le projet de deuxième aéroport, actuellement abandonné, celui de ligne LGV Toulouse-Montpellier-Perpignan ou l'Aerospace Valley avec le pôle Toulouse Aerospace à Montaudran qui devrait regrouper sur 355 000 m2 des centres de recherche du domaine aérospatial. Ce pôle devrait accueillir deux tours de 60 et 100 mètres de haut.
Un autre projet d'envergure est en cours, déployé sur le quartier Matabiau et la gare de Toulouse et nommé Grand Matabiau, il prévoit un développement important de l'accès aux différents modes de transports publics en particulier à travers une nouvelle Ligne à Grande Vitesse, la création d'une nouvelle ligne de métro et le développement de l’offre de transports en commun, ainsi que la transformation du quartier en quartier à vivre selon la municipalité. Grandement controversé le projet est accusé par ses détracteurs de vouloir transformer un quartier populaire en quartier d'affaires destiné aux plus fortunés, il est analysé par certains médias et observateurs comme un phénomène de gentrification urbaine.
Un quartier Haute qualité environnementale (HQE) est en construction sur le site de l'ancienne Cartoucherie avec 350 000 m2 de surfaces comprenant des logements, des bureaux, une école régionale de la santé, et des commerces. Le quartier Malepère, au sud-est de Toulouse, est aussi en projet avec 6 500 logements, bureaux, commerces, avec une superficie à construire d'environ 750 000 m2.

### Risques majeurs
Le territoire de la commune de Toulouse est vulnérable à différents aléas naturels : météorologiques (tempête, orage, neige, grand froid, canicule ou sécheresse), inondations, mouvements de terrains et séisme (sismicité très faible). Il est également exposé à deux risques technologiques, et le risque industriel et la rupture d'un barrage. Un site publié par le BRGM permet d'évaluer simplement et rapidement les risques d'un bien localisé soit par son adresse soit par le numéro de sa parcelle.

#### Risques naturels
La commune fait partie du territoire à risques importants d'inondation (TRI) de Toulouse, regroupant 15 communes concernées par un risque de débordement de la Garonne, un des 18 TRI qui ont été arrêtés fin 2012 sur le bassin Adour-Garonne. Les événements significatifs passés sont la crue généralisée sur le bassin de la Garonne des 23 et 24 juin 1875 (7 500 m3/s à Toulouse), qui a fait 208 morts et détruit 1 219 maisons, et la crue des 1er au 5 février 1952 (3 300 m3/s) à Toulouse, qui a fait 7 victimes. Des cartes des surfaces inondables ont été établies pour trois scénarios : fréquent (crue de temps de retour de 10 ans à 30 ans), moyen (temps de retour de 100 ans à 300 ans) et extrême (temps de retour de l'ordre de 1 000 ans, qui met en défaut tout système de protection). La commune a été reconnue en état de catastrophe naturelle au titre des dommages causés par les inondations et coulées de boue survenues en 1983, 1991, 2000, 2003, 2014, 2015, 2018 et 2022,.

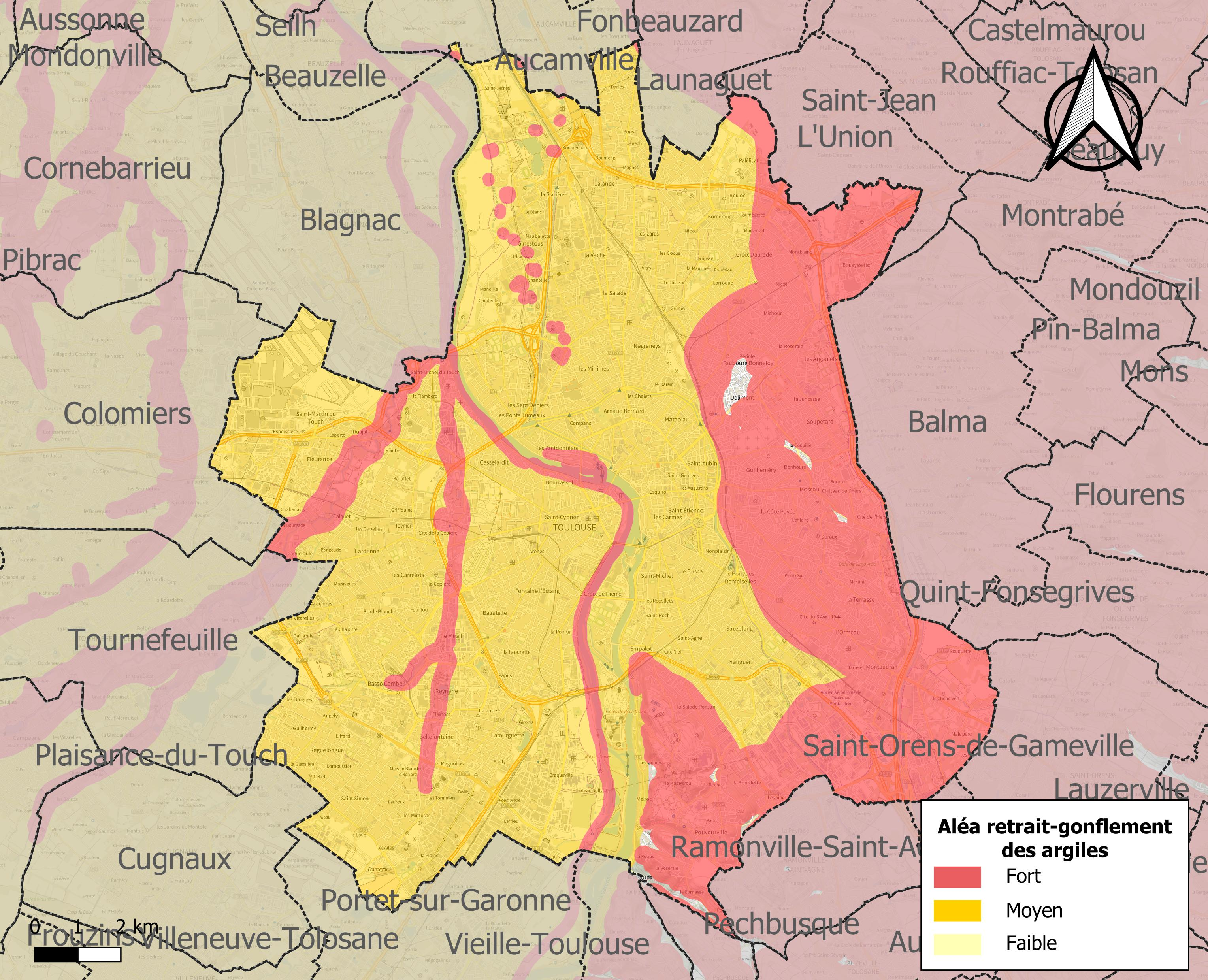
Carte des zones d'aléa retrait-gonflement des sols argileux de Toulouse.

La commune est vulnérable au risque de mouvements de terrains constitué principalement du retrait-gonflement des sols argileux. Cet aléa est susceptible d'engendrer des dommages importants aux bâtiments en cas d’alternance de périodes de sécheresse et de pluie. 99,5 % de la superficie communale est en aléa moyen ou fort (88,8 % au niveau départemental et 48,5 % au niveau national). Sur les 42 980 bâtiments dénombrés dans la commune en 2019, 42 602 sont en aléa moyen ou fort, soit 99 %, à comparer aux 98 % au niveau départemental et 54 % au niveau national. Une cartographie de l'exposition du territoire national au retrait gonflement des sols argileux est disponible sur le site du BRGM,.
Par ailleurs, afin de mieux appréhender le risque d’affaissement de terrain, l'inventaire national des cavités souterraines permet de localiser celles situées sur le territoire de la commune.

#### Risques technologiques
La commune est exposée au risque industriel du fait de la présence sur son territoire d'une entreprise soumise à la directive européenne SEVESO.
La commune est en outre située en aval des barrages de Cap de Long sur la Neste de Couplan (Hautes-Pyrénées) et de l'Estrade sur la Ganguise (Aude). À ce titre elle est susceptible d’être touchée par l’onde de submersion consécutive à la rupture d'un de ces ouvrages.

## Toponymie
Le nom Tolosa apparaît dans des écrits antiques mais pas antérieurs au IIe siècle av. J.-C. : Τολώσσα [Tolossa] (Posidonios et Strabon) ; Tolosa (Cicéron, César, Pline, etc.).
Selon une légende toponymique, Tolosa, jadis la « cité de Minerve » (Palladia Tolosa) selon l’expression de Martial, ferait référence à la Tholos des Grecs, cf. les légendes de l'Or de Delphes à Toulouse. Une autre version, tout aussi fantaisiste, fait de Tholus, petit-fils de Japhet, lui-même deuxième fils de Noé, celui qui aurait donné son nom à la cité. C'est ce mythe qui se retrouve mis en ouverture du Ramelet Mondin du poète toulousain Pèire Godolin.
Il est acquis depuis longtemps que Tolosa (ou Tolossa) représente un toponyme indigène que les auteurs antiques se sont contentés de transcrire dans leur langue. Cependant son étymologie est aujourd'hui encore incertaine même si le proto-italique tolazāō (tolérer) reste une piste ouverte sur une possible "cité de la tolérance",.
Ce nom de lieu étant associé à celui des Volques Tectosages, certains linguistes ont essayé de mettre en évidence le caractère celtique du toponyme. Ils se reposent notamment sur l'existence d'une racine Tol- que l'on retrouverait par exemple dans le nom de la peuplade celtique des Tolistobogii et dans celui du nom d'au moins quatre autres Toulouse en France, dont l'un Toulouse-le-Château (Jura, Montis Tolose 1090) dans le nord-est. Cet élément Tol- est possiblement le même que celui rencontré dans les Toulon, Thollon, Thulon, Montholon, Monthelon, etc. de l'hexagone et qui signifierait « colline, éminence ». Cependant, la topographie de Toulouse s'accorde mal avec le sens de « colline, éminence », car la localité est située dans une plaine.
Le nom étant difficilement explicable par le celtique, la plupart des toponymistes le considèrent comme pré-celtique, peut-être ibère ou pré-celtique d'« origine et de sens incertain ». Les hypothèses pré-celtiques, c'est-à-dire ibériques et aquitaniques ont été étudiée par Pierre Moret, ces langues sont peu ou pas documentées.
Le nom antique Tolosa est également le nom occitan de la ville, présent dans sa devise Per Tolosa totjorn mai. Il devient Tholose en français, avant de se transformer en Toulouse, probablement sous l'influence de la prononciation occitane ([tuˈluzɔ]), vers la fin du XVIIe siècle.

## Histoire

### Préhistoire, protohistoire

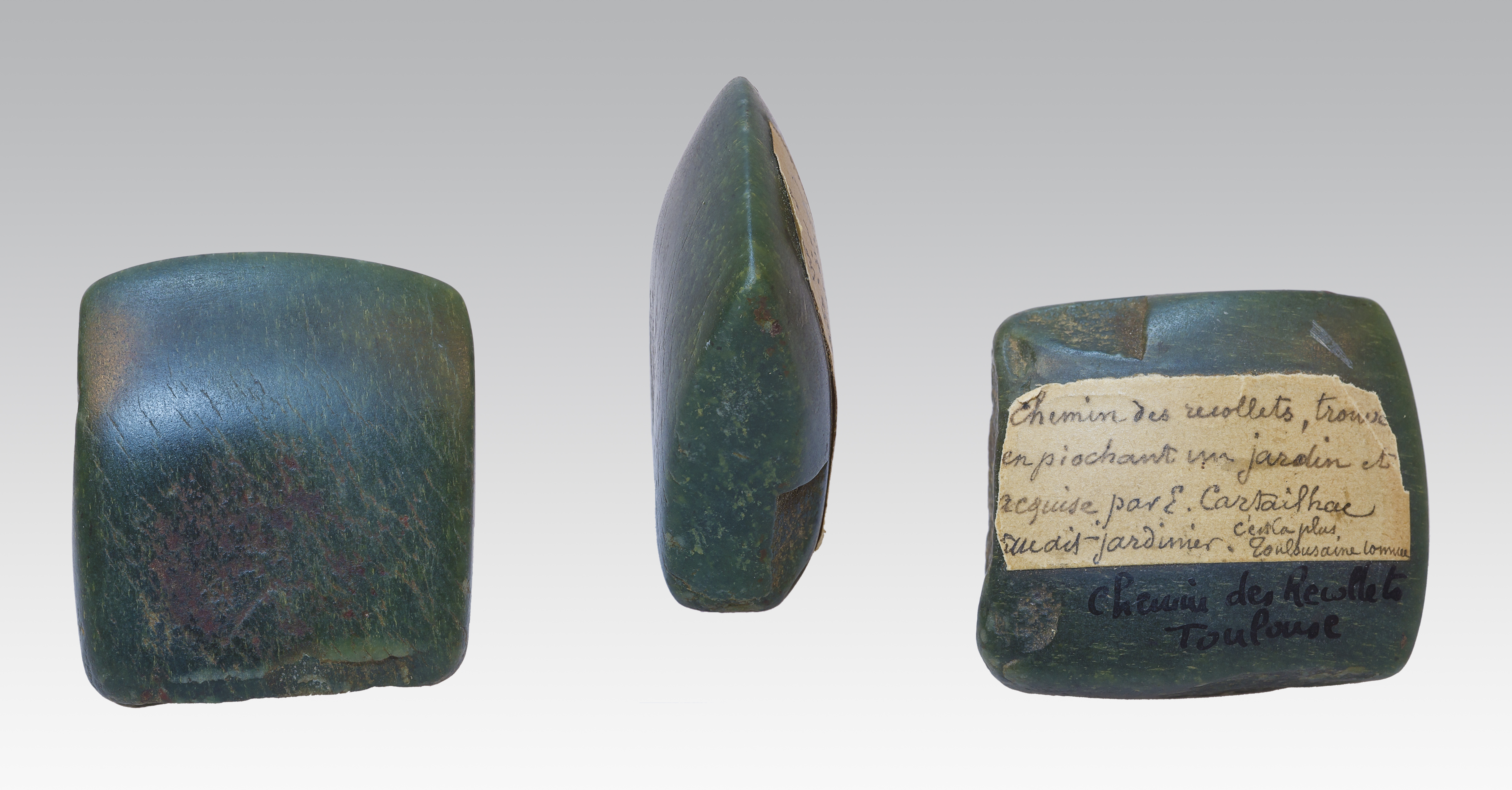
Hache polie du néolithique trouvée chemin des Récollets - Muséum de Toulouse

Les environs de Toulouse sont occupés dès le Paléolithique inférieur mais ce ne sont que des traces d'occupation humaine du Néolithique qui sont retrouvées sous forme de village comme à Villeneuve-Tolosane. D'autres traces d'occupations par l'homme au VIIIe siècle av. J.-C. et au VIIe siècle av. J.-C. ont été trouvées comme en témoigne la nécropole du quartier Saint-Roch (vers la rue du Feretra), mise au jour en 2002.
Dès le milieu du IIIe siècle av. J.-C., bien avant l'installation romaine, le Languedoc occidental est occupé par une confédération de peuples gaulois, les Volques Tectosages, parmi lesquels un peuple, celui des Tolosates, occupe les environs de Toulouse. Au IIe siècle av. J.-C., un oppidum d'une centaine d'hectares est créé à Vieille-Toulouse, à quelques kilomètres au sud de l'actuelle Toulouse. Probable capitale des Volques Tectosages, le site est urbanisé à la mode italique, sur un plan orthogonal. Les Tolosates entretiennent des liens commerciaux avec l'Espagne et l'Italie et le reste de la Gaule par l'échange de vin, de blé et de métaux. De nombreuses amphores ont été retrouvées et prouvent la vigueur de ces échanges.

### Antiquité

#### Ville gallo-romaine
D'abord alliés de Rome, les Volques Tectosages se révoltent et sont défaits par les Romains en 107 av. J.-C., et Toulouse (Tolosa en latin) devient romaine. La ville protohistorique est alors un important centre administratif et militaire de la province Narbonnaise. Sous Auguste, vers la fin du Ier siècle av. J.-C., une ville nouvelle est établie à l'emplacement du centre historique actuel de Toulouse. Les Gallo-Romains, comme en d'autres grandes villes, édifient des aqueducs ainsi que de nombreux bâtiments maintenant détruits pour un grand nombre d'entre eux : un théâtre, un amphithéâtre de 14 000 places encore visible dans le quartier Purpan-Ancely, des thermes et plusieurs temples. Dès l'an 30, ils entourent la ville d'un grand mur d'enceinte fait de briques dont des pans sont encore debout de nos jours.
L'itinéraire de l'Anonyme de Bordeaux passe dans la région et mentionne ce site.
En 250, Toulouse est marquée par le supplice de Saturnin de Toulouse qui deviendra saint Sernin. Cet épisode marque l'apparition d'un culte minoritaire dans le Haut-Empire. Le IIIe siècle et IVe siècle sont prospères et la ville grandit. La première basilique Saint-Sernin est construite en 403 avec l'essor du christianisme dans la région. La brique est largement utilisée comme matériau de construction.

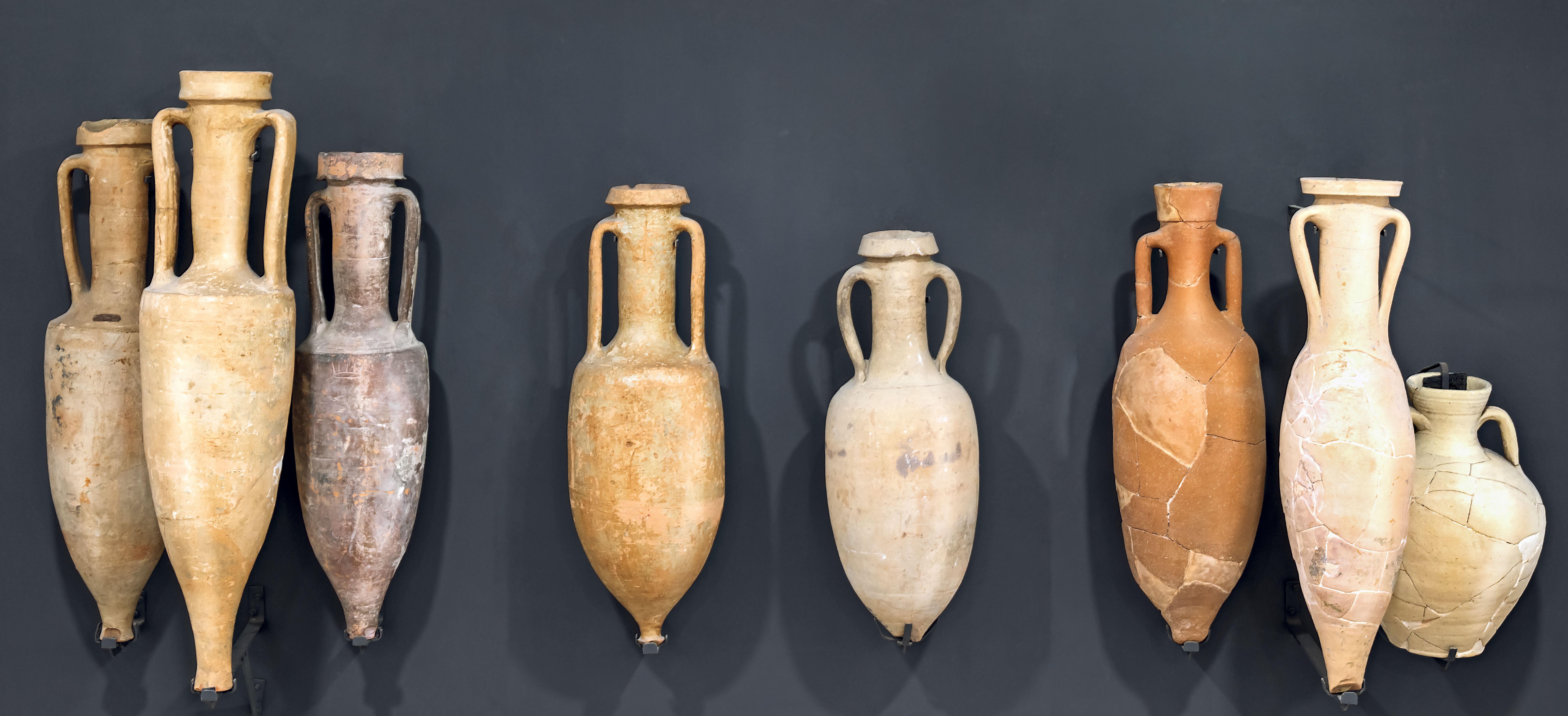
Amphores musée Saint-Raymond IIe siècle av. J.-C. Puits funéraire à Vieille-Toulouse
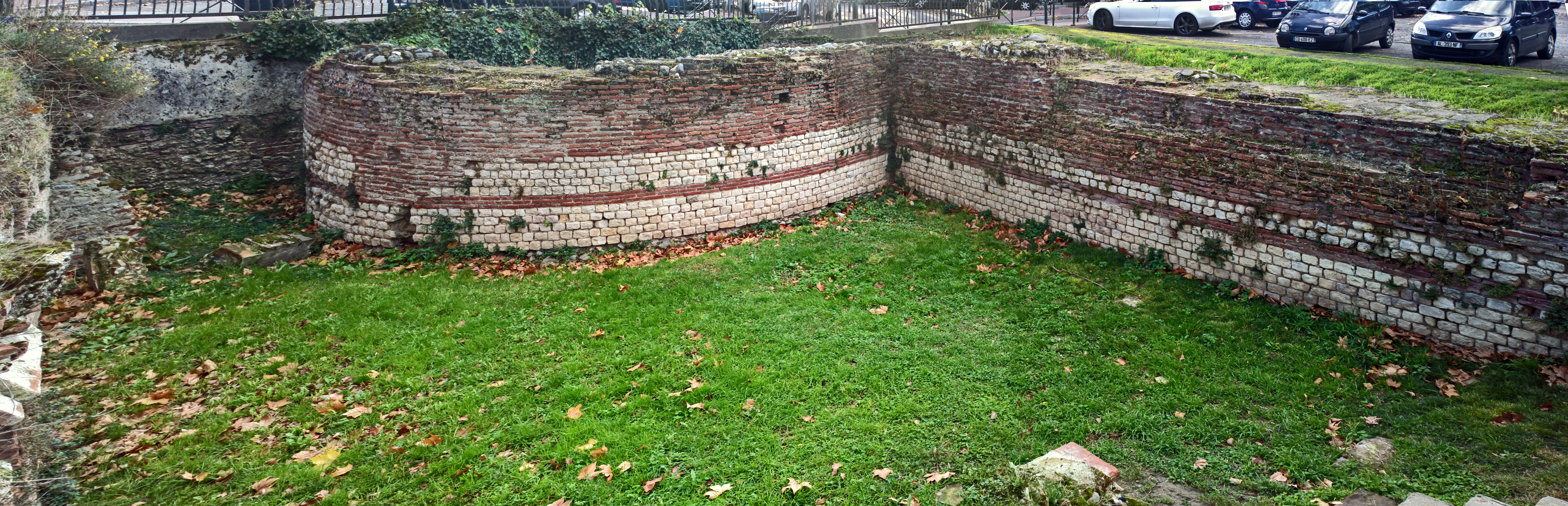
Enceinte gallo-romaine, place Saint-Jacques, près du palais Niel.

#### Capitale du royaume Wisigoth
En 413, les Wisigoths envahissent la ville et choisissent Toulouse comme capitale de leur royaume. Les vestiges du palais Wisigoth de Toulouse, qui se situait sous l'actuelle place de Bologne, ont été redécouverts en 1988-1989. Sidoine Apollinaire a relaté en détail les fastes de la cour toulousaine de Théodoric II. Ayant une culture et une religion différentes, les Gallo-Romains et les Wisigoths se côtoient à Toulouse sans se mélanger jusqu'en 508 lorsque Clovis prend la ville, après avoir vaincu les Wisigoths à la bataille de Vouillé (en 507).

### Moyen Âge

#### Le comté de Toulouse duVIeauXIIIesiècle

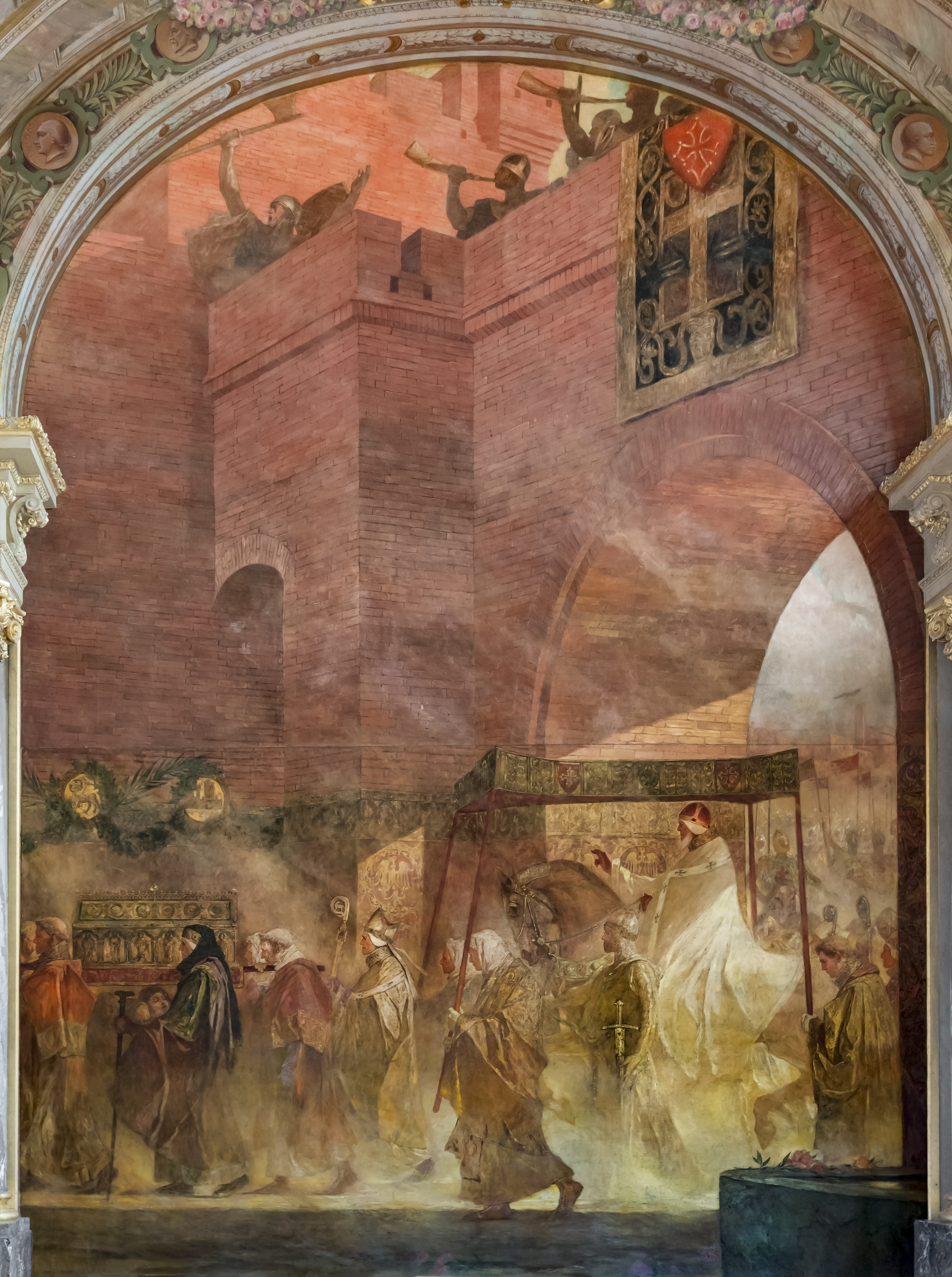
L'entrée à Toulouse du pape en 1096 Benjamin-Constant.

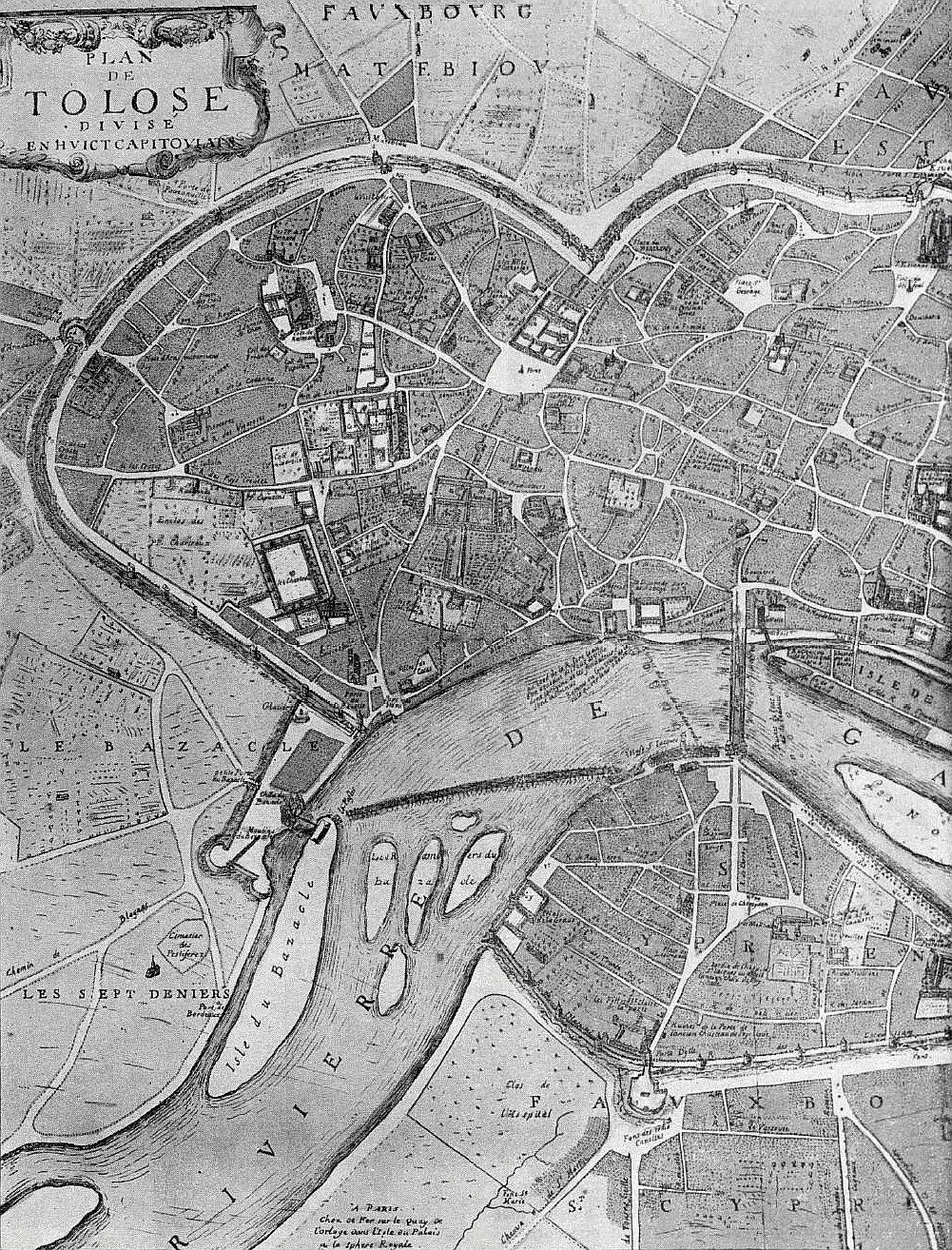
Plan du quartier latin.

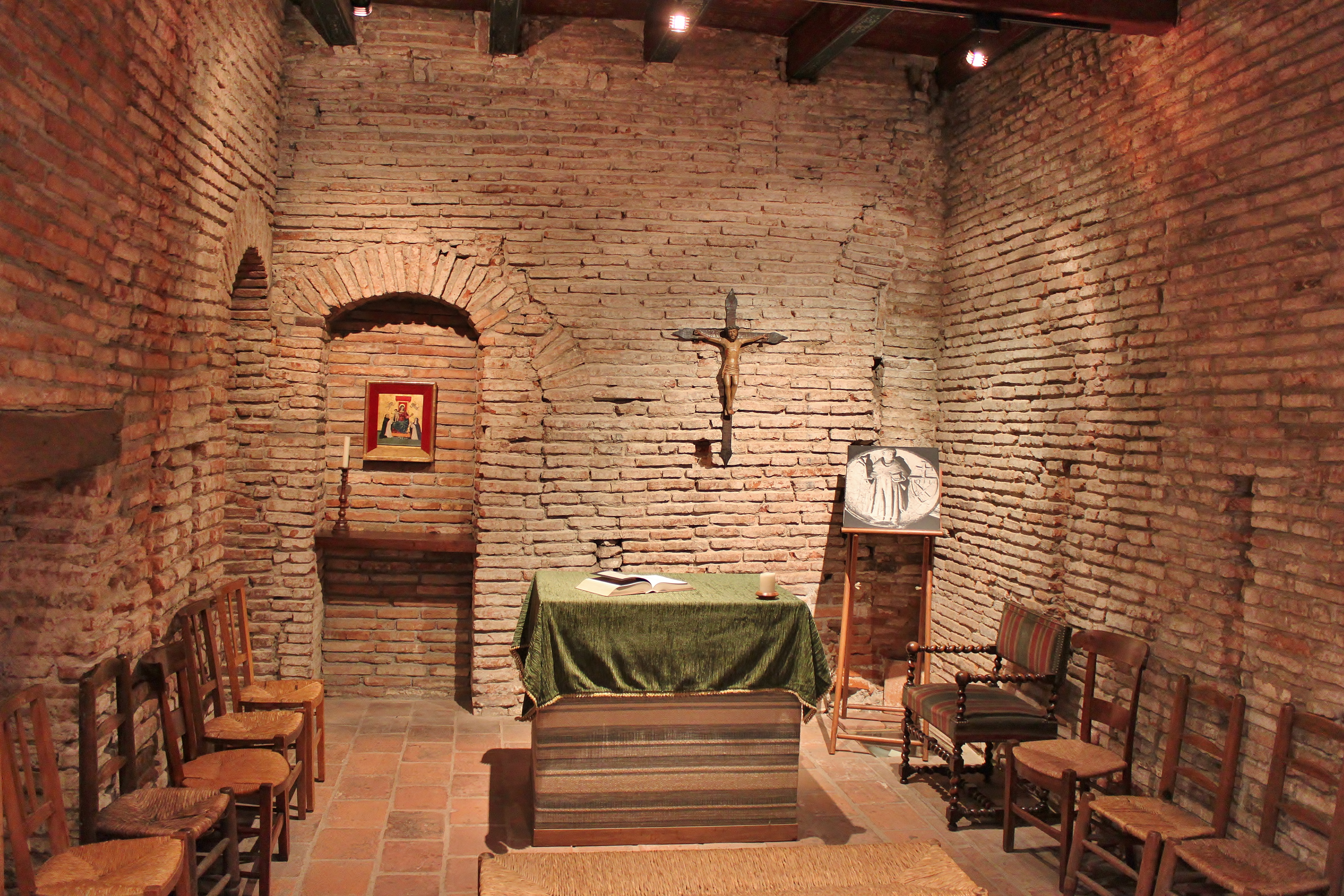
La chambre de saint Dominique à la maison Seilhan est considérée comme le lieu de naissance de l'ordre dominicain (1215).

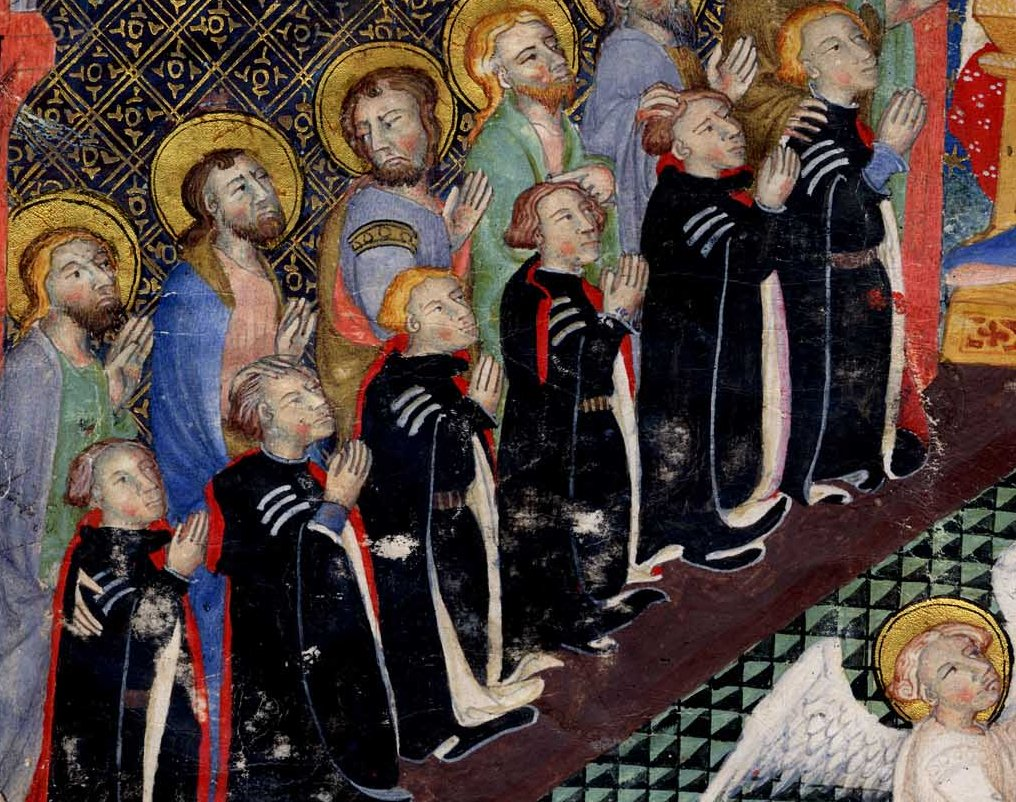
Du les capitouls tinrent des annales municipales qui constituent une exceptionnelle collection de portraits de consuls municipaux.

Les Francs ne restent cependant pas à Toulouse et la ville, maintenant coupée de la Méditerranée, perd de son influence. Elle sert surtout de place-forte face à la Septimanie à l'est et la péninsule ibérique au sud, détenus par les Wisigoths. Elle reprend néanmoins son indépendance pour former en 629 l'éphémère royaume de Toulouse puis devient aux VIIe et VIIIe siècles la capitale d'un grand duché dont les frontières vont des Pyrénées à la Loire, et de Rodez à l'Océan. En 721, la ville est assiégée par l'armée arabe, qui est finalement défaite lors de la bataille de Toulouse le 9 juin 721, signant la fin de sa progression vers le nord. En 844, une flotte vikings remonte la Garonne et atteint Toulouse.
Au Moyen Âge, la ville reste longtemps indépendante. Les comtes de Toulouse étendent leur domaine sur la plus grande partie du Midi de la France. Témoin de la présence des comtes de Toulouse, les restes des fondations du château comtal ont été récemment mis au jour près de la porte sud de la ville médiévale à l'emplacement du palais de justice. Le christianisme s'impose à Toulouse et de nombreuses églises sont construites. En 1096, le pape Urbain II se rend à Toulouse pour consacrer la basilique Saint-Sernin. La cathédrale Saint-Étienne est édifiée au XIIIe siècle.
En 1152, un conseil commun de la Cité et des Faubourgs est mis en place par le comte. C'est le « capitoulat » formé de douze capitouls qui assurent dans un premier temps un rôle judiciaire. Puis ils acquièrent du pouvoir en rendant des ordonnances, percevant des taxes, levant une milice et assurant l'ordre et la justice dans la ville. À la suite de la révolte du 6 janvier 1189, le Comte ne conserve plus que le pouvoir de battre la monnaie, et de lever des troupes en cas de menace extérieure. En 1190, les capitouls acquièrent une maison commune contre les remparts à proximité de la porte nord, qui deviendra le Capitole, aujourd'hui symbole de la ville. Cette période permet l'instauration de nombreuses libertés municipales. Parallèlement émerge une des premières sociétés par actions de l'histoire, les moulins du Bazacle sur la Garonne.
À la même époque, la papauté lance la croisade des albigeois. Malgré la mort du chef des croisés Simon de Montfort et l'abandon de son fils Amaury, les hostilités aboutissent à l'entrée en dépendance du comté de Toulouse à l'égard de la royauté capétienne avec la signature du traité de Paris le 12 avril 1229. L'université de Toulouse est fondée la même année. En 1271, à la mort de Jeanne fille de Raimond VII, dernière représentante de la maison des comtes de Toulouse, le comté est intégré au domaine royal français et devient le Languedoc.
C'est précisément pour contrer l'influence de « l'hérésie cathare », particulièrement vive dans la région, que Dominique de Guzmán fonde à Toulouse, en 1215, dans la maison Seilhan, l'Ordre des frères prêcheurs (aussi appelés Dominicains). En 1365, le pape Urbain V attribue aux dominicains de Toulouse les reliques du philosophe et théologien saint Thomas d'Aquin, dominicain célèbre, vraisemblablement pour dédommager la ville qui fut le berceau de l'ordre de n'avoir pu obtenir celles de saint Dominique lui-même. Ces reliques sont conservées à l'église des Jacobins.

#### Les Hospitaliers et les Templiers
Au début du XIIe siècle les Hospitaliers de l'ordre de Saint-Jean de Jérusalem s'installent à Toulouse. Ils occupent d'abord, jusqu'en 1110, l'église de la Dalbade, qui dépend du prieur de la Daurade, mais ils en sont expulsés. C'est pourquoi ils obtiennent, entre 1116 et 1121, de l'évêque de la ville, Amelius Raymond du Puy, dont un frère, Raymond du Puy, est un futur supérieur de l'ordre, la concession de l'église Saint-Rémi. Cette petite église, qui aurait été fondée par l'évêque Germier, se trouve à l'angle des rues Saint-Rémésy et Saint-Jean,. Les hospitaliers accroissent progressivement leurs droits, tels que l'autorisation d'acquérir des biens dans tout le diocèse de Toulouse, le droit donné en 1160 par l'évêque Raimond de Lautrec d'avoir un cimetière pour les membres de leur ordre ou encore la possibilité accordée en 1175 par le comte de Toulouse Raimond V d'avoir un four. Ils reçoivent également le droit de faire construire une tour, connue comme la tour des Archives.
Les Hospitaliers entrent cependant en concurrence avec les Templiers, qui ont établi leur maison toulousaine non loin de la leur, dans la rue du Temple (actuel no 31 rue de la Fonderie). Mais en 1307, le roi de France Philippe IV le Bel fait arrêter les Templiers dans tout le royaume de France et mettre leurs biens sous séquestre. Après la suppression de leur ordre par le concile de Vienne en 1311, la dévolution des biens de l'ordre du Temple sont accordées aux Hospitaliers l'année suivante. C'est Déodat de Roaix qui est chargé, à Toulouse, de surveiller le transfert des propriétés.
La grande richesse de la maison hospitalière toulousaine lui permet de recevoir en 1315 le rang de grand prieuré : elle est placée, au côté du grand prieuré de Saint-Gilles, à la tête de la langue de Provence. Les hospitaliers, devenus propriétaires de la Maison du Temple, y installent en 1408 un hôpital, appelé hôpital du Temple. Le prieur provincial fait aussi construire son logis dans la maison voisine (actuel no 13 rue de la Dalbade). Ils agrandissent également l'église (actuel no 15 rue de la Dalbade), placée dès lors sous les vocables de Notre-Dame de la Conception et de Sainte-Barbe. Derrière les bâtiments qui donnent sur la rue se trouve également un cimetière, du côté de la Garonnette.

### De la Renaissance à la Révolution: crises et âge d'or du pastel

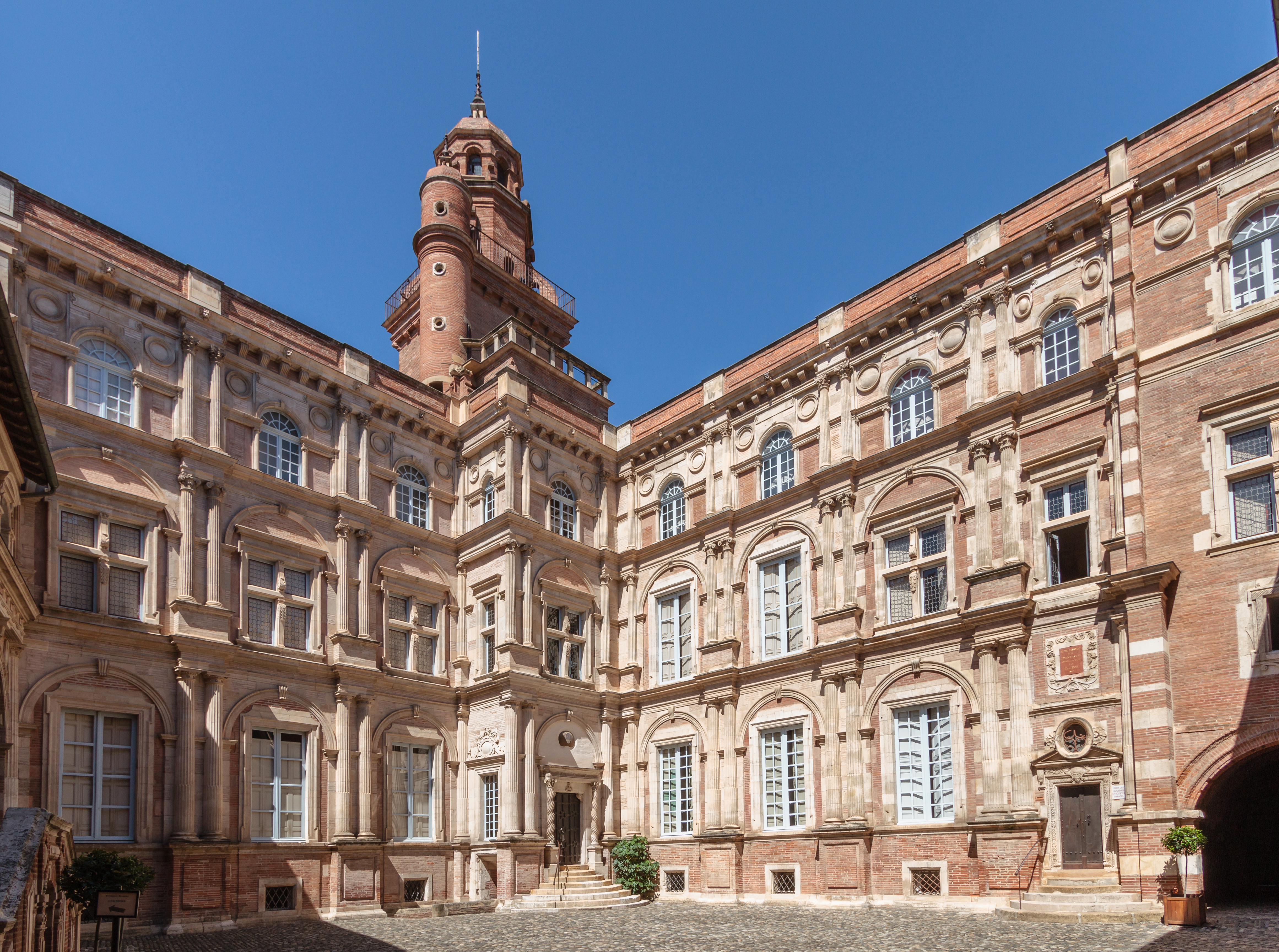
L'hôtel d'Assézat, XVIe siècle.

Au XIVe siècle, la ville prospère grâce au commerce et devient la quatrième ville du royaume de France. Mais, en 1348, la ville est touchée par la peste noire qui reviendra en 1361 puis au XVe siècle. Elle doit aussi assurer l'effort de la guerre de Cent Ans et subir le brigandage. Les faubourgs sont détruits et la ville se replie derrière ses fortifications. Le Grand incendie de Toulouse, le 7 mai 1463, détruit les trois quarts de la cité et ruine plusieurs églises, couvents et autres édifices publics. La ville prospère et s'agrandit malgré cela : le 23 décembre 1468, par ses lettres patentes, le roi Louis XI ordonne le rétablissement du Parlement et de la Cour des aides à Toulouse, transférés auparavant à Montpellier. En 1476, Toulouse devient la quatrième ville de France à accueillir l'imprimerie.
Durant la Renaissance, de la fin du XVe au XVIe siècle, Toulouse connaît une période de grande prospérité, grâce à l'industrie du pastel. C'est l'époque de construction de grands hôtels particuliers comme l'hôtel de Bernuy ou l'hôtel d'Assézat.
En 1560, les protestants et les catholiques s'affrontent dans de sanglants combats. En 1562, des Huguenots furent ainsi massacrés et leurs maisons pillées lors de troubles à la suite d'un édit de la reine autorisant les hérétiques à pratiquer leur culte en dehors des villes. Cela mena à une conjuration contre les catholiques et à de nombreux affrontements, qui se soldèrent par la défaite des Huguenots en mai de cette même année.
Au XVIIe siècle, le catholicisme triomphe. Les églises sont très fréquentées et de nombreux couvents s'installent en ville. Le parti pro catholique s'oppose au pouvoir central, en particulier lors de la révolte du gouverneur du Languedoc Henri II de Montmorency exécuté en 1632 place du Capitole. Deux symboles de la ville, le Pont-Neuf et le canal du Midi, sont réalisés respectivement en 1632 et en 1682. Le Capitole est reconstruit, quant à lui, au XVIIIe siècle. En 1762, se déroule l'affaire Calas : le cas d'un protestant injustement condamné provoque une célèbre intervention de Voltaire.
Toulouse entre dans la Révolution sans grand heurt. Seuls quelques pillages et quelques attaques de châteaux se produisent, le pouvoir du Parlement est respecté car il fait vivre la ville. Des conflits éclatent lorsque la suppression des provinces et des Parlements et la réforme ecclésiastique sont déclarées en 1790 et 1791. La ville est privée de son rang de capitale régionale et devient le chef-lieu de la Haute-Garonne. Les jacobins parviennent à la maintenir hors de la révolte fédéraliste (ce qui est déterminant pour éviter la jonction entre l'Ouest et le Sud Est). De même, en 1799, les républicains parviennent à faire échouer une révolte populaire dont le motif principal est le refus du service militaire obligatoire et le rejet de la politique répressive du Directoire vis-à-vis des prêtres.

### Époque contemporaine

#### XIXesiècle

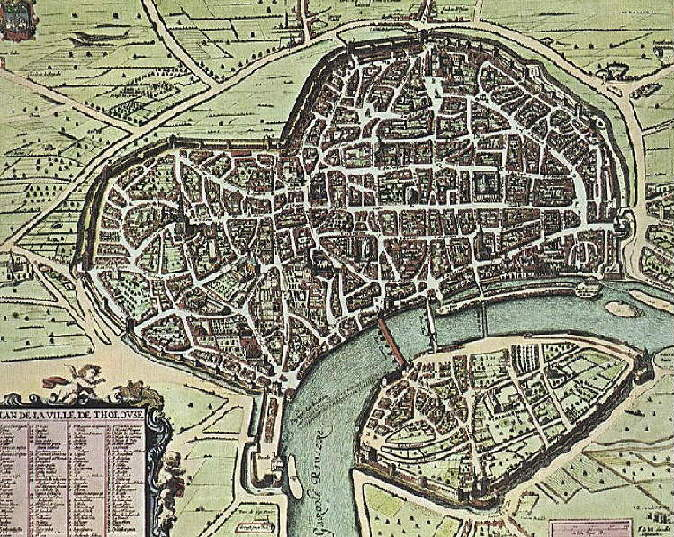
Carte de Toulouse par Melchior Tavernier en l’an 1631.

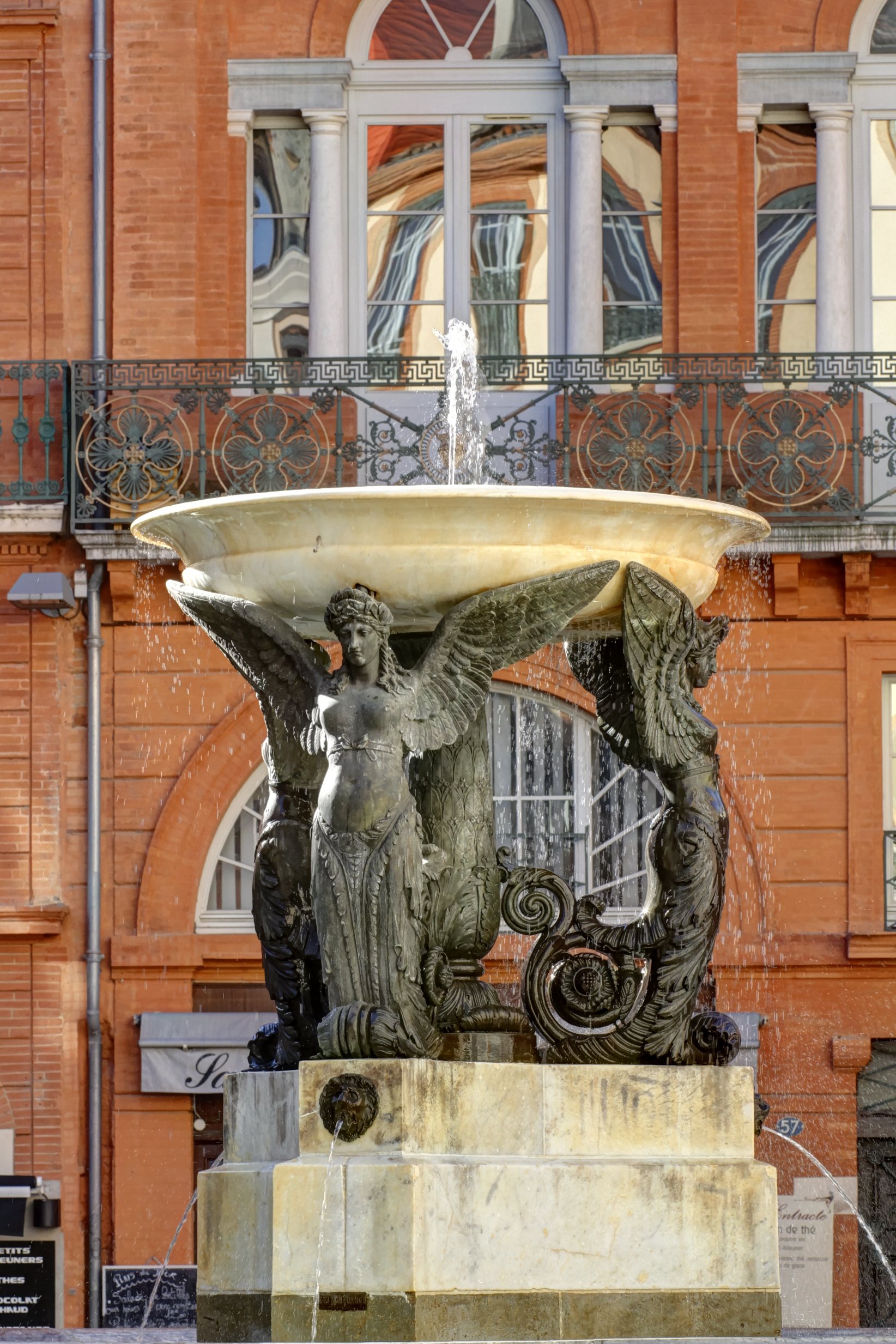
Place de la Trinité.

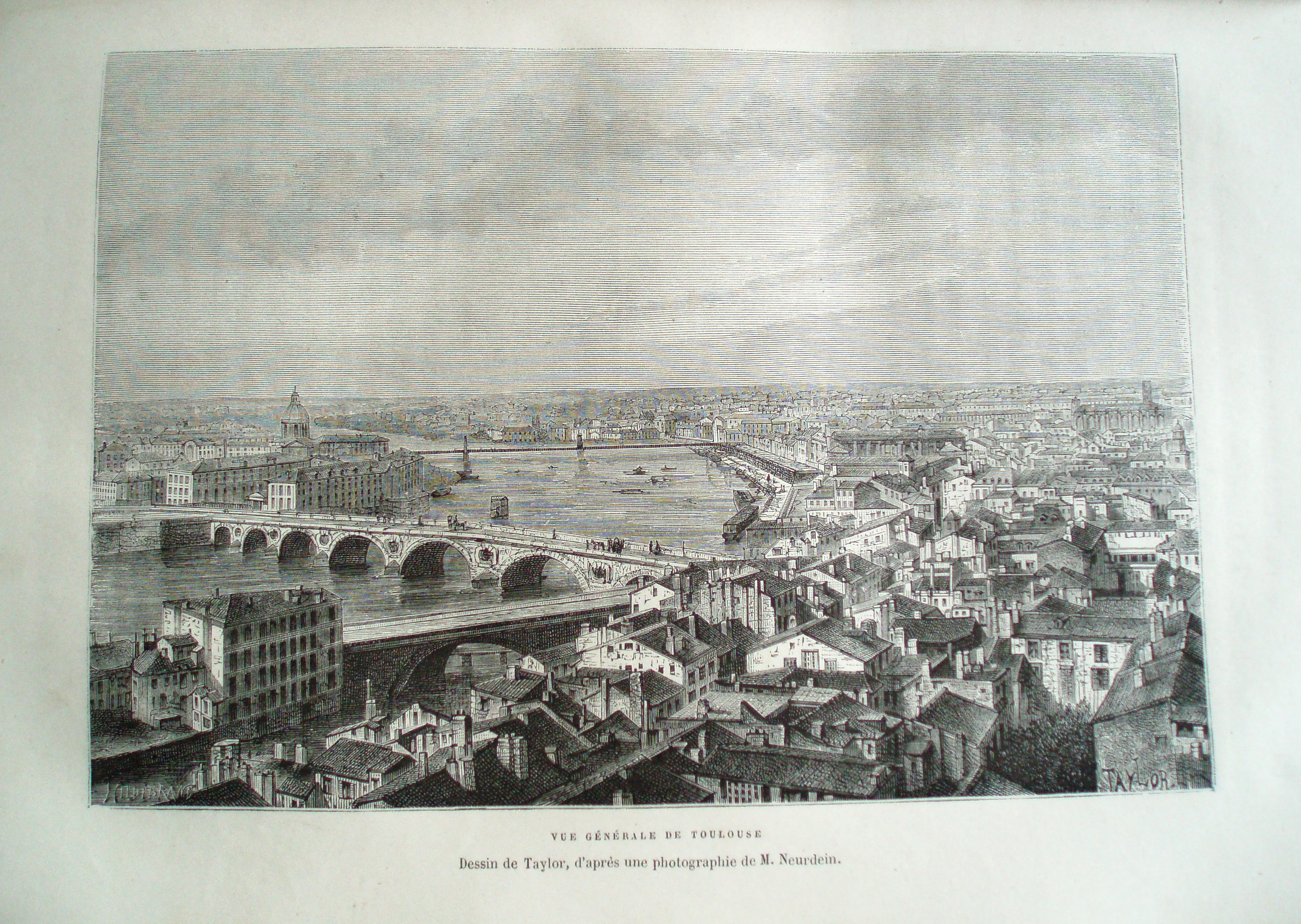
Vue générale de Toulouse vers 1877.

Le 10 avril 1814, la bataille de Toulouse oppose les hispano-britanniques du maréchal Wellington aux Français du maréchal Soult, qui, bien que parvenant à résister, sont contraints de se retirer. La ville rose a donc été le théâtre de la dernière bataille franco-anglaise sur le sol français. La ville se rallie au roi Louis XVIII et à la Restauration après la chute de Napoléon Ier. Les républicains et les légitimistes sont majoritaires à Toulouse et il est difficile aux partisans de Louis-Philippe ou de Napoléon III de lutter contre leur alliance de circonstance. Les Républicains, en particulier Armand Duportal sont très actifs ; en 1848, la République est proclamée par Henri Joly depuis le balcon du Capitole ; en 1871 une Commune échoue.
Le 23 juin 1875, Toulouse connaît sa plus forte crue. Au débit de 8 000 m3 d’eau par seconde (300 m3 en temps normal), la Garonne monte à 9,47 m, inondant la quasi-totalité de la rive gauche, détruisant le pont d’Empalot, le pont Saint-Pierre et le pont Saint-Michel. Seul le Pont Neuf résiste. On dénombre 208 morts, plus de 1 200 maisons détruites et 25 000 sans-abri. Le 26 juin, le maréchal Mac Mahon se rend à Toulouse. À la vue du spectacle, il prononce la désormais célèbre phrase « Que d’eau, que d’eau ! ».
L'arrivée au pouvoir des radicaux, commerçants et entrepreneurs républicains soutenus par le journal La Dépêche du Midi où écrit Jean Jaurès se traduit par de grands travaux urbains avec la construction des grandes rues de type haussmannien comme la rue Alsace-Lorraine et la rue de Metz ; la ville s'agrandit progressivement du fait de l'immigration espagnole et de l'exode rural.
En 1856, l’arrivée du chemin de fer s’avère déterminante pour Toulouse. À partir des années 1870, quelques grandes artères sont percées sur le modèle parisien. Elles sont bordées de grands immeubles bourgeois et accueillent les premiers grands magasins.

##### Les grands magasins

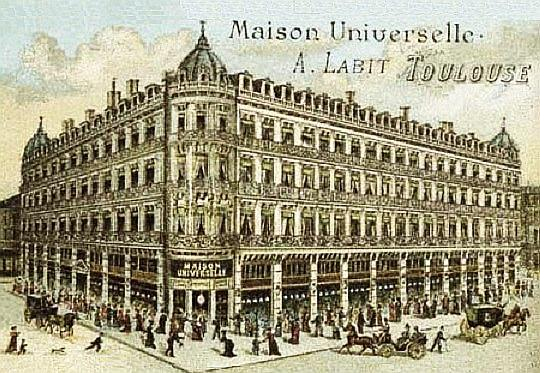
Toulouse 1877, « La Maison Universelle », ou « Grand Bazar », d'Antoine Labit.

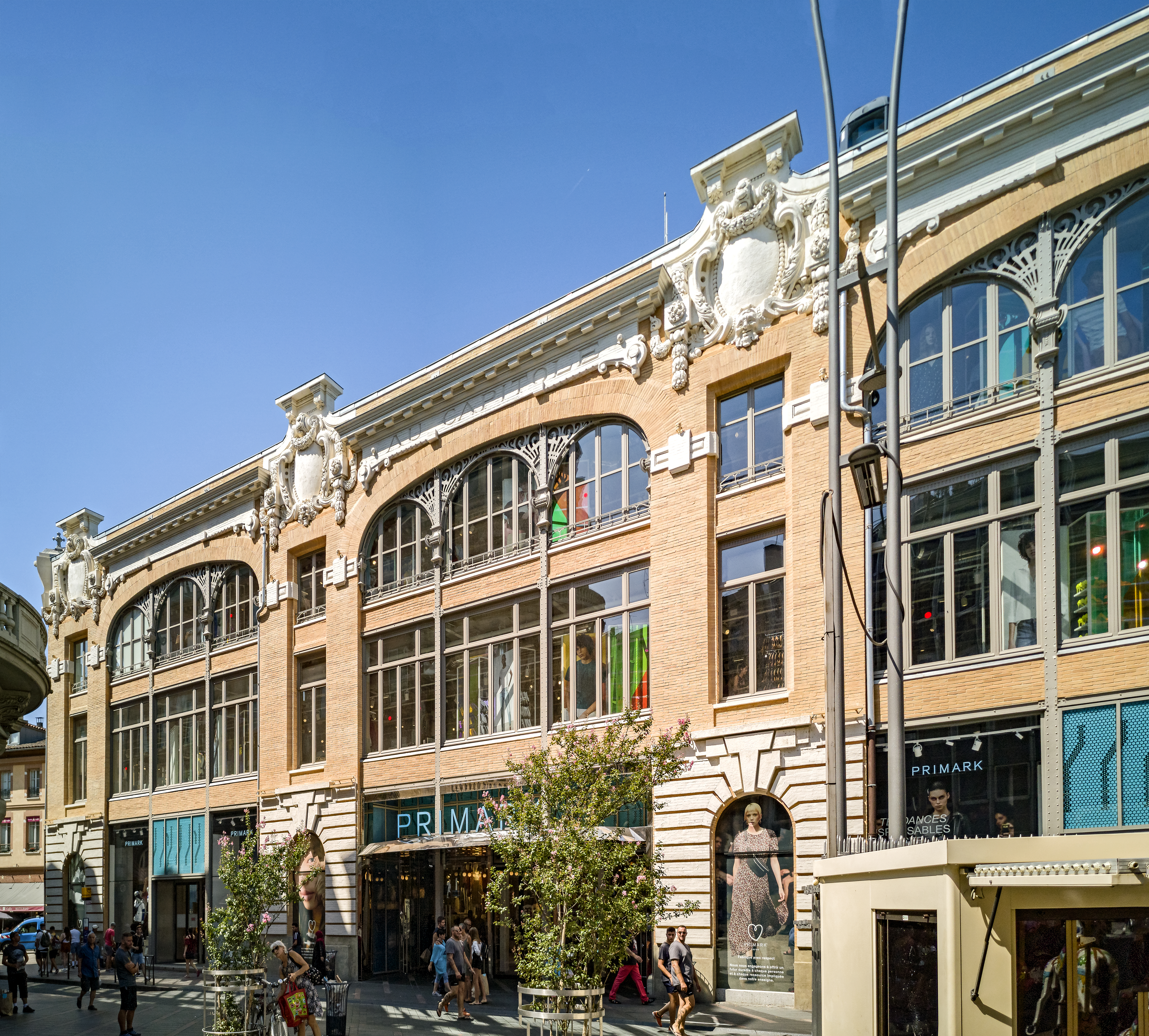
Grand Magasin 41 rue de Rémusat, par Georges Debrie.

Au Capitole, les galeries Lafayette, Au printemps, Au gaspillage et Les grands magasins Lapersonne sont les principales enseignes de Toulouse fin 19e, début 20e. Une concurrence acharnée se joue entre les magasins toulousains et les succursales parisiennes (« Au Capitole » a été ouvert par la société Paris-France des frères Gompel, qui ouvrent des Dames de France dans les grandes villes de province. Les Toulousains, MM. Bourgeat, Bessières et Oustalet, s'associent pour agrandir les magasins Lapersonne, qui s'ouvrent sous la nouvelle place Esquirol récemment percée.

#### XXesiècle

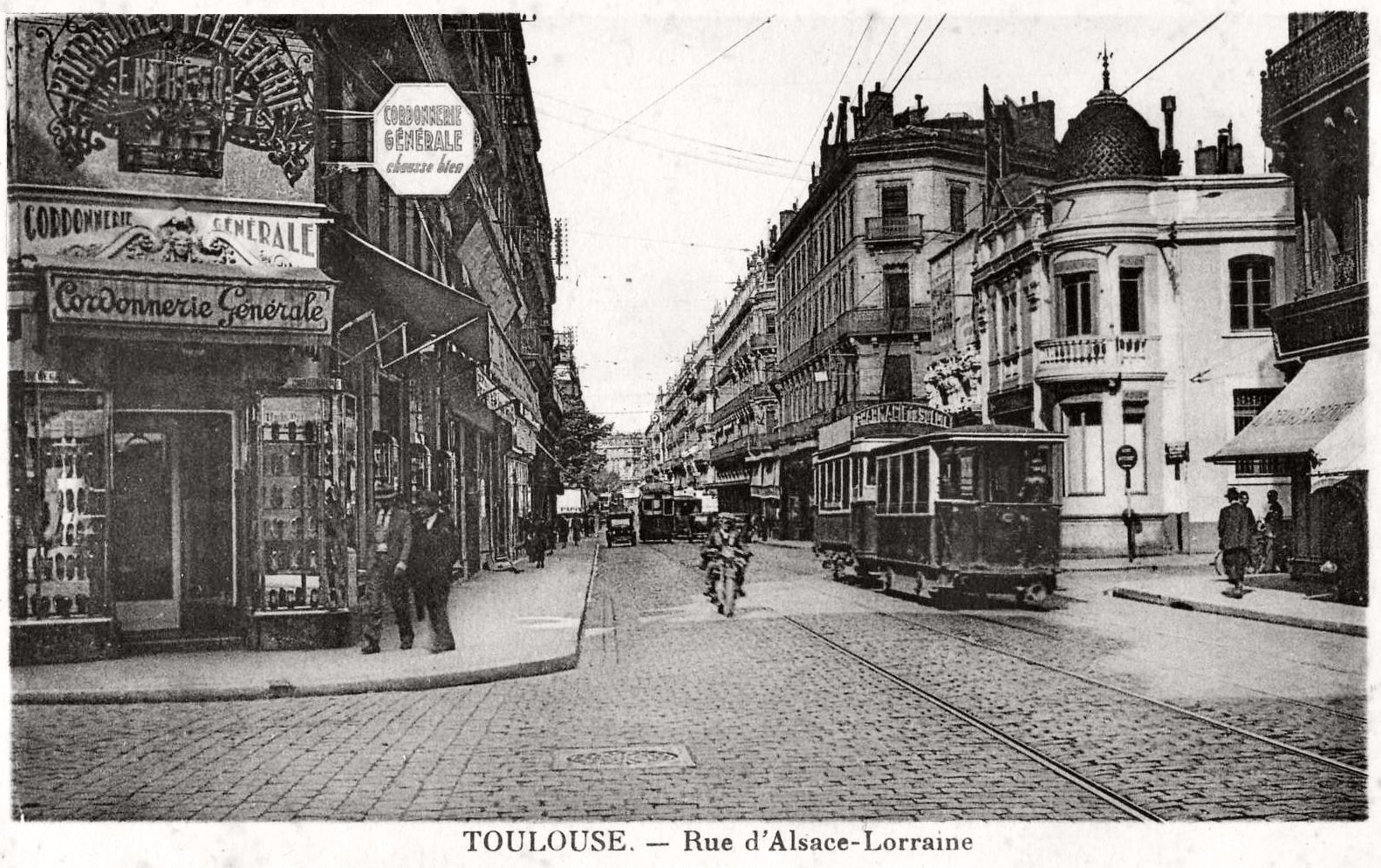
La rue d'Alsace-Lorraine dans les années 1930, parcourue par une rame de l'ancien tramway de Toulouse.

Dans le premier conflit mondial, un service militaire mobilise tous les hommes aptes au Front ou comme réservistes ; nombreux sont les morts. Ces pertes seront comblées par la venue d'immigrés italiens, espagnols et polonais.
Avec la Première Guerre mondiale, Toulouse entre enfin dans l'ère industrielle avec la poudrerie et l'Arsenal qui emploient à eux seuls 50 000 ouvriers en 1917 ; c'est aussi en 1917 qu'un industriel venu de Bagnères-de-Bigorre, Latécoère, qui fabriquait jusque-là des wagons de chemin de fer, obtient de l'État un important marché de construction d'avions qui marque les débuts de l'industrie aéronautique à Toulouse, alors que la ville était jusque-là restée à l'écart de la révolution industrielle. Toutefois, dès avant la Grande Guerre, la population ouvrière était nombreuse, voire majoritaire, dans cette ville sans grande industrie (à l'exception des industries d'État, manufacture des tabacs, poudrerie et Arsenal) : les multiples petites entreprises spécialisées dans l'habillement, la chaussure et autres « articles de Paris » opposaient une foule d'ouvriers (socialistes) des petits indépendants (radicaux) et une population de tradition plus rurale (très catholique).
Entre 1906 et 1924, les radicaux laissent progressivement la place à un socialisme municipal que dirigent Albert Bedouce puis Étienne Billières. Sous les mandats d'Étienne Billières (1925-1935) et d'Ellen-Prévot (1935-1940), la ville est transformée par la construction de grands équipements publics, tels l'actuelle Bibliothèque municipale sise rue du Périgord, le parc des Sports, un vaste programme de rénovation ou de création d'écoles, tous marqués par un style Art déco solennel et lumineux.
Entre l'été et l'automne 1940, des exilés germanophones réorganisent à Toulouse la direction du Parti communiste d'Allemagne (KPD).
À la fin du XXe siècle, 9 % des habitants de Toulouse sont immigrés, soit un peu moins de 70 000 personnes, représentant 40 % de la population immigrée de Midi-Pyrénées. La population est plutôt présente dans le centre, où ils sont plus de 43 000, plutôt qu'en banlieue, où ils ne sont que 26 000. Les quartiers Bellefontaine, Reynerie, Bagatelle ont plus du tiers de leur population qui est immigrée, et concentrent 20 % des immigrés de la ville ; La Faourette et Papus ont chacun plus de 20 % de leur population qui est immigrée. La moitié des immigrés de Toulouse sont d'origine africaine.

#### Aéronautique
Pendant plus d'un siècle, des usines aéronautiques ont été créées dans la région toulousaine, marquant définitivement l'économie et l'histoire locale. Ces usines ont été construites d'abord dans la zone de Montaudran (sud), Saint-Éloi (nord-ouest) puis Toulouse-Colomiers-Blagnac, à la frontière de la ville. La ville a été choisie pour devenir l’une des métropoles d’équilibre du pays en accueillant les activités aéronautiques et spatiales lors de la décentralisation.

##### L'Aéropostale

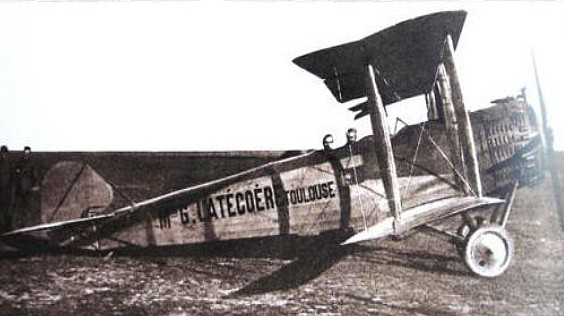
Un avion des lignes aériennes Latécoère, vers 1918

Dans les années 1920, Toulouse est la ville des pionniers de l'aviation, sous l'impulsion de Pierre-Georges Latécoère, qui met en place des liaisons avec Casablanca et Dakar. En 1927, est créée l'Aéropostale, avec des figures comme Antoine de Saint-Exupéry et Jean Mermoz. Pierre-Georges Latécoère était venu dans la ville rose pour créer des wagons de chemin de fer, mais, lorsque la guerre éclate, il est chargé par le gouvernement de développer des avions sur son site industriel de Montaudran. Quand la guerre se termine, il reste passionné par l'aviation et son site initial de fabrication de wagons est désormais une chaîne de montage d’avions de guerre. C'est à ce moment qu'il imagine une ligne aérienne commerciale allant de Toulouse à l'Amérique du Sud. Avec les Lignes aériennes Latécoère, après la Première Guerre mondiale, il ira d'abord jusqu'à Dakar, puis tentera l'aventure en Argentine. Mais face à de nombreuses difficultés, en 1927, Latécoère cède la Ligne à Marcel Bouilloux-Lafont, entrepreneur français au Brésil qui poursuit l'aventure jusqu'à Santiago du Chili sous le nom de l'Aéropostale en continuant d'exploiter le site de Montaudran. Ainsi de 1920 à 1933, plus de 120 pilotes se succèdent sur les pistes de Montaudran, notamment Daurat, Jean Mermoz, Antoine de Saint-Exupéry. L'Aéropostale relie bientôt la France à l'Amérique du Sud, après que la première traversée de l'Atlantique Sud a été assurée par Mermoz. Elle développe de nombreuses autres lignes aériennes entre les villes de l'Amérique du Sud, parfois au-dessus de la cordillère des Andes. Les récits d'Antoine de Saint-Exupéry lui assureront aussi une certaine notoriété, tel le roman Vol de nuit.
Les premiers pas de l'aérospatiale seront posés par un ancien mécanicien : Émile Dewoitine qui va concevoir les premiers avions en métal avec pare-brise, et cela dès 1920. Par la suite, l'État va soutenir l'industrie aéronautique toulousaine.

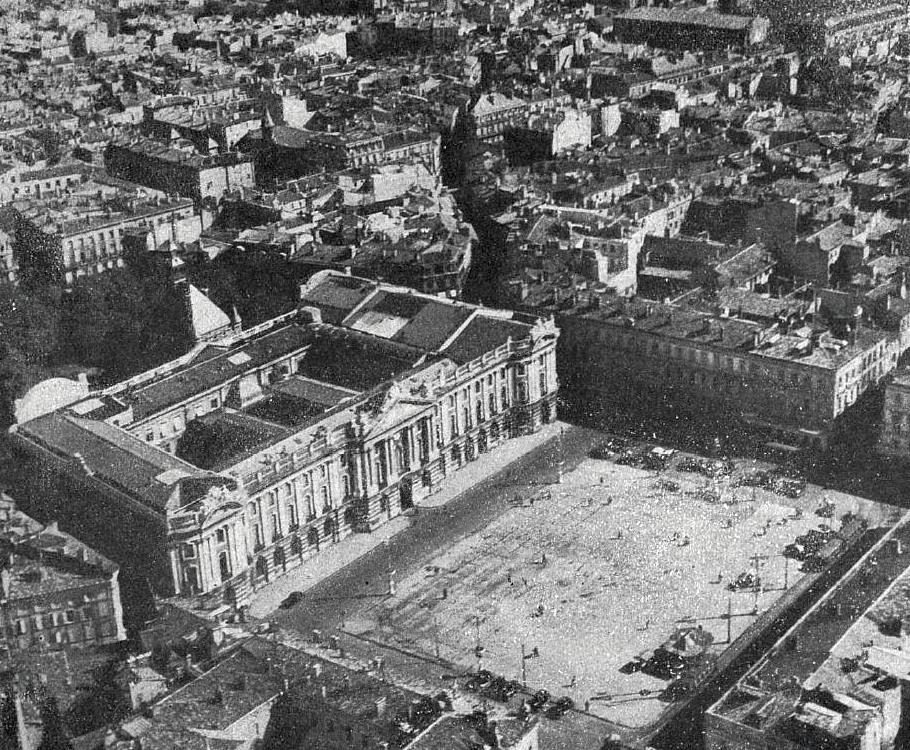
Vue aérienne de la Place du Capitole en 1948.

Pendant la Seconde Guerre mondiale, la Gestapo se met en place dès la fin de l’année 1942, aux ordres du capitaine Helmuth Retzek de (1942-1943), le lieutenant-colonel Rudolf Bilfinger puis le lieutenant-colonel Friedrich Suhr. Elle réquisitionne successivement divers bâtiments : 15 puis 2 rue Maignac, 9 rue Frédéric Mistral, 36 rue des Chalets, 49 rue Raymond IV et à l’hôtel de l’Ours Blanc, quartier Victor-Hugo. Son QG fut surtout au 2 rue Maignac (aujourd’hui rue des Martyrs de la Libération), ou François Verdier (résistant), dit « Forain », chef régional des Mouvements Unis de la Résistance fut torturé.
Durant le combat de Douch le Maquis Bir-Hakeim est attaqué après un combat les allemands feront 4 prisonniers Henri Vasseur, Edmond Guyaux, Jacques Sauvegrain et Henri Arlet retenu à la Prison Saint-Michel (Toulouse) il y seront fusillés le 9 novembre 1943, la formation du maquis a été ordonnée par Jean Capel, alias "Commandant Barot", membre de l'AS, qui travaillait à la création d'un maquis depuis septembre 1942.
La ville est épargnée par les combats, mais la résistance s'y développe fortement. Les troupes d'occupation allemandes l'abandonnent le 19 août 1944 peu après le débarquement de Provence,.
Au début des années 1960, de nombreux rapatriés d'Algérie viennent s'installer à Toulouse et s'ajoutent aux nombreux exilés républicains espagnols arrivés après la victoire par la force du dictateur Franco en 1939, après la Guerre d'Espagne.

##### Airbus
Dans l'histoire plus récente, de nouveaux avions parfois révolutionnaires ont été conçus à Toulouse ; comme le Concorde ou l'Airbus A380. Aujourd'hui encore, Airbus reste un acteur clé de l'économie locale, dans les domaines de l'aéronautique (Airbus et ATR) comme spatiaux avec Airbus Defence and Space. En 2013 Airbus Toulouse devient le premier site industriel de France avec 13 217 salariés.
En 2016, Airbus Group va inaugurer son université située proche des usines d'assemblement de ses avions : une tour de 11 étages surplombera l'ensemble.
En 2016, Airbus Group inaugure également dans un nouveau complexe immobilier de 25 000 m2 son nouveau siège mondial précédemment partagé entre Paris et Munich.

#### Le développement de l'après-guerre

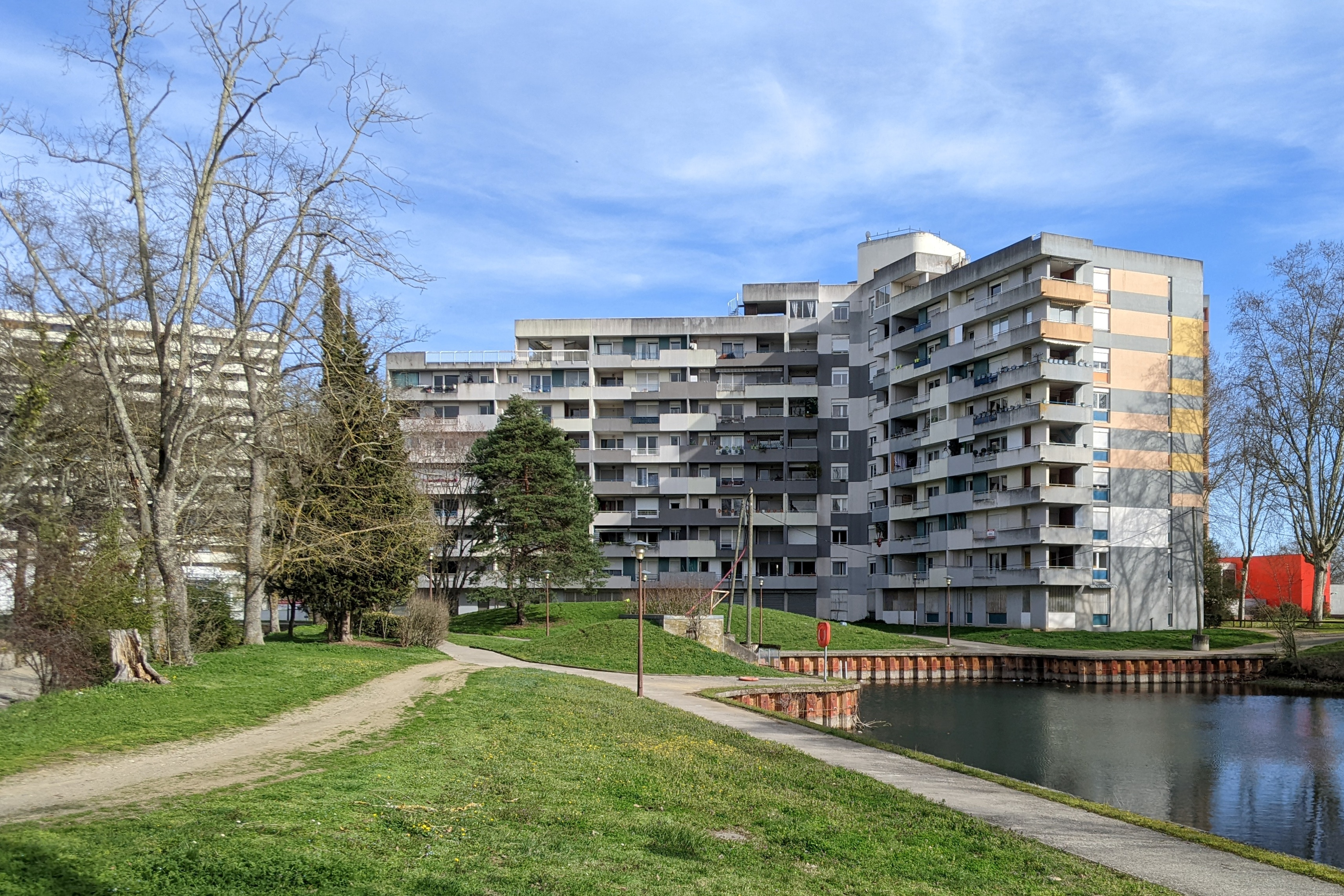
Parc de la Reynerie, résidence du Lac.

La ville est choisie pour devenir l'une des métropoles d'équilibre du pays en accueillant les activités aéronautiques et spatiales lors de la décentralisation. La ville devient rapidement la préfecture de la région Midi-Pyrénées. Le nombre d'habitants de la commune augmenta très rapidement, de 269 000 habitants en 1954 à 380 000 en 1968 puis 390 350 habitants en 1999 pour atteindre les 453 317 habitants fin 2012. Cet afflux démographique provoque la mise en place de grandes opérations d'urbanisme comme la construction de nouveaux quartiers : le Mirail, Empalot et Bagatelle, aujourd'hui quartiers prioritaires. Toulouse est l'une des grandes métropoles françaises les plus actives en Mai 68, avec une population étudiante qui compte de nombreux enfants de réfugiés espagnols. Mai 68 à Toulouse voit une longue grève chez Sud-Aviation et de nombreuses entreprises, et le soutien des campagnes pour ravitailler une ville en désorganisation du fait des transports arrêtés.

#### L'usine AZF
Le 21 septembre 2001, l'usine AZF explose, traumatisant durablement les Toulousains. Cette catastrophe industrielle, la pire que la France ait connu depuis 1945, fait 30 morts, 2 500 blessés et détruit de nombreux bâtiments et logements, principalement dans les quartiers populaires du Mirail et d'Empalot. La thèse de l'accident est retenue par les enquêteurs. Le procès de la catastrophe de l'usine AZF s'est tenu en 2009 et s'est soldé par une relaxe générale. Le procès en appel a eu lieu en 2012. La société Grande Paroisse et son directeur, Serge Biechlin, ont été condamnés pour homicide involontaire, et se pourvoient en cassation. Total et son ex-PDG, pour leur part, ont été relaxés, et la thèse de l’accident chimique retenue.
Le site de l'usine a depuis été rasé et dépollué. Les terrains à proximité restent pollués, à ce jour, pollution issue à la fois de l'activité industrielle contemporaine et historique. La pollution des ballastières de Braqueville jouxtant l'ancien terrain d'AZF est notable (estimée entre 4300, 5800 et 46 000 tonnes, de nitrocellulose immergée) et a été mise en cause dans des incendies volontaires, et une explosion le 13 décembre 2011 d'une usine proche de l'ancien site d'AZF. Le site a été placé sous contrôle militaire après l'explosion d'AZF et la dépollution (estimée à 40 millions d'euros pour 120 000 tonnes, de vase contaminée) devrait commencer en 2022.
L'Oncopole de Toulouse a été construite à proximité du site d'AZF. Le projet impulsé par la municipalité et l'État a débuté en septembre 2006 et s'est terminé en 2014.

## Politique et administration

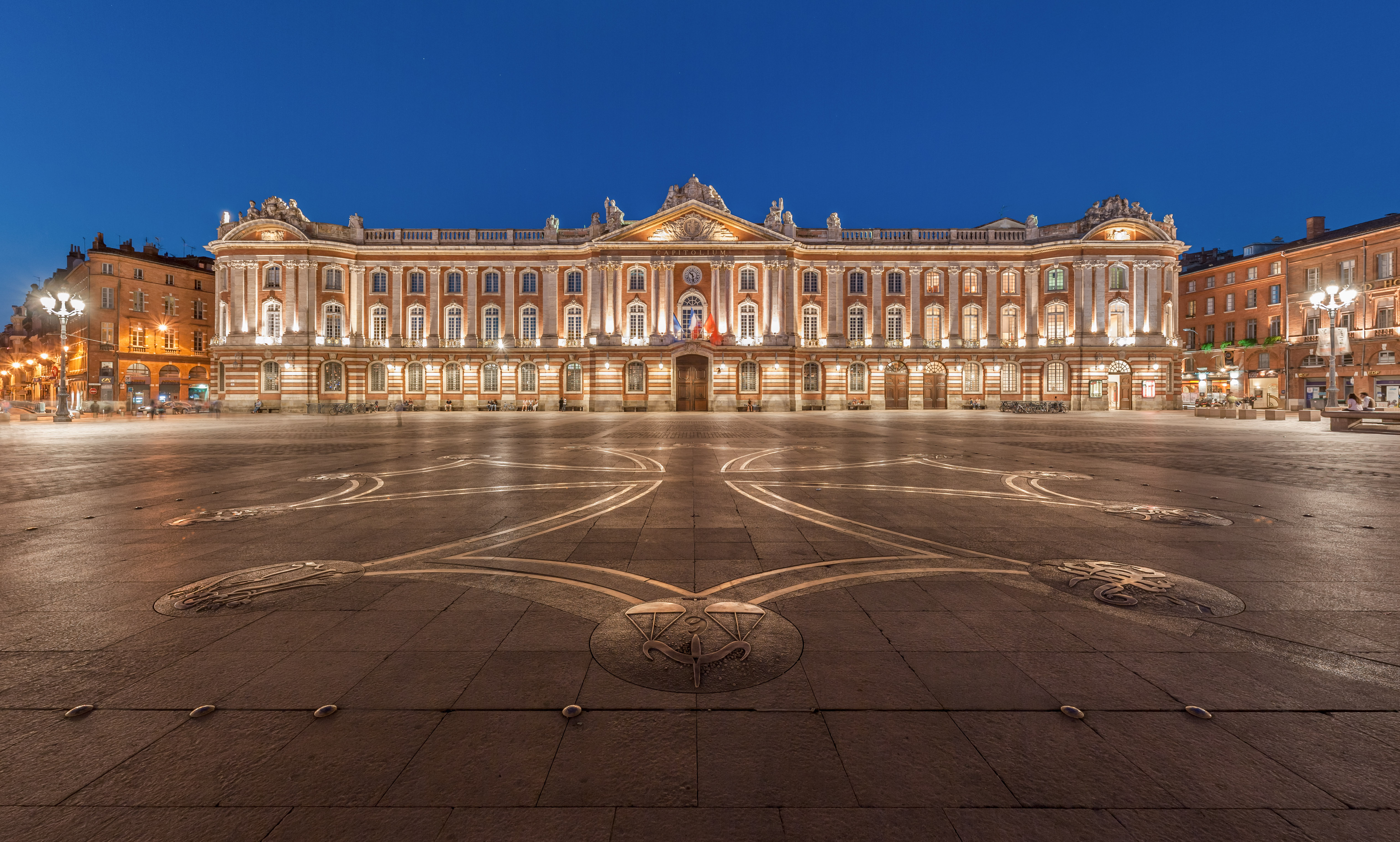
Le capitole de Toulouse, mairie.

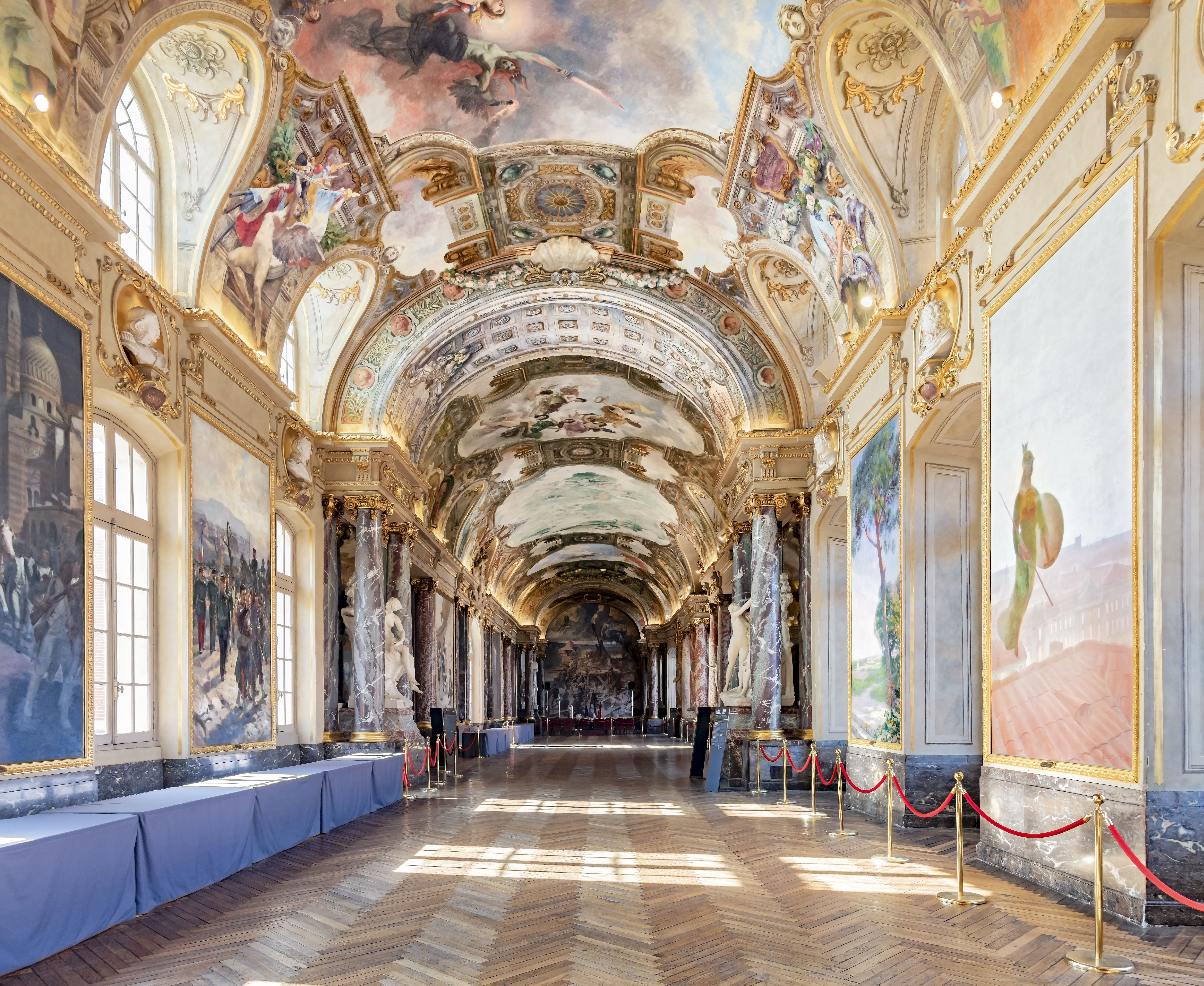
Salle des Illustres du Capitole.

La ville est le chef-lieu de la région Occitanie (Midi-Pyrénées jusqu'en 2016), du département de la Haute-Garonne et de l'arrondissement de Toulouse. Elle est par ailleurs le siège de l'académie de Toulouse et de la province ecclésiastique de Toulouse. Elle est également à la tête de la communauté urbaine de Toulouse Métropole.

### Tendances politiques et résultats
Politiquement, Toulouse est une ville avec une sensibilité de gauche. La droite républicaine, notamment sous l'impulsion des maires Pierre Baudis, Dominique Baudis, Philippe Douste-Blazy et Jean-Luc Moudenc, a tout de même géré la ville de 1971 à 2008 et de nouveau depuis 2014. Pour les autres élections, la gauche est généralement en tête. Le Front national y est plus faible qu'au niveau national et n'y a plus d'élus municipaux depuis 2001.
À l’élection présidentielle de 2002, le premier tour a vu arriver en tête Lionel Jospin avec 20,23 %, suivi de Jacques Chirac avec 17,34 %, puis de Jean-Marie Le Pen avec 14,65 % et enfin Noël Mamère avec 8,75 %, aucun autre candidat ne dépassant le seuil des 7 %. Au second tour, les électeurs ont voté à 86,06 % pour Jacques Chirac contre 13,94 % pour Jean-Marie Le Pen avec un taux d’abstention de 21,88 % (nationalement 82,21 % et 17,79 % ; abstention 20,29 %).
Au référendum sur le traité constitutionnel pour l’Europe du 29 mai 2005, les Toulousains ont voté pour la Constitution européenne, avec 51,31 % de Oui contre 48,69 % de Non avec un taux d’abstention de 33,65 % (France entière : Non à 54,67 % ; Oui à 45,33 %). Ces chiffres sont contraires à ceux du reste du département de la Haute-Garonne (Non à 53,90 % ; Oui à 46,10 %), l'électorat ayant choisi le vote positif étant, selon les analystes politiques, le fait d'un niveau social supérieur à la moyenne des Français.
À l’élection présidentielle de 2007, le premier tour a vu se démarquer en tête Ségolène Royal avec 36,15 %, suivie par Nicolas Sarkozy avec 29,75 %, François Bayrou avec 19,21 %, puis Jean-Marie Le Pen avec 6,35 %, et Olivier Besancenot avec 3,64 %, aucun autre candidat ne dépassant le seuil des 2 %. Le second tour a vu arriver en tête Ségolène Royal avec 57,60 % (résultat national : 46,94 %) contre 42,40 % pour Nicolas Sarkozy (national : 53,06 %).
L'élection présidentielle de 2012 a confirmé cette tendance : le premier tour a vu se démarquer en tête François Hollande avec 34,44 %, suivi par Nicolas Sarkozy avec 23,12 %, Jean-Luc Mélenchon avec 15,91 %, Marine Le Pen avec 10,34 %, François Bayrou avec 9,04 % et Eva Joly avec 4,32 %, aucun autre candidat ne dépassant le seuil des 2 %. Le second tour a vu arriver en tête François Hollande avec 62,54 % (résultat national : 51,64 %) contre 37,46 % pour Nicolas Sarkozy (national : 48,36 %).
Ce tropisme de gauche se confirme lors de l'élection présidentielle de 2017, lors de laquelle arrive en tête Jean-Luc Mélenchon dans la commune (29,17 %), devant Emmanuel Macron (27,26 %). Les candidats de droite obtiennent des scores inférieurs à leur résultat national : 17,67 % pour François Fillon, 9,41 % pour Marine Le Pen, 2,5 % pour Nicolas Dupont-Aignan. Benoît Hamon arrive en quatrième position devant Marine Le Pen avec 10,35 % des voix. Au second tour, Emmanuel Macron arrive en tête avec 17 points de plus que son score national (82,98 % contre 66,10 %), confirmant la faible implantation du Front national dans la ville.

#### Récapitulatif de résultats électoraux récents
| Scrutin              | 1er tour | 1er tour | 1er tour | 1er tour | 1er tour | 1er tour | 1er tour | 1er tour | 1er tour | 1er tour | 1er tour | 1er tour | 2d tour     | 2d tour     | 2d tour     | 2d tour     | 2d tour     | 2d tour     | 2d tour     | 2d tour     | 2d tour     | 2d tour     | 2d tour     | 2d tour     |
| Scrutin              | 1er      | 1er      | %        | 2e       | 2e       | %        | 3e       | 3e       | %        | 4e       | 4e       | %        | 1er         | 1er         | %           | 2e          | 2e          | %           | 3e          | 3e          | %           | 4e          | 4e          | %           |
| -------------------- | -------- | -------- | -------- | -------- | -------- | -------- | -------- | -------- | -------- | -------- | -------- | -------- | ----------- | ----------- | ----------- | ----------- | ----------- | ----------- | ----------- | ----------- | ----------- | ----------- | ----------- | ----------- |
| Municipales 2014     |          | LR       | 38,20    |          | PS       | 32,26    |          | FN       | 8,15     |          | EELV     | 6,99     |             | UMP         | 52,06       |             | PS          | 47,94       | Pas de 3e   | Pas de 3e   | Pas de 3e   | Pas de 4e   | Pas de 4e   | Pas de 4e   |
| Européennes 2014     |          | UMP      | 19,15    |          | PS       | 18,44    |          | EELV     | 16,88    |          | FN       | 14,08    | Tour unique | Tour unique | Tour unique | Tour unique | Tour unique | Tour unique | Tour unique | Tour unique | Tour unique | Tour unique | Tour unique | Tour unique |
| Régionales 2015      |          | PS       | 31,65    |          | UCD      | 22,71    |          | FN       | 17,24    |          | EELV     | 16,29    |             | UGE         | 59,12       |             | UCD         | 22,61       |             | FN          | 18,27       | Pas de 4e   | Pas de 4e   | Pas de 4e   |
| Présidentielles 2017 |          | LFI      | 29,17    |          | LREM     | 27,26    |          | LR       | 17,67    |          | PS       | 10,35    |             | EM          | 82,98       |             | FN          | 17,02       | Pas de 3e   | Pas de 3e   | Pas de 3e   | Pas de 4e   | Pas de 4e   | Pas de 4e   |
| Européennes 2019     |          | LREM     | 24,62    |          | EELV     | 21,28    |          | RN       | 11,43    |          | PS-PP    | 9,25     | Tour unique | Tour unique | Tour unique | Tour unique | Tour unique | Tour unique | Tour unique | Tour unique | Tour unique | Tour unique | Tour unique | Tour unique |
| Municipales 2020     |          | LR       | 36,18    |          | EELV     | 27,56    |          | PS       | 18,53    |          | G.s      | 5,66     |             | LR          | 51,98       |             | UGE         | 48,51       | Pas de 3e   | Pas de 3e   | Pas de 3e   | Pas de 4e   | Pas de 4e   | Pas de 4e   |
| Régionales 2021      |          | PS       | 36,86    |          | EELV     | 17,52    |          | LR       | 12,25    |          | LREM     | 11,83    |             | PS          | 67,88       |             | LR          | 20,38       |             | RN          | 11,74       | Pas de 4e   | Pas de 4e   | Pas de 4e   |
| Présidentielle 2022  |          | LFI      | 36,93    |          | LREM     | 26,42    |          | RN       | 9,54     |          | EELV     | 7,34     |             | LREM        | 77,48       |             | RN          | 22,52       | Pas de 3e   | Pas de 3e   | Pas de 3e   | Pas de 4e   | Pas de 4e   | Pas de 4e   |
| Européennes 2024     |          | PS       | 21.38    |          | LFI      | 19.70    |          | RN       | 13.56    |          | LREM     | 13.09    | Tour unique | Tour unique | Tour unique | Tour unique | Tour unique | Tour unique | Tour unique | Tour unique | Tour unique | Tour unique | Tour unique | Tour unique |

Aux élections européennes du 9 juin 2024, le parti au pouvoir arrive quatrième avec 12,80 % (contre 24,62 % en 2019),, derrière PS-Place publique (21,24% contre 9,25 % en 2019), et LFI (20,06 % contre 8,77 % en 2019),, tous deux en forte hausse, et le 4e, le Rassemblement national (13,69 % contre 11,43 % en 2019),.

### Administration municipale
Le conseil municipal est composé de soixante-neuf membres, dont le maire et vingt-six adjoints au maire, dix conseillers municipaux délégués, dix-sept conseillers municipaux délégués chargés de mission et quinze conseillers municipaux. Dix-sept des adjoints du maire ont en charge une des mairies de quartier de la ville de Toulouse, dont l'objectif est de faciliter l'accès aux administrations de la ville.
Le maire de Toulouse est Jean-Luc Moudenc depuis le 4 avril 2014. Il fut déjà maire de 2004 à 2008 et a été élu en juin 2012 député de la troisième circonscription de la Haute-Garonne, siégeant au sein du groupe UMP. Il est aussi le président de la communauté urbaine de Toulouse Métropole. Le conseil municipal se réunit publiquement plus d'une fois par trimestre dans la salle du conseil municipal en l’hôtel de ville.
Un conseil municipal des enfants a été mis en place, dont les membres sont élus tous les deux ans au cours du 1er trimestre de l’année scolaire, dans les écoles élémentaires qui adhèrent au projet. Il compte 41 élèves de CE2 et CM1, élus le 15 novembre 2005 en présence du maire à cette période, Jean-Luc Moudenc : (21 élèves issus des écoles publiques et 20 des écoles privées).

### Cantons
Toulouse est divisée en onze cantons (voir aussi liste des cantons de la Haute-Garonne) :
| Canton                | Conseillers départementaux                   | Code canton | Population (2017) |
| --------------------- | -------------------------------------------- | ----------- | ----------------- |
| Canton de Toulouse-1  | Julien Klotz Christine Stebenet              | 31 15       | 56 177            |
| Canton de Toulouse-2  | Christine Courade Jean-Michel Fabre          | 31 16       | 56 609            |
| Canton de Toulouse-3  | Anne Boyer Alain Gabrieli                    | 31 17       | 51 808            |
| Canton de Toulouse-4  | André Ducap Jacqueline Winnepenninckx-Kieser | 31 18       | 52 846            |
| Canton de Toulouse-5  | Patrick Pignard Paulette Salles              | 31 19       | 44 636            |
| Canton de Toulouse-6  | Zohra El Kouacheri Jean-Louis Llorca         | 31 20       | 56 137            |
| Canton de Toulouse-7  | Camille Pouponneau Arnaud Simion             | 31 21       | 59 506            |
| Canton de Toulouse-8  | Marie-Claude Farcy Vincent Gibert            | 31 22       | 70 296            |
| Canton de Toulouse-9  | Jean-Jacques Mirassou Marie-Dominique Vezian | 31 23       | 55 062            |
| Canton de Toulouse-10 | Jean-Baptiste De Scorraille Sophie Lamant    | 31 24       | 58 696            |
| Canton de Toulouse-11 | Serban Iclanzan Marion Lalane-De Laubadère   | 31 25       | 48 899            |

### Députés
Depuis le redécoupage des circonscriptions législatives de 2010, Toulouse est divisée en cinq circonscriptions législatives incluant également (hormis la 4e) des communes voisines. De 2012 à 2017, quatre députés sont membres du Parti socialiste et un député est membre des Républicains. Les élections législatives de 2017 sont toutefois l'occasion d'un renouvellement complet des députés toulousains, avec la victoire de la République en marche et de son allié, le Mouvement démocrate. Les élections de 2022 équilibrent le rapport de force entre la gauche, représentée par la coalition NUPES, et la majorité présidentielle, avec un avantage pour la gauche. Celles de 2024 voient la réélection des mêmes députés :
- 1re circonscription de la Haute-Garonne (dont Toulouse IV, V, XIII, XIV) : Hadrien Clouet (LFI) (NFP) ;
- 2e circonscription de la Haute-Garonne (dont Toulouse VI, VII, XV) : Anne Stambach-Terrenoir (LFI) (NFP) ;
- 3e circonscription de la Haute-Garonne (dont Toulouse II, VIII, IX) : Corinne Vignon (RE) (ENS) ;
- 4e circonscription de la Haute-Garonne (dont Toulouse I, III, XII) : François Piquemal (LFI) (NFP) ;
- 9e circonscription de la Haute-Garonne (dont Toulouse IX, X, XI) : Christine Arrighi (LÉ) (NFP).

### Liste des maires

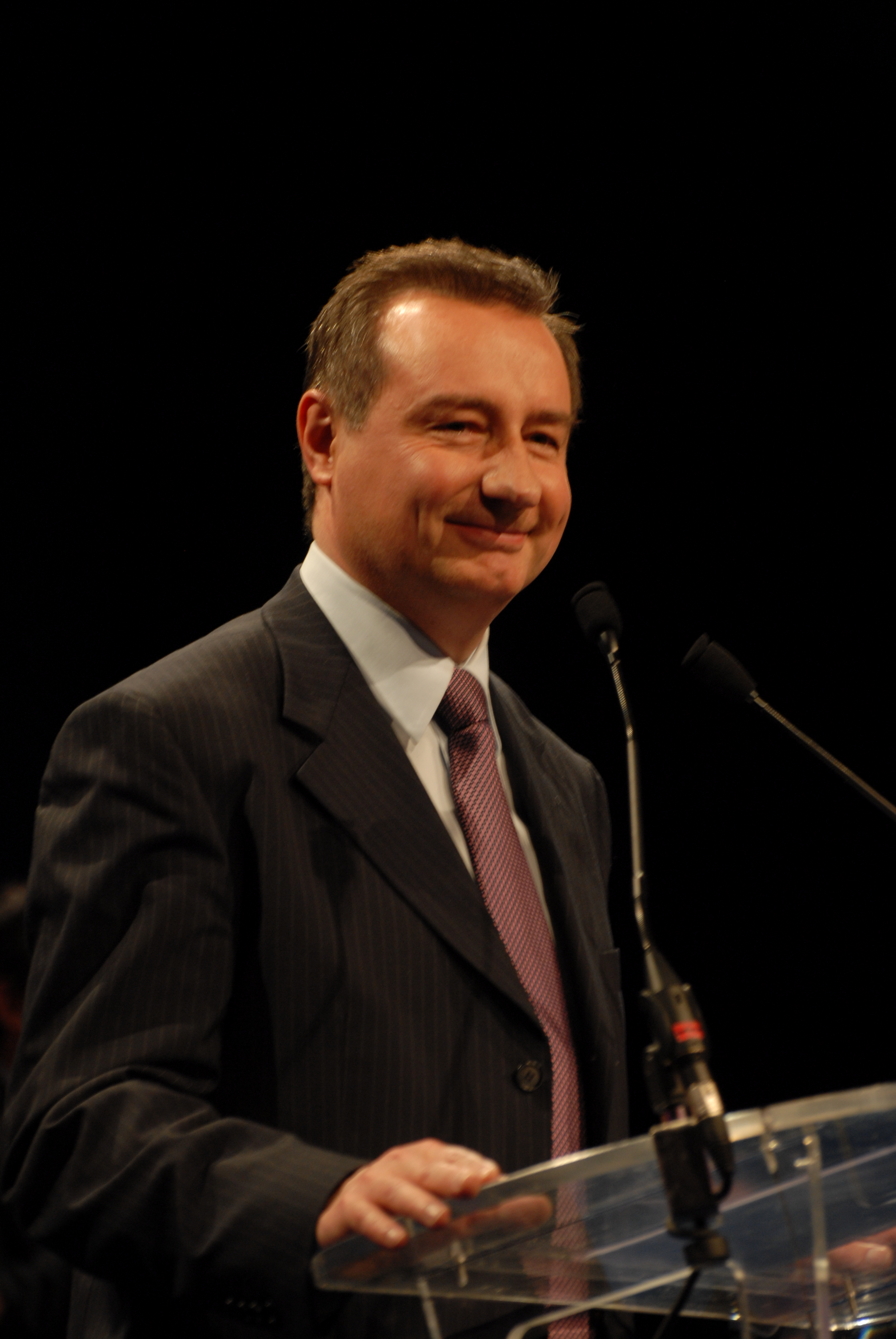
Jean-Luc Moudenc élu aux municipales de 2014.

- 1944 - 1958 : Raymond Badiou (SFIO) ;
- 1958 - 1971 : Louis Bazerque (SFIO) ;
- 1971 - 1983 : Pierre Baudis (RI, puis UDF-PR) ;
- 1983 - 2001 : Dominique Baudis (UDF) ;
- 2001 - 2001 : Guy Hersant[166] ;
- 2001 - 2004 : Philippe Douste-Blazy (UDF, puis UMP), démissionnaire le 30 avril 2004, à la suite de son accession au gouvernement, en tant que ministre de la Santé ;
- 2004 - 2008 : Jean-Luc Moudenc (UMP), deuxième sur la liste de Philippe Douste-Blazy de 2001 ;
- 2008 - 2014 : Pierre Cohen (PS) précédemment maire de Ramonville ;
- depuis 2014 : Jean-Luc Moudenc (UMP puis LR jusqu'en 2022 ; LFA).

#### Secteurs municipaux
La commune de Toulouse est divisée de 2009 à 2023[réf. nécessaire] en six secteurs municipaux dans lesquels on trouve les mairies de quartiers.
- Secteur 1 :5,18 km2, 70 636 habitants en 2015
- Secteur 2 : 9,69 km2, 69 097 habitants en 2015
- Secteur 3 : 25,91 km2, 88 182 habitants en 2015
- Secteur 4 : 14,43 km2, 76 928 habitants en 2015
- Secteur 5 : 26,96 km2, 101 600 habitants en 2015
- Secteur 6 : 35,91 km2, 65 399 habitants en 2015

Durant le mandat de Jean-Luc Moudenc, la commune a été divisée par la mairie en dix-sept grands quartiers possédant chacun une mairie de quartier et un maire délégué s'occupant de celui-ci. Ce découpage suivait le découpage historique de petits quartiers, d'anciens bourgs ou de villages comme Saint-Martin-du-Touch. Mais, il ne suivait pas le découpage cantonal qui coupe certains quartiers historiques en deux, comme le quartier des Minimes.
En octobre 2008, un redécoupage de Toulouse en six secteurs est réalisé.Ce ne sont donc pas des arrondissements municipaux, comme à Paris, Lyon ou Marseille.

#### Maires de quartiers
| Quartiers de Toulouse | Quartiers de Toulouse                                                                       | Territoire de Toulouse Métropole | Population (2018) | Superficie (ha) | Densité nette (hab./ha) | Maire de quartier        |
| --------------------- | ------------------------------------------------------------------------------------------- | -------------------------------- | ----------------- | --------------- | ----------------------- | ------------------------ |
| 1                     | Capitole / Arnaud Bernard / Carmes                                                          | Centre                           | 30 372            | 206             | 171                     | Laurence Katzenmayer     |
| 2                     | Amidonniers / Compans-Caffarelli / Brouardel                                                | Centre                           | 16 124            | 165             | 151                     | Ghislaine Delmond        |
| 3                     | Les Chalets / Bayard / Belfort / Saint-Aubin / Dupuy                                        | Centre                           | 23 328            | 140             | 182                     | Clément Riquet           |
| 4                     | Lapujade / Bonnefoy / Périole / Marengo / La Colonne                                        | Centre                           | 21 225            | 294             | 84                      | Souhayla Marty           |
| 5                     | Saint-Michel / Saint-Agne / Empalot / Le Busca / Île du Ramier / Montplaisir                | Centre                           | 34 689            | 417             | 120                     | Johnny Dunal             |
| 6                     | Saint-Cyprien                                                                               | Centre                           | 18 600            | 184             | 128                     | Jean-Paul Bouche         |
| 7                     | Sept-Deniers / Ginestous-Sesquières / Lalande                                               | Nord                             | 22 211            | 1 195           | 30                      | Olivier Arsac            |
| 8                     | Minimes / Barrière de Paris / Ponts-Jumeaux / La Vache / Raisin / Fondeyre                  | Nord                             | 39 291            | 597             | 68                      | Cécile Dufraisse         |
| 9                     | Trois Cocus / Borderouge / Croix-Daurade / Paleficat / Grand Selve                          | Nord                             | 36 403            | 799             | 51                      | Valérie Jacquet-Violleau |
| 10                    | Jolimont / Soupetard / Roseraie / Gloire / Gramont / Amouroux                               | Est                              | 23 080            | 618             | 52                      | Isabelle Ferrer          |
| 11                    | Bonhoure / Guilheméry / Château de l'Hers / Limayrac / Côte Pavée                           | Est                              | 33 278            | 535             | 74                      | Isabelle Ferrer          |
| 12                    | Pont des Demoiselles / Ormeau / Montaudran / La Terrasse / Malepère                         | Est                              | 31 559            | 1 181           | 32                      | Émilion Esnault          |
| 13                    | Rangueil / Sauzelong / Jules Julien / Pech-David - Pouvourville                             | Est                              | 35 553            | 1 110           | 51                      | Claire Nison             |
| 14                    | Saint-Simon / Lafourguette / Oncopole - Campus Santé du Futur                               | Sud                              | 18 116            | 1 467           | 15                      | Nina Ochoa               |
| 15                    | Croix-de-Pierre / Route d'Espagne                                                           | Sud                              | 9 740             | 169             | 72                      | Jean-Paul Bouche         |
| 16                    | Fontaine-Lestang / Arènes / Bagatelle / Papus / Tabar / Bordelongue / Mermoz / La Faourette | Sud                              | 26 352            | 306             | 88                      | Marine Lefèvre           |
| 17                    | Mirail-Université / Reynerie / Bellefontaine                                                | Sud                              | 18 589            | 284             | 75                      | Gaëtan Cognard           |
| 18                    | Lardenne / Pradettes / Basso-Cambo                                                          | Ouest                            | 17 541            | 955             | 21                      | Christophe Alvès         |
| 19                    | Casselardit / Fontaine-Bayonne / Cartoucherie                                               | Ouest                            | 16 993            | 310             | 71                      | Nadia Soussi             |
| 20                    | Arènes Romaines / Ancely / Saint-Martin-du-Touch / Purpan                                   | Ouest                            | 13 801            | 885             | 18                      | Jean-Jacques Bolzan      |

### Politique de développement durable
La ville a engagé une politique de développement durable en lançant une démarche d'Agenda 21 en 2004. L'agenda 21 local est reconnu par le ministère de l'environnement.

### Finances locales
La commune de Toulouse faisant partie d'un établissement public de coopération intercommunale à fiscalité propre, Toulouse Métropole, son budget ne reflète qu'imparfaitement la réalité de la fiscalité locale en raison des transferts de dépenses de fonctionnement et d'investissement vers l'EPCI, d'une part, et de la perception par la métropole du produit de la fiscalité professionnelle, d'autre part. Ainsi, de nombreuses ressources fiscales toulousaines sont prélevées au niveau métropolitain, et de nombreuses dépenses sont également effectuées au niveau métropolitain. À titre d'exemple, des équipements culturels et sportifs définis d'intérêt métropolitain, conformément à la délibération du conseil métropolitain du 29 septembre 2015, ont été transférés au budget de la métropole à compter du 1er janvier 2016, comme celui du Théâtre et de l'Orchestre du Capitole, ou encore le Centre de congrès Pierre Baudis.
Cette section est consacrée aux finances locales de Toulouse de 2000 à 2014.
Pour l'exercice 2014, le compte administratif du budget municipal de Toulouse s'établit à 789 185 000 € en dépenses et 790 307 000 € en recettes :
Pour Toulouse en 2014, la section de fonctionnement se répartit en 637 575 000 € de charges (1 401 € par habitant) pour 643 468 000 € de produits (1 414 € par habitant), soit un solde de la section de fonctionnement de 5 893 000 € (13 € par habitant), :
- le principal pôle de dépenses de fonctionnement est celui des charges de personnels[Note 9] pour 349 988 000 € (55 %), soit 769 €par habitant, ratio voisin de la valeur moyenne de la strate. Sur la période 2010 - 2014, ce ratio augmente de façon continue de 662 € à 769 € par habitant. Viennent ensuite les groupes des achats et charges externes[Note 10] pour 22 %, des subventions versées[Note 11] pour 15 %, des contingents[Note 12] pour des sommes inférieures à 1 % et finalement celui des charges financières[Note 13] pour des sommes plus faibles ;
- la plus grande part des recettes est constituée des impôts locaux[Note 14] pour un montant de 215 711 000 € (34 %), soit 474 € par habitant, ratio inférieur de 20 % à la valeur moyenne pour les communes de la même strate (593 € par habitant). Sur les 5 dernières années, ce ratio augmente de façon continue de 425 € à 474 € par habitant. Viennent ensuite de la dotation globale de fonctionnement (DGF)[Note 15] pour 15 % et des autres impôts[Note 16] pour 15 %.

La dotation globale de fonctionnement est quasiment égale à celle versée en 2013.
Les taux des taxes ci-dessous sont votés par la municipalité de Toulouse. En 2014, ils n'ont pas varié par rapport à 2013 :
- la taxe d'habitation : 15,87 % ;
- la taxe foncière sur le bâti : 17,64 % ;
- celle sur le non bâti : 62,00 %.

Les emplois d'investissement en 2014 comprenaient par ordre d'importance :
- des dépenses d'équipement[Note 17] pour un montant de 148 050 000 € (98 %), soit 325 € par habitant, ratio voisin de la valeur moyenne de la strate. Sur la période 2010 - 2014, ce ratio fluctue et présente un minimum de 247 € par habitant en 2010 et un maximum de 333 € par habitant en 2011 ;
- des remboursements d'emprunts[Note 18] pour une valeur totale de 795 000 € (des sommes inférieures à 1 %), soit 2 €par habitant, ratio inférieur de 98 % à la valeur moyenne pour les communes de la même strate (106 € par habitant).

Les ressources en investissement de Toulouse se répartissent principalement en :
- nouvelles dettes pour une valeur de 55 000 000 € (37 %), soit 121 € par habitant, ratio inférieur de 19 % à la valeur moyenne pour les communes de la même strate (150 € par habitant). Sur la période 2010 - 2014, ce ratio augmente de façon continue de 0 € à 121 € par habitant ;
- subventions reçues pour une valeur totale de 19 677 000 € (13 %), soit 43 € par habitant, ratio inférieur de 30 % à la valeur moyenne pour les communes de la même strate (61 € par habitant).

L'endettement de Toulouse au 31 décembre 2014 peut s'évaluer à partir de trois critères : l'encours de la dette, l'annuité de la dette et sa capacité de désendettement :
- l'encours de la dette pour un montant de 69 396 000 €, soit 153 € par habitant, ratio inférieur de 87 % à la valeur moyenne pour les communes de la même strate (1 176 € par habitant). Depuis 5 ans, ce ratio fluctue et présente un minimum de 34 € par habitant en 2013 et un maximum de 153 € par habitant en 2014[A2 5] ;
- l'annuité de la dette pour une valeur de 1 359 000 €, soit 3 € par habitant, ratio inférieur de 98 % à la valeur moyenne pour les communes de la même strate (139 € par habitant). Pour la période allant de 2010 à 2014, ce ratio augmente de façon continue de 0 € à 3 € par habitant[A2 5] ;
- la capacité d'autofinancement (CAF) pour une somme de 32 580 000 €, soit 72 € par habitant, ratio inférieur de 51 % à la valeur moyenne pour les communes de la même strate (147 € par habitant). Sur la période 2010 - 2014, ce ratio fluctue et présente un minimum de 72 € par habitant en 2014 et un maximum de 189 € par habitant en 2011[A2 6]. La capacité de désendettement est d'environ 2 années en 2014. Sur une période de 15 années, ce ratio est constant et faible (inférieur à 4 ans)

### Jumelages
La ville de Toulouse est jumelée avec les villes suivantes (par ordre chronologique) :
- Tel Aviv-Jaffa (Israël) depuis 1962,
- Atlanta (États-Unis) depuis 1975,
- Kiev (Ukraine) depuis 1975,
- Bologne (Italie) depuis 1981,
- Elche (Espagne) depuis 1981,
- Chongqing (Chine) depuis 1981.

Elle a noué des accords de coopération avec, :
- N'Djaména (Tchad) depuis 1988,
- Saragosse (Espagne) depuis 2000,
- Hanoï (Vietnam) depuis 1996,
- Saint-Louis (Sénégal) depuis 2003,
- Düsseldorf (Allemagne) depuis 2003,
- Ramallah (Palestine) depuis 2004.

## Population et société

### Évolutions démographiques
L'évolution du nombre d'habitants est connue à travers les recensements de la population effectués dans la commune depuis 1793. Pour les communes de plus de 10 000 habitants les recensements ont lieu chaque année à la suite d'une enquête par sondage auprès d'un échantillon d'adresses représentant 8 % de leurs logements, contrairement aux autres communes qui ont un recensement réel tous les cinq ans,.

En 2022, la commune comptait 511 684 habitants, en évolution de +7,62 % par rapport à 2016 (Haute-Garonne : +8,02 %, France hors Mayotte : +2,11 %).
| 1793   | 1800   | 1806   | 1821   | 1831   | 1836   | 1841   | 1846   | 1851   |
| ------ | ------ | ------ | ------ | ------ | ------ | ------ | ------ | ------ |
| 52 612 | 50 171 | 51 689 | 52 328 | 59 639 | 77 372 | 90 368 | 94 227 | 96 564 |

| 1856    | 1861    | 1866    | 1872    | 1876    | 1881    | 1886    | 1891    | 1896    |
| ------- | ------- | ------- | ------- | ------- | ------- | ------- | ------- | ------- |
| 103 144 | 113 714 | 126 936 | 124 852 | 131 642 | 140 289 | 147 617 | 149 791 | 149 963 |

| 1901    | 1906    | 1911    | 1921    | 1926    | 1931    | 1936    | 1946    | 1954    |
| ------- | ------- | ------- | ------- | ------- | ------- | ------- | ------- | ------- |
| 149 841 | 149 438 | 149 576 | 175 434 | 180 771 | 194 564 | 213 220 | 264 411 | 268 863 |

| 1962    | 1968    | 1975    | 1982    | 1990    | 1999    | 2006    | 2011    | 2016    |
| ------- | ------- | ------- | ------- | ------- | ------- | ------- | ------- | ------- |
| 323 724 | 370 796 | 373 796 | 347 995 | 358 688 | 390 350 | 437 715 | 447 340 | 475 438 |

| 2021    | 2022    | - | - | - | - | - | - | - |
| ------- | ------- | - | - | - | - | - | - | - |
| 504 078 | 511 684 | - | - | - | - | - | - | - |

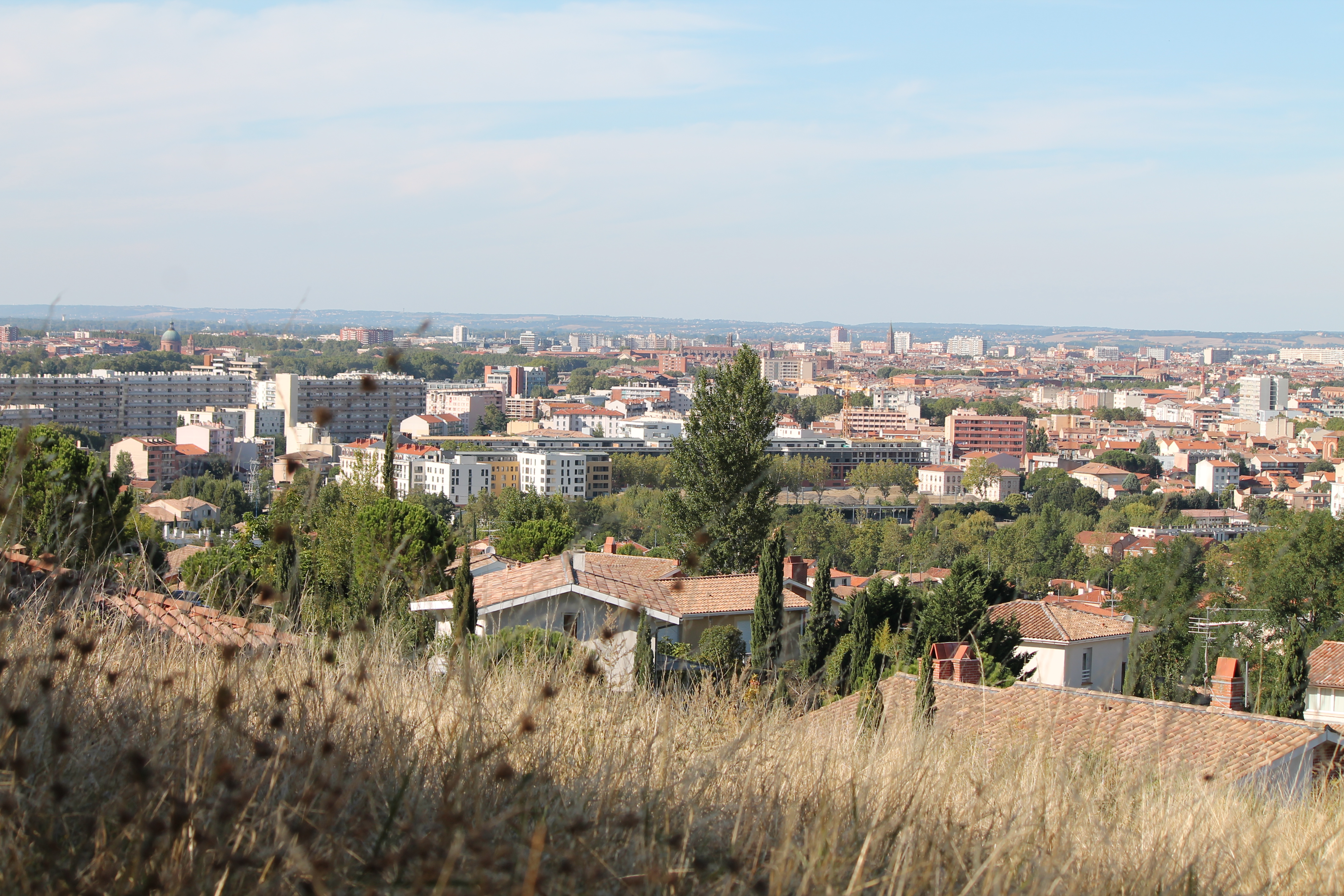
Vue depuis les coteaux du quartier Pech-David dans le sud de la ville, en 2012

En 2021, Toulouse est la quatrième commune de France avec 504 078 habitants (population intra muros), soit 28 640 habitants de plus qu'en 2016, et également la quatrième agglomération avec 1 063 235 habitants (recensement de 2021, délimitation de 2020). Elle constitue la cinquième aire d'attraction avec 1 490 640 habitants (recensement de 2021) après Paris, Lyon, Marseille et Lille.
La population de la ville de Toulouse augmente principalement grâce à un solde migratoire largement positif, dû à son positionnement géographique privilégié lui conférant un climat agréable, une situation stratégique entre plusieurs bassins touristiques (Massif central, Pyrénées, mer Méditerranée, côtes atlantiques basque et landaise) et ses terroirs midi-pyrénéens, mais aussi grâce à une image positive sur sa qualité de vie, la variété de ses filières de formation, son positionnement socio-économique sur des industries et ses services à forte valeur ajoutée (aéronautique, espace, biotechnologies, systèmes embarqués, électronique, météorologie). L'agglomération de Toulouse bénéficie d'ailleurs de la croissance démographique la plus dynamique des grandes villes de France, ce qui peut être un atout pour le développement de la ville. On observe cependant un ralentissement de l'augmentation de la population intra-muros et de celle de l'agglomération depuis 2006, alors que la couronne périurbaine poursuit sa forte expansion.
En 1700, Toulouse compte entre 40 000 et 50 000 habitants et se classe 6e à 9e ville de France par sa population.
Depuis le recensement de 1999, la commune de Toulouse gagne, en moyenne, environ 5 000 habitants par an. Mais si le rythme d'accroissement a été de près de 6 800 habitants supplémentaires chaque année de 1999 à 2006, il s'est considérablement ralenti entre 2006 et 2011 avec une croissance moyenne d'un peu moins de 2 000 habitants par an, pour reprendre au rythme de 6 150 habitants par an de 2011 à 2015.
Entre le recensement de mars 1999 et celui de janvier 2008, l'unité urbaine de Toulouse (l'agglomération toulousaine) a gagné 103 846 habitants, soit 11 407 par an par effet de densification et seulement 1 180 habitants sur l'ensemble de la période dus à l'extension du périmètre de l'agglomération. L'aire urbaine de Toulouse a gagné 237 975 habitants entre ces deux recensements, soit 18 525 par an par effet de densification et 71 247 habitants sur l'ensemble de la période dus à l'extension son périmètre.
|      | Unité urbaine ou agglomération | Aire urbaine puis Aire d'attraction     |
| ---- | ------------------------------ | --------------------------------------- |
| 1936 | 213 220                        | --                                      |
| 1946 | 264 411                        | --                                      |
| 1954 | 268 865                        | --                                      |
| 1962 | 329 044                        | --                                      |
| 1968 | 439 764                        | 474 000                                 |
| 1975 | 509 939                        | 585 000                                 |
| 1982 | 541 271                        | 645 000                                 |
| 1990 | 650 336                        | 797 373                                 |
| 1999 | 761 090                        | 964 797                                 |
| 2006 | 851 945                        | 1 169 866                               |
| 2011 | 892 115                        | 1 250 251                               |
| 2015 | 948 433                        | 1 330 954                               |
| 2017 | 968 638                        | 1 360 829                               |
| 2020 | 1 047 829                      | 1 470 899 Aire d'attraction de Toulouse |
| 2021 | 1 063 235                      | 1 490 640                               |
| 2022 | 1 081 726                      | 1 513 396                               |

Toulouse possède une forte attractivité par rapport aux autres métropoles françaises. En plus de la variation naturelle de 12 000 habitants supplémentaires net par an en 2014, l'aire urbaine de Toulouse possède un solde migratoire de 8 000 nouveaux arrivants net par an (60 000 arrivées pour 52 000 départs), le deuxième des principales agglomérations françaises derrière Bordeaux. 35 % des nouveaux arrivants sont des étudiants, et 15 % arrivent de l'étranger, une plus grande proportion que dans toute autre aire urbaine en France. Parmi les plus de 45 ans, le solde migratoire est en revanche négatif. Les migrations depuis et vers les autres villes du Sud-Ouest sont importantes, en particulier entre Toulouse et Montauban. Cette arrivée massive de population renforce le caractère métropolitain de Toulouse, les nouveaux Toulousains rajeunissent la population et augmentent le niveau de qualification des actifs (souvent des cadres, professions intellectuelles supérieures, techniciens, ingénieurs).
Enfin, la réalisation de certains projets à dimension nationale et internationale a contribué à accroître la renommée de la ville : un campus de 220 ha voué à la cancérologie, l'Oncopole de Toulouse, a progressivement ouvert, de 2009 à 2014, sur l'ancien site AZF.
Par ailleurs, Galileo, l'équivalent européen du GPS, a eu son siège social sur les anciennes pistes de Montaudran, au sud-est de la ville.

### Pyramide des âges
En 2021, le taux de personnes d'un âge inférieur à 30 ans s'élève à 46,6 %, soit au-dessus de la moyenne départementale (38,4 %). À l'inverse, le taux de personnes d'âge supérieur à 60 ans est de 17,2 % la même année, alors qu'il est de 22,1 % au niveau départemental.
En 2021, la commune comptait 244 831 hommes pour 259 247 femmes, soit un taux de 51,43 % de femmes, légèrement supérieur au taux départemental (51,27 %).
Les pyramides des âges de la commune et du département s'établissent comme suit :
| Hommes | Classe d’âge | Femmes |
| ------ | ------------ | ------ |
| 0,6    | 90 ou +      | 1,6    |
| 4,3    | 75-89 ans    | 6,5    |
| 9,7    | 60-74 ans    | 11,6   |
| 15,3   | 45-59 ans    | 14,7   |
| 22,7   | 30-44 ans    | 20,0   |
| 32,6   | 15-29 ans    | 31,9   |
| 14,9   | 0-14 ans     | 13,7   |

| Hommes | Classe d’âge | Femmes |
| ------ | ------------ | ------ |
| 0,7    | 90 ou +      | 1,6    |
| 5,8    | 75-89 ans    | 7,9    |
| 13,5   | 60-74 ans    | 14,7   |
| 19,3   | 45-59 ans    | 18,8   |
| 20,8   | 30-44 ans    | 19,9   |
| 22     | 15-29 ans    | 20,7   |
| 17,9   | 0-14 ans     | 16,4   |

### Populations
L'extraordinaire croissance de la population de la ville de Toulouse depuis les années 1990 est due à la conjonction d'un solde naturel positif et d'un solde migratoire élevé en raison d'abord de l'arrivée de populations de l'ensemble des régions françaises, y compris d'outre-mer, mais aussi de populations immigrées. Concernant les populations françaises d'outre-mer, il s'agit principalement d'Antillais, secondairement de Réunionnais et de Mahorais, répartis dans l'ensemble de la ville. Toutefois, le quartier Saint-Michel est connu pour être le quartier de la plus importante communauté caribéenne de Toulouse.
À l'instar des autres grandes métropoles françaises (Paris, Lyon, Marseille), Toulouse est une ville cosmopolite et aux multiples influences. En 2008, elle compte 57 743 immigrés soit 13,1 % de la population (3,5 % nés en Europe et 9,6 % nés hors d'Europe). 8,6 % des habitants (immigrés ou non) sont des étrangers. L'immigration est un processus ancien. Une part importante est due à l'immigration espagnole de l'entre-deux-guerres, ce qui explique qu'au recensement de 1954 Toulouse comptait 9 540 naturalisés et 14 320 étrangers, soit 5,4 % de sa population. Une autre part est due à l'arrivée des populations nord-africaines à partir des années 1950-1960, dans des foyers d'hébergement, des cités d'urgence (Bordelongue), le camp de harki de Ginestous, puis des cités d'habitat social comme le Mirail, important lieu d'hébergement de Pied-noir et de Harkis. Les Pieds-Noirs représentaient en 1970 plus de 2 000 familles. À partir des années 1980, les populations immigrées du Maghreb, d'Afrique subsaharienne et d'Asie se sont de plus en plus concentrées dans les quartiers d'habitat social et les immeubles en copropriété de l'ouest de la ville construits dans les années 1960 et 1970. En revanche, les populations d'Europe du Sud se retrouvent plutôt dans les faubourgs.

### La communauté espagnole: exil républicain, résistance et culture

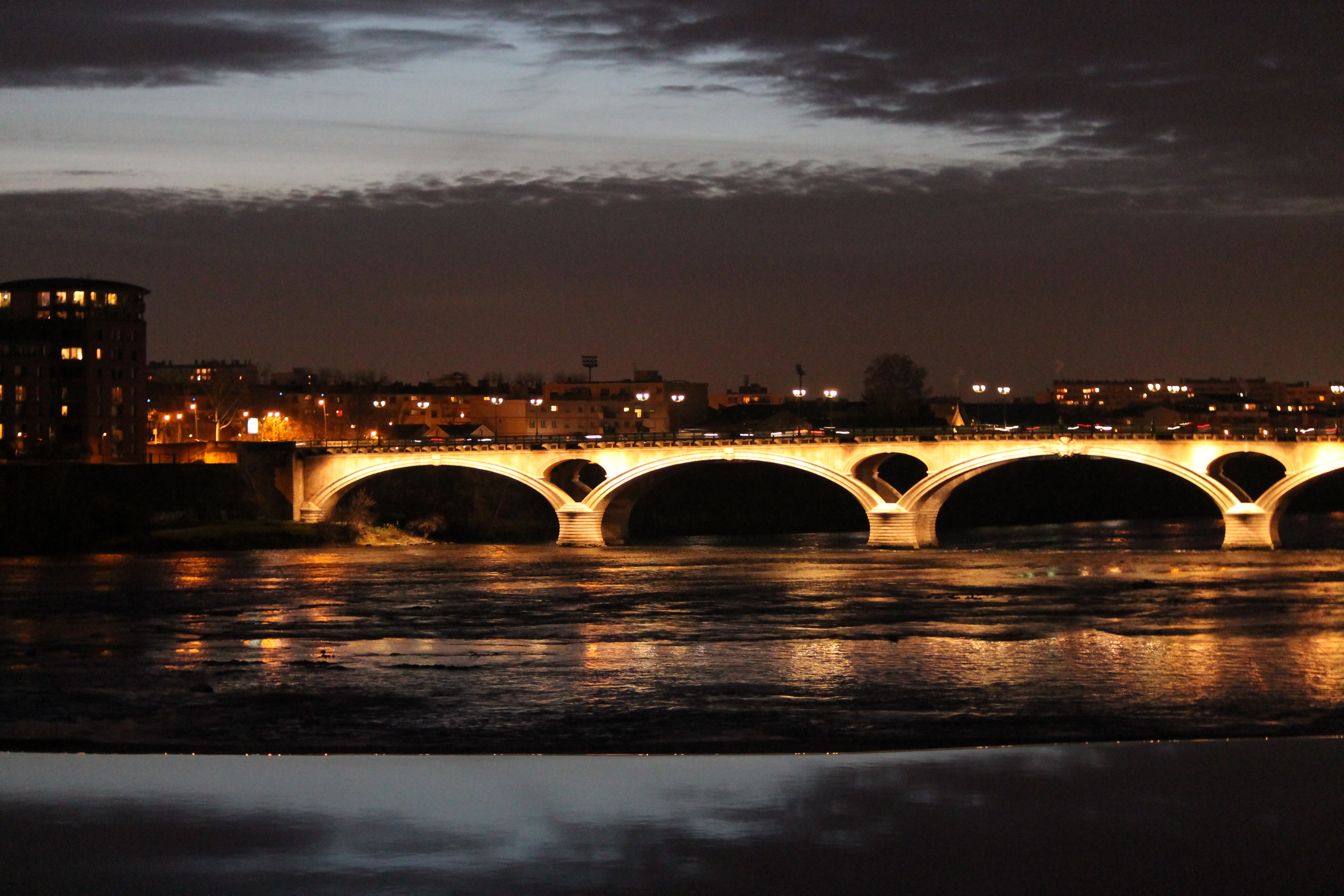
Le Pont des Catalans de nuit

La proximité géographique de Toulouse avec l'Espagne et les anciennes relations historiques entre le comté de Toulouse et le royaume d'Aragon, ont fait que de tout temps la présence d'une population espagnole à Toulouse a été sensible. En effet elle représente l'une des plus importantes communautés de la ville avec près de 20 000  à   25 000 personnes. Il suffirait pour s'en apercevoir de fréquenter quelques marchés populaires de Toulouse (Cristal, Saint-Aubin, Saint-Cyprien, Saint-Sernin…) où on ne manquera pas d'entendre parler castillan. Toulouse a d'abord vécu l'immigration de travail des années 1920 et du début des années 1930, avec des installations dans des quartiers à l'époque insalubres ou malfamés comme celui de Saint-Cyprien, puis est la principale destination de l'exil républicain espagnol en 1939, après la Retirada et la guerre d'Espagne.
De grandes personnalités républicaines menacées par le dictateur Franco, comme Federica Montseny, première femme ministre en Europe, ou encore la médecin Amparo Poch, dont une rue porte le nom à Toulouse, ont choisi la ville comme terre d'exil.
Ainsi, Victòria Pujolar Amat (1921-2017), peintre républicaine espagnole, incarcérée avec sa mère et sa grand-mère au Camp du Récébédou de Portet-sur-Garonne, camp de concentration de familles juives et républicaines espagnoles, s'est réfugiée à Toulouse après son évasion. Il en est de même pour Dolors Prat Coll (1905-2001), syndicaliste de la Confédération nationale du travail, menacée par les représailles en Espagne franquiste, qui refait sa vie à Toulouse après sa fuite par les Pyrénées depuis Barcelone.
C'est également depuis Toulouse que Teresa Carbó i Comas rejoint la Résistance durant la Seconde Guerre mondiale contre les nazis, ainsi qu'Elisa Garrido (1909-1990), rescapée de Ravensbrück et de Buchenwald, qui décide de s'installer dans la ville après guerre. Cette dernière fait partie du groupe Ponzán, réseau d'évasion organisé par le résistant Francisco Ponzán Vidal à partir de Toulouse, composé majoritairement d'anarchistes espagnols. Une stèle en mémoire de Francisco Vidal, dans l'allée qui porte son nom, est érigée dans le jardin Compans-Caffarelli.
La résistante Conchita Ramos (1925-2019), survivante des camps de la mort, devient une grande personnalité toulousaine à la Libération. Une place publique du quartier de la Reynerie porte son nom.
Cependant, les Espagnols proprement dits sont aujourd'hui peu nombreux, 2 386 au recensement de 2006, soit 6,3 % seulement des étrangers de la commune. La ville a fêté en 2006 le 75e anniversaire de la république espagnole au cours duquel l'ancien maire de Toulouse, Jean-Luc Moudenc a fait un discours qui permit à de nombreux jeunes et nouveaux toulousains de comprendre l'importance de cet exil, « Oui, l'émotion rejoint ici le calendrier de la tragédie de l’Histoire, de la tragédie d’une guerre fratricide qui jeta l’une contre l'autre, l'Espagne républicaine et l'Espagne franquiste et conduisit 100 000 républicains et leurs familles à Toulouse. Toulouse qui se souvient de la nouvelle topographie politique qu’avaient inventée les partis politiques en exil, les communistes à la Bourse du travail, les anarchistes au 4 rue de Belfort et autour de la fontaine de la place Wilson, les guérilleros au café de la Paix de la place du Capitole, les socialistes au 69 rue du Taur dans la future cinémathèque, un peu tous à l’Ateneo de la rue de l’Étoile, les moins politisés à la Casa de España. ».
L'empreinte espagnole est donc forte à Toulouse, faisant d'elle la plus grande ville espagnole de France avec Montpellier. Son relais direct est la Casa de España qui existe depuis 1986 et abrite une association socio-culturelle et socio-éducative, qui regroupe huit associations espagnoles. Toulouse attire aussi plus largement d'autres communautés du monde hispanique (Basques, Andorrans, Catalans,, Valenciens, Andalous, Mexicains, Argentins, Cubains…). Ainsi, on retrouve dans la ville rose une atmosphère très « latine », avec de nombreux bars à tapas, des clubs de sardane (avec Déodat de Séverac, Toulouse a toujours été l'une des villes essentielles de la sardane), de flamenco, de salsa, de tango, de merengue, de cha-cha et d'autres danses latines ainsi qu'une ambiance nocturne très festive qui rappelle celles de Barcelone ou Madrid. L'espagnol est la deuxième langue parlée à Toulouse après le français. La ville est également le siège de l'Eurorégion Pyrénées-Méditerranée depuis octobre 2004.

### Autres populations étrangères ou d'origine étrangère à Toulouse

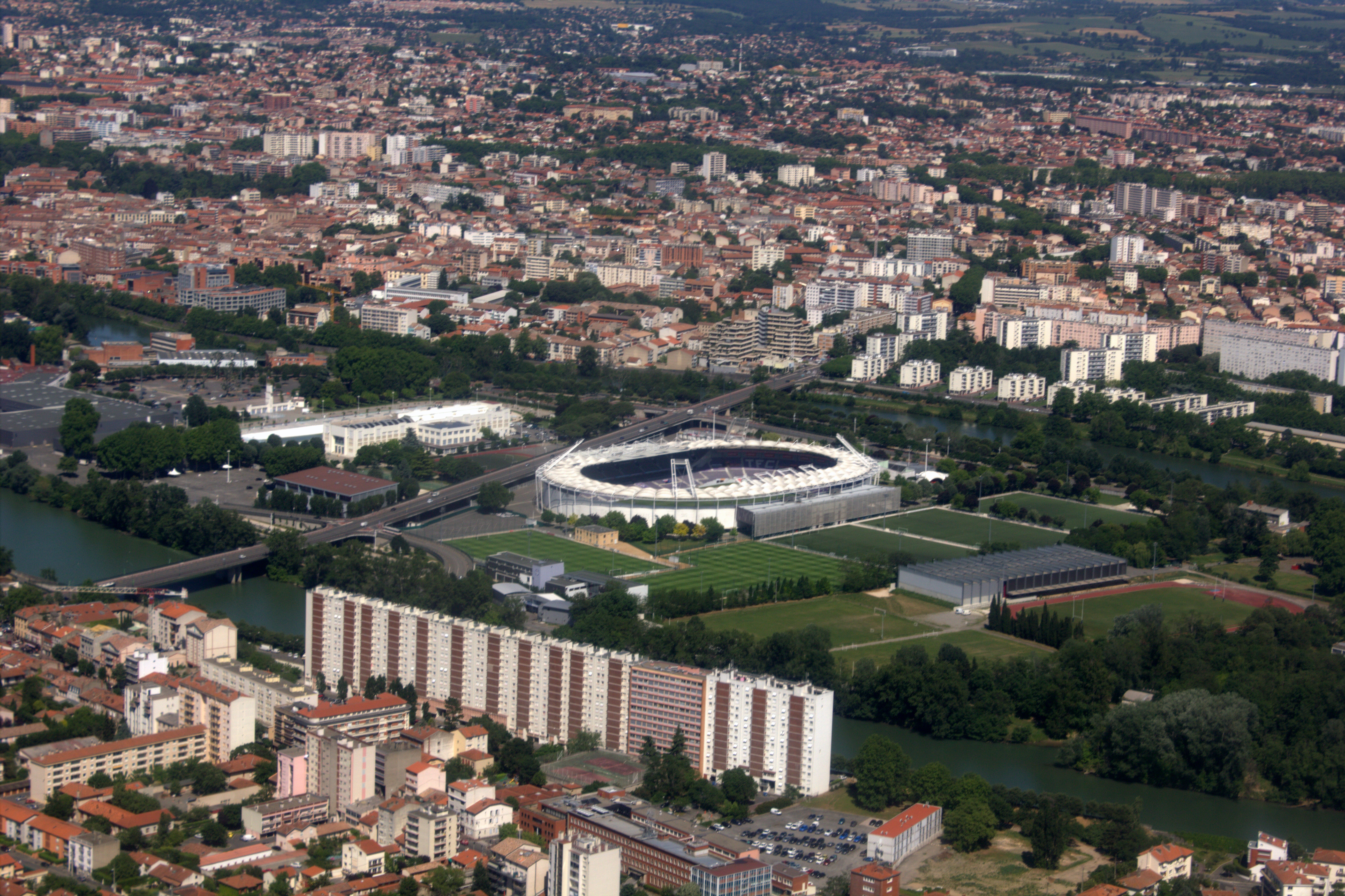
Empalot au premier plan et île du Ramier au second.

L'Insee évalue en 2006 à près de 15 000 le nombre d'étrangers originaires d'Afrique du Nord (8 300 Algériens, 5 100 Marocains, 1 400 Tunisiens, soit près de 40 % des étrangers de la ville de Toulouse). Si l'on prend en compte les naturalisations, le nombre des immigrés nord-africains serait de l'ordre de 26 000. À cette immigration maghrébine s'ajoute, dans des proportions moindres, une immigration en provenance d'Asie occidentale, libanaise notamment. Le quartier Arnaud-Bernard, dans le centre-ville, auparavant peuplé majoritairement d'immigrés italiens et espagnols, est surnommé « le petit souk », du fait de la présence de nombreuses petites échoppes arabes. Cependant, la gentrification du centre-ville par des catégories socio-professionnelles élevées s'est désormais étendue à ce quartier qui tend donc à perdre de plus en plus son caractère populaire, à l'instar du quartier Saint-Cyprien. Ces communautés d'Afrique du Nord et du Proche-Orient, mais aussi une partie des communautés d'Afrique noire, étant majoritairement de religion musulmane, il existe quatre mosquées à Toulouse : une dans le quartier d'Empalot, une autre dans le quartier des Izards-Trois Cocus et deux dans le quartier du Grand Mirail, à Bellefontaine et à la Reynerie.
On trouve également à Toulouse une proportion croissante d'étrangers en provenance d'Afrique noire (6 300 habitants en 2006), des Comores et de Madagascar. Outre une présence sur les divers marchés du centre-ville, ces communautés sont particulièrement établies dans le quartier Saint-Cyprien où l'on trouve des salons de coiffure afros et divers restaurants et épiceries exotiques.
La commune de Toulouse héberge environ 3000 italiens, mais la population française d'origine italienne est nombreuse. Il s'agit d'une immigration ancienne, commencée à la fin du XIXe siècle, qui s'est prolongée pendant l'entre-deux-guerres et qui perdure depuis par l'expatriation de nombreux intervenants du secteur aéronautique et spatial. De 1995 à fin 2013, le consulat d'Italie de Toulouse, situé en plein centre-ville à l'intersection de la rue de Metz et de la rue d'Alsace-Lorraine, gérait les régions du Sud-Ouest : Midi-Pyrénées, Aquitaine et Poitou-Charentes, soit 20 % du territoire français. Depuis 2014, le Consulat a été fermé et remplacé par une Antenne du Consulat Général d'Italie à Marseille, qui assure désormais la gestion de ces régions. L'antenne consulaire se trouve rue Riquet, dans le quartier Saint-Aubin.
Les Britanniques sont arrivés plus récemment, notamment avec l'essor d'Airbus ; ils sont aujourd'hui de plus en plus nombreux à rejoindre Toulouse. Les Allemands, attirés également par l'industrie aéronautique, sont un peu moins nombreux. D'autres communautés diverses sont présentes : Irlandais, Américains, Asiatiques (principalement Vietnamiens), Portugais, latino-américains, dont des Brésiliens avec des clubs de forró, de samba, de bossa nova, de capoeira et d'autres musiques brésiliennes et latines.

### Budget et fiscalité
Lors du vote du budget primitif principal 2003, la section de fonctionnement présentée se montait à la somme de 195 M€ et la section investissement présentée se montait à 181 M€ (les deux équilibrés en dépenses et recettes). Sous l'impulsion de Dominique Baudis, la mairie a choisi de maintenir une dette quasiment nulle, impliquant son auto-financement, la stabilité fiscale et un investissement par habitant parmi les plus élevés des villes de France. Ce budget tient compte des remboursements des assurances et des investissements dus aux dégâts de l'explosion de l'usine AZF de Toulouse. Les quatre taxes de 2003 furent votées par le conseil municipal de Toulouse pour des taux de : 19,02 % pour la taxe d'habitation, 21,36 % pour la taxe foncière bâti, 82,49 % pour la taxe foncière non bâti, et 18,64 % pour la taxe professionnelle (taux intercommunal).
La fiscalité directe locale est supérieure à la moyenne départementale pour les communes de population équivalente. Cette situation s'explique par le fait que Toulouse subit une pression démographique et urbaine importante. Elle attire une grande partie de la population et de l'économie du département. Cet attrait nécessite de la part de la municipalité de gros efforts d'aménagement et d'investissement qui se répercutent sur la fiscalité.
| Année | Budget total              | Investissements | Dépenses de fonctionnement | Références |
| ----- | ------------------------- | --------------- | -------------------------- | ---------- |
| 2006  | 723,0 M€[réf. nécessaire] | 222,0 M€        |                            | [ 227 ]    |
| 2011  | 693,5 M€                  | 146,2 M€        | 580,6 M€                   | [ 228 ]    |
| 2013  | 765,0 M€                  | 180,0 M€        | 585,0 M€                   | [ 229 ]    |
| 2014  | 772,0 M€                  | 166,6 M€        | 605,5 M€                   | [ 230 ]    |
| 2020  | 1 882,18 M€               | 800,2 M€        | 1 081,9 M€                 | [ 231 ]    |
| 2021  | 1 634,5 M€                | 860,2 M€        | 1 085,1 M€                 | [ 232 ]    |
| 2024  | 1 471,4 M€                | 557,01 M€       | 914,39 M€                  | [ 230 ]    |

### Sécurité

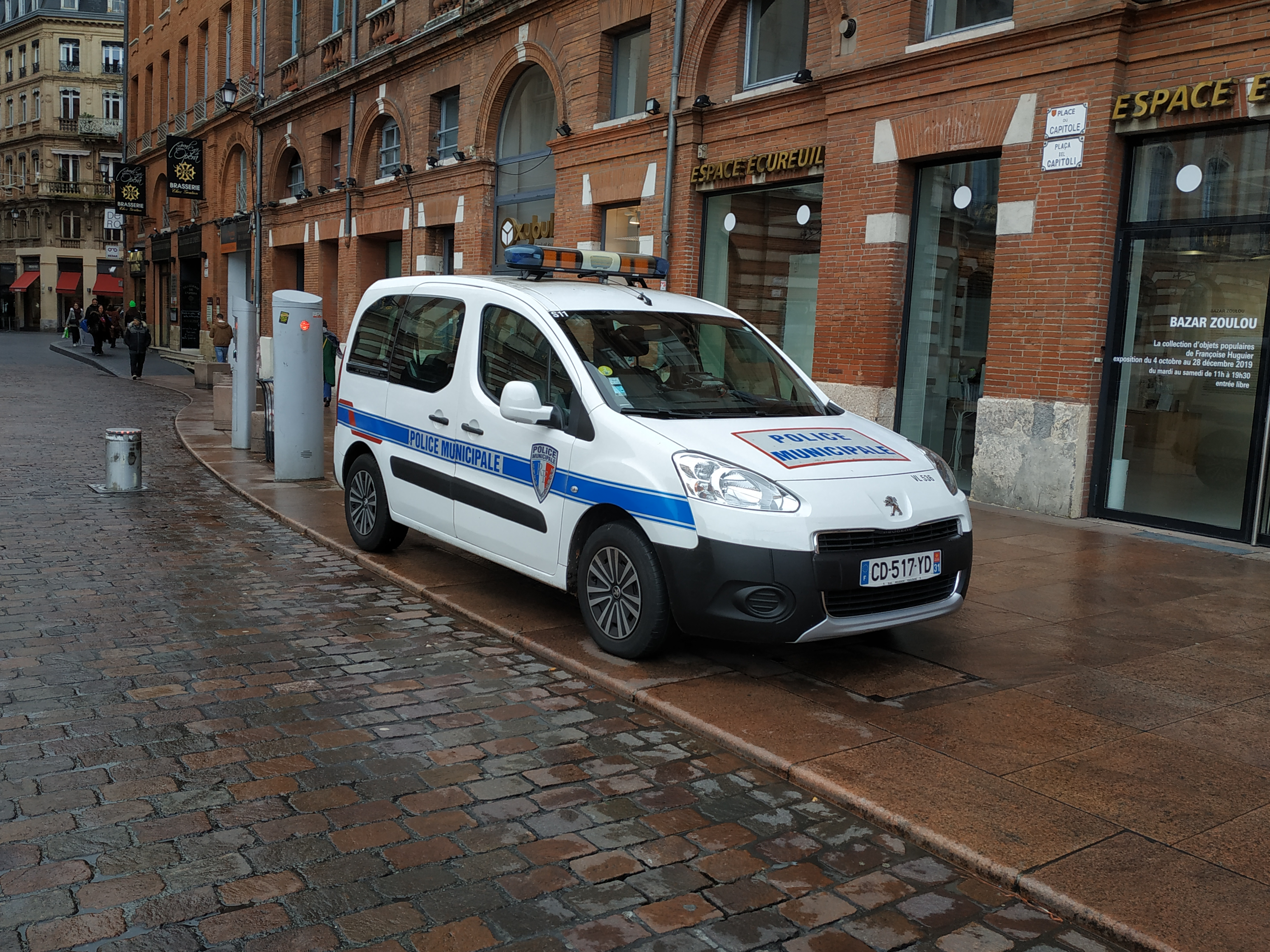
Police municipale de Toulouse sur la place du Capitole

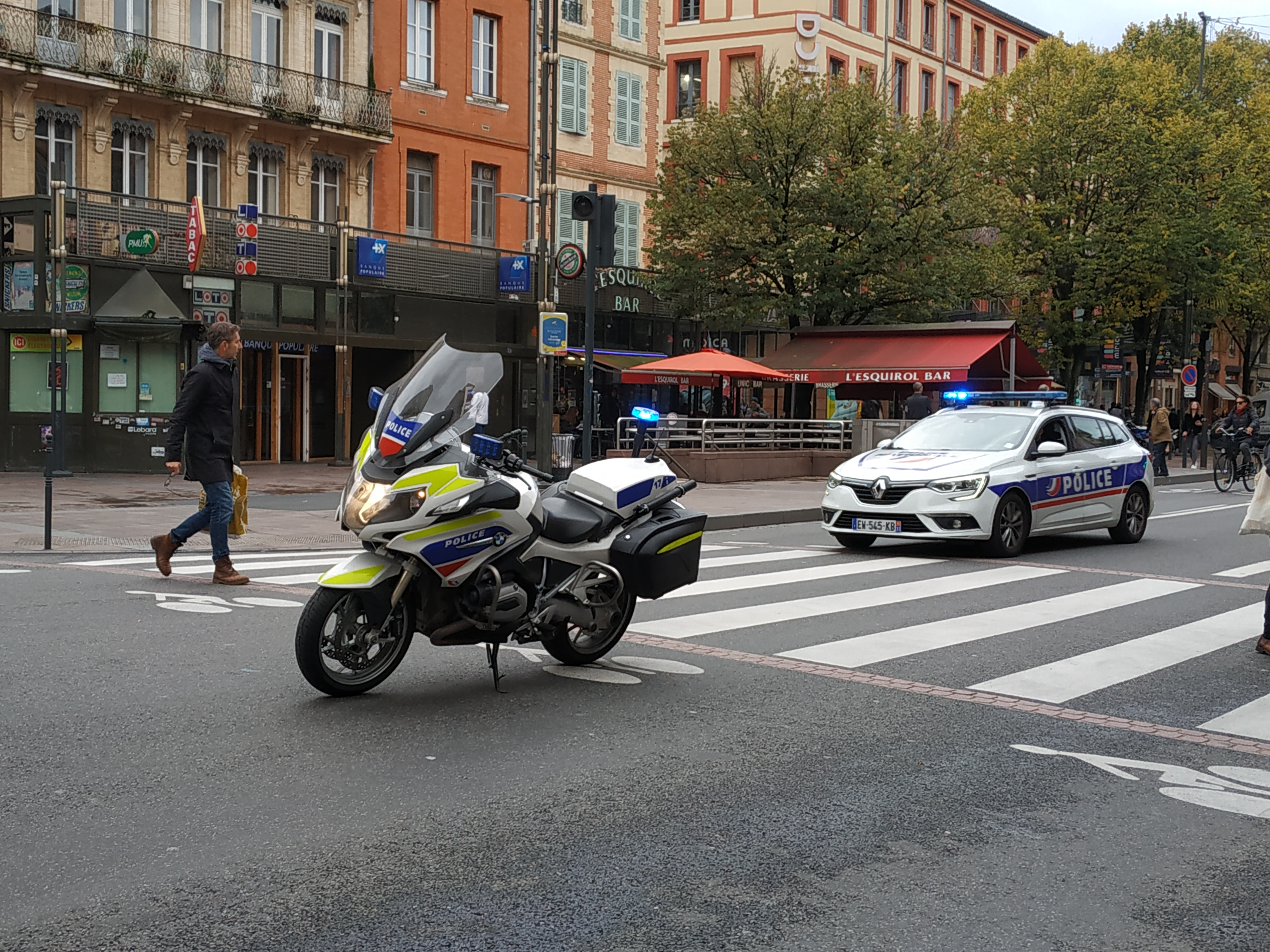
Police nationale lors d'une manifestation dans le centre

Le nombre total de policiers nationaux à Toulouse en 2008 est de 870.
Le taux de criminalité de la circonscription de police de Toulouse est de 111,49 actes pour 1 000 habitants (crimes et délits, chiffres 2005) ce qui en fait le plus élevé de la Haute-Garonne, largement supérieur à la moyenne nationale (83 ‰). Ce taux est aussi largement supérieur au taux de criminalité de la région Midi-Pyrénées (85,46 ‰). Le taux de résolution des affaires par les services de police est de 22,8 %, le plus faible du département et de la région et est assez éloigné des moyennes régionale (28,25 %) et nationale (28,76 %). En 2008, le nombre de faits élucidés par policier s'élevait à 14,1, pour une moyenne nationale de 10,6.
La police municipale dispose d'un budget annuel de 14 M€ en 2013, avec des effectifs globaux de 269 personnes (dont 180 policiers en tenue). En 2018, la ville compte 330 policiers municipaux.
Depuis novembre 2012, 2 ZSP ont été créées au Mirail et aux Izards.
La mairie, a également décidé depuis juillet 2007 d'installer une douzaine de caméras réparties dans la ville pour prévenir la délinquance, un nombre porté à 21 depuis octobre 2012. Elles permettent de surveiller 24h/24h et 7j/7j plusieurs quartiers. Deux mois plus tard, Toulouse est officiellement une ville placée sous vidéosurveillance. Au total, 17 caméras sont installées dans tout le territoire toulousain.
En octobre 2009, la Ville a créé l’Office de la Tranquillité, intervenant en cas de nuisances sonores la nuit, a redéployé la police municipale dans des quartiers à risque de délinquance élevé, demande à l'État la création d'une charte et se pose maintenant la question de l'importance de la vidéosurveillance dans la ville, en interrogeant plusieurs professionnels dans ce domaine. En 2020, ce sont plus de 400 caméras qui sont installées à Toulouse.

### Enseignement

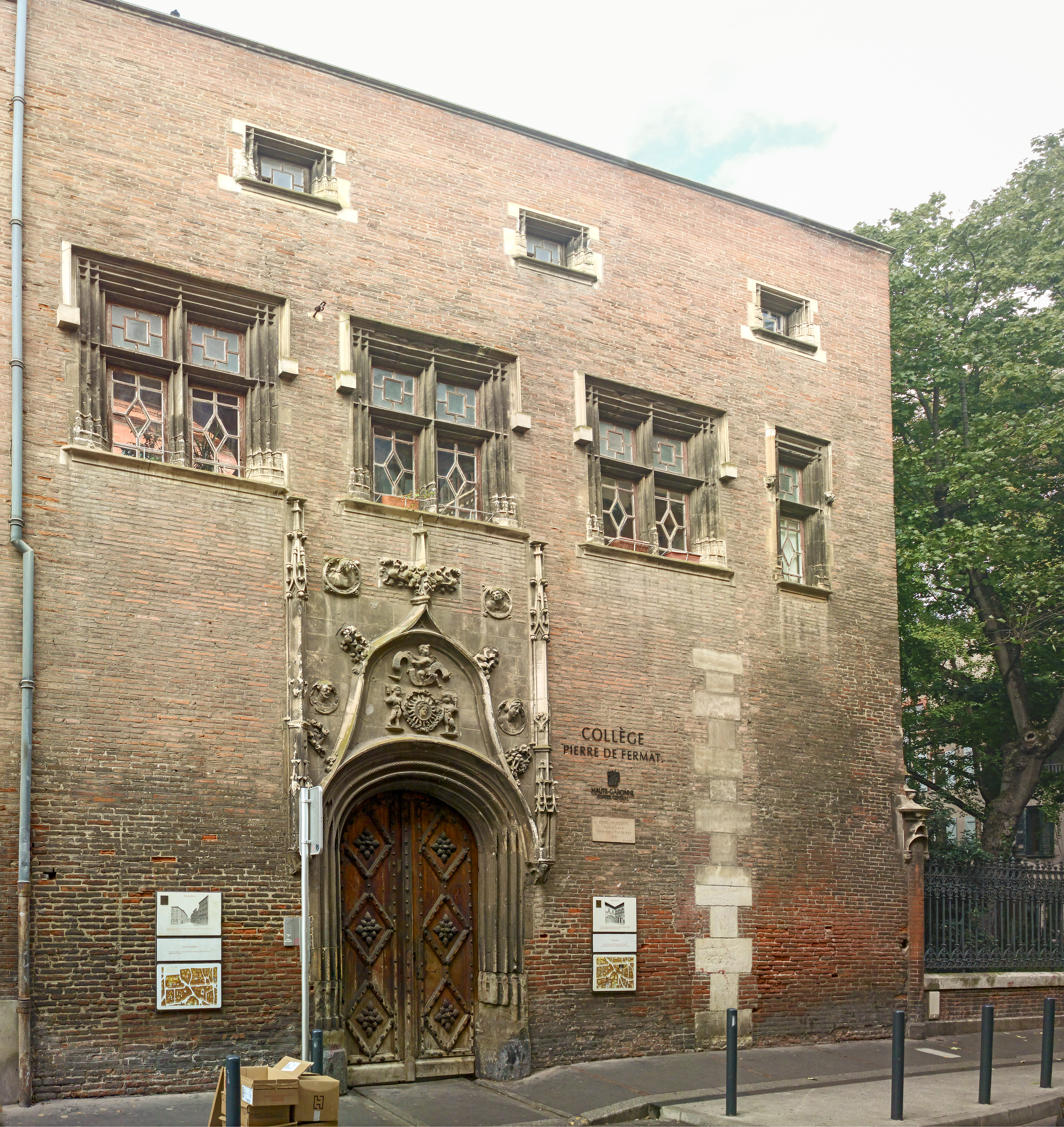
Lycée Pierre-de-Fermat.

Toulouse dépend de l'académie du même nom (zone C), l’une des plus grandes de France. Mostafa Fourar est le recteur de l'académie de Toulouse depuis juillet 2020.

#### Écoles maternelles et élémentaires
Pour le premier degré d'éducation, Toulouse possède 110 écoles maternelles publiques, 22 écoles maternelles privées, 100 écoles élémentaires publiques et 22 écoles élémentaires privées.

#### Enseignement secondaire

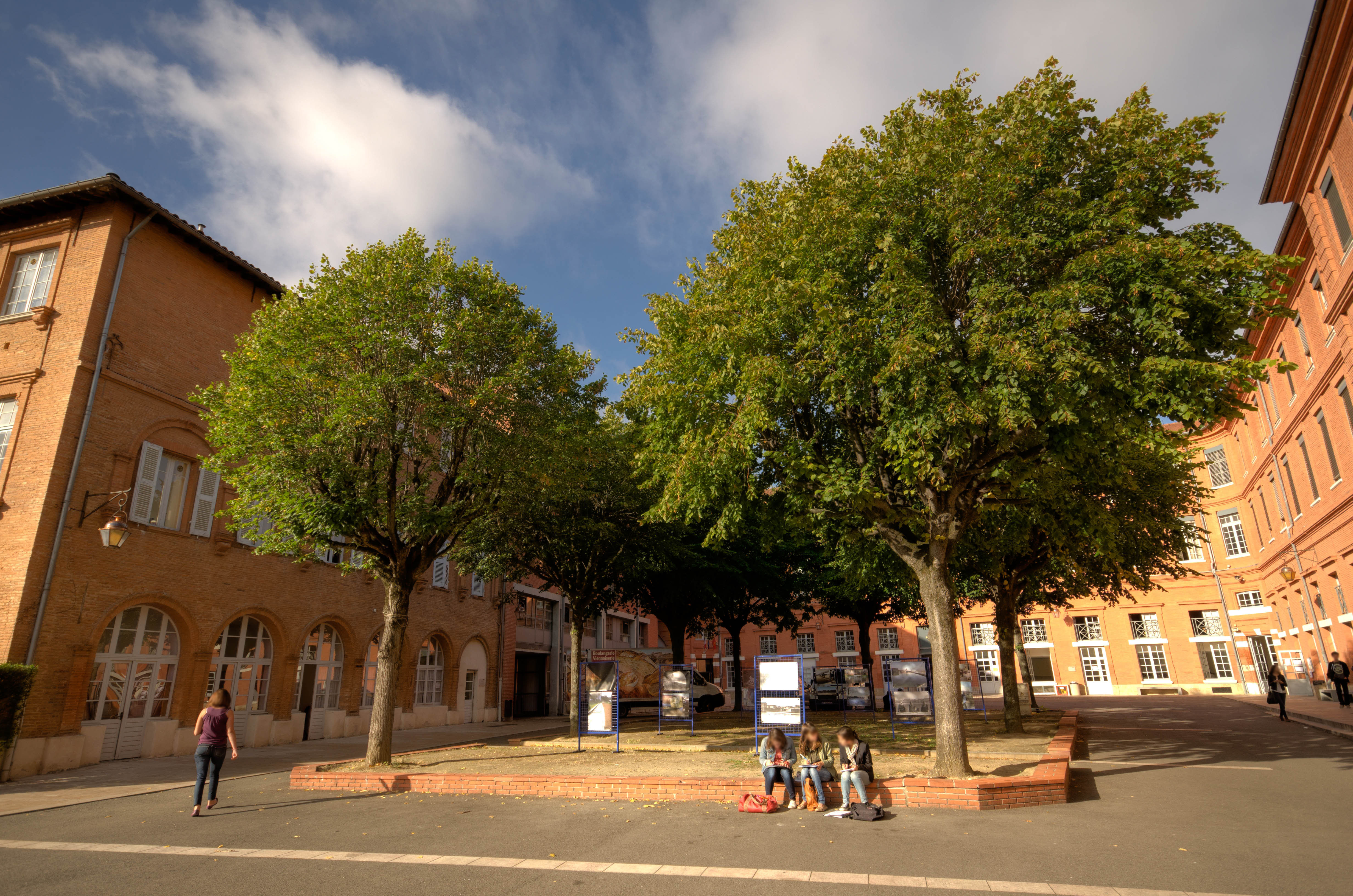
Lycée Ozenne.

Pour le secondaire, Toulouse dénombre 24 collèges publics et douze collèges privés. La ville possède douze lycées publics dont les plus connus sont le lycée Pierre-de-Fermat, le lycée Saint-Sernin, le lycée Ozenne ou le lycée Déodat-de-Séverac, et treize lycées privés dont l'Ensemble Scolaire Saint-Joseph et Le Caousou.

#### Enseignement supérieur

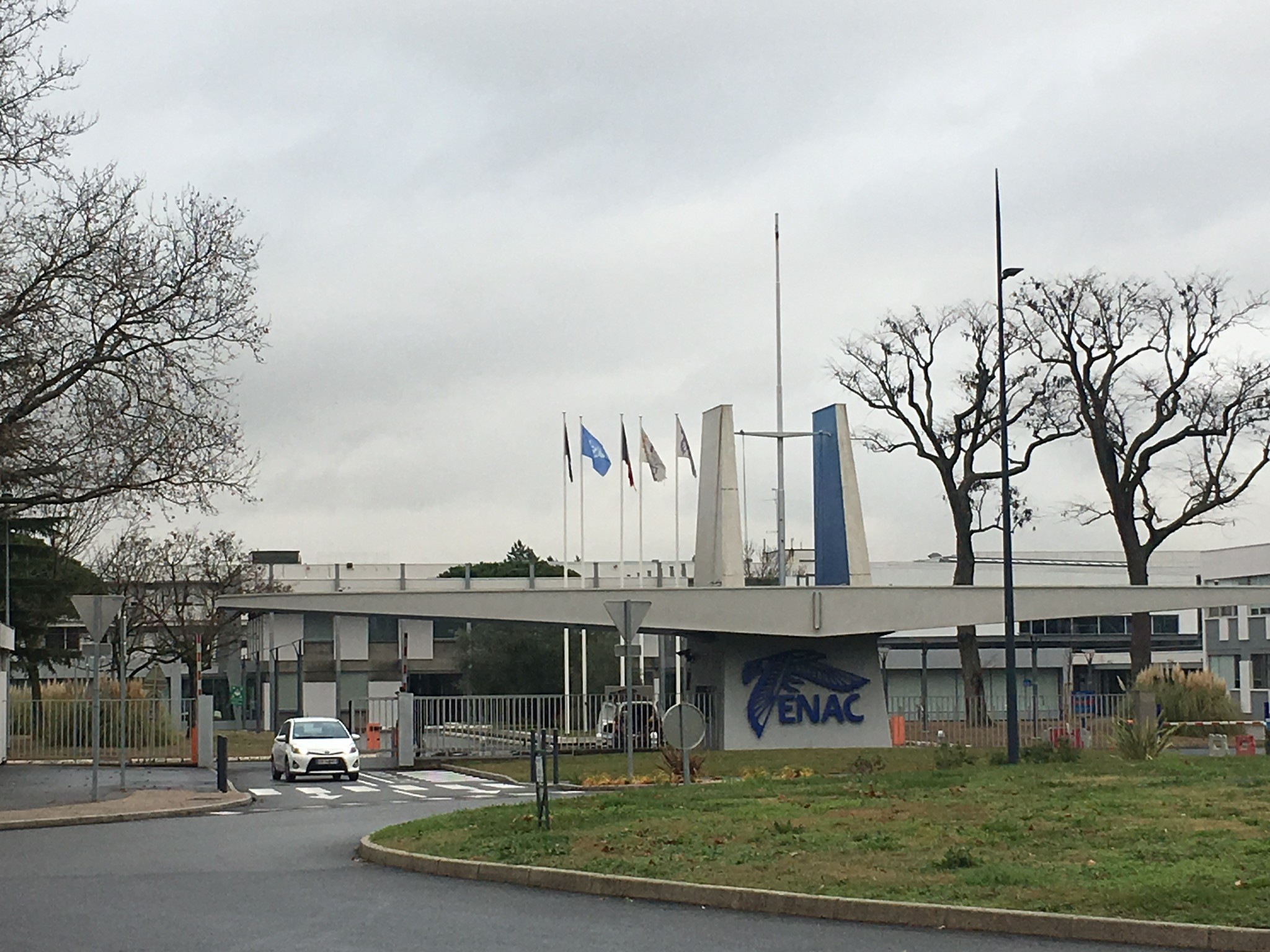
Entrée en forme d’aile d’avion de l’École nationale de l'aviation civile.

Au cours de l'année scolaire 2008-2009, l'agglomération de Toulouse comprenait 111 000 étudiants. Cela en fait la troisième agglomération estudiantine de France après Paris et Lyon et la deuxième ville étudiante car le réseau d'établissements est plus centré à Toulouse que dans d'autres métropoles plus multipolaires (Lyon, Lille, Aix-Marseille). Cependant, faute de concertation des établissements situés dans la zone d'influence de Toulouse (Albi, Montauban, Castres), le nombre d'étudiants par « pôle supérieur » est inférieur à celui centré sur Lille (114000).
L'université de Toulouse a été fondée en 1229 après l'épisode cathare. Elle a connu un développement important dès sa fondation grâce à la renommée de ses cours de droit. En 1968, elle a été divisée en trois pôles universitaires : l'université Toulouse-Capitole (UT1 - Toulouse I), l'université de Toulouse-Le Mirail (UTM - Toulouse II) et l'université Paul-Sabatier (UPS - Toulouse III). Cette dernière est la plus grande université de Toulouse, avec 28 056 étudiants. À ces trois pôles s'ajoutent l'Institut national polytechnique de Toulouse (INPT) qui possède le statut d'université, l'Institut national des sciences appliquées de Toulouse (INSA) et une quinzaine d'autres écoles supérieures. Ces dernières années, l'essentiel des activités d'enseignement et recherche se regroupent autour d'une unique entité, l'université fédérale de Toulouse.
La ville de Toulouse compte plusieurs établissements proposant des classes préparatoires aux grandes écoles (CPGE), dont certaines sont particulièrement réputées. Le lycée Pierre-de-Fermat héberge les CPGE scientifiques, économiques ainsi que des sections littéraires. Ailleurs, on trouve les CPGE scientifiques au lycée Bellevue, des CPGE économiques et commerciales au lycée Ozenne et des CPGE littéraires pour les filières modernes (prépa A/L) et en sciences sociales (prépa B/L) au lycée Saint-Sernin.
Toulouse possède aussi plusieurs grandes écoles spécialisées dans l'aéronautique comme :
- l'ISAE (Institut supérieur de l'aéronautique et de l'espace), rapprochement de SUPAERO (École nationale supérieure de l'aéronautique et de l'espace) et de l'ENSICA (École nationale supérieure d'ingénieurs de constructions aéronautiques).
- l'ENAC (École nationale de l'aviation civile).
- l'IPSA (Institut polytechnique des sciences avancées).

D'autres grandes écoles parmi lesquelles :
- le CNAM (Conservatoire national des arts et métiers).
- l'ENM (École nationale de la météorologie).
- l'ENSEEIHT (École nationale supérieure d'électrotechnique, d'électronique, d'informatique, d'hydraulique et des télécommunications).
- l'ENSIACET (École nationale supérieure des ingénieurs en arts chimiques et technologiques).
- l'ENSAT (École nationale supérieure agronomique de Toulouse), l'une des cinq Agro de France (avec Paris, Montpellier, Rennes, et Nancy).
- l'INSA (Institut national des sciences appliquées).
- l'ENSA (École nationale supérieure d'architecture de Toulouse).
- Toulouse School of Management (TSM).
- L'école nationale vétérinaire de Toulouse.
- L'École nationale supérieure de formation de l’enseignement agricole.
- l'ENC (École nationale du cadastre).
- l'EPITA (École pour l'informatique et les techniques avancées).
- l'ICAM (Institut catholique des arts et métiers).
- Toulouse Business School (TBS).
- Institut d'études politiques de Toulouse (« Sciences Po Toulouse »).
- Toulouse School of Economics (TSE).
- Université Paul Sabatier, sciences, ingénierie et technologie (UPSSITECH)

Enfin, d'autres pôles d'enseignement ont émergé à Toulouse, parfois rattachés à l'université, et couvrent de nombreux domaines tels que la recherche en économie avec l'École d'économie de Toulouse (TSE), les métiers de l'entreprise avec la Toulouse School of Management (anciennement IAE Toulouse), l'Institut de la promotion supérieure du travail, l'Institut de formation aux affaires et à la gestion (IFAG), l'école supérieure de commerce et de management (ESARC) et le Centre de formations commerciales et administratives en alternance (CEFIRE), l'Institut supérieur européen de gestion (ISEG). L'art et la publicité sont représentés par l'institut supérieur des arts et du design de Toulouse (isdaT — anciennement l'École supérieure des beaux-arts et le Centre d'études supérieures de musique et de danse) et l'institut supérieur de communication et publicité (ISCOM).
Dans le privé, Toulouse possède l'Institut catholique de Toulouse qui est un établissement d'enseignement supérieur privé comprenant plusieurs facultés (droit, philosophie, théologie, etc.) et écoles supérieures professionnelles ou d'ingénieurs telles que l'école de journalisme de Toulouse (EJT) et l'école d'ingénieurs de Purpan.
Depuis 2016 on y trouve également la deuxième école de danse urbaine Juste Debout School dirigée par Anthony Bardeau. Toulouse accueille aussi la seule école de cinéma publique non parisienne, l'École nationale supérieure de l'audiovisuel (ESAV).
Toulouse est également fortement dotée en écoles spécialisées dans les nouvelles technologies et l'informatique comme l'école supérieure en informatique appliquée (Exia); l'EPITECH (École pour l'informatique et les nouvelles technologies) et l'IST (Institut supérieur de technologie).

#### Recherche
L'importance de la vie universitaire à Toulouse se manifeste également par la richesse et la diversité des laboratoires de recherche présents sur les campus universitaires et les centres hospitaliers universitaires, avec onze mille chercheurs (biotechnologies, aéronautique, chimie, environnements, etc.).
Avec plus de 1 700 salariés, le Centre spatial de Toulouse est le principal établissement du CNES.
Le Centre national de calcul de Météo-France est installé depuis 1982 pour les prévisions météorologiques. Au sein de ce centre sont effectuées les prévisions météorologiques pour la France entière. Il regroupe sur 50 hectares près de 1 400 météorologues soit plus du quart des météorologues du service public. La Météopole regroupe également le Centre national de recherches météorologiques (CNRM) pour la recherche et l'école nationale de la météorologie pour l'enseignement.

### Manifestations culturelles et festivités

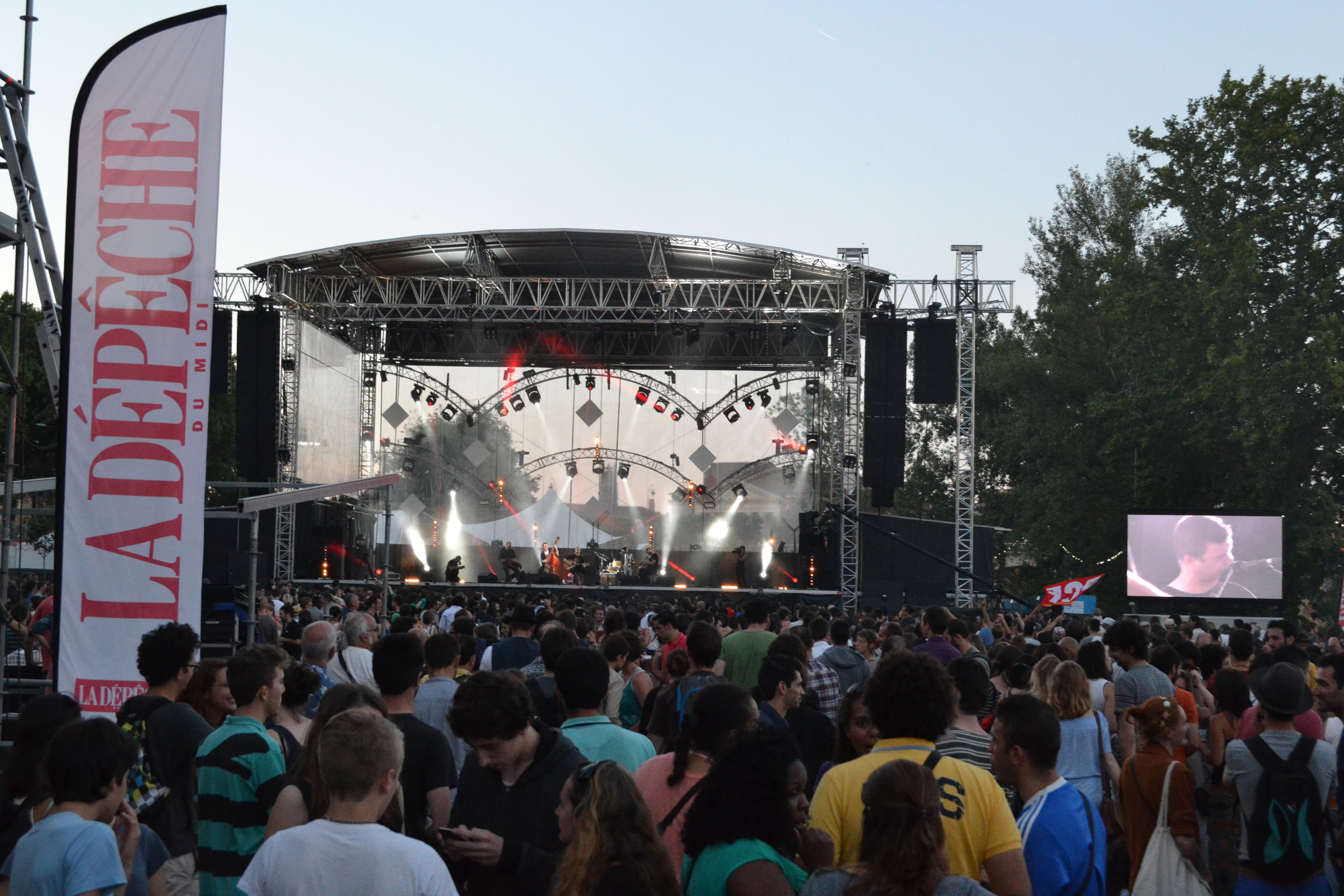
La scène principale de Rio Loco en 2015.

Durant l'année, la ville accueille de nombreux festivals consacrés à la musique, la danse, le cinéma, le théâtre, ou encore la littérature. Le festival attirant le plus de spectateurs est Rio Loco. Il a pour thème les musiques du monde (le pays mis à l'honneur changeant chaque année) et se déroule chaque mois de juin, en plein centre-ville, dans le parc de la Prairie des filtres bordant la Garonne. Le festival Piano aux Jacobins propose chaque automne des concerts de piano dans le cadre patrimonial de l'église des Jacobins. De même, Toulouse les Orgues est un festival international de musique d'orgues se déroulant en octobre dans plusieurs églises de la ville. En juin, la musique classique de Jean-Sébastien Bach est à l'honneur dans divers lieux du centre, historiques ou inattendus, avec Passe ton Bach d'abord. D'autres festivals concernent les musiques actuelles, comme Les Siestes électroniques, un festival né à Toulouse en 2002 qui s'exporte désormais à Paris et à l'étranger, Novelum pour la musique contemporaine, ou encore Convivencia dont le concept de scène ambulante voit une péniche arpenter tout au long de l'été le Canal du Midi, de Sète à Toulouse, au rythme des musiques du monde. Enfin la fête toulousaine traditionnelle du Grand Fénétra, inclut des représentations de danses et musiques folkloriques, et a lieu chaque année la dernière semaine de juin.
En 2022, a eu lieu la première édition du Rose Festival au MEET, créé par les rappeurs Bigflo et Oli et rassemblant près de 50 000 festivaliers.
Depuis 2012 a lieu chaque année en juin le United Kiz Toulouse Festival, un festival de kizomba, qui est un genre musical et de danse originaire de l'Angola devenu populaire en Europe. Depuis 2008, Tangopostale fait danser pendant le mois de juillet, en plein air sur différentes places de la ville, au rythme du tango argentin.
Le cinéma hispanophone est à l'honneur avec, au mois de mars, Cinélatino (anciennement Rencontres du cinéma d'Amérique latine) qui se déroule dans plusieurs cinémas de la ville, et en octobre le festival du cinéma ibérique Cinespaña à la cinémathèque de Toulouse. Le festival international Séquence Court-Métrage met le format court à l'honneur, alors que Les Rencontres du cinéma italien à Toulouse se déroulent quant à elles en avril, au cinéma l’ABC. Enfin, le Fifigrot, festival de cinéma humoristique et décalé promu par l'équipe de Groland, a su conquérir son public chaque année en septembre.
D'autres festivals notables ponctuent l'année toulousaine. Le Printemps du Rire est devenu le premier festival d'humour européen, le Printemps de septembre transforme le centre-ville de Toulouse en espace consacré à l'art contemporain, le Forum de l'image se consacre, en avril, à la photographie contemporaine, le Houfastival, le Marathon des mots, en juin, aux rencontres et performances littéraires, le festival Occitània, le festival N7, l'Inox Electronic Festival. Enfin, en mai, le Forom des langues du monde, création de Claude Sicre et du Carrefour culturel Arnaud Bernard ayant fait des émules dans d'autres villes, met à l'honneur les langues de France et du monde entier, ainsi que les cultures qu'elles véhiculent.
Plusieurs événements se déroulent sur les communes de la banlieue proche, comme le festival Marionnettissimo, dont le point d'ancrage se situe à Tournefeuille, mais dont plusieurs lieux de représentation sont situés à Toulouse. Depuis 2007, est organisé chaque année le Toulouse Game Show, la plus grande convention de jeux vidéo et Japanim de province, avec 34 000 visiteurs en 2012, qui se déroule à Beauzelle, dans le nouveau parc des expositions de Toulouse Métropole. En septembre, la commune de Ramonville-Saint-Agne est envahie par le festival de rue organisé par l'association ARTO.
Enfin, l'année est ponctuée par divers événements culturels communs à d'autres villes françaises, comme le Carnaval de Toulouse qui existe sous sa forme actuelle depuis 1982, organisé par le Comité d'organisation du carnaval universitaire (COCU), ou les journées européennes du patrimoine. L'été voit se déployer en bord de Garonne Toulouse Plage, dont les principaux sites sont la prairie des Filtres, les quais de la Daurade et de l'Exil Républicain Espagnol, ainsi que la Feria Tolosa depuis 2018, inspirée des ferias traditionnelles du sud-ouest de la France.

### Santé

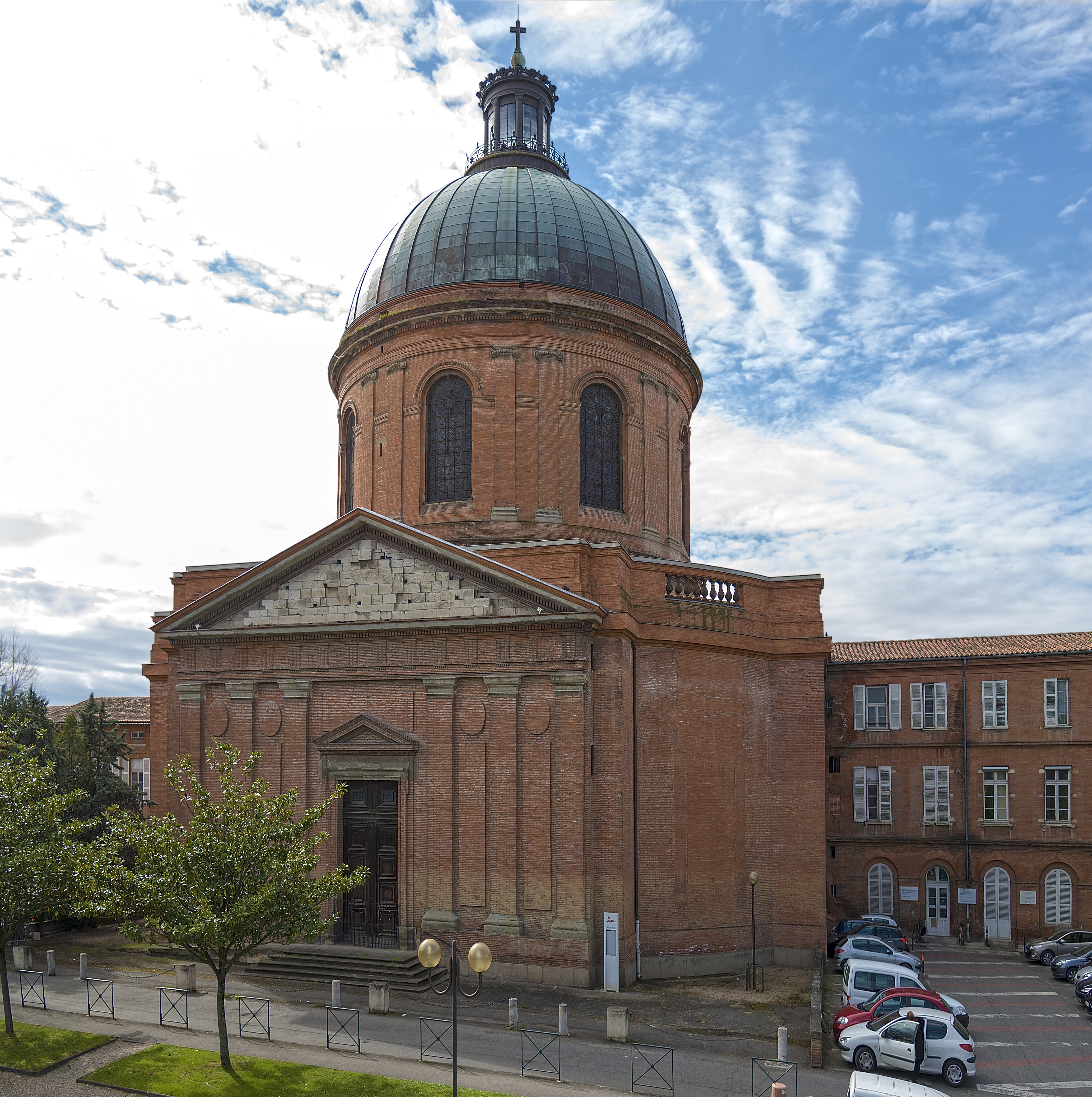
Chapelle Saint-Joseph à l'hôpital de la Grave.

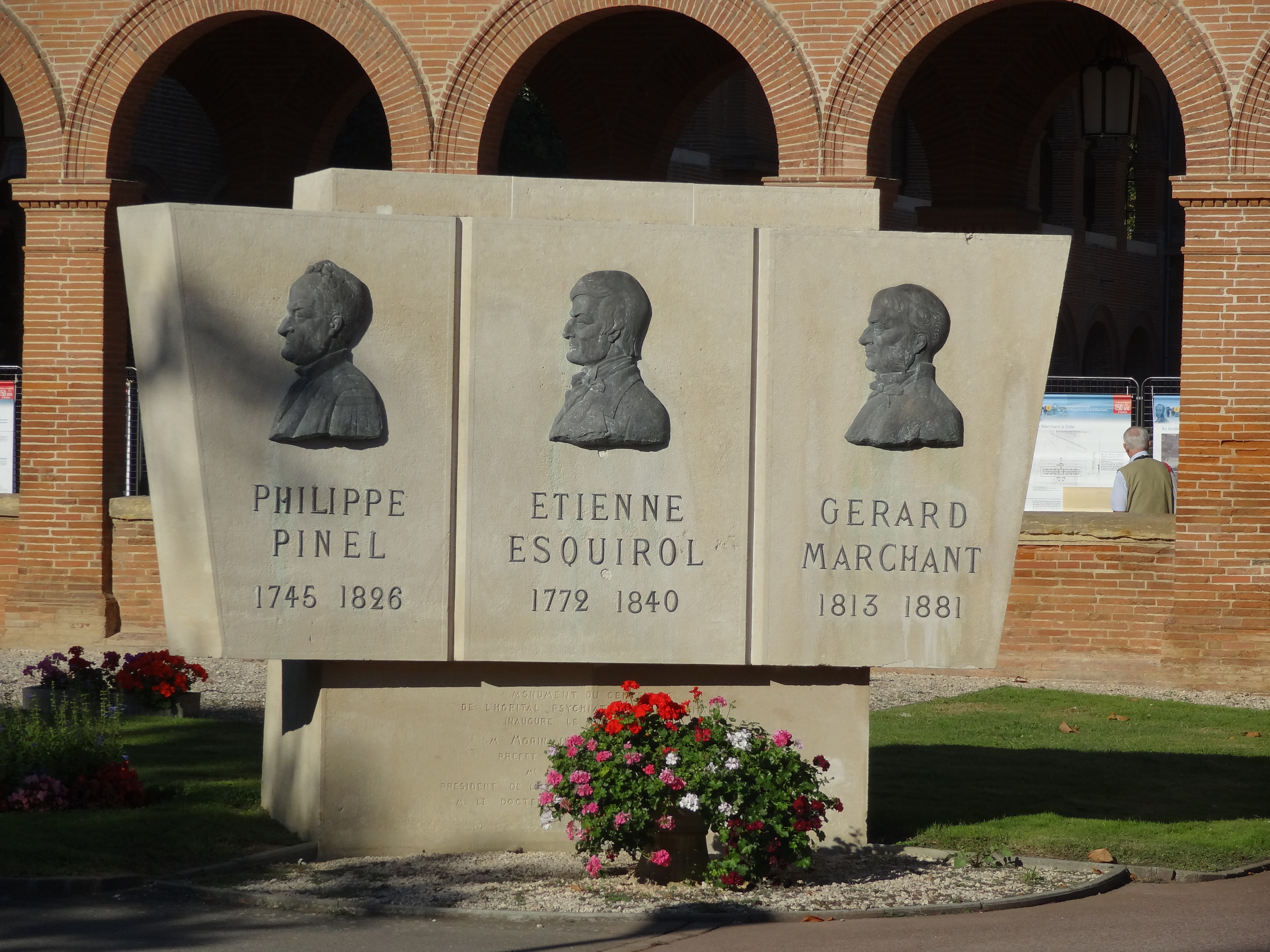
Le Centre hospitalier Gérard-Marchant.

Dès le XIIe siècle, Toulouse possède de nombreux hospices et maison de Dieu qui, comme tous les établissements médiévaux similaires accueillent les « pauvres, les passants et les pèlerins ». Certains ont voulu y voir un accueil particulier des pèlerins de Saint-Jacques-de-Compostelle mais cette hypothèse n'est pas confirmée par les études historiques. Des découvertes archéologiques ont mis en évidence l'existence de nombreuses tombes dans lesquelles ont été retrouvées des coquilles et des extrémités de bourdon mais rien n'indique s'il s'agit de pèlerins de Compostelle ou, plus vraisemblablement, de pèlerins venus vénérer des reliques (dont un corps de saint Jacques) à Toulouse. En 1505, tous ces établissements sont rattachés à l'hôpital Saint-Jacques qui devient l'Hôtel-Dieu. L'hôpital de La Grave reste indépendant sur la rive gauche de la Garonne pour traiter les pestiférés. Les Hospitaliers de l'ordre de Saint-Jean de Jérusalem y installent un prieuré et fondent dans une de leurs dépendances, le village de Goutz, une école de chirurgie. Au XIXe siècle, des médecins comme Dominique Larrey et Jean-Étienne Esquirol pratiquent dans les hôpitaux toulousains.
À partir de 1692, jusqu'à la Révolution, sont créées des maisons de charité pour secourir et soigner les pauvres malades,,,. En 1845, le préfet Duchâtel a mis en place le Bureau de Bienfaisance de Toulouse pour assurer les secours à domicile en remplacement des anciennes maisons de charité.
Le CHU de Toulouse regroupe plusieurs établissements implantés sur la ville de Toulouse :
- L'hôpital de Purpan
- Le groupe hospitalier Rangueil/Larrey
- L'hôpital des Enfants
- L'hôpital Paule de Viguier (gynécologie maternité)
- L'hôpital de La Grave/Casselardit
- L’hôpital Pierre Paul Riquet

L'hôtel-Dieu Saint-Jacques accueille aujourd'hui l'essentiel de l'administration de ces hôpitaux, ainsi qu'un service de soins dentaires.
L'hôpital Joseph-Ducuing est un hôpital général du centre-ville de Toulouse. Il est de statut privé associatif, sans but lucratif et participe à l'exécution du service public hospitalier depuis 1976.
Hors du centre-ville, le Centre hospitalier Gérard-Marchant (ancien asile de Braqueville) fut au XIXe siècle un asile d'aliénés modèle, chef-d’œuvre d'esthétisme et de rationalisme reconnu où, suivant les principes de l'aliéniste toulousain Jean-Étienne Esquirol, les différentes pathologies mentales étaient séparées dans divers pavillons pour faciliter les soins curatifs.
Toulouse possède diverses cliniques comme :
- La clinique Ambroise-Paré
- La clinique Pasteur
- La clinique Saint-Nicolas
- La clinique Sarrus-Teinturiers
- La clinique Néphrologique Saint-Exupéry
- La clinique Médipôle Garonne, spécialisée en orthopédie et médecine du sport

Le groupe suédois Capio possède deux cliniques à Toulouse :
- La clinique Saint-Jean Languedoc (Montaudran)
- La Polyclinique du Parc (Saint-Michel)

Ces deux cliniques fusionnent fin 2018 pour former la clinique de la Croix du Sud située à Quint-Fonsegrives.
Un centre de Recherche sur le cancer, le Cancéropôle a ouvert en 2007 sur l'ancien site d'AZF et vient s'ajouter aux autres centres de recherche contre le cancer de Toulouse comme l'Institut de Pharmacologie et de Biologie structurale (IPBS).

### Sports

#### Ville sportive

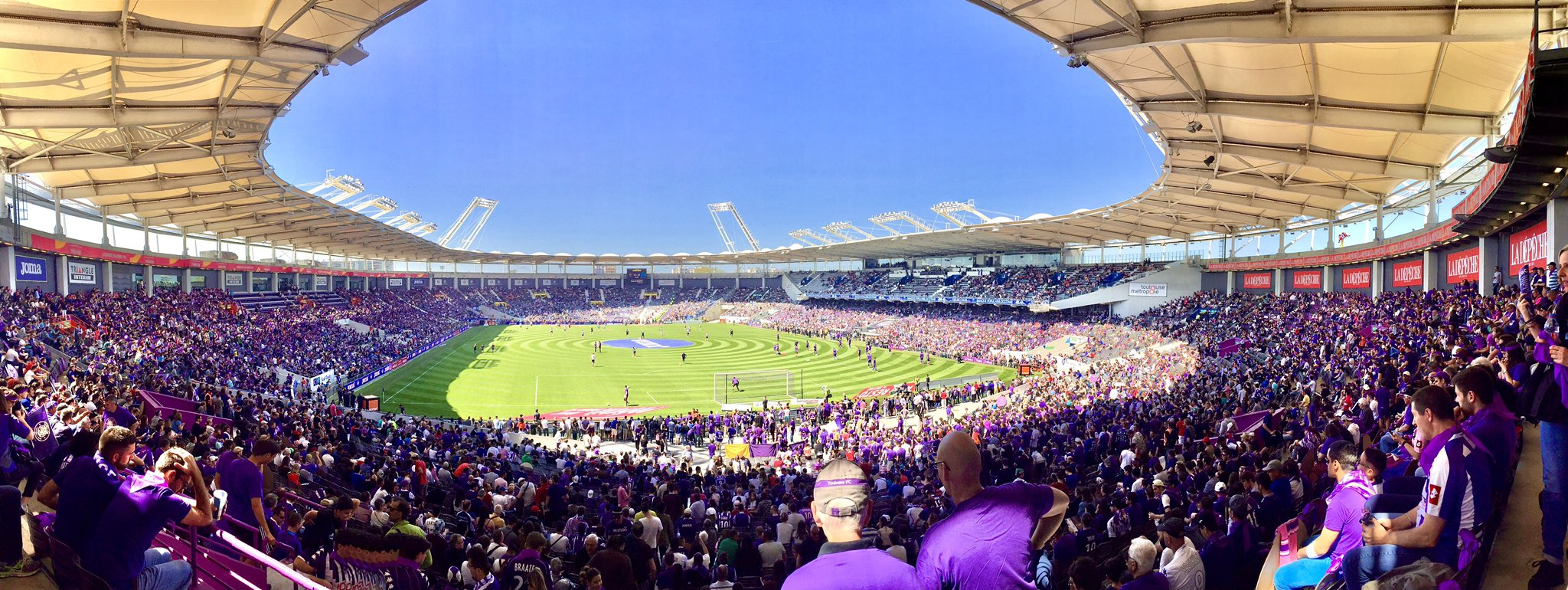
Stadium de Toulouse, capacité de 33150 places assises.

Toulouse a été classée ville la plus sportive de France par le magazine sportif L'Équipe en octobre 2007. Toulouse possède 368 installations sportives réparties sur 70 sites et jusqu'à 3 500 000 usagers par an d'inscrits dans les clubs de sport de la ville. L'île du Ramier accueille le complexe Nakache (Piscine municipale Alfred Nakache) dès le début du siècle et la construction de nouveaux sites n'a sans cesse évolué. Toulouse accueille plusieurs manifestations sportives comme le cross des violettes, le tournoi international de handball, le tournoi international d’épée Marcel Dutot, la coupe du monde de paintball, le grand prix de tennis de la ville de Toulouse, le championnat du monde de danse sportive et acrobatique, le tour de France féminin, l’open de France de gymnastique, la coupe du monde de handball, le championnat de France de rugby à XV, la coupe du Monde de rugby à XV, le Volant d'OR Open international de badminton, etc.

#### Clubs professionnels
| Nom                         | Sport        | Division     | Stade/Salle                                       | Fondation | Titres |
| --------------------------- | ------------ | ------------ | ------------------------------------------------- | --------- | --- |
| Toulouse Métropole Basket   | Basket-ball  | LFB          | Petit palais des sports                           | 2008      | 0 |
| Stade toulousain basketball | Basket-ball  | Nationale 1  | Petit palais des sports                           | 2004      | 0 |
| Toulouse Football Club      | Football     | Ligue 1      | Stadium                                           | 1970      | 0 |
| Fenix Toulouse Handball     | Handball     | StarLigue    | Palais des sports                                 | 1964      | 0 |
| Toulouse olympique XIII     | Rugby à XIII | Super League | Stade Ernest-Wallon                               | 1937      | 6 (1965, 1973, 1975, 2000, 2014 et 2015) |
| Stade toulousain            | Rugby à XV   | Top 14       | Stade Ernest-Wallon et Stadium (grandes affiches) | 1907      | 24 (1912, 1922, 1923, 1924, 1926, 1927, 1947, 1985, 1986, 1989, 1994, 1995, 1996, 1997, 1999, 2001, 2008, 2011, 2012, 2019, 2021, 2023, 2024 et 2025) |
| Spacer's Toulouse Volley    | Volley-ball  | Ligue A      | Palais des sports                                 | 1994      | 0 |

#### Principaux clubs

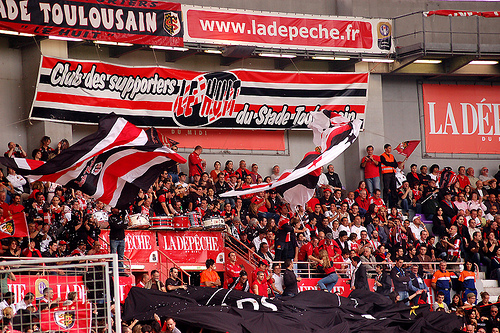
Supporteurs du Stade toulousain

Toulouse compte près de 500 équipements sportifs avec 89 terrains et équipements sportifs de proximité, 80 boulodromes, 56 gymnases, 11 complexes sportifs et stades, 19 courts de tennis, 14 piscines, 6 bases de sport, 6 salles de sport, 22 pistes d’athlétisme, 7 pistes de Bicross, 4 bowlings, 2 salles de tennis de table, 1 salle d’escrime, 1 mur d’escalade, 1 aire de tir à l’arc, 1 centre de tir sportif, 1 aire de roller/skate, 1 patinoire, 1 centre de voile et 4 clubs d’aviron.
Plus de 600 clubs sportifs évoluent à Toulouse ce qui représente près de 85 000 licenciés, affiliés à toutes les fédérations sportives, scolaires et universitaires.

##### Rugby à XV
Le sport emblématique de Toulouse est le rugby à XV avec son équipe phare, le Stade toulousain, qui joue en Top 14. Créé en 1907, il est devenu le club le plus titré d'Europe avec vingt-quatre titres de champion de France, quatre coupes de France et six coupes d'Europe. Son stade, Ernest-Wallon, peut accueillir 19 000 personnes. Pour les plus grandes affiches, que ce soit en championnat ou en Coupe d'Europe, le Stade toulousain s'exile régulièrement chez son voisin du TFC au Stadium (33 000 places). Ce club compte entre 500 000 et 1 000 000 de supporters dans tous les départements français et dans environ 200 pays[réf. nécessaire].
Le Stade toulousain dispose d'importants moyens, et chapeaute 12 sections sportives différentes (principalement le rugby et le tennis), mais aussi en arts martiaux, athlétisme, baseball, cyclisme, escrime, football australien, golf, handisport rugby, natation et pelote basque.
Il existe d'autre clubs de rugby située dans la ville même de Toulouse ou dans son agglomération. On peut citer :
- Toulouse Université Club (TUC) ;
- Toulouse Olympique Étudiant Club (TOEC nouvellement appelé FCTT).

Concernant les féminines, depuis 2014, l'Avenir Fonsorbais Rugby Féminin devient le Stade toulousain rugby féminin (équipe de rugby à XV, évoluant en Top 8).

##### Football

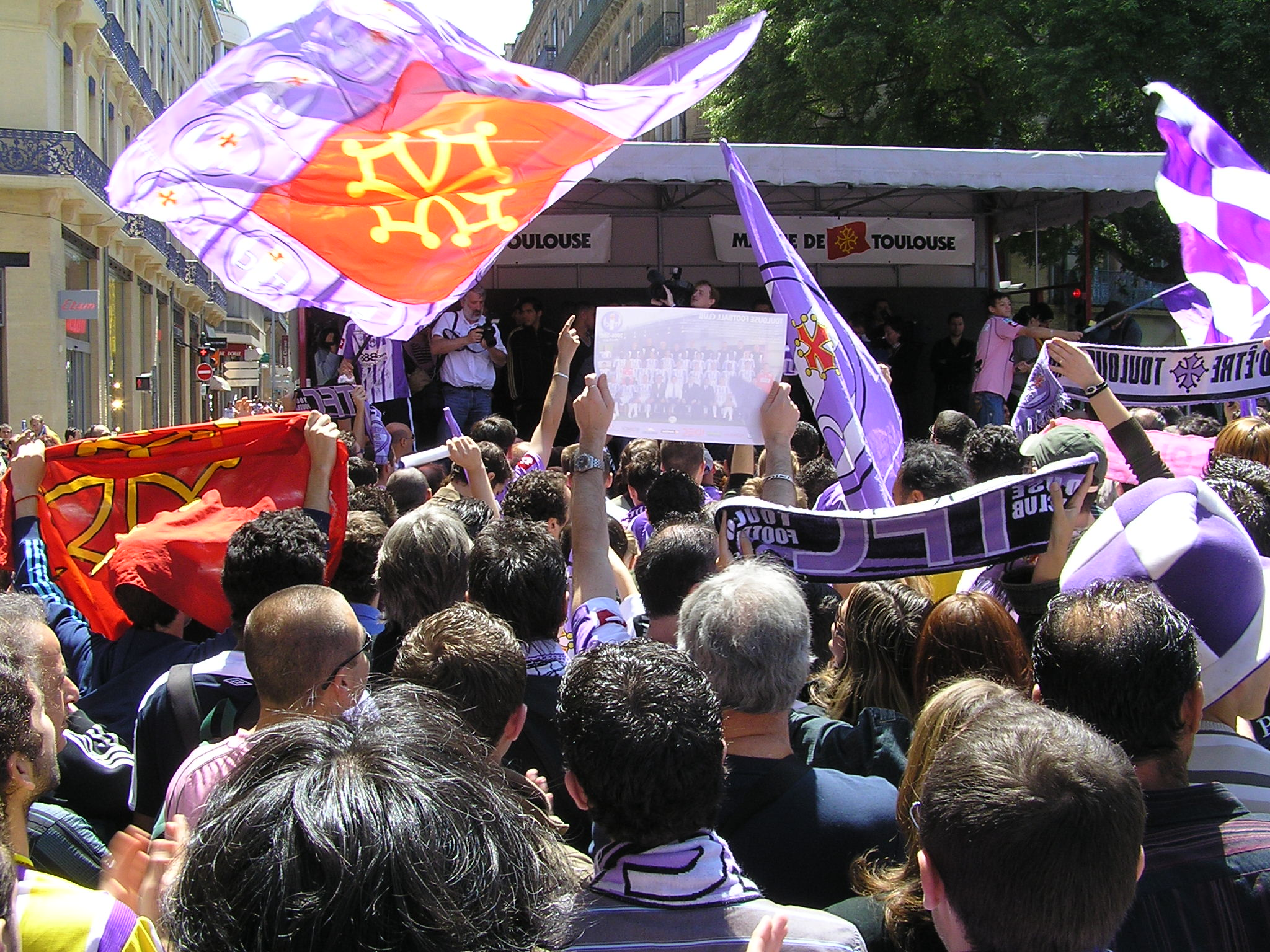
Toulouse fête la qualification du TFC pour la Ligue des Champions 2007-08.

Le Toulouse Football Club (TFC), fondé en 1937, évolue en Ligue 1. Il s'était distingué en 2007 en se qualifiant pour le troisième tour préliminaire de la Ligue des Champions. À l'issue de la saison 2008-09 en Ligue 1, le TFC a terminé 4e du championnat et s'est qualifié pour la ligue Europa, c'est-à-dire la nouvelle formule de la Coupe de l'UEFA. Il est vainqueur de la Coupe de France en 1957 et 2023.
La section féminine du TFC, plusieurs fois championne de France dispute le championnat de Division 2 pour la saison 2024-2025. Elle fut créée en 1980 au sein du club masculin de « Toulouse OAC ». La section féminine du TOAC est rattachée au Toulouse Football Club depuis l'été 2001.
Le Toulouse Fontaines Club était un club de football français basé à Toulouse fondé en 1932. Le club, qui évoluait en Championnat de France amateurs, et le Toulouse Saint-Jo sont radiés le 12 juillet 2016 pour fusionner et créer le Toulouse Métropole Football Club,,.

##### Handball
Le Fenix Toulouse Handball évolue en première division (Starligue) depuis 1995. Longtemps entraîné par Claude Onesta avant qu'il devienne sélectionneur de l'équipe de France masculine, le club a remporté la Coupe de France 1998 et participera en 2020-2021 à sa quatrième compétition européenne.
Le Toulouse Féminin Handball a joué une saison en première division (2009-2010). Rétrogradé administrativement à l'issue de celle-ci, il s'est stabilisé en Nationale 1 (3e division).

##### Rugby à XIII
Le club de rugby à XIII, le Toulouse olympique XIII a réalisé le doublé Championnat-Coupe de France en 2014. Ce club dispose d'une équipe féminine, les Roselionnes, mais le club féminin du Toulouse Ovalie XIII est le meilleur représentant toulousain dans cette catégorie.

##### Basket-ball
Le Toulouse Métropole Basket participe, pour sa deuxième année d’existence, au championnat de Ligue féminine de basket, élite du basket féminin français.
Le Stade toulousain basketball évolue depuis la saison 2018-2019 en Nationale 1 (3e division).

##### Autres sports
D’autres sports sont aussi représentés à Toulouse :
- Aviron : avec les clubs de l'Aviron toulousain[291], de l'Émulation nautique Toulouse (ENT)[292], du Toulouse Aviron Sports & Loisirs (TASL)[293] et du Toulouse Université Club aviron (TUC Aviron)[294]. Ces clubs sont tous affiliés à la Fédération Française d'Aviron (FFA), ancienne Fédération française des sociétés d'aviron (FFSA).
- Baseball : avec le Stade toulousain baseball.
- Basket-ball en fauteuil roulant : le Toulouse Invalides Club (TIC) est un des clubs phares du championnat de France et évolue en Nationale A (1re division nationale). Il accueille une poule qualificative de la Coupe d'Europe (1re division européenne) en mars 2014.
- Compétition automobile : avec l'écurie Tech 1 Racing
- Courses de Lévriers : la Société Méridionale des Courses de Lévriers et le Club Lévriers Midi-Pyrénées en organisent sur le cynodrome de Toulouse Sesquières.
- Équitation : avec le Club hippique de Pibrac (FFE). Initialement appelé Club hippique de Toulouse et situé dans la caserne de Compans-Caffarelli, le centre équestre s’est ensuite déplacé dans la commune de Pibrac au début des années 1970.
- Football américain : avec les Ours de Toulouse, vieux club français, fondé en 1986, actuellement en D2
- Football australien : avec le Stade toulousain qui a intégré les anciens Toulouse Crocodiles
- Football gaélique : avec les Tolosa Despòrt Gaelic
- Hockey sur glace : avec le Toulouse Blagnac Hockey Club en D1 (saison 2010-2011) surnommés Les Bélougas, évoluant dans la patinoire Jacques-Raynaud à Blagnac.
- Roller derby : avec Roller Derby Toulouse
- Natation : avec les Dauphins du TOEC
- Tir à l'arc : avec le Toulouse Athletic Club – Tir à l'arc affilié à la Fédération française de tir à l'arc (FFTA)
- Volley-ball : avec le Spacer's Toulouse Volley

et les clubs omnisports :
- le Toulouse Olympique Aérospatiale Club (TOAC) qui comprend 38 sections : arts martiaux, athlétisme, aviron, badminton, ball-trap, basket-ball, bowling, boxe française, canoë-kayak, course d'orientation, cyclisme, duathlon, équitation, escrime, football, full-contact, handball, judo, judo adapté, karaté, lutte, natation, parachutisme, patinage sur glace, pelote basque, pétanque, roller, rugby, sports aériens, sports d'hiver et de montagne, sports mécaniques, squash, tennis, tennis de table, tir à l'arc, triathlon, voile et volley-ball.
- le Toulouse Université Club (TUC) (dont 20 sections : aïkido, athlétisme, aviron, badminton, boxe française, canne de combat, cyclotourisme, escalade, escrime, handball, hockey sur gazon, judo, karaté, lutte, rugby, tennis, triathlon, ultimate et volley-ball)[295].
- le Toulouse Cheminots Marengo Sports (TCMS) avec 26 sections différentes (par exemple : aïkido, athlétisme, basket-ball, bowling, boxe anglaise, boxe française, échecs, escalade, escrime, football, handball, judo, ju-jitsu, karaté, natation, parapente, pelote basque, plongée sous-marine, randonnée pédestre, rugby à XIII, rugby à XV, rugby féminin, ski alpin, tennis, voile et volley-ball)[296].

Trois représentants toulousains de sports majeurs se sont qualifiés pour la coupe d'Europe en 2007. Le Stade toulousain et le Toulouse FC dans la plus prestigieuse de leur discipline, les Spacer's dans la seconde.

##### Tour de France

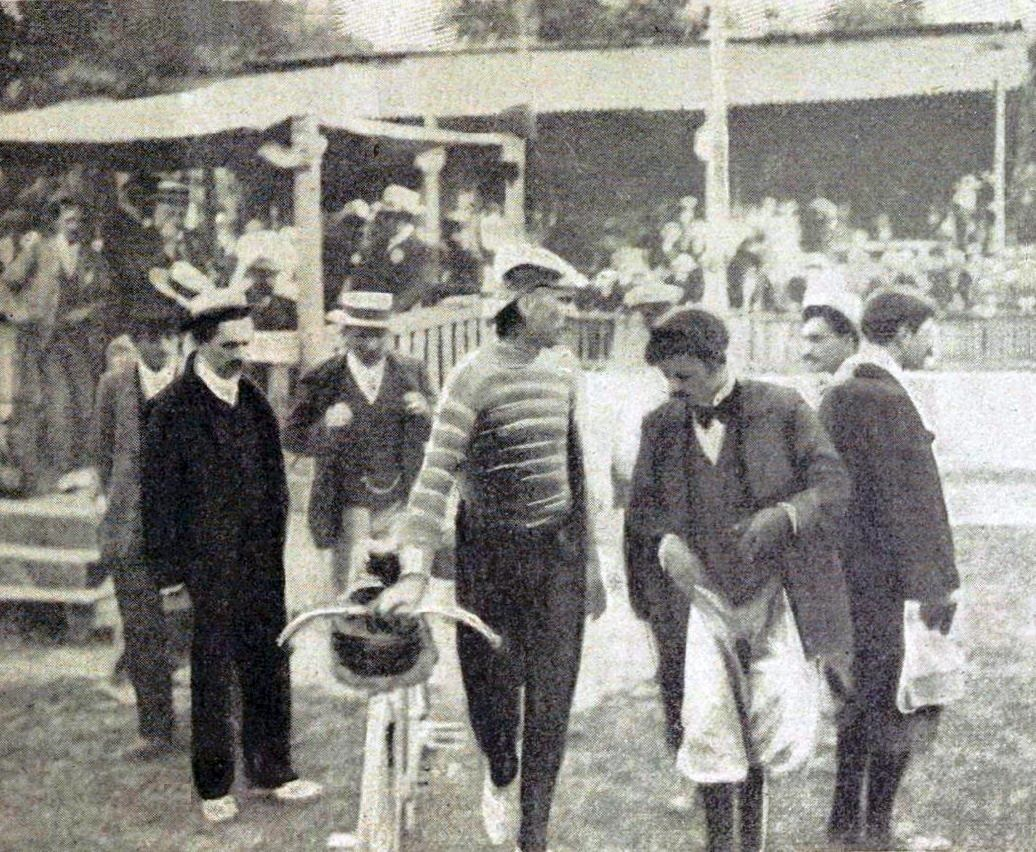
Premier Tour de France 1903, Hyppolite Aucouturier arrive avec le meilleur temps au vélodrome du Bazacle de Toulouse, le 8 juillet.

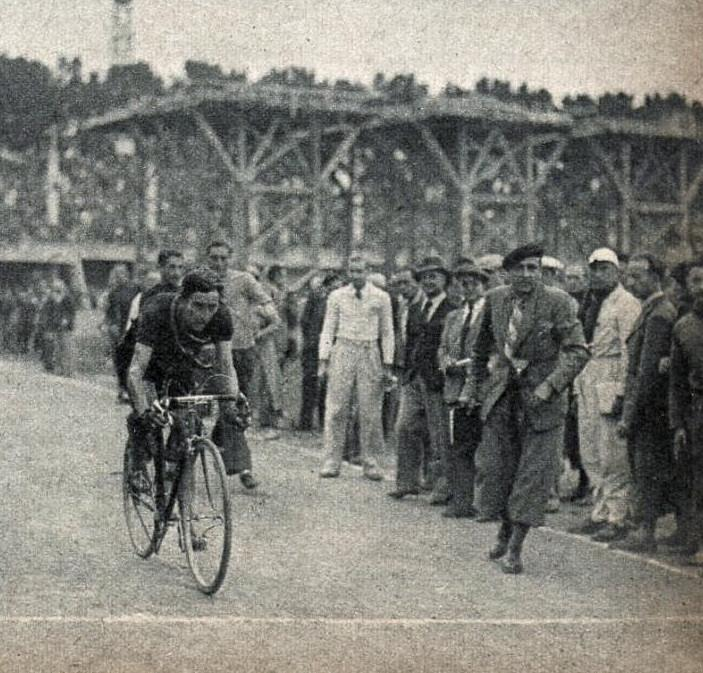
Tour de France 1939, l'arrivée du vainqueur d'étape Edward Vissers, au nouveau Stadium municipal le 19 juillet, pour une journée de repos dans la ville rose.

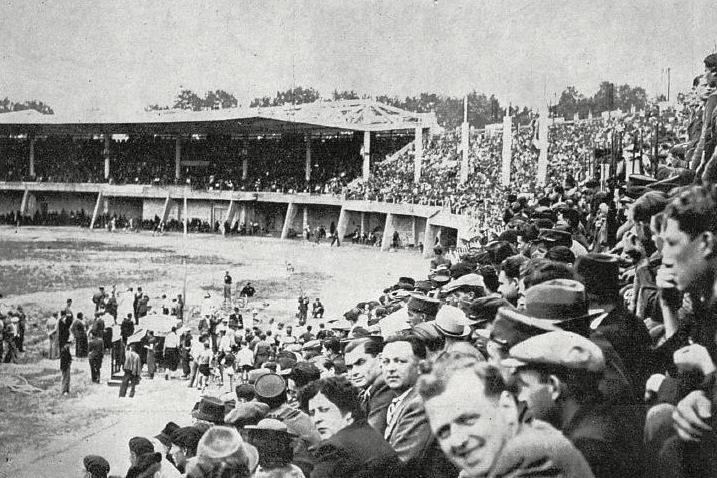
Vélodrome du Parc des Sports de Toulouse, pour l'arrivée d'étape du Tour de France 1939 - 1.

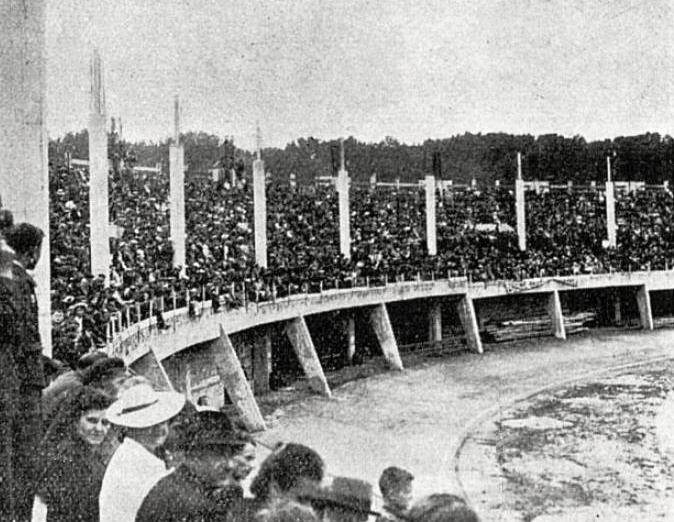
Vélodrome du Parc des Sports de Toulouse, pour l'arrivée d'étape du Tour de France 1939 - 2.

26 fois ville-étape, dont la première fois en 1903, où elle a vu passer le futur vainqueur de la première édition du tour Maurice Garin.
Bilan
- France : 11 victoires
- Belgique : 6 victoires
- Italie : 4 victoires
- Allemagne : 1 victoire
- Angleterre : 1 victoire
- Espagne : 1 victoire
- Luxembourg : 1 victoire
- Australie : 1 victoire

## Cultes

### catholique

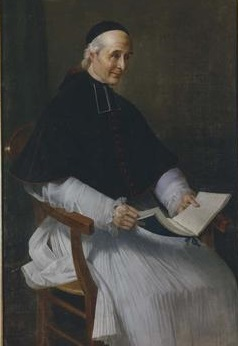
Le vénérable chanoine Maurice Garrigou, surnommé le saint Vincent de Paul toulousain.

Saint Saturnin, premier évêque de Toulouse et aussi connu sous le vocable déformant saint Sernin, est, pour les catholiques et les orthodoxes, le saint patron de la ville.
À Toulouse, se situe le siège de l'archidiocèse du même nom et la cathédrale Saint-Étienne.
Toulouse est divisée en plusieurs paroisses, parmi lesquelles :
- paroisse de la cathédrale Saint-Étienne ;
- paroisse Saint-Jérôme ;
- paroisse de la basilique Saint-Sernin ;
- paroisse Saint-Pierre des Chartreux ;
- paroisse étudiante de Toulouse ;
- paroisse dominicaine de Notre-Dame du Rosaire ;
- paroisse du Christ-Roi ;
- paroisse Lafourguette ;
- paroisse le Mirail ;
- paroisse Sacré-Cœur ;
- paroisse Saint-Joseph
- paroisse Saint-Nicolas ;
- paroisses de Sainte-Germaine - Sainte-Marie des Anges ;
- paroisse des Minimes ;
- paroisse Saint-François d'Assise ;
- paroisse Saint-Vincent de Paul ;
- paroisse Sainte-Claire.

En sus des lieux de culte ordinaires (section Bâtiments religieux), des messes selon la forme tridentine du rite romain sont menées en la basilique Saint-Sernin par des prêtres diocésains, en la chapelle Jean le Baptiste par l'Institut du Christ Roi Souverain Prêtre.
À Toulouse, se trouve le Grand séminaire diocésain Saint-Cyprien, qui accueille les séminaristes des provinces ecclésiastiques de Toulouse, de Montpellier et des diocèses d'Aire et Dax, de Bayonne, Lescar et Oloron, de Saint-Flour, d'Avignon et de Basse-Terre et Pointe-à-Pitre. Créé en 1684, il est installé, depuis 1908, dans l'ancien monastère de l'ordre cistercien des Feuillants.
Toulouse donne également son nom à une province dominicaine dont le centre est le couvent Saint-Thomas d'Aquin, présent depuis 1958 et situé impasse Lacordaire. L’histoire des dominicains de Toulouse commence en 1215 à la fondation
du premier de leurs couvents, par celui qui allait devenir saint Dominique, et où reposent d'ailleurs les reliques du célèbre saint Thomas d'Aquin. La vie catholique de Toulouse fut également rythmée par la compagnie royale des Pénitents bleus.
Toulouse bénéficie aussi d'un des cinq instituts catholiques français, versé dans l'enseignement supérieur, dont l'« ancêtre » était la première université de Toulouse (1229-1793).
La basilique Saint-Sernin de Toulouse est le plus vaste édifice roman actuellement dans le monde.
La Basilique Notre-Dame de la Daurade serait la plus ancienne église mariale au monde.

### Protestant
- Église Réformée de Toulouse (Temple du Salin)[303] ;
- Église Réformée Évangélique de Toulouse Ouest[304] ;
- Église Réformée Evangélique[305] ;
- Église Baptiste Toulouse Métropole[306] ;
- Église Protestante Baptiste de Toulouse (La Chapelle)[307] ;
- Église Évangélique Libre de Toulouse[308] ;
- Église Protestante Évangélique de Beauregard[309] ;
- Église Protestante Les Deux Rives, Toulouse - Rive Droite[310] ;
- Église Protestante (Saint-Cyprien) Les Deux Rives, Toulouse - Rive Gauche[310]
- Église Protestante Évangélique d'Empalot[311] ;
- Église Protestante Évangélique de Toulouse[312] ;
- Église Évangélique Pentecôte Toulouse Minimes[313] ;
- Église Évangélique Toulouse Saint-Agne[314] ;
- Église Mobile de Toulouse[315] ;
- Toulouse International Church[316] ;
- Anglican English Church of Midi-Pyrénées & Aude ;
- Armée Du Salut[317] ;
- Assemblée Chrétienne de Toulouse (ACT)[318] ;
- Impact Centre Chrétien ;
- FPMA Toulouse[319].

### Mormon
Toulouse compte deux paroisses de l'Église de Jésus-Christ des saints des derniers jours (mormons).

### Orthodoxe
- Paroisse orthodoxe roumaine, chapelle Saint Antoine Launaguet.
- Paroisse orthodoxe russe, église Saint Nicolas, avenue de Grande-Bretagne

### Musulman
- La grande mosquée de Toulouse est située dans la partie sud de la ville, dans le quartier d'Empalot.
- La mosquée Es-Salem située dans l'ex-château de Tabar, dans le quartier de la Reynerie.

Des projets de construction d'autres mosquées sont en cours dont la mosquée du Mirail, prévue pour 2016.

### Judaïsme
Il existe dix synagogues à Toulouse, dont celle de Palaprat, la grande synagogue Hekhal David et la synagogue rue Rembrandt.

### Bouddhisme
Le centre Détchène Tcheuling propose diverses activités et enseignements en rapport avec le bouddhisme.

### Antoinisme
De style éclectique, un temple du culte antoiniste est situé au 14 rue de Cherbourg; dédicacé en 1993, il constitue le dernier temple construit par le culte.

## Économie
Le PIB de l'agglomération toulousaine est d'environ 51 milliards d'euros (2013 statistiques de l'OCDE), ce qui la classe au 4e rang en France au regard de son poids économique, derrière Paris, Lyon et Marseille. La commune de Toulouse se caractérise aussi par son très faible taux d'endettement : un des plus bas en Europe pour une ville de cette taille.
L'économie toulousaine est principalement fondée sur les industries de pointe de l'aéronautique et du spatial, dont Airbus est la locomotive et fait travailler directement et indirectement plus de 50 000 personnes sur l'agglomération et près de 70 000 dans le grand Sud-Ouest. Depuis plusieurs années, la municipalité tente de diversifier les secteurs d'activité. Toulouse est devenue un grand centre industriel en utilisant les ressources régionales en électricité et en gaz naturel.
La ville est aussi riche en emplois dans le tourisme et figure au palmarès des dix destinations les plus durables en France, dominé par Nantes, Angers et Lyon.

### Emploi

Centre de congrès Pierre-Baudis

En 2020, le nombre total d'actifs dans la commune de Toulouse était de 335 921, se répartissant dans les divers secteurs économiques comme suit :
|                   | Commerce, transports, services divers | Administration publique, enseignement, santé, action sociale | Industrie | Construction | Agriculture |
| ----------------- | ------------------------------------- | ------------------------------------------------------------ | --------- | ------------ | ----------- |
| Toulouse          | 54,8 %                                | 30,3 %                                                       | 8,6 %     | 6,2 %        | 0,1 %       |
| Moyenne nationale | 65 %                                  | 12,6 %                                                       | 6,5 %     | 11,1 %       | 4,8 %       |

Le taux de chômage était de 9,9 % en 2005, de 9,1 % en décembre 2006, de 8,6 % en décembre 2007[réf. nécessaire] et de 10,9 % en 2020.

### Entreprises, administrations et commerces
De nombreux organismes sont présents à Toulouse en dehors d'Airbus.
Sans vouloir recenser tous ceux qui se situent dans la ville rose, on peut citer ceux qui se démarquent par leur localisation, unique, ou par leur spécialisation. Par exemple, on peut trouver le site de Météo-France (à proximité de Basso-Cambo, face au quartier des Pradettes) qui regroupe plusieurs entités :
- le Centre national de prévision météorologique (CNP),
- le Centre européen de recherche et de formation avancée en calcul scientifique (CERFACS)[330],
- le Service central d'hydrométéorologie et d'appui à la prévision des inondations (SCHAPI),
- le Service hydrographique et océanographique de la Marine (SHOM),
- le Centre national de recherches météorologiques (CNRM),
- le Centre international de conférences (CIC).

La ville de Toulouse compte en son sein ou dans sa banlieue proche de nombreux sièges sociaux, comme :
- ATR[331] : groupe spécialisé dans la construction d'avions turbopropulseurs ;
- Groupe Latécoère[332] : groupe spécialisé dans la fabrication de tronçons de fuselage et de portes d'avion, actuel no 2 mondial du câblage embarqué avec sa filiale Latelec[333] ;
- Airbus Commercial Aircraft[334] : groupe Européen spécialisé dans la construction d'avions de ligne ;
- Newrest : acteur majeur du transport aérien multi-secteurs implanté dans plus de 46 pays[335] ;
- Airbus (groupe)[336] : société industrielle Européenne principalement spécialisée dans la production d'avions de ligne, le secteur spatial, la défense et la production d'hélicoptères[337] ;
- Airbus DS Geo[338] : spécialisé dans la production de satellites servant à l'observation de la Terre ;
- Galileo : siège transféré à Prague lors de l'élaboration du projet ;
- Stelia Aerospace : meneur français et acteur mondial de la production de fuselage d'avion[339] ;
- Banque Courtois[340] : banque privée ;
- GA : groupe spécialisé dans la construction d'immeubles de bureaux.

Les centres de recherches Spot Image, Galileo et Météo-France sont aussi implantés à Toulouse.
À côté de cet ensemble, se trouvent aussi la Direction de la technique et de l'innovation (DTI) qui fait partie de la DGAC (Direction générale de l'Aviation civile) et, vers Rangueil, le Centre national d'études spatiales (CNES).
Par ailleurs, de nombreuses entreprises sont regroupées dans la zone d'activité de « La Plaine », au sud-est de Toulouse. On y retrouve notamment :
- Orange
- Laboratoires Boiron
- Fiducial
- Diehl
- Atos
- Assystem
- Capgemini
- Continental
- Groupe Poult
- Veolia[341]
- Rockwell Automation
- GA Smart Building[342]

D'autres grandes sociétés sont aussi implantées à Toulouse, comme :
- Freescale Semiconductor
- Airbus Defence and Space
- Thales Alenia Space

Le magazine L'Express s'accordait à classer Toulouse comme ville la plus dynamique de France en 2009 et 2010,, tout comme Challenges en 2012 et 2015.
Quant au magazine américain Newsweek, il classait Toulouse troisième ville la plus dynamique au monde en 2006.

## Écologie et recyclage
Depuis novembre 2018, des bornes solaires ont été installées pour recharger des téléphones portables.
Toulouse a rejoint le mouvement Fab City, suivant l'appel lancé en 2014 par le maire de Barcelone, Xavier Trias, à ce que toutes les villes du monde deviennent autosuffisantes pour 2054.

## Culture locale et patrimoine

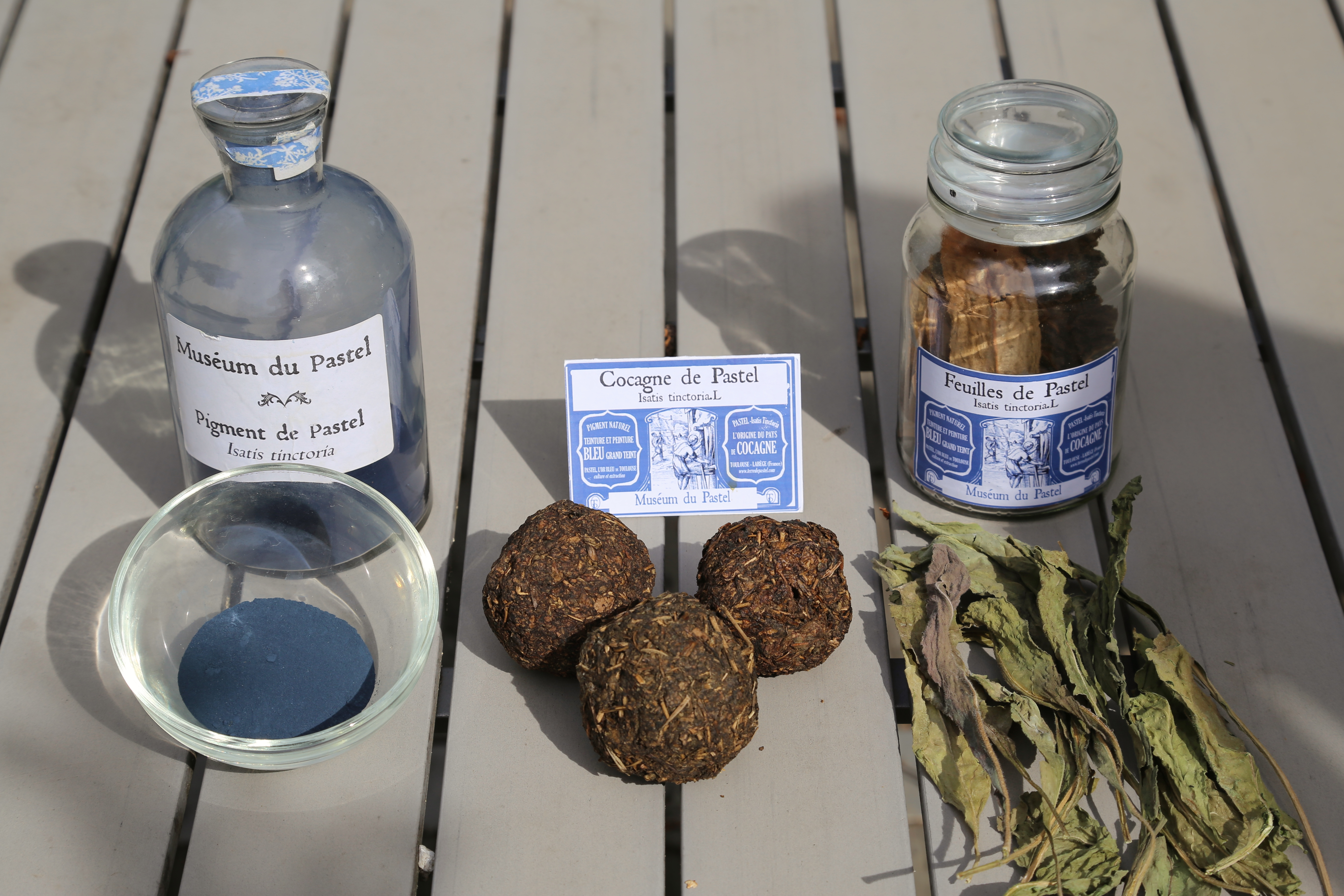
Le commerce international du pastel à la Renaissance est entré dans la culture locale comme le symbole d'un âge d'or pour Toulouse.

### Sociétés savantes
La ville de Toulouse possède plusieurs sociétés savantes. Elle fut la seule ville de province à avoir trois académies royales sous l'Ancien Régime.
- La plus ancienne est l'Académie des jeux floraux. Cette société littéraire a été reconnue comme académie royale en 1694 par Louis XIV, elle a pris la suite du Consistori del Gay Saber fondé en 1323.
- L'Académie des sciences, inscriptions et belles-lettres de Toulouse est l'héritière de la Société des Lanternistes fondée en 1640, devenue la Société des Belles-Lettres, entre 1688-1699, puis la Société des Sciences à partir de 1729. Cette société a précédé l'Académie de Paris, créée seulement en 1666. Le 24 juin 1746, le roi Louis XV a donné des lettres patentes érigeant la Société des Sciences de Toulouse en Académie royale des sciences, inscriptions et belles-lettres de Toulouse. L'académie est dissoute par le décret du 18 août 1793 de la Convention nationale avant d'être rétablie le 30 octobre 1807 par un arrêté du préfet de la Haute-Garonne[350],[351],[352].
- L'Académie royale de peinture, sculpture et architecture de Toulouse a été fondée par lettres patentes de Louis XV en 1750 et supprimée par le décret du 18 août 1793 de la Convention nationale. Cette académie n'a pas été refondée. Elle avait pris le relais de l'école de dessin fondée par Antoine Rivalz en 1726, reprise par Guillaume Cammas en 1738. L'École supérieure des beaux-arts de Toulouse est l'héritière de l'enseignement qui était donné dans cette académie.
- La Société de médecine, de chirurgie et de pharmacie de Toulouse a été créée en 1801 par des médecins voulant assurer un enseignement de la médecine dans la ville après la suppression des universités et des facultés par la Convention.
- L'Académie de législation fondée en 1851.
- La Société d'histoire naturelle de Toulouse, fondée en 1866
- La Société de géographie de Toulouse créée en 1882.

### Lieux et monuments

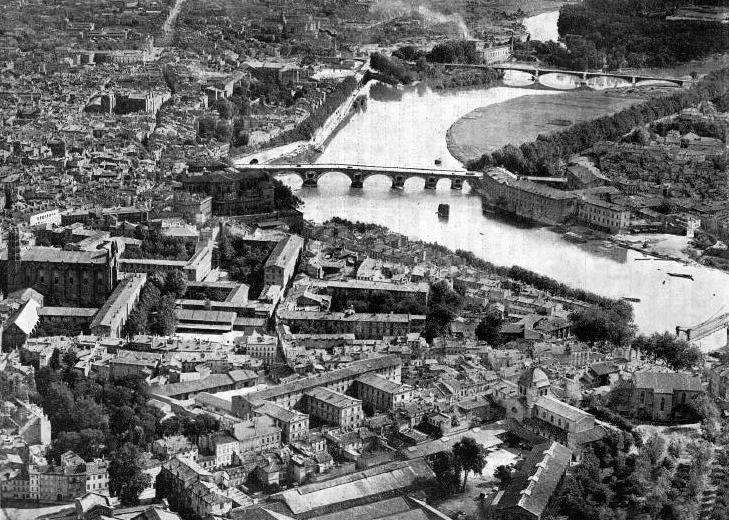
Vues aériennes de la ville.

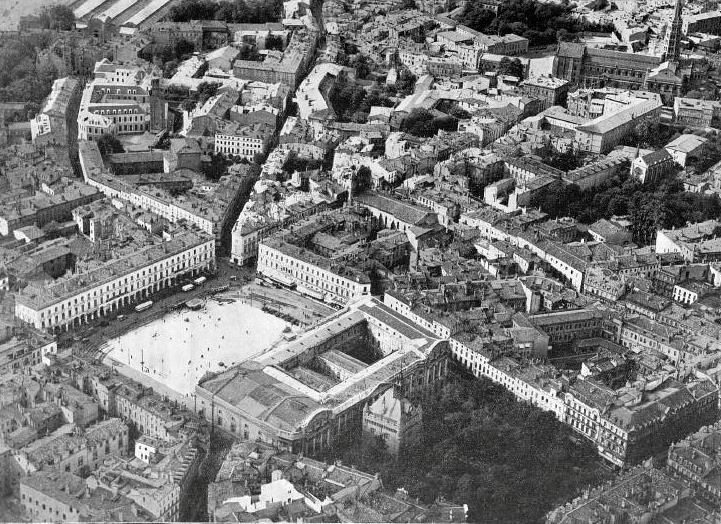
…en 1935 (ici la place et le square du Capitole, au fond à droite la basilique Saint-Sernin).

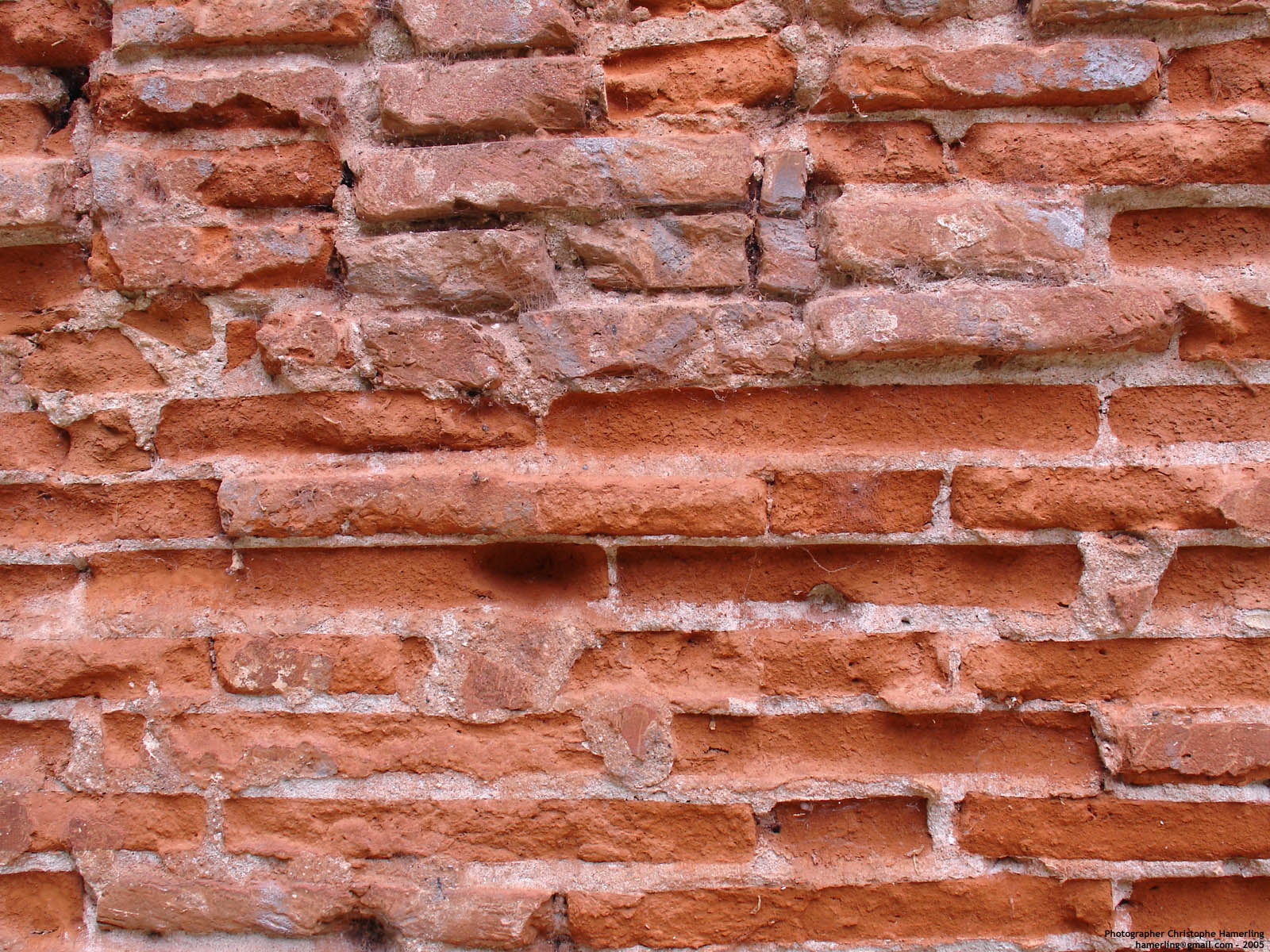
La brique toulousaine traditionnelle utilisée dans de nombreuses constructions.

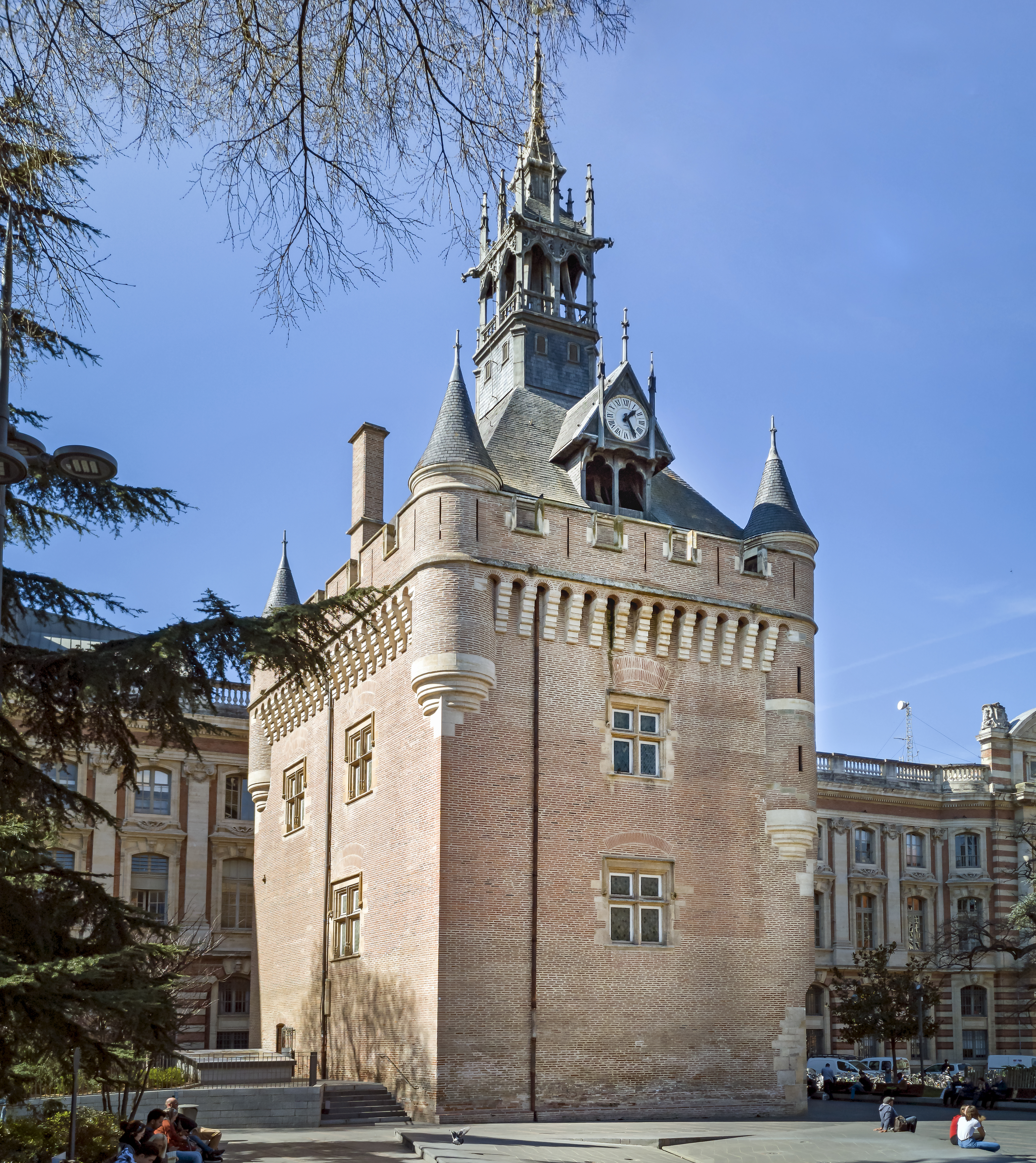
Le donjon du Capitole (1525-1530).

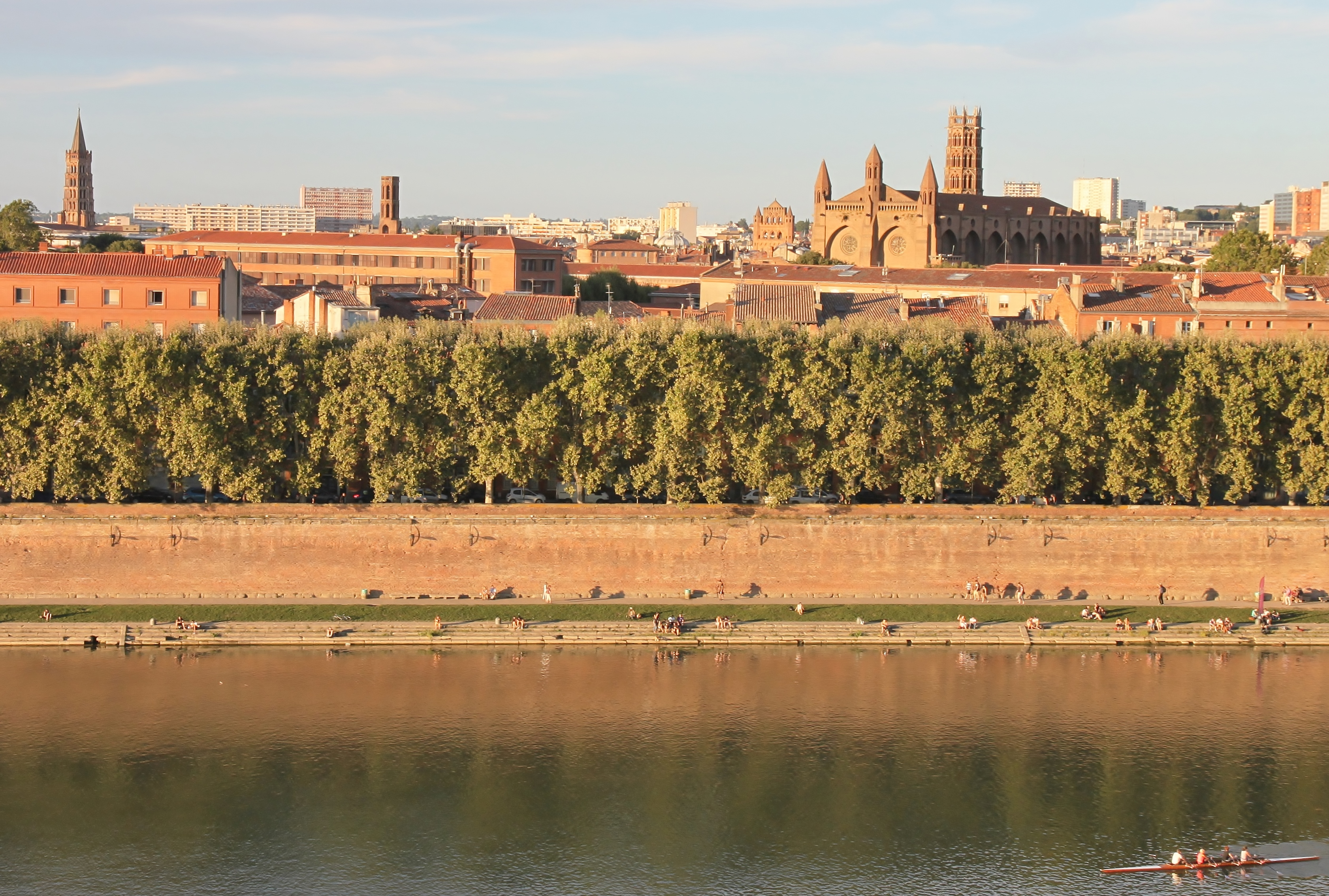
Quais de Garonne.

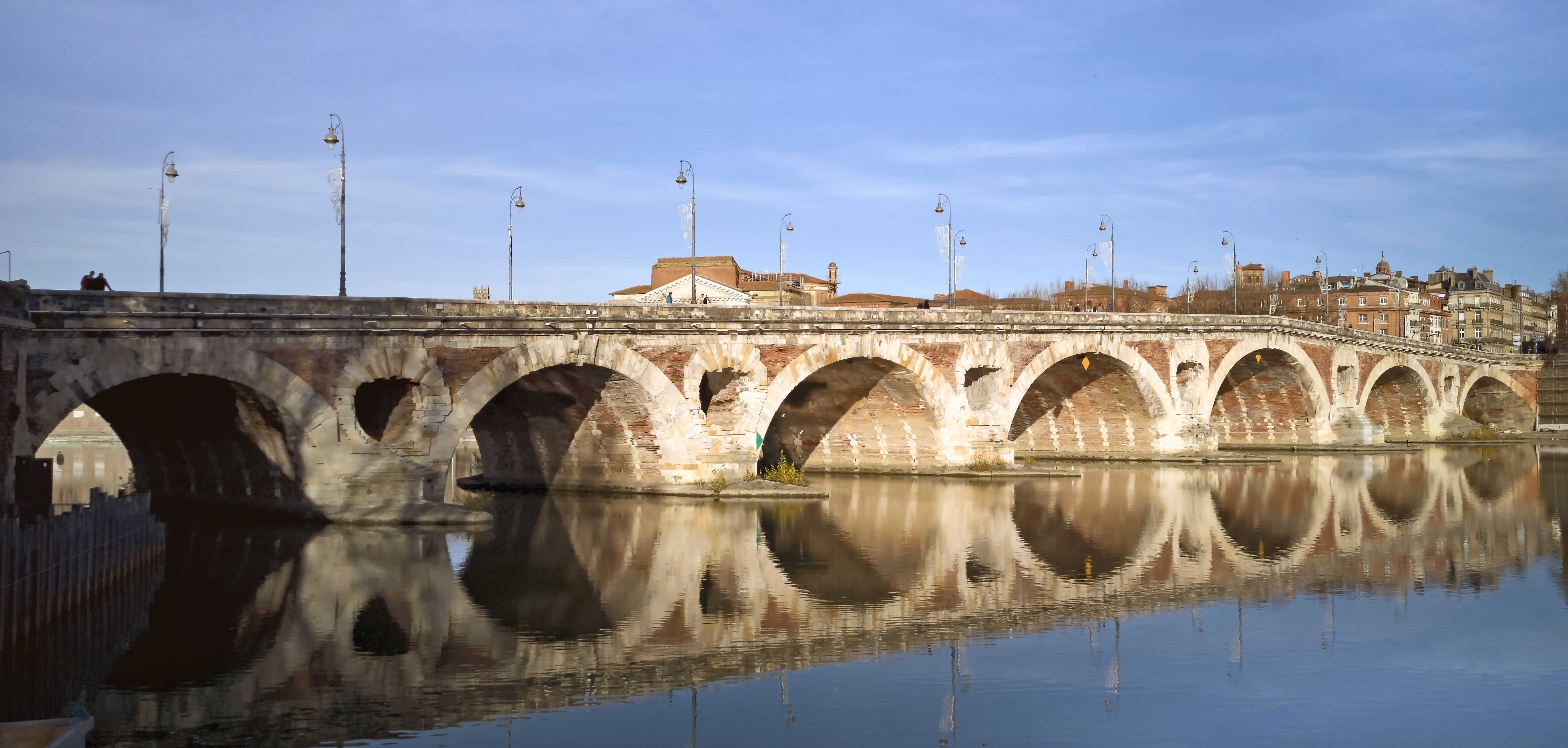
Le Pont-Neuf.

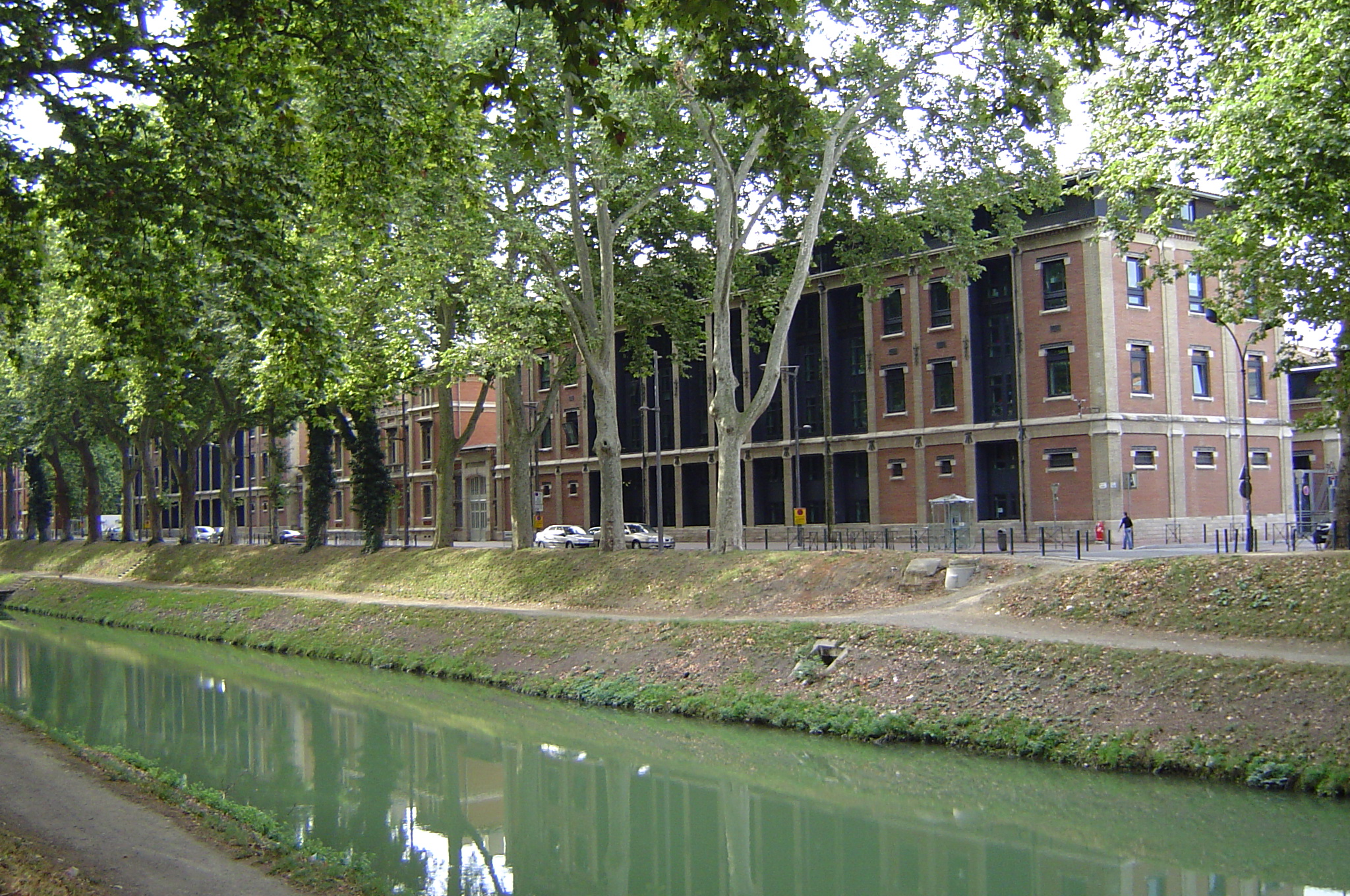
Le canal de Brienne.

La ville de Toulouse a reçu le label Villes et Pays d'art et d'histoire du ministère de la Culture le 17 avril 2019. Un label qui avait été demandé en 2015 par la ville rose pour promouvoir le patrimoine « dans toute sa diversité ».

#### Matériaux de construction: briques et galets
L'architecture de Toulouse est marquée par la brique foraine, dont la couleur chaude rouge orangé lui vaut le surnom de « ville rose » (bien que ce surnom ait à l'origine été motivé par d'autres raisons). Ce matériau a été introduit par les Romains au Ier siècle av. J.-C., comme le montrent les ruines du rempart romain place Saint-Jacques. Après que sa fabrication a sans doute cessé au haut Moyen Âge, la reprise de la production de la brique foraine est attestée au chantier de Saint-Sernin (deuxième moitié du XIe siècle). Produit cher, elle fut longtemps réservée aux monuments et aux demeures de prestige qui se démarquaient ainsi d'un habitat courant fait de bois et de torchis. Le grand incendie de 1463 amena les capitouls à édicter des règlements poussant à la généralisation de la construction en brique, ils ne furent cependant que lentement suivis d'effets et à la fin du XVIIIe siècle un tiers des façades de Toulouse étaient encore en bois. À partir de la fin du XVIIIe siècle, la brique fut généralement recouverte d'enduit blanc destiné à lui faire imiter le ton de la pierre, car on en était alors venu à la considérer comme un matériau pauvre.
Pierre de Gorsse, dans un article intitulé Comment nos façades roses devinrent-elles blanches ? paru dans la revue l'Auta de mai 1942 rapporte l'ordonnance des Capitouls en date du 15 juin 1783, portant « que toutes les façades extérieures des Maisons de la présente Ville, dans le cas d'être construites ou réparées à l'avenir, seraient peintes ou crépies en blanc » afin « qu'en concourant avec l'établissement des réverbères dont la Ville commence déjà de jouir, il augmente, par la réflexion, la masse de leur lumière ».
La brique a été majoritairement utilisée dans la région à cause d'un environnement géologique qui ne fournit aucune pierre de taille à proximité. Le transport des pierres est coûteux. Au contraire, l'argile, qui permet la fabrication des briques, est abondante.
Aujourd'hui, la brique est mise en valeur comme un symbole de la ville. Cependant, dans les constructions modernes, elle n'est utilisée que comme parement décoratif.
Outre la brique, l'architecture est marquée également par la présence de galets. La brique est très coûteuse, surtout pour les classes populaires. De ce fait, au XIXe siècle on achetait un minimum de briques, et on alternait les briques avec des rangées de galets. Ces galets proviennent du lit mineur de la Garonne, et témoignent d'une activité ancestrale aujourd'hui disparue, la pêche de sable. Elle consistait à ramasser des alluvions du lit de la Garonne. Aujourd'hui, ces maisons construites en galets font l'objet d'une spéculation immobilière très importante qui se traduit par des prix de vente exorbitants.
Notons enfin que cette architecture de galets n'est pas spécifique à Toulouse, on retrouve des constructions similaires dans toute la vallée de la Garonne autour de Toulouse.

#### Bâtiments et lieux publics remarquables
Les boulevards de ceinture déterminent l'un des plus grands secteurs sauvegardés de France (230 hectares). Le patrimoine de bâtiments religieux comprend notamment la basilique Saint-Sernin et le couvent des Jacobins (nef à piliers centraux en palmiers). Toulouse est la ville française qui compte le plus d'hôtels particuliers de la Renaissance, dus à l'âge d'or du pastel et à la présence dans la ville du deuxième parlement de France, et le plus de carillons intra-muros (quatorze de neuf cloches et plus)[réf. nécessaire].
Des lieux touristiques se sont développés plus récemment, tels la visite des sites d'Airbus (dont les chaînes de montage de l'A380), le Musée d'art moderne et contemporain (les Abattoirs) et la Cité de l'espace.

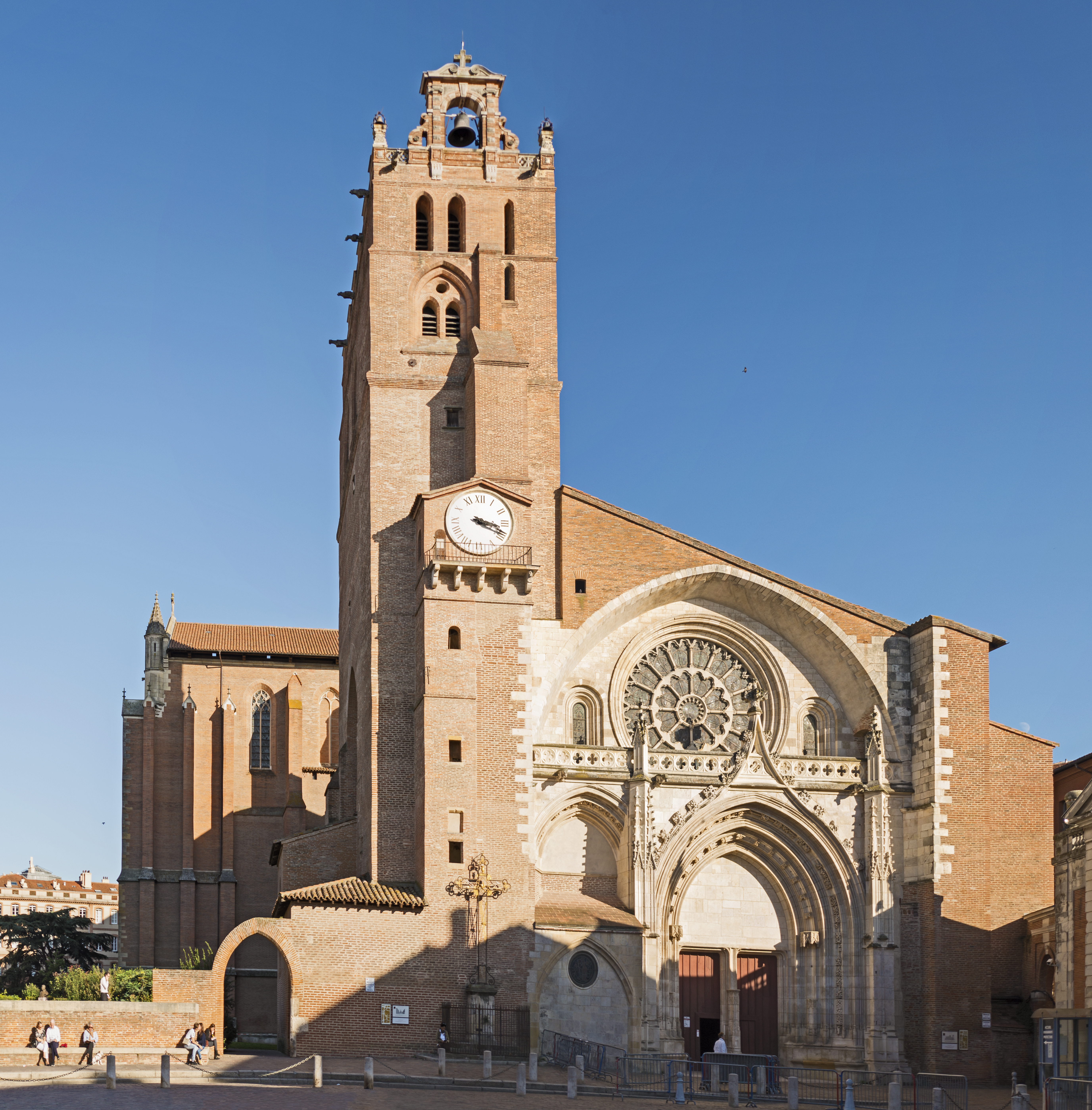
Cathédrale Saint-Étienne

Toulouse regroupe de nombreux bâtiments remarquables. Le plus connu est le Capitole qui abrite l'hôtel de ville, la salle des Illustres (où se trouvent des chefs-d’œuvre d’artistes toulousains du XIXe siècle), un opéra et un orchestre symphonique, ainsi que la place du même nom. À l'arrière du Capitole, le donjon du Capitole est situé dans un parc et regroupe les locaux de l'office du tourisme. La place Wilson située à l'entrée du centre-ville en bas des allées Jean-Jaurès est une place dont les bâtiments en brique sont construits de façon concentrique autour d'un parc arboré. C'est un lieu animé avec ses nombreuses terrasses de bars, de cafés et ses cinémas.
La colonne vertébrale du centre-ville se situe autour de l'axe du cardo romain, le parcours idéal pour découvrir les lieux remarquables de la Ville Rose, cet axe démarre de la rue du Taur (basilique Saint-Sernin), il passe ensuite par la place du Capitole, la rue Saint-Rome, la rue des Filatiers, et se termine à la place des Carmes. Les rues qui constituent ce parcours sont intégralement piétonnes.
Les quais et les berges de la Garonne ont été aménagés au XVIIIe siècle. Les quais Henri-Martin et le quai de Tounis construits en brique pour contenir les inondations permettent de se promener le long du fleuve et de découvrir les anciens ponts de Toulouse. À tort considéré comme le plus vieux pont de Toulouse, le pont-Neuf, d’une longueur de 220 mètres, n'en reste pas moins un chef-d'œuvre et le premier pont à avoir su résister aux nombreuses crues de la Garonne ! Le pont Saint-Pierre est un pont métallique datant de 1987. Un peu plus en aval sur la Garonne se trouve le Bazacle, un gué où les premiers toulousains se sont installés. Il forme aujourd'hui une digue permettant de maintenir un niveau d'eau suffisant à la Garonne durant les mois d'été. Au bord du fleuve, l'hôpital de La Grave et sa chapelle Saint-Joseph de la Grave sont visibles grâce au dôme de la chapelle recouvert de cuivre. Près de la Garonne se trouve aussi le Château d'eau qui renferme une galerie d'expositions photographiques.
Le canal du Midi, inscrit au patrimoine mondial de l'Unesco depuis 1996 et qui court dans la ville sur une dizaine de kilomètres des Ponts-Jumeaux à Ramonville-Saint-Agne, ainsi que le canal de Brienne décidé par les États de Languedoc en 1760 et qui relie la Garonne aux Ponts-Jumeaux en passant par l'écluse Saint-Pierre, sont des lieux remarquables de la ville.
La place de la Trinité et la rue des Filatiers sont à découvrir, architectures remarquables des hôtels particuliers, et somptueuses façades d'immeubles. Rue des Filatiers se situe la maison Calas, et au bout de la rue l'église de la Dalbade (Jean Calas, marchand protestant de Toulouse, a été condamné par le Parlement de Toulouse, au supplice de la roue et exécuté le 10 mars 1762, sous l'accusation, sans preuve, d'avoir assassiné un de ses fils réputé converti au catholicisme).
Enfin, quelques bâtiments publics sont remarquables comme la gare Matabiau située au bord du canal du Midi, la prison Saint-Michel et le palais Niel qui a été construit sur les anciennes fortifications de Toulouse pour l’installation du maréchal de France Adolphe Niel. Et l'amphithéâtre romain de Purpan-Ancely est l'un des seuls édifices pratiquement intacts de l'époque romaine.

#### Monuments historiques
Toulouse possède un important patrimoine inscrit dans la liste des monuments historiques.

#### Bâtiments religieux

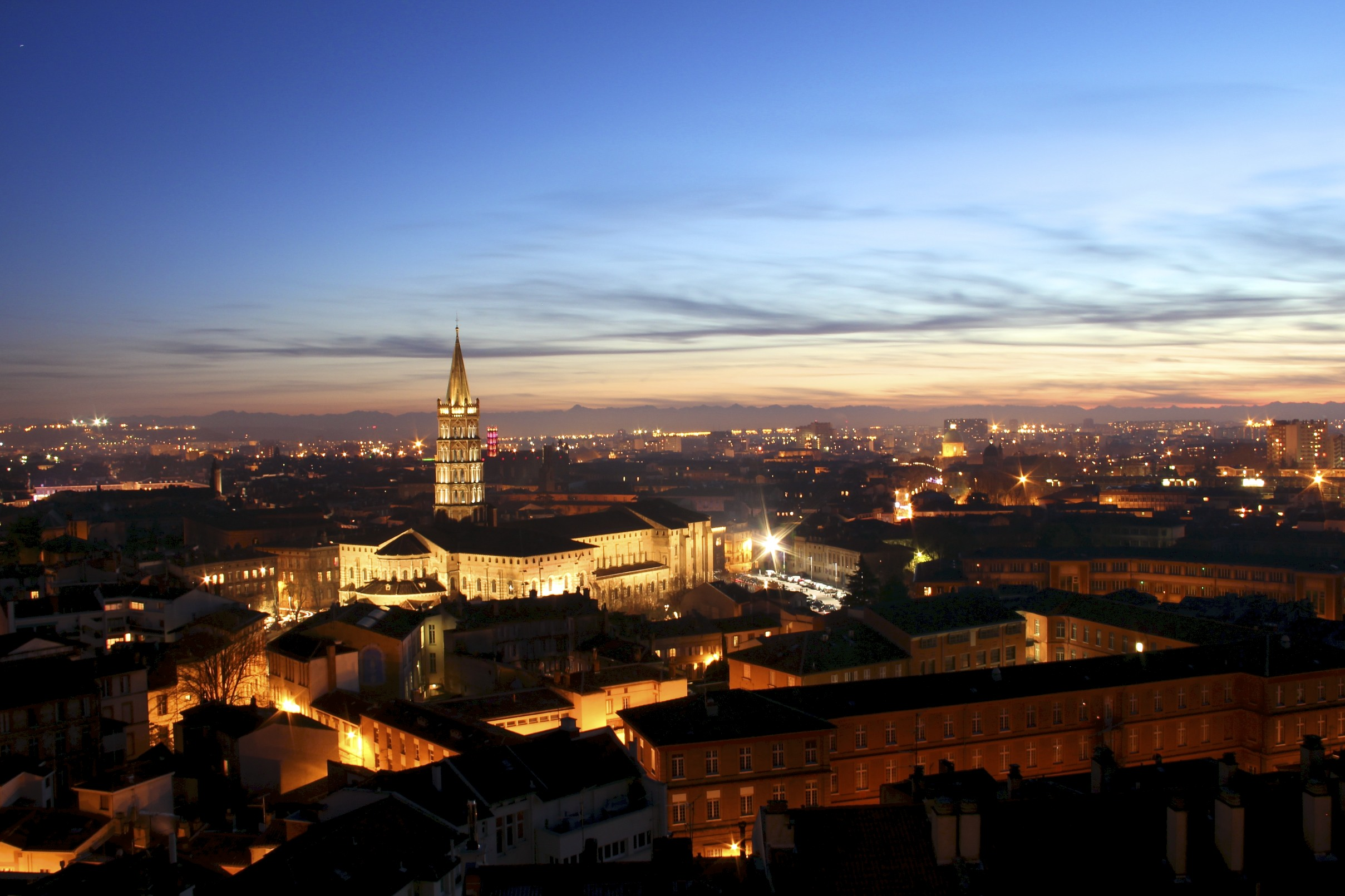
La Basilique Saint-Sernin avec les Pyrénées en toile de fond.

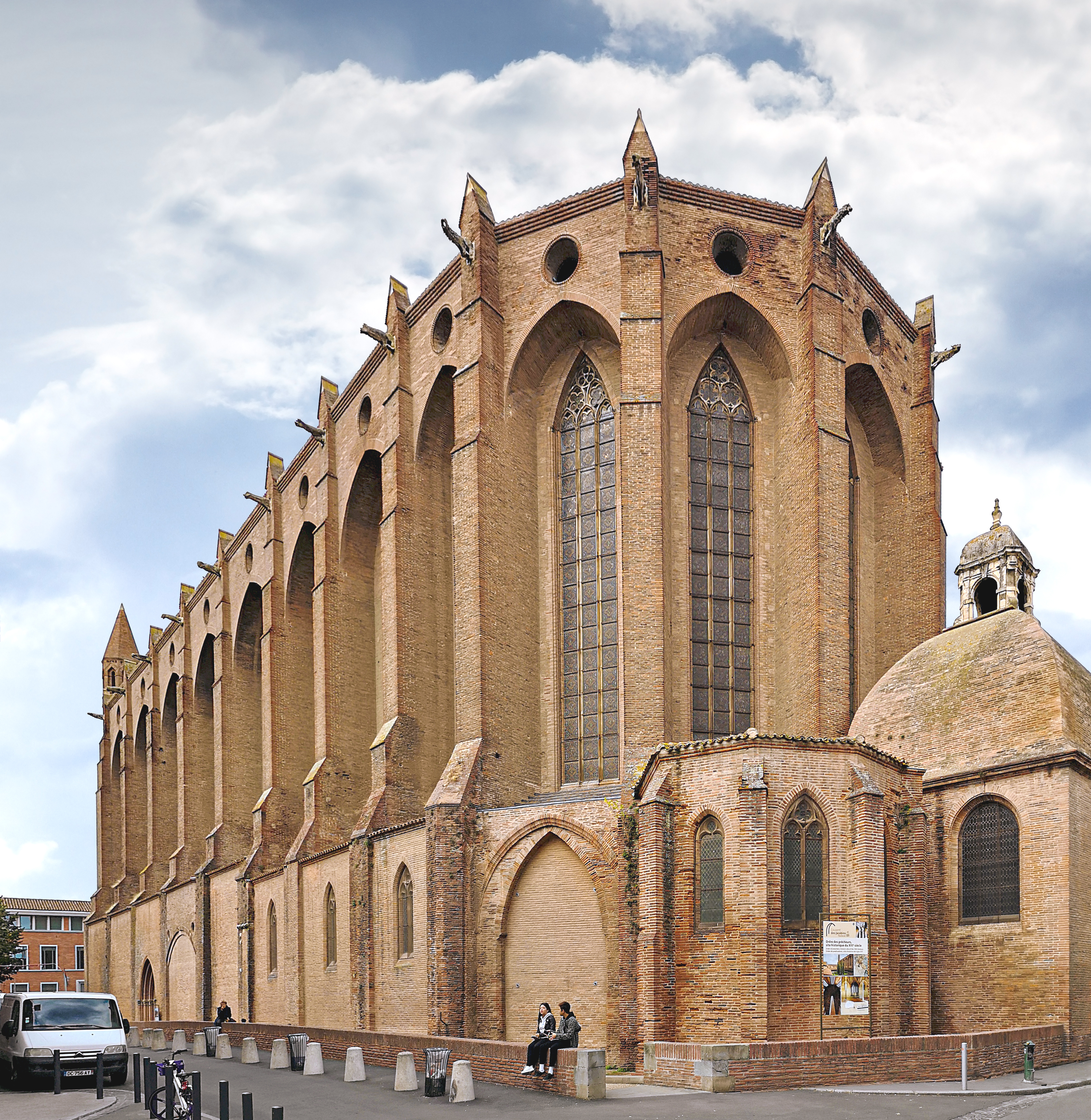
Vaisseau en brique de l'église des Jacobins, typique de l'art gothique du midi.

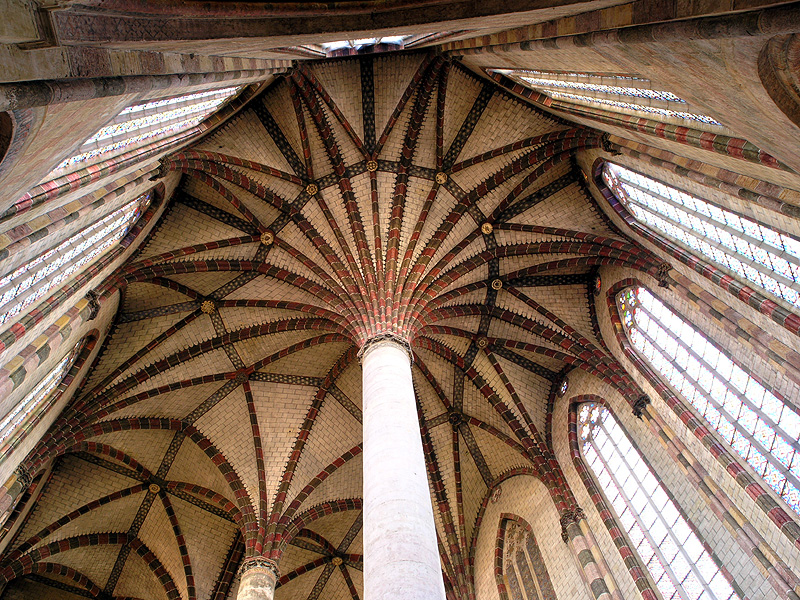
Voûte en palmier du couvent des Jacobins.

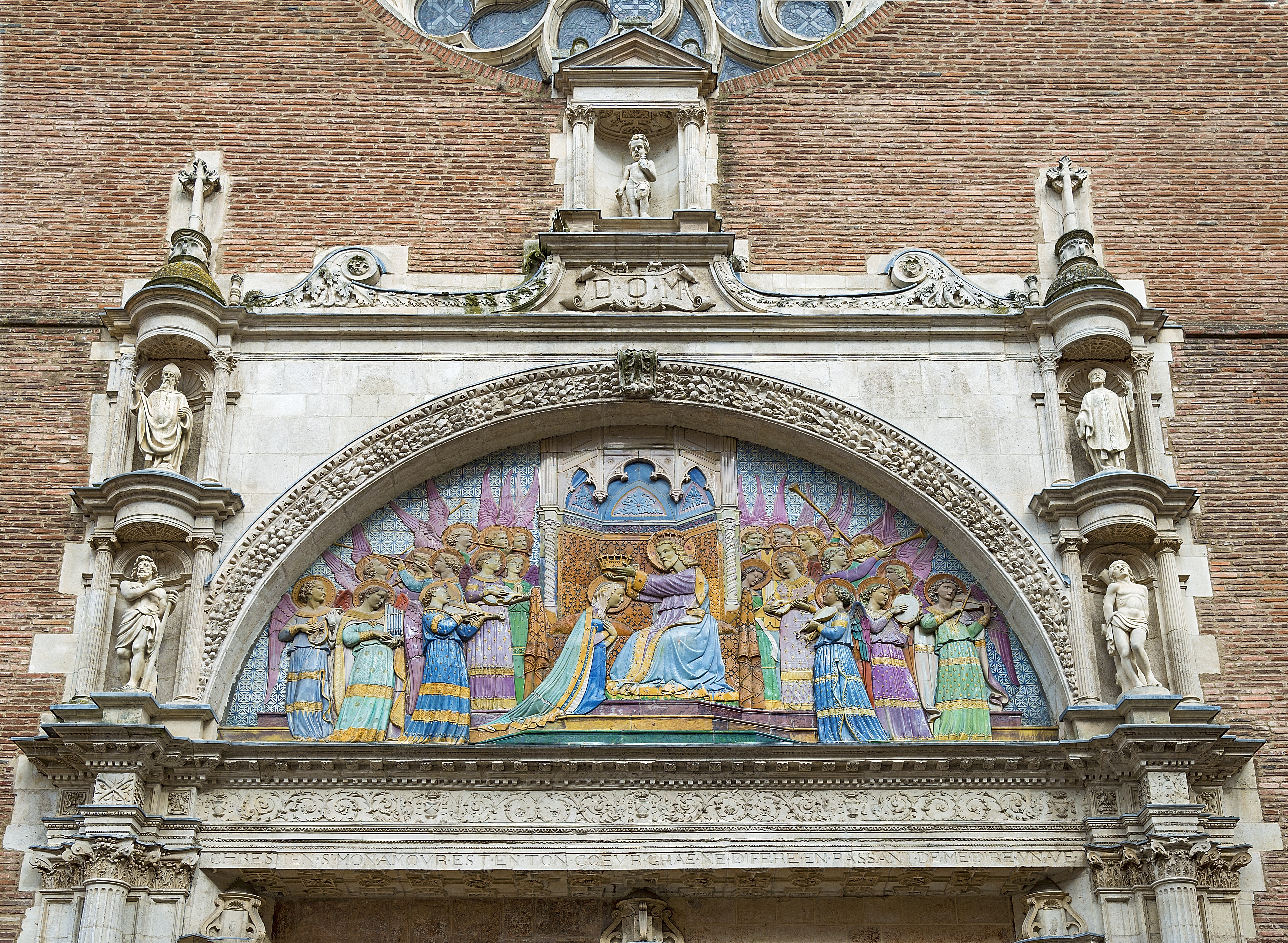
Notre-Dame de la Dalbade, céramique de Gaston Virebent.

Les monuments catholiques sont nombreux à Toulouse et plusieurs sont des bâtiments remarquables. Trois d'entre eux se distinguent cependant par leur intérêt historique et architectural majeur :
- la basilique Saint-Sernin est une église de style roman méridional dont la construction s'est principalement étendue du XIe au XIIe siècle, elle fut consacrée basilique en 1878. En 1998 elle a été classée au patrimoine mondial de l'UNESCO, au titre des Chemins de Saint-Jacques-de-Compostelle en France, et fait partie avec les églises de Conques et de Moissac des trois monuments plus particulièrement distingués par le document d'évaluation relatif à ce classement[360]. Depuis la destruction de l'abbaye de Cluny, Saint-Sernin est la plus grande église romane de France, sinon d'Europe (peut-être dépassée par la cathédrale de Spire, toutefois largement reconstruite), et l'une des plus belles. Saint-Sernin est l'église qui compte le plus de reliques en France (plus de deux cents, dont celles de six apôtres), ce qui lui valut dès le Moyen Âge d'être un lieu de pèlerinage de premier ordre et détermina son plan architectural avec doubles collatéraux et déambulatoire qui en fait l'archétype des grandes églises de pèlerinage. La qualité de ses sculptures romanes (chapiteaux, tympan) en fait également un jalon essentiel dans l'histoire de la sculpture romane[360] ;
- la cathédrale Saint-Étienne est la cathédrale de Toulouse. Elle doit son aspect si particulier aux divers styles architecturaux reflétant les enjeux politiques et religieux d'un XIIIe siècle qui vit Toulouse perdre son indépendance pour revenir dans le giron du royaume de France. Sa nef ancienne (1210-1220) édifiée à l'époque de la croisade des albigeois est le tout premier exemple du gothique méridional, architecture militante pensée comme une arme dans la lutte contre le catharisme et fondée sur le principe de la nef unique aux fins de favoriser la prédication[361]. Cette nef était probablement à son achèvement la plus large d'Europe occidentale (19 mètres). Le chœur en style gothique d'Île-de-France date pour sa part du dernier quart de ce même XIIIe siècle, plus élevé que la nef il symbolise et illustre le rattachement de la ville à la Couronne de France qui suivit l'extinction de la lignée des comtes de Toulouse en 1271 ;
- le couvent des Jacobins, situé entre la Garonne et la place du Capitole, est une construction monastique des XIIIe et XIVe siècles, entièrement réalisée en briques, joyau de l'art gothique languedocien. L'église possède une double nef séparée par des colonnes de vingt-huit mètres de haut (dont vingt-deux mètres pour le fût en pierre), d'où jaillissent des voûtes d'ogives. La dernière colonne offre un exemple précoce et unique par son envergure de voûtes d'ogives formant un « palmier » (1275-1292). Estimant qu'il s'agissait de la plus belle église dominicaine d'Europe, le pape Urbain V y fit transférer en 1369 les ossements de Thomas d'Aquin, célèbre philosophe et théologien dominicain mort en 1274. Déplacés à Saint-Sernin pendant la Révolution, les restes de Thomas d'Aquin retournèrent aux Jacobins en 1974, pour le 7e centenaire de la mort de l'Aquinate.

D'autres églises sont caractéristiques comme :
- l'église des Cordeliers ;
- l'église Notre-Dame du Taur qui possède un clocher-mur ;
- la basilique de la Daurade ;
- l'église Saint-Aubin ;
- l'église Saint-Nicolas ;
- l'église Notre-Dame de la Dalbade ;
- le Couvent des Augustins, abritant le musée des Augustins ;
- la chapelle des Carmélites qui est le seul bâtiment restant du couvent des Carmélites ;
- l'église Saint-Exupère ;
- l'église Saint-Jérôme, ancienne chapelle des Pénitents bleus ;
- l'ancienne église Saint-Pierre-des-Cuisines ;
- l'église Saint-Pierre des Chartreux ;
- l'église Saint-Sylve ;
- l'ancien moulin des Amidonniers qui héberge actuellement l'église Saint-Paul.

Toulouse possède aussi des monuments protestants comme le temple de la place du Salin et le vieux temple de la rue Pargaminières. Deux monuments orthodoxes existent aussi comme l'église Saint-Saturnin située avenue de Lavaur et l'église Saint-Nicolas située avenue de Grande-Bretagne. Plusieurs synagogues, dont la plus ancienne est la synagogue Palaprat, et un grand centre communautaire de construction récente représentent les monuments juifs de la ville. Enfin, plusieurs mosquées existent dans la commune comme la mosquée Ennour du quartier d'Empalot, avec son minaret, sa coupole, ses trois niveaux sur 2 100 m2 encore en construction, la mosquée Al-Rahma, la mosquée Al Hoceine, la mosquée Salam et la mosquée Abou Bakr.

#### Hôtels particuliers

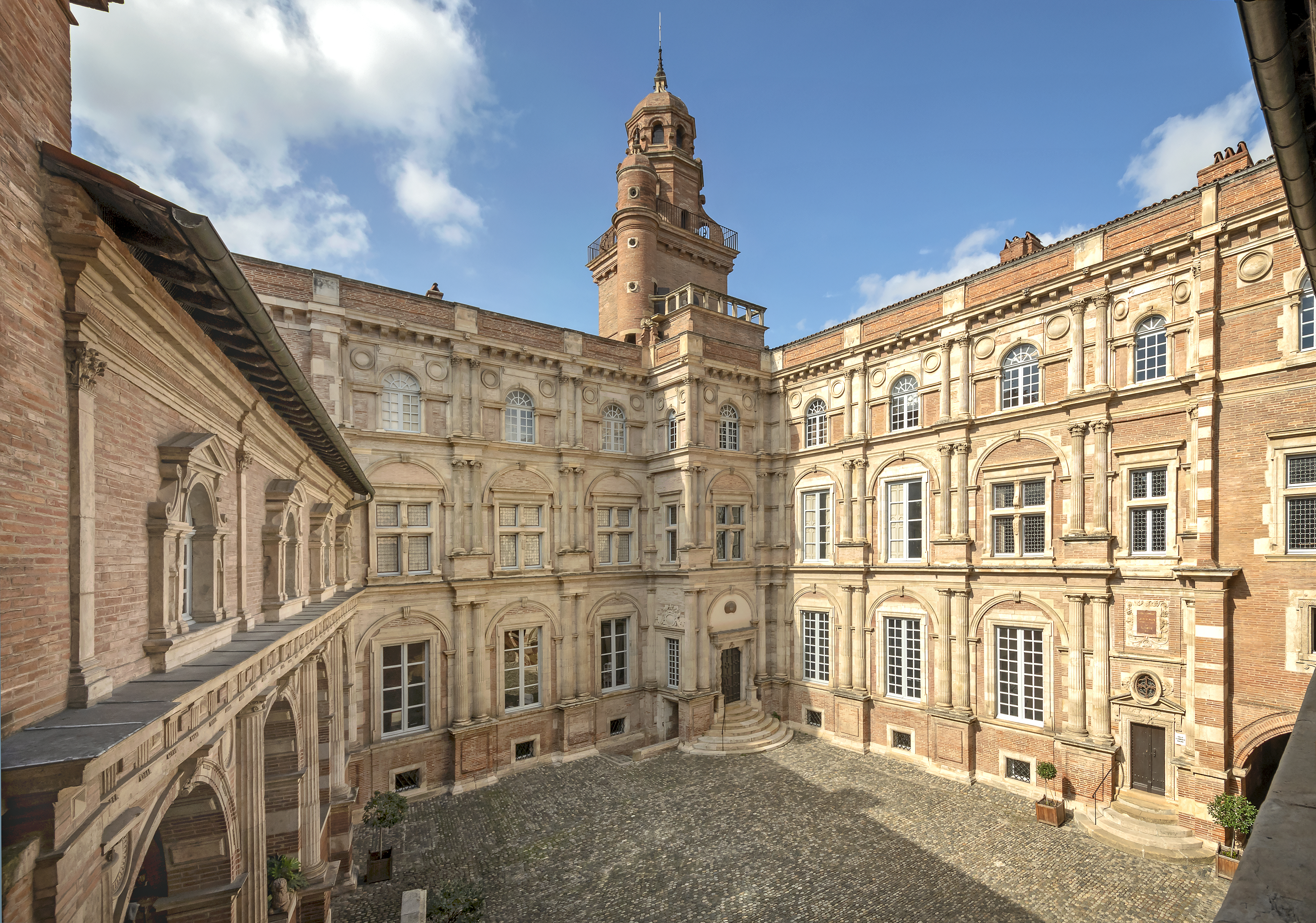
Hôtel d'Assézat.

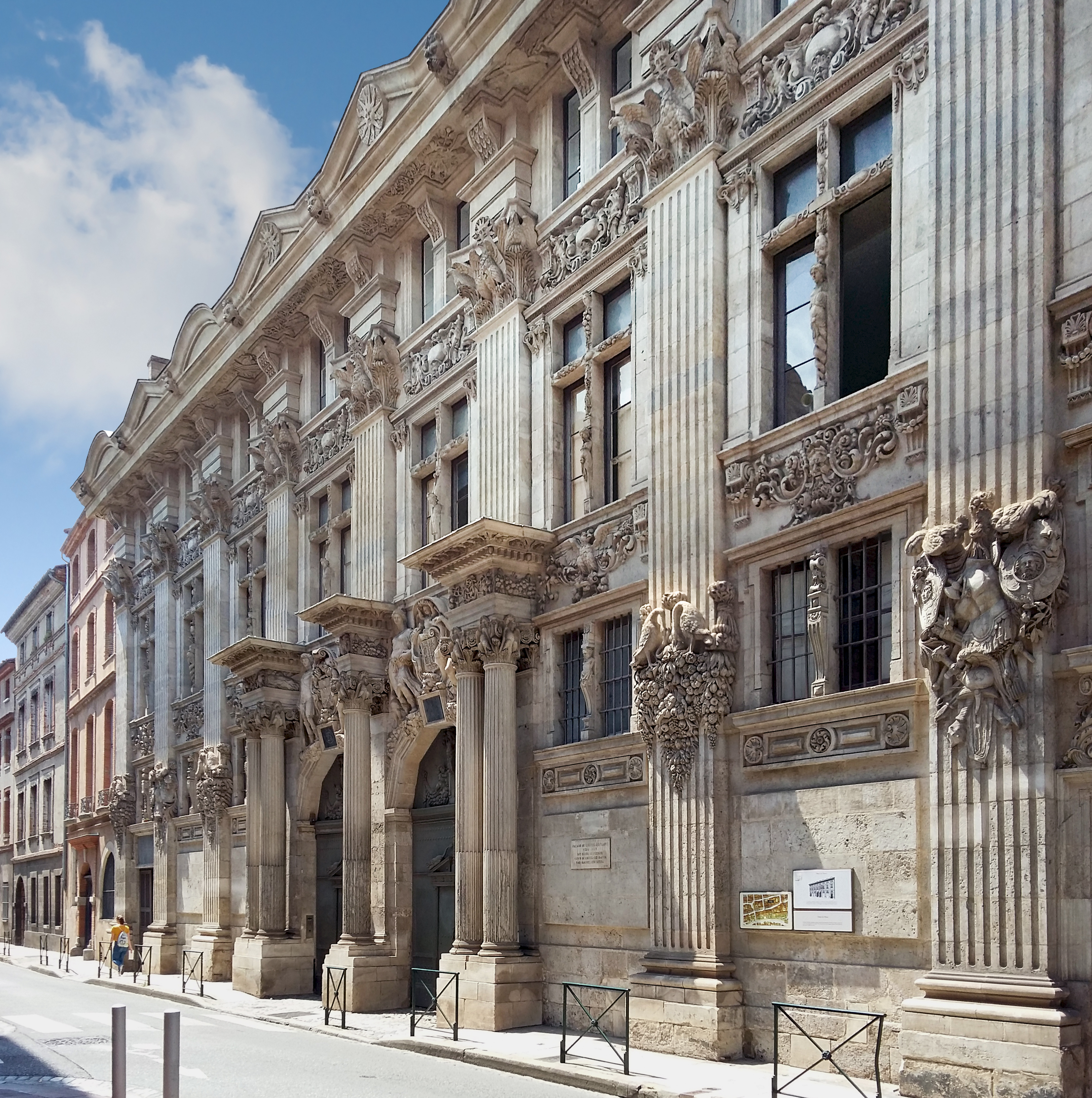
Hôtel de Pierre.

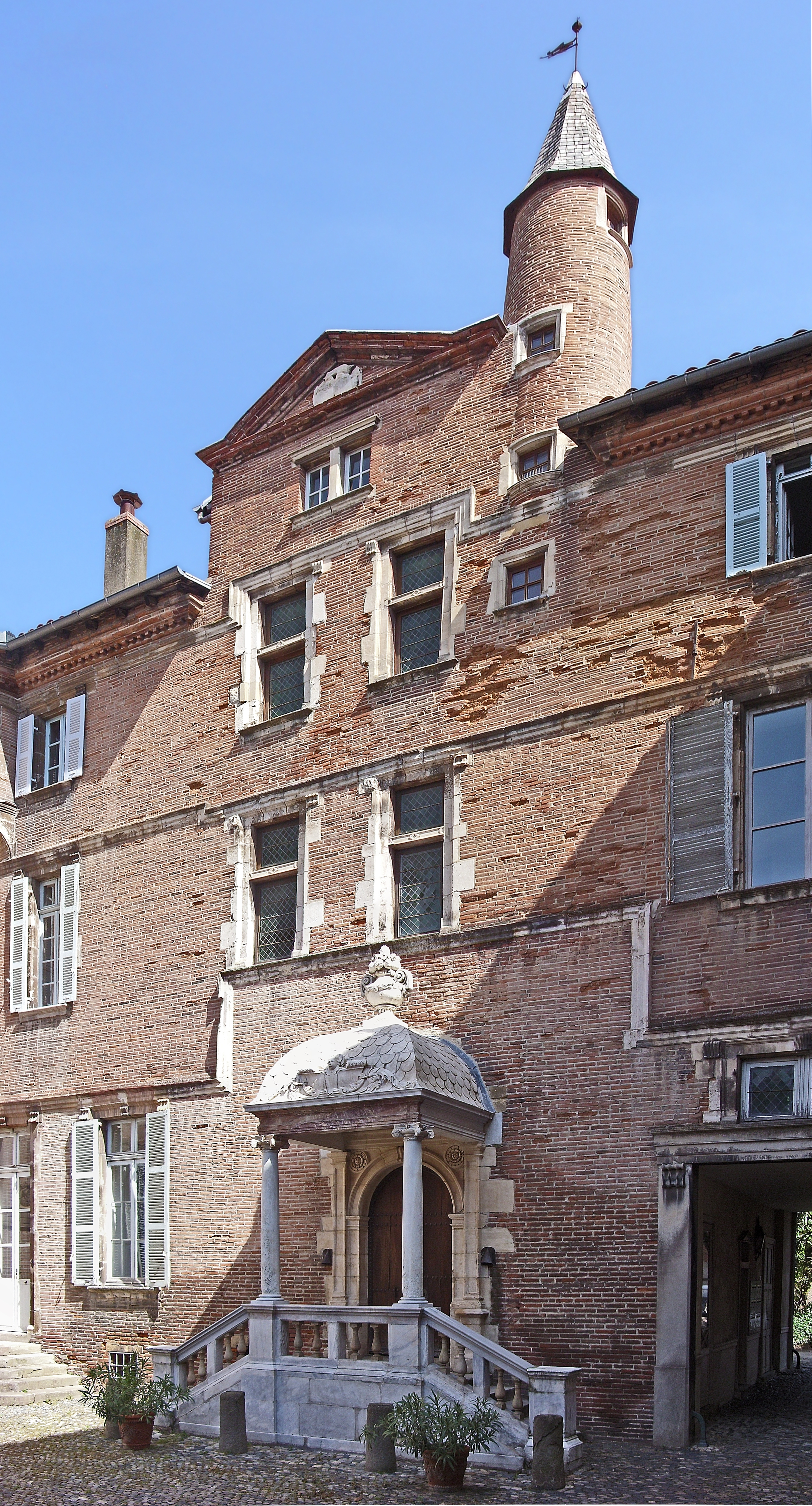
Hôtel d'Ulmo.

Toulouse est la ville française où l'on trouve le plus d'hôtels particuliers datant du XVIe siècle[réf. souhaitée]. Enrichis par le commerce du pastel lors de la Renaissance et par le rayonnement du Parlement de Toulouse sur un vaste territoire, de nombreux bourgeois et notables locaux ont érigé leurs hôtels particuliers, souvent surmontés d'une tour (symbole de puissance et signe de reconnaissance des personnages importants de la cité). Aux célèbres hôtels Renaissance du pastel tels que l'hôtel d'Assézat et l'hôtel de Bernuy s'ajoutent ceux des parlementaires, dont le nombre est allé croissant du XVIe siècle jusqu'à la Révolution. Ainsi, dans le centre-ville, on dénombre plus de deux cents hôtels particuliers ou vestiges d'hôtels particuliers, dont quelques-uns des plus remarquables sont :
- l'hôtel de Pierre Delfau, XVe siècle
- l'hôtel Dahus, XVe siècle et XVIe siècle
- l'hôtel de Jean Bolé, XVe siècle, XVIe siècle et XVIIIe siècle
- l'hôtel de Boysson-Cheverry, siège de la Maison de l'Occitanie, XVe siècle et XVIe siècle
- l'hôtel du Vieux-Raisin ou hôtel Maynier, XVIe siècle
- l'hôtel de Pins, XVIe siècle
- l'hôtel Thomas de Montval, XVIe siècle et XXe siècle
- l'hôtel d'Ulmo, XVIe siècle
- l'hôtel de Bernuy, XVIe siècle
- l'hôtel de La Mamye, XVIe siècle
- l'hôtel de Brucelles, XVIe siècle
- l'hôtel de Guillaume de Bernuy, XVIe siècle
- l'hôtel Mansencal, XVIe siècle
- l'hôtel de Felzins ou hôtel Molinier, XVIe siècle
- l'hôtel d'Assézat, qui abrite la fondation Bemberg, XVIe siècle
- l'hôtel d'Astorg et de Saint-Germain, XVIe siècle
- l'hôtel Dumay où se trouve le musée du Vieux Toulouse, XVIe siècle
- l'hôtel de Bagis ou hôtel de Pierre, XVIe siècle et XVIIe siècle
- l'hôtel de Chalvet, XVIIe siècle
- l'hôtel de Pierre Comère, XVIIe siècle
- l'hôtel Desplats-Palaminy, XVIIe siècle
- l'hôtel Saint-Jean ou hôtel des chevaliers de Malte, XVIIe siècle
- l'hôtel de Puymaurin, XVIIe siècle et XIXe siècle
- l'hôtel de Nupces, XVIIIe siècle
- l'hôtel d'Andrieu de Montcalvel, XVIIIe siècle
- l'hôtel de Ciron-Fumel, siège de la Chambre de commerce et d'industrie de Toulouse (CCIT), principalement XVIIIe siècle
- l'hôtel d'Espie, XVIIIe siècle
- l'hôtel de Puivert, XVIIIe siècle
- l'hôtel de Bonfontan, XVIIIe siècle
- l'hôtel Dubarry, XVIIIe siècle.

#### Plaques de rue

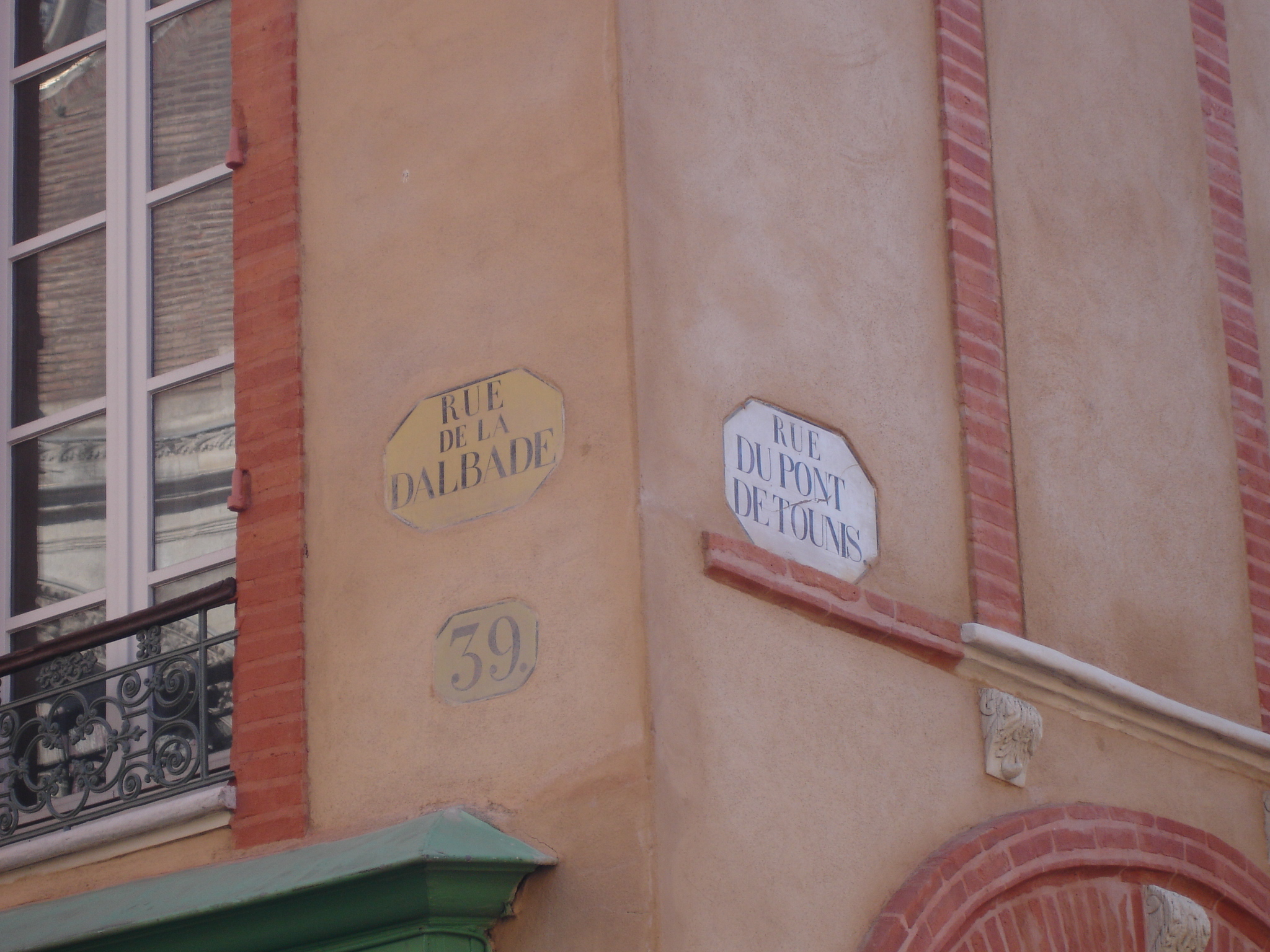
Plaques de rue de la manufacture de faïence Fouque Arnoux.

Au XIXe siècle, les difficultés d'orientation sont telles dans le centre-ville du fait de la densité du tissu urbain que la municipalité commande, en 1815, à la manufacture de faïence Fouque Arnoux de la place Saint-Sernin la production de plaques de rue rectangulaires à angles tronqués destinées à permettre aux Toulousains et aux visiteurs de se repérer : les plaques jaunes indiquent que les rues sont parallèles à la Garonne, les blanches qu'elles sont perpendiculaires. Les numéros de rue partent de la Garonne. Elles sont remplacées en 1875 par les traditionnelles plaques en fonte émaillée blanc et bleu, complétées en 2002 par les plaques en occitan.

#### Cafés et hôtels

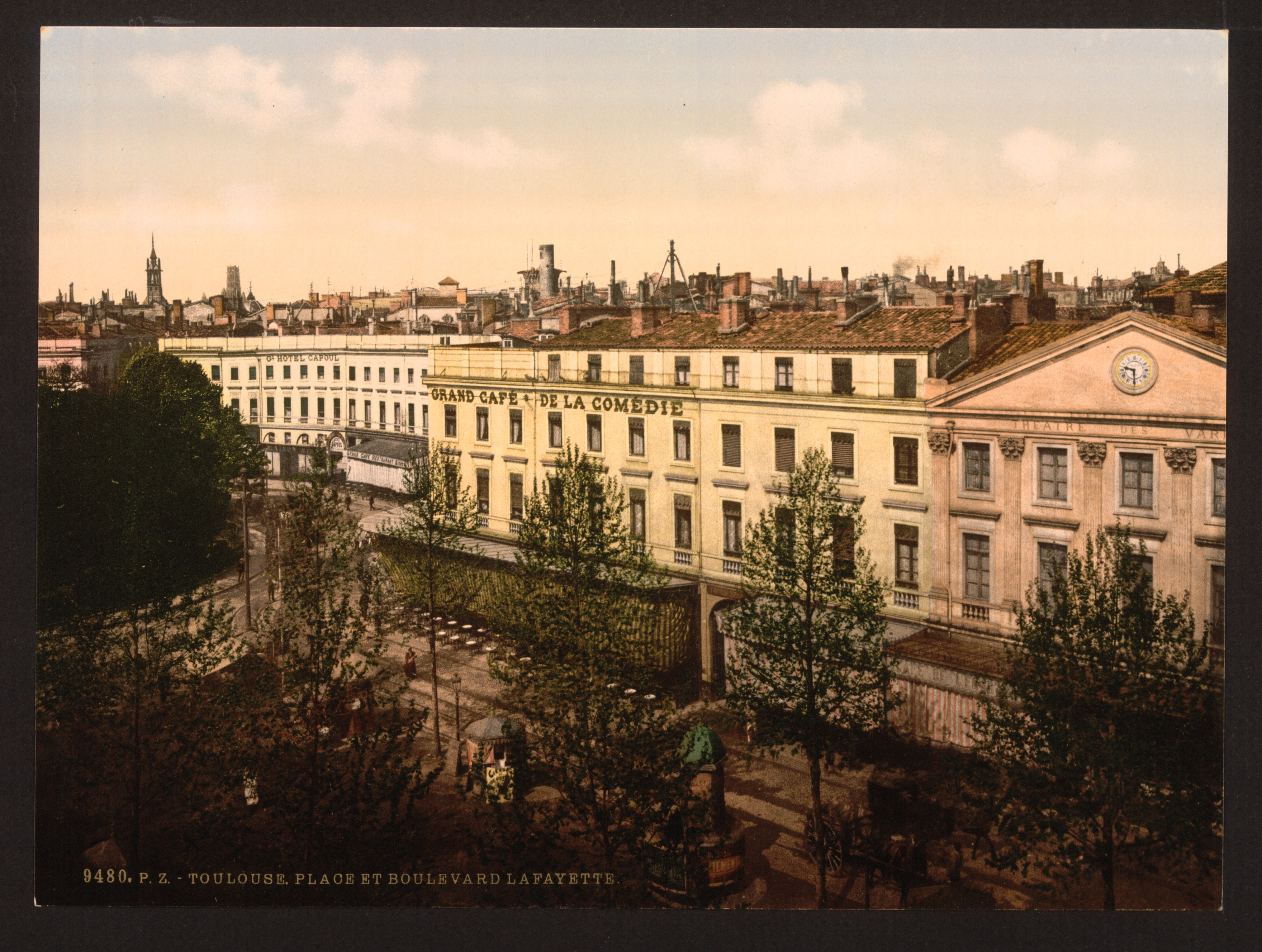
Le grand café de la Comédie sur la place et le boulevard Lafayette dans les années 1890.

Toulouse possède de nombreux cafés qui étalent leurs terrasses sur les rues semi-piétonnes du centre-ville.
Le centre-ville de Toulouse est en pleine mutation, les activités et les nouveaux projets se déplacent vers le quartier des Carmes et Esquirol (piétonnisation des rues, ouverture de grandes enseignes).
Plusieurs quartiers sont très fréquentés aux beaux jours, comme la place Wilson, la place Saint-Georges, la place Saint-Pierre et la place Esquirol, rue des Filatiers à côté de la Trinité. La grande période des cafés s'est déroulée de la fin du XIXe siècle à la première moitié du XXe siècle. Les plus beaux établissements se trouvaient autour de la place Wilson (anciennement nommée le square Lafayette). En 1900, quatre hommes d'affaires créent la Société anonyme des Grands Cafés et possèdent à l'époque cinq établissements : le Lafayette, le grand café glacier Albrighi, le grand café des Américains, le grand café de la Comédie et le grand café Sion. Le grand café des Américains était remarquable par sa terrasse (la plus grande de France) dont l'orchestre animait tout le café en 1960.
Aujourd'hui encore, bien que la spéculation immobilière en ait fait disparaître bon nombre au profit de franchises d'enseignes nationales, quelques cafés sont de véritables monuments comme sur la place du Capitole, le Café Bibent classée monuments historiques en 1978 qui possède une belle décoration 1900 et le café Le Florida, ouvert depuis 1874. Les cafés ont joué un rôle lors de la Seconde Guerre mondiale car des résistants comme Jean Cassou ou le colonel Cahuzac tenaient des réunions sur leurs terrasses. Plus récemment, la place Saint-Pierre est le lieu estudiantin de la ville avec les célèbres Bar basque et Chez Tonton avec son pastis « ô maître ».
Sur la place du Capitole, plusieurs hôtels ont une architecture caractéristique. Le Grand Hôtel de l'Opéra s'élève sur l'emplacement de l'ancien collège Saint-Martial. C'est un hôtel de luxe depuis 1980. À l'angle opposé se trouve l'hôtel du Grand-Balcon qui hébergeait des grands noms comme Jean Mermoz ou Antoine de Saint-Exupéry à l'époque de l'Aéropostale.

### Patrimoine environnemental

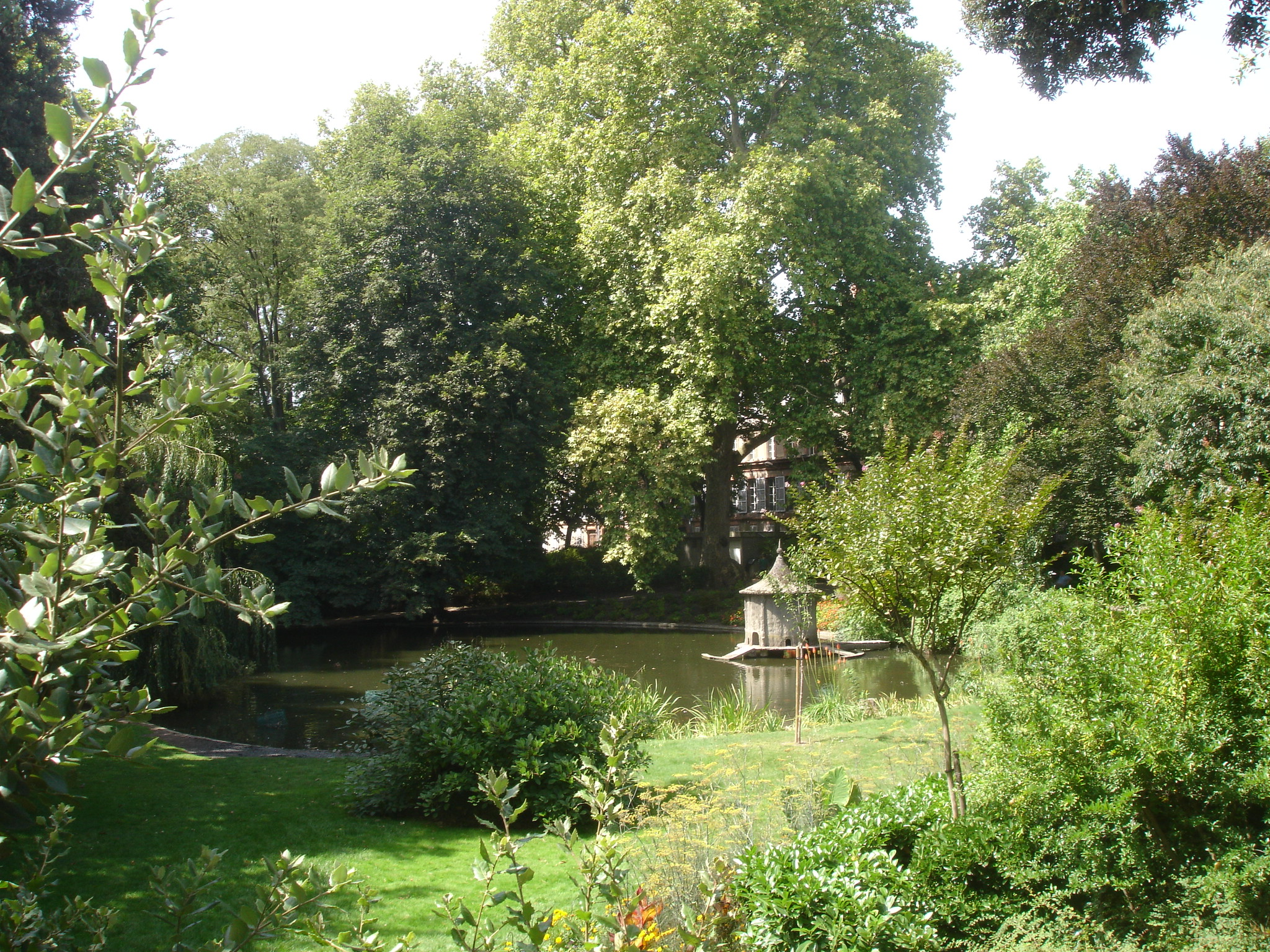
Jardin royal de Toulouse.

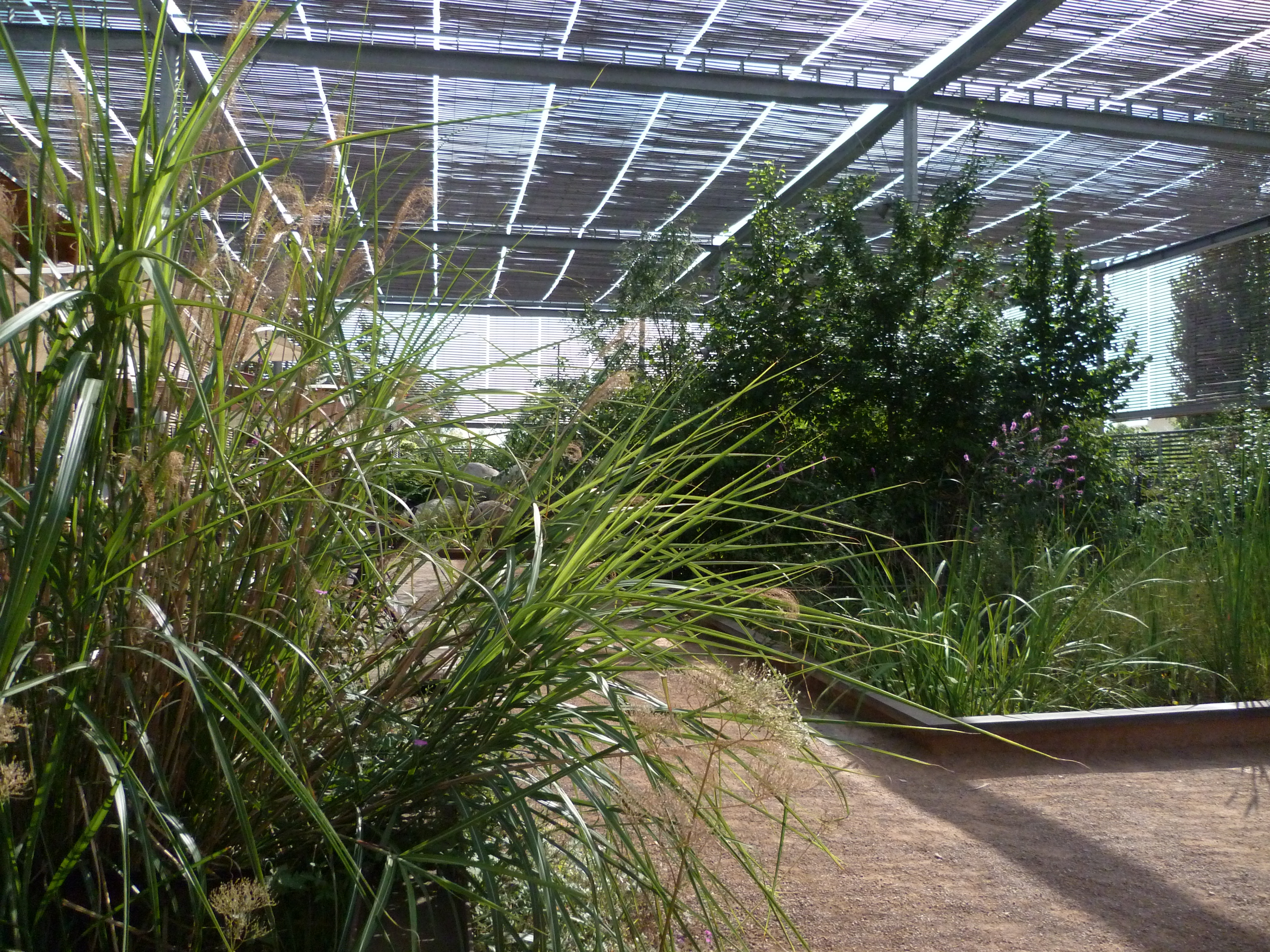
Les Jardins du Muséum à la Maourine.

En plus des berges de la Garonne et du canal du Midi, Toulouse bénéficie de nombreux espaces verts représentant un ensemble de 1 000 hectares en 2005 avec 160 jardins et 600 points verts. En 1998, la ville de Toulouse est classée trois fleurs pour la qualité de son fleurissement. C'est en 1754 que Toulouse aménage son premier jardin public, le jardin Royal qui s'étend au-delà des vieilles fortifications médiévales. Cet aménagement est le projet Mondran dont le but était d'ouvrir un espace pour la promenade, l'hygiène et l'ouverture de larges perspectives. Ainsi, cette politique de grands travaux, avec le Grand Rond, les quais et les façades le long de la Garonne, transforment la ville. Plus tard, au XIXe siècle, le jardin des plantes est créé à Toulouse. Dans les années 1970, plusieurs projets de jardins de quartier sont aménagés en ville au plus près des habitants. En parallèle, des projets d'urbanisme permettent de créer des parcs comme celui de Compans-Caffarelli, le parc de la Maourine ou celui de la Reynerie.
Les parcs et jardins de la ville sont diversifiés allant du jardin japonais du quartier d'affaires de Compans-Caffarelli au parc de la prairie des Filtres au bord rive gauche de la Garonne. D'autres jardins comme le jardin des Plantes, le Grand-Rond et le Jardin Royal sont très anciens. Enfin, en périphérie, le parc de Reynerie offre un havre de paix tandis que quatre zones vertes à vocation sportive entourent la ville depuis 1971, aux quatre points cardinaux en périphérie de la ville : à l'ouest, le parc de la Ramée possède un lac de 38 hectares et un espace vert de 280 hectares. Au sud, les côtes de Pech-David disposent d'un parc de 280 hectares et culminent à 130 mètres au-dessus de la Garonne dominant la ville et la zone industrielle. Au nord, la zone de loisirs de Sesquières dispose de 117 hectares de parcs et un lac de 13 hectares sur lequel le ski nautique est possible et à l'est le parc des Argoulets.
Enfin, la reconversion du site du parc des expositions due à son déménagement, devrait permettre la création d'un véritable Central Park toulousain, un nouveau « poumon vert de la ville » selon Pierre Cohen, sur l'île du Ramier, en plein cœur de la ville.
Les avenues, les allées et les voies d'eau sont plantées de nombreux arbres. Les espèces dominantes sont le platane (environ 9 000), le peuplier (environ 5 000), le tilleul (environ 4 000), le micocoulier (environ 3 000), le pin parasol (environ 1 500) et le cèdre (environ 700). La commune est plantée d'environ 500 000 dont 160 000 sont gérés par la municipalité. En plus des arbres, les services municipaux produisent plus de 450 000 plantes à massifs chaque année pour le fleurissement de la ville grâce aux serres municipales.

### Patrimoine culturel
La vie culturelle toulousaine est riche de nombreux apports.
Au substrat occitan, académique (jeux floraux, tradition forte des peintres et architectes locaux) et universitaire toujours actif s'est ajouté une situation culturelle particulière: au XIXe siècle la situation politique locale a ouvert les lieux de l'élite (opéra, conférences, musées, sport) à l'ensemble des groupes sociaux Toulousains. L'éloignement de Paris et cette culture de mixité ont conduit à la mise en place d'une culture locale (éditeurs, chanteurs…) bien identifiée et relayée par des pratiques amateurs enrichies par diverses vagues d'immigration (espagnole durant la guerre civile, pied-noir dans les années 1960, maghrébine dans les années 1970) mais également de la diversité et de la jeunesse de la population estudiantine: cette revendication d'une tradition de métissage culturel est la marque de la mouvance culturelle alternative locale (dès les années 1980 Claude Sicre, plus récemment les Motivés !).

#### Musées

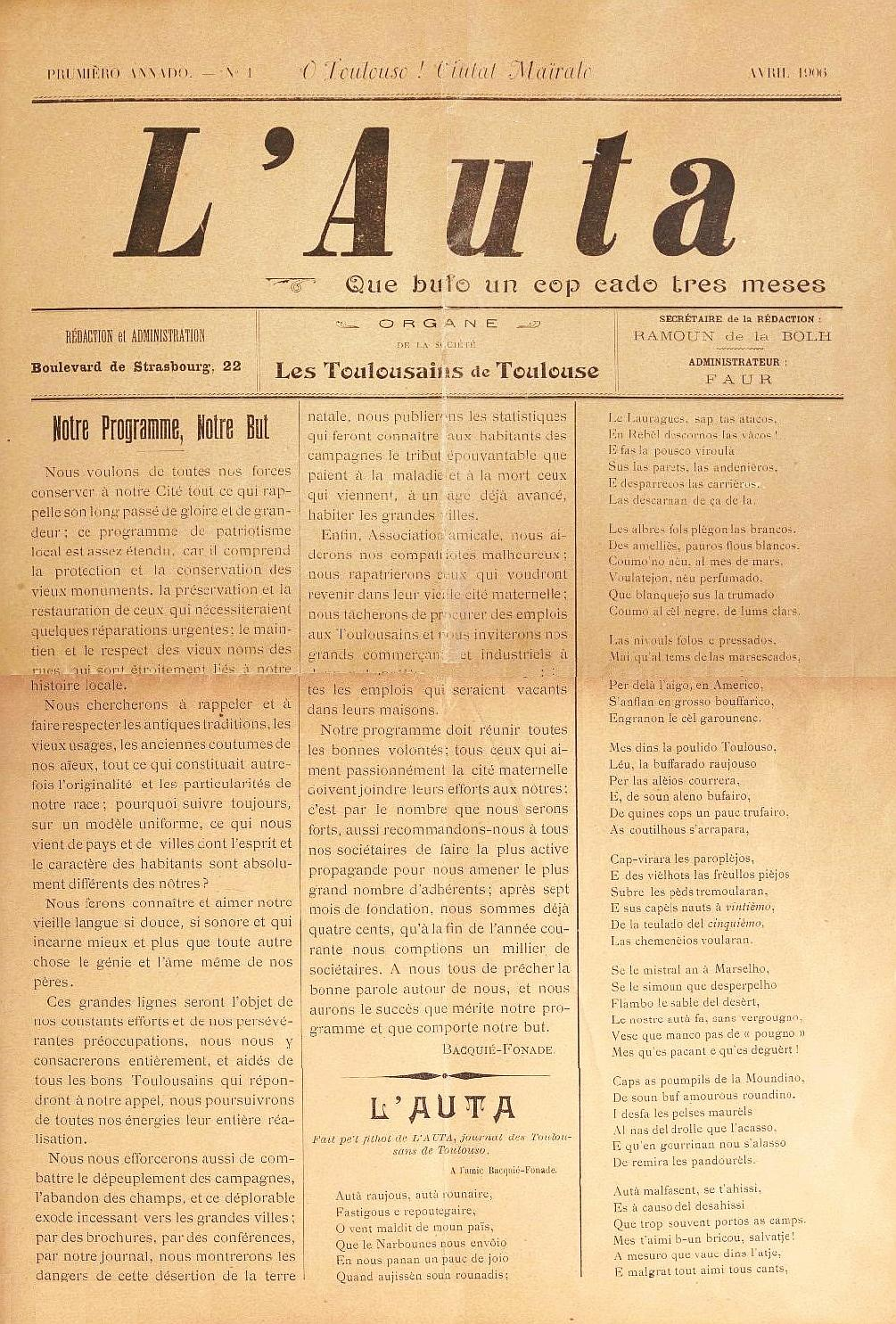
Premier numéro de L'Auta, avril 1906, consacré à la culture toulousaine et toujours imprimé de nos jours.

Les nombreux musées de la ville présentent un patrimoine historique important. Le musée Saint-Raymond situé près de la basilique Saint-Sernin a été créé en 1892. Il est consacré à l'art et à l'archéologie de l'Antiquité. Le musée du Vieux Toulouse est un musée privé exposant des objets ou des documents anciens évoquant le passé de la ville. Le musée Paul-Dupuy présente quant à lui une collection d'objets liés aux arts graphiques et décoratifs allant du Moyen Âge à 1939. Le musée Georges-Labit, situé au milieu d'un jardin exotique, présente une collection d'objets d'arts asiatiques (Inde, Cambodge, Thaïlande, Indonésie, Népal, Chine et Japon) et d'antiquités égyptiennes récoltés par l'aventurier Georges Labit.
Le musée des Augustins est le musée des Beaux-Arts de Toulouse créé en 1795. C'est le plus vieux musée de la ville mais aussi de France après le Muséum central de Paris et le musée des beaux-arts de Besançon,. Il regroupe une collection de peintures de primitifs méridionaux, une collection de peinture italienne et une collection de tableaux de peintres hollandais et flamands. il possède aussi une collection de sculptures. L'Hôtel d'Assézat renferme aussi la fondation Bemberg qui regroupe une collection de livres, de tableaux et de sculptures. Le musée d'art moderne et contemporain des Abattoirs, créé en 2000, occupe les anciens bâtiments de l'abattoir de la ville. Il regroupe des œuvres de la seconde moitié du XXe siècle.
Toulouse possède d'autres musées comme le musée des instruments de médecine des hôpitaux de Toulouse, le musée départemental de la Résistance et de la Déportation, le centre Méridional de l’Architecture et de la Ville, le MATOU ou Musée de l'Affiche de Toulouse, seule institution de ce type en France.
Le muséum d'histoire naturelle après rénovation a rouvert ses portes en octobre 2007, et présente de riches collections relative aux sciences naturelles ainsi qu'à l'ethnologie. Enfin, il faut signaler le parc consacré à l'espace qu'est la Cité de l'espace et celui consacré à l'aviation qu'est Aeroscopia.

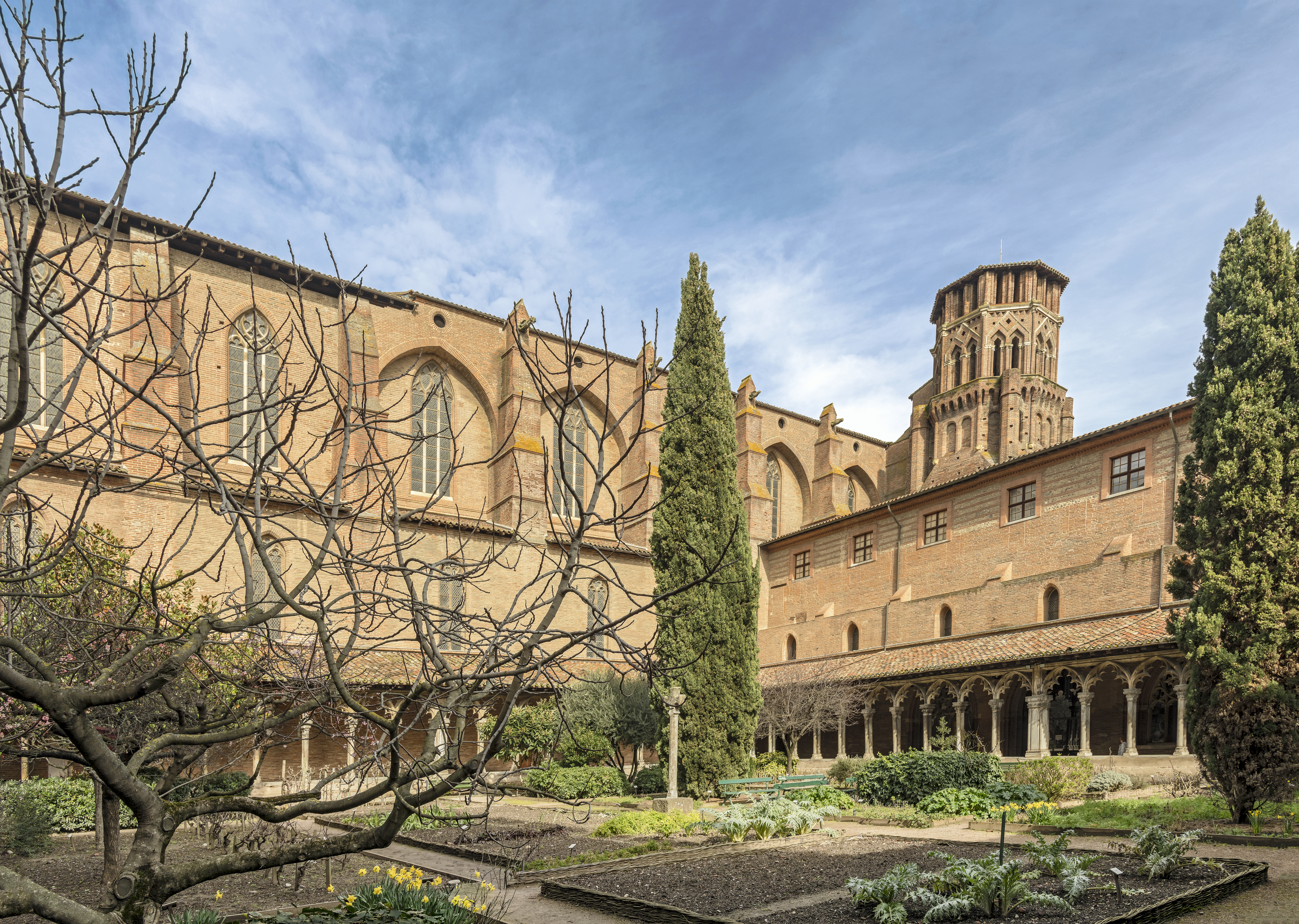
Le cloître et le clocher du musée des Augustins.
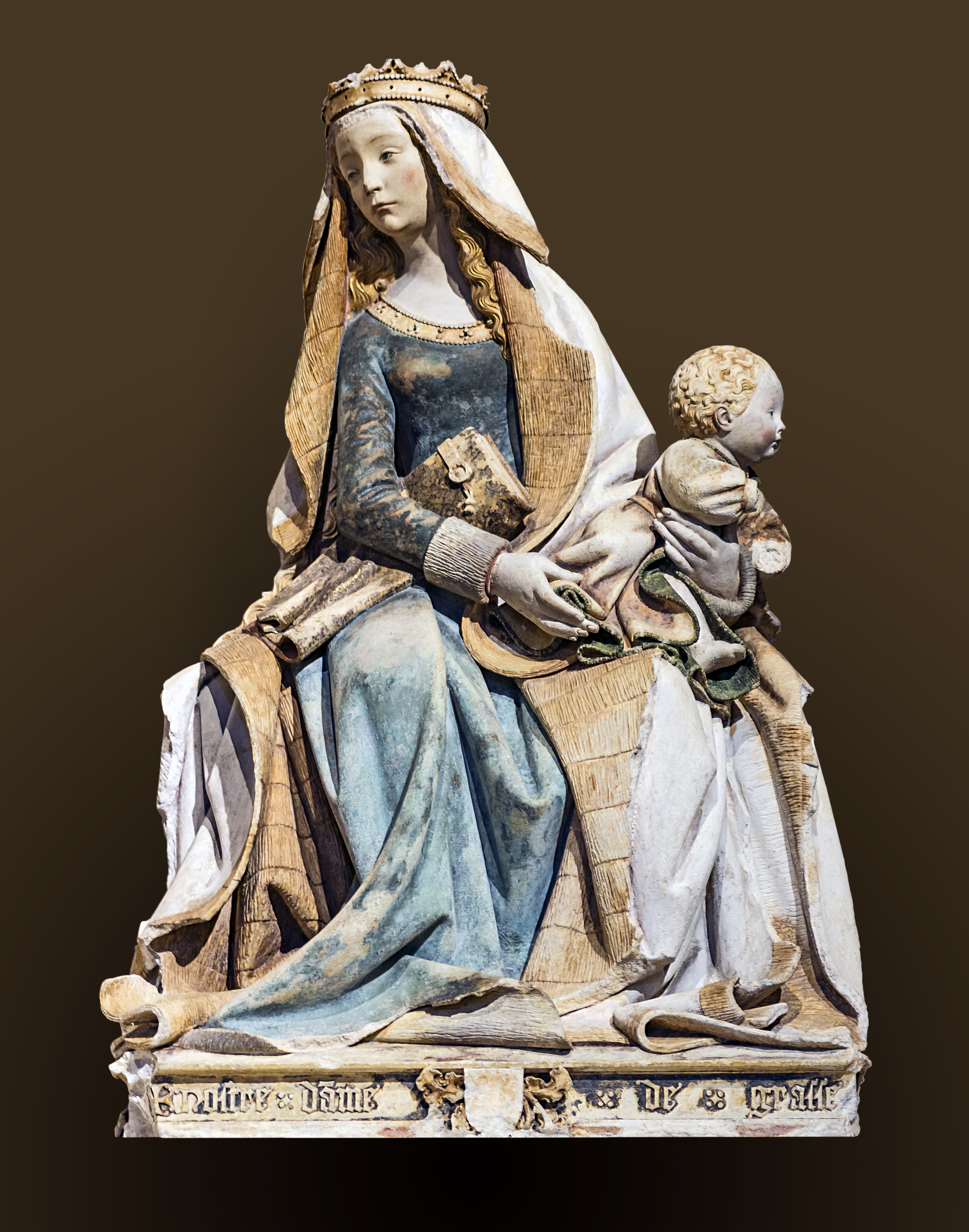
Notre-Dame de Grasse (musée des Augustins).
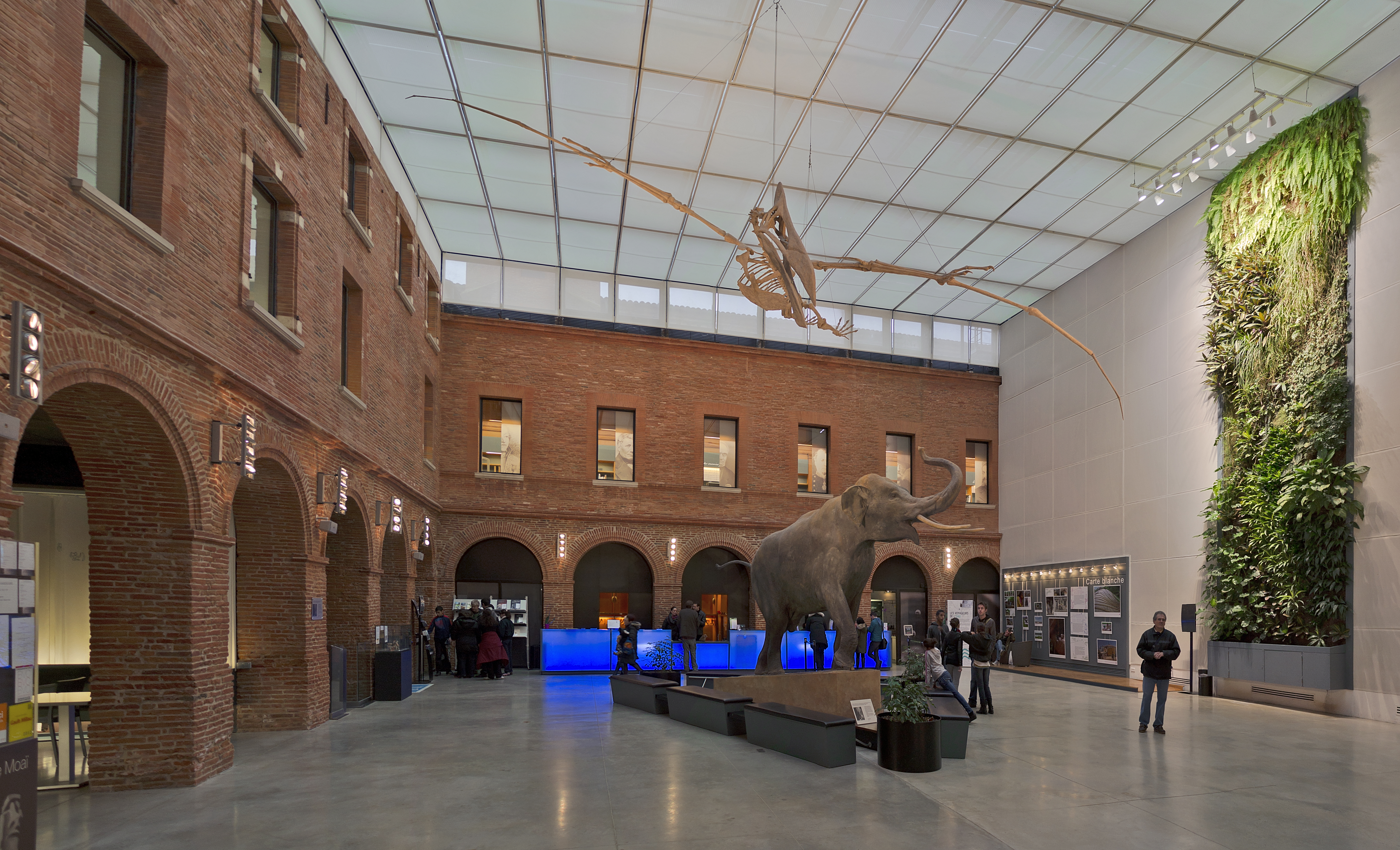
Le Muséum d'histoire naturelle.

#### Bibliothèques

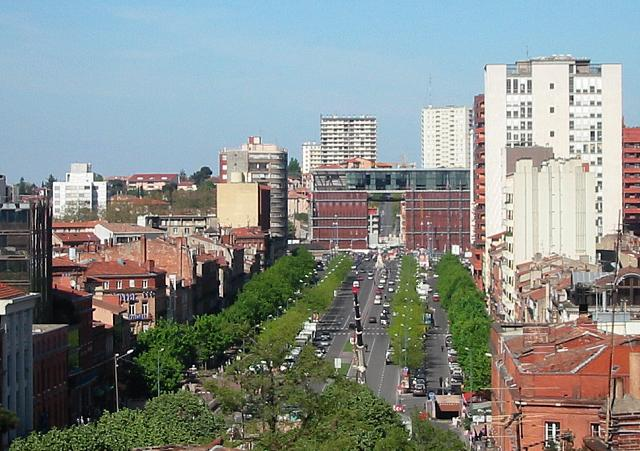
Les allées Jean-Jaurès et la médiathèque José-Cabanis.

L'ensemble du réseau des bibliothèques de Toulouse (Lecture Publique) comprend :
- une médiathèque centrale, la Médiathèque José-Cabanis, située dans le quartier Marengo et réalisée en 2003[374].
- une bibliothèque d'étude et du patrimoine rénovée en 2003[375] ;
- 19 bibliothèques de quartier réparties dans la ville dont l'organisation a été mise en place en 1958, notamment :
  - une médiathèque de quartier, la médiathèque Saint Cyprien, dans le quartier du même nom qui est abritée par un bâtiment classé,
  - une médiathèque de quartier, la Médiathèque d'Empalot, dans le quartier du même nom qui a ouvert ses portes le 6 janvier 2009[376],
  - une autre médiathèque du quartier, la Médiathèque Grand M, dans le quartier de la Reynerie qui a ouvert ses portes le 27 mars 2012[377].

La médiathèque José-Cabanis a été réalisée en 2003 dans le prolongement des allées Jean Jaurès par l'architecte Jean-Pierre Buffi. Le bâtiment forme une arche moderne aux couleurs de la brique. Elle offre plus de 200 000 titres en consultation et en prêt, de nombreux CD et DVD, cinq départements thématiques, un service pour les déficients visuels, un département pour la jeunesse, une salle d'actualités, un espace multimédia, une salle d'expositions, deux auditoriums et 150 postes multimédias. Son nom a été donné en hommage au critique littéraire José Cabanis.

Bibliothèque d'étude et du patrimoine

La bibliothèque d'étude et du patrimoine de Toulouse est hébergé dans un bâtiment Art déco construit dans les années 1930 par Jean Montariol dans la rue de Périgord. Elle conserve une collection patrimoniale (livres anciens et manuscrits rares) ainsi qu'un important fonds d'étude et régional.

#### Photographie, art contemporain et galeries d'art

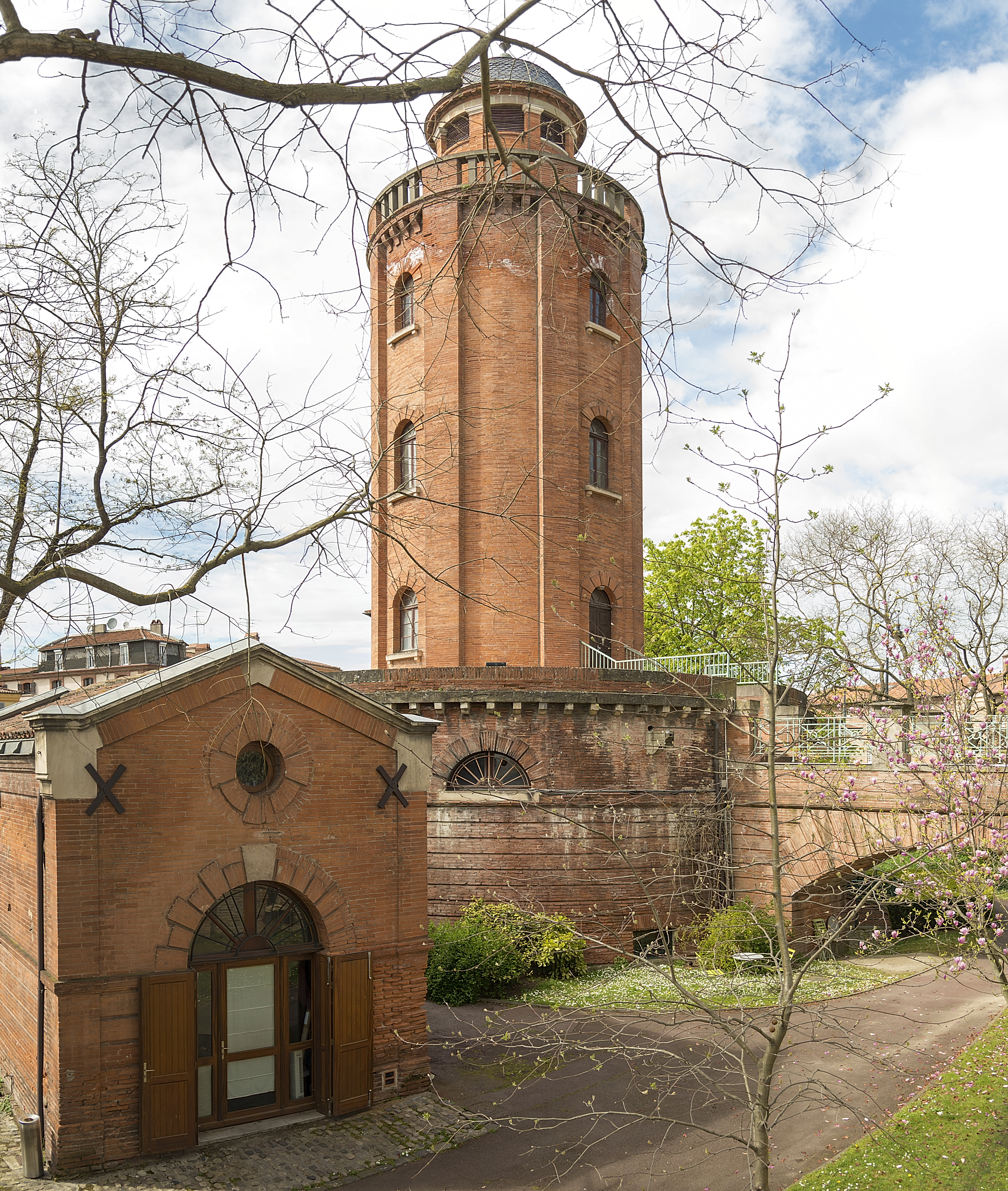
Galerie du château d'eau Laganne.

Galerie sauvage au pont de la Poudrerie.

Dès l'invention de la photographie par Nicéphore Niépce, plusieurs toulousains s'approprient cette nouvelle technique. Ainsi en 1875, Charles Fabre créé la Société toulousaine de la photographie. Il publiera aussi des ouvrages importants sur la photographie comme le Traité encyclopédique de photographie. Enfin, il met en place en 1892 un enseignement supérieur de la photographie.
Sous l'impulsion du photographe Jean Dieuzaide et avec le concours du Cercle photographique des XII, la ville de Toulouse ouvre la Galerie du Château d'eau en 1974 dans une ancienne station de pompage en brique construite en 1825. Sous la direction de Jean-Marc Lacabe, elle présente régulièrement les plus grands noms internationaux de la photographie ainsi que le travail de jeunes photographes européens prometteurs. Elle regroupe deux espaces d'exposition, un centre de documentation et une collection permanente, qui fait l'objet d'expositions itinérantes.
Très apprécié des Toulousains, le Château d'eau est une institution emblématique dans le paysage des arts plastiques toulousain et fait de Toulouse l'une des villes les plus importantes pour la photographie, aux côtés d'Arles et de Chalon-sur-Saône.
Toulouse possédait quelques trop rares galeries privées d'art contemporain proposant une programmation exigeante, mais la galerie Sollertis a fermé ses portes fin 2012, Jacques Girard est mort quelques mois plus tard, en mars 2013, et la galerie Exprmntl à reconverti récemment les 2/3 de sa surface en librairie de déstockage.
De même, les Galeries Duplex, GHP et la Galerie Lemniscate n'auront perduré que quelques années.
Depuis 2000, le musée des Abattoirs présente une importante collection d'Art contemporain.
Depuis 2001, le Printemps de septembre, hérité de l'ancien Printemps de Cahors et passé de festival de photographie contemporaine à festival de création contemporaine investissait chaque automne pour quelques semaines la quasi-totalité des lieux de culture de Toulouse et plus encore, pour le meilleur comme pour le pire. Renommé FIAT (Festival International d'Art Toulouse) en 2013, et déplacé en mai, le festival sera recomposé en biennale à partir de 2016, l'édition 2015 étant annulée puis retrouvera finalement son appellation initiale.
Pour un tour d'horizon plus complet des lieux consacrés aux arts plastiques et arts visuels, ajoutons le BBB centre d'art et Lieux-Communs, espace d'art contemporain.
Le quartier Saint-Étienne possède aussi de nombreuses boutiques d'antiquaires, de design et de décoration tandis que les salles des ventes d'objets d'art se concentrent entre Saint-Georges et Saint-Aubin.

#### Théâtres et salles de spectacle

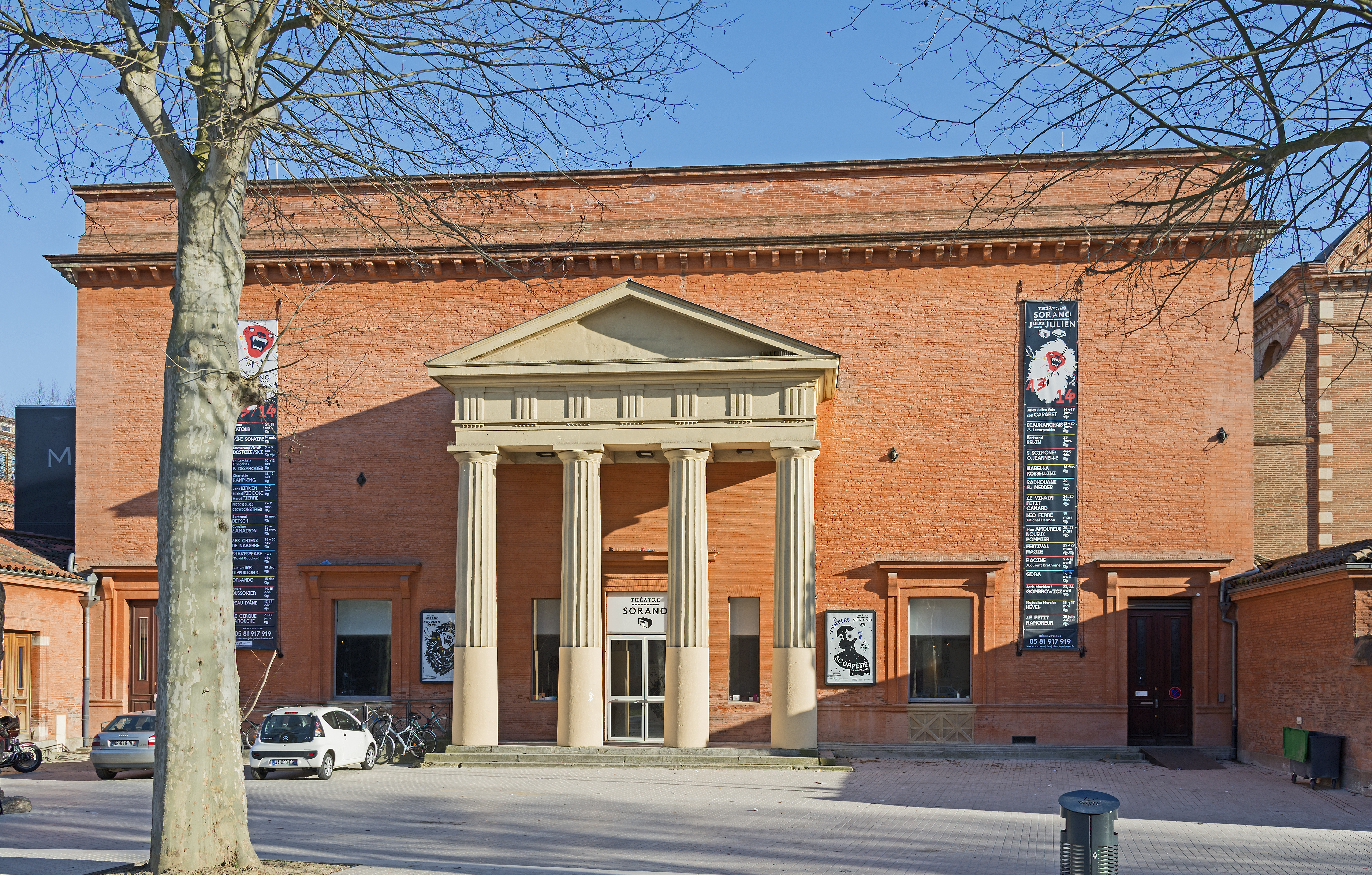
Théâtre Sorano.

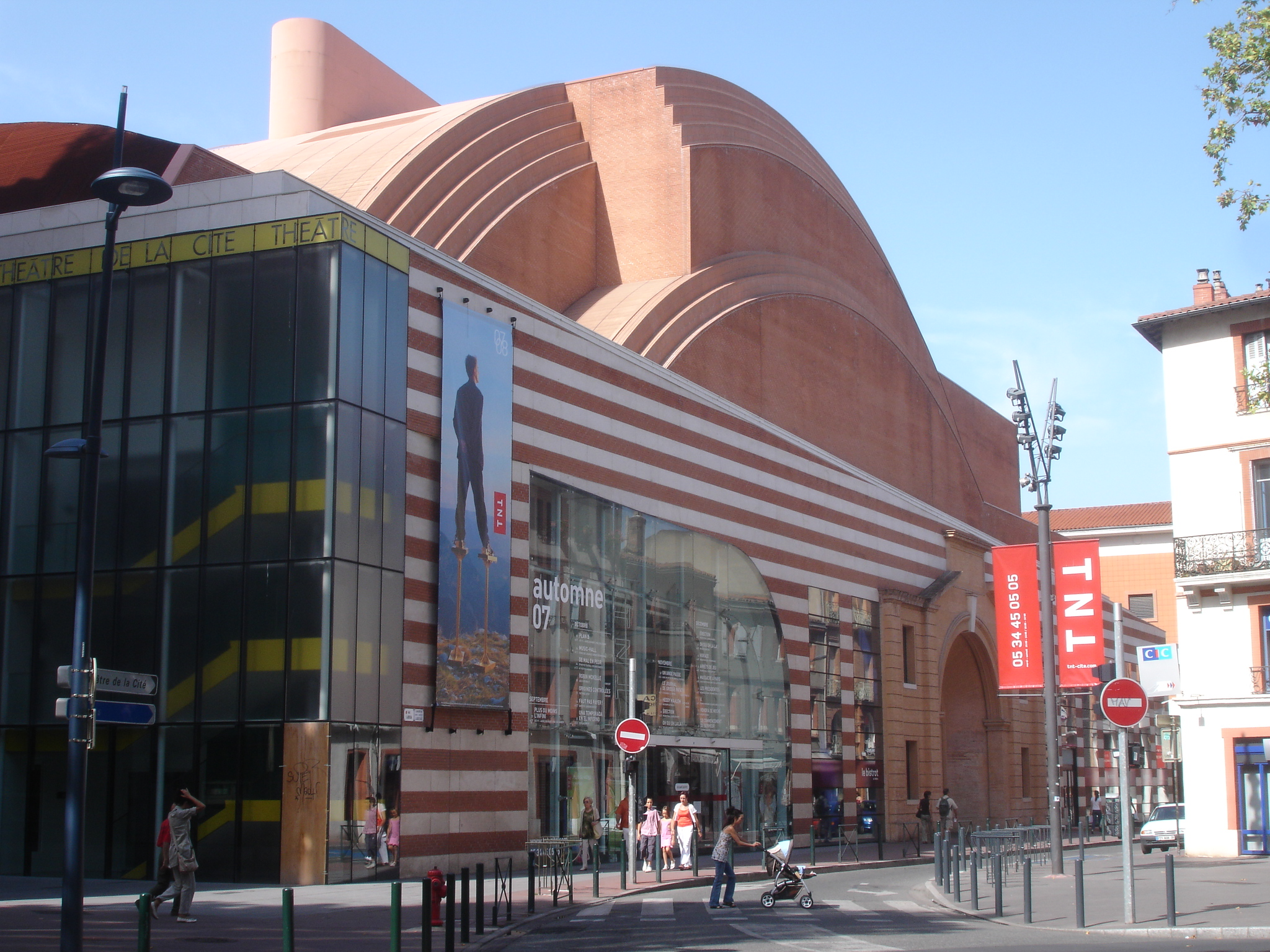
Le théâtre de la Cité TNT.

Depuis 1736, la ville de Toulouse est forte de son théâtre situé dans les murs mêmes de l'Hôtel de Ville consacré exclusivement à l'art lyrique et au ballet, administré en régie municipale autonome (budget annexe) depuis 1994, le théâtre du Capitole abrite une compagnie de ballet composée de 35 danseurs permanents ainsi qu'un chœur mixte composé de 45 chanteurs titulaires.
Toulouse a également été le terreau d'éclosion de compagnies de théâtre de rue comme Royal de luxe et de tout un mouvement d'artistes liés à la scène urbaine. Mais le principal théâtre consacré principalement à l'art dramatique est le théâtre de la Cité TNT qui est un bâtiment important ouvert en 1998 construit par l'architecte Alain Sarfati. Il possède un amphithéâtre de 898 places, un petit théâtre de 250 places et un studio de 74 places. Il accueille jusqu'à 100 000 spectateurs par an. Deux autres théâtres ressortent du lot : le théâtre de la Digue et le théâtre Garonne. Le premier présente des pièces régionales tandis que le second est un théâtre situé dans un esprit de recherche et de création originale. Plusieurs scènes comme le théâtre de la cité, le théâtre Daniel-Sorano, le théâtre du Pavé, le Grenier-Théâtre accueillent aussi de nombreuses pièces chaque année. Citons aussi des scènes proches tel Altigone à Saint-Orens-de-Gameville ou Odyssud à Blagnac. L'église Saint-Pierre-des-Cuisines héberge aussi un auditorium de 400 places. La vie théâtrale amateur connaît également une activité importante que sert par exemple le théâtre Jules-Julien ou le théâtre du Chien Blanc. D'autres bâtiments publics servent de salle de théâtre comme la Halle aux Grains, le café-théâtre des Minimes, le café-théâtre les 3 T, le casino-théâtre Barrière de Toulouse, le théâtre de la Violette, le théâtre du Grand-Rond et le théâtre du Fil à Plomb.
Toulouse possède de nombreuses salles de spectacles plus ou moins grandes. Le Zénith de Toulouse Métropole est la plus grande salle de spectacle de la ville. C'est la cinquième salle couverte de France (9 000 personnes), après le palais omnisports de Paris-Bercy (18 000), l'Arena Montpellier (15 000), le Grand Hall de Tours (11 500) et le Zénith Strasbourg Europe (10 000). Le Palais des Sports de Toulouse reconstruit après la catastrophe d’AZF est aussi une des grandes salles de Toulouse. D'autres salles permettent d'accueillir du public comme Le Bikini, petite salle mythique de Toulouse, où de nombreux artistes de renom se sont produits. La salle a été soufflée lors de l'explosion d’AZF. Sa reconstruction au bord du canal du Midi est initialement prévue pour 2005, dans une configuration un peu plus grande (1 200 personnes) ; dans l'attente, la salle des fêtes de Ramonville accueillait la programmation. Sa réouverture a finalement eu lieu en 2007 au parc technologique du Canal de Ramonville Saint-Agne (500 à 1 500 places). Le havana-café était aussi une petite salle de spectacles et de concerts à Ramonville-Saint-Agne, près de Toulouse, qui a fermé en 2009. On peut aussi citer le Mandala, un club de Jazz proche du musée des abattoirs qui est une petite salle chaleureuse où ont débuté des artistes comme Art Mengo et où jouent des musiciens de renom comme Peter Erskine. La Cave Poésie, fondée en 1968 par René Gouzenne, est depuis un haut lieu du spectacle sous toutes ses formes. Enfin, l'église Saint-Pierre-des-Cuisines a été transformée en auditorium et salle de spectacle. La mairie de Toulouse édite Toulouse Blog sur lequel on retrouve la programmation des salles publiques et privées.

#### Tournages
Toulouse est le lieu de tournage de films tels que :
- Fortunat d'Alex Joffé avec Bourvil et Michèle Morgan (1960),
- Le Jour et l'Heure de René Clément avec Simone Signoret (1963),
- La Bourse et la Vie de Jean-Pierre Mocky avec Fernandel et Jean Poiret (1966),
- Biquefarre, documentaire de Georges Rouquier (1983)
- L'Été en pente douce de Gérard Krawczyk avec Jacques Villeret et Jean-Pierre Bacri (1987)
- Ma saison préférée d'André Téchiné (1993),
- Héroïnes de Gérard Krawczyk, avec Virginie Ledoyen (1997),
- Dieu seul me voit (Versailles-Chantiers) des frères Bruno et Denis Podalydès, avec Denis Podalydès, Jean-Michel Brouté, Michel Vuillermoz, Jeanne Balibar (1998),
- D'Artagnan de Peter Hyams avec Justin Chambers et Mena Suvari (2001),
- Le Bruit, l'Odeur et Quelques Étoiles, d'Éric Pittard avec le groupe Zebda (2002),
- Garonne, de Claude d'Anna (2002),
- 17 Fois Cécile Cassard, de Christophe Honoré, avec Béatrice Dalle (2002),
- Lemming de Dominik Moll, avec Charlotte Gainsbourg et Laurent Lucas (2005),
- Salvador de Manuel Huerga, avec Daniel Brühl (2006)
- Trois Amis, de Michel Boujenah, avec Kad Merad (2007),
- Disparitions, série télévisée de France 3 (2008),
- Les Derniers Jours du monde des frères Larrieu, avec Mathieu Amalric (2009),
- Imogène McCarthery de Franck Magnier et Alexandre Charlot, avec Catherine Frot et Lambert Wilson (2010)
- Rien à perdre - Nothing to Lose documentaire de Jean-Henri Meunier (2010)
- Ombline de Stéphane Cazes, avec Mélanie Thierry (2011)
- Mon arbre de Bérénice André, avec Léopoldine Vigouroux (2011)
- La Méthode Claire de Vincent Monnet avec Michèle Laroque (2012)
- La Nuit qu'on suppose, documentaire de Benjamin d'Aoust (2013)
- Amour et Turbulences d'Alexandre Castagnetti avec Ludivine Sagnier, Nicolas Bedos et Jonathan Cohen (2013)
- Marjorie d'Ivan Calbérac avec Anne Charrier et Patrick Chesnais (2014)
- La Ville aux murs dauphins, court-métrage de Pierre Gaffié (2014)
- La Vérité documentaire de Julien Bourges avec Émilie Brigand, Olivier Calcada, Noémie Churlet, Hélène Larrouy et Victor Abbou (2015)
- Mention particulière de Christophe Campos avec Marie Dal Zotto, Bruno Salomone et Hélène de Fougerolles (2017)
- Alive in France documentaire de Abel Ferrara (2018)
- Une intime conviction d'Antoine Raimbault avec Marina Foïs, Olivier Gourmet et Laurent Lucas (2019)
- Selon la police de Frédéric Videau avec Simon Abkarian et Laetitia Casta (2022)
- Overdose d'Olivier Marchal avec Sofia Essaïdi et Simon Abkarian (2022)
- Le Cours de la vie de Frédéric Sojcher avec Agnès Jaoui et Jonathan Zaccaï (2023)
- Double Foyer de Claire Vassé avec Max Boublil et Émilie Dequenne (2024)
- Ma part de Gaulois de Malik Chibane avec Adila Bendimerad, Abdallah Charki et Lyes Salem (2024)

#### Musique

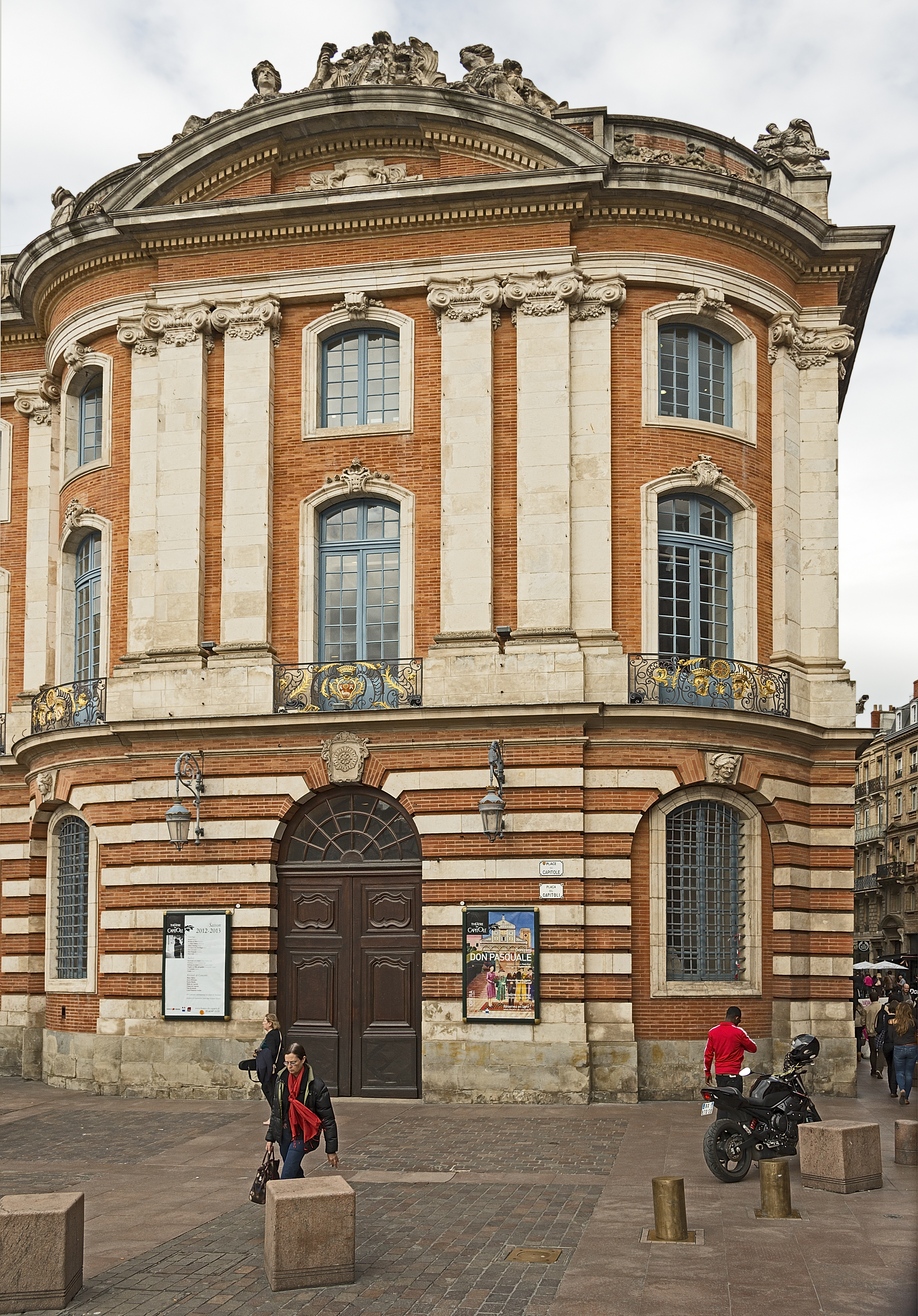
Entrée du théâtre du Capitole.

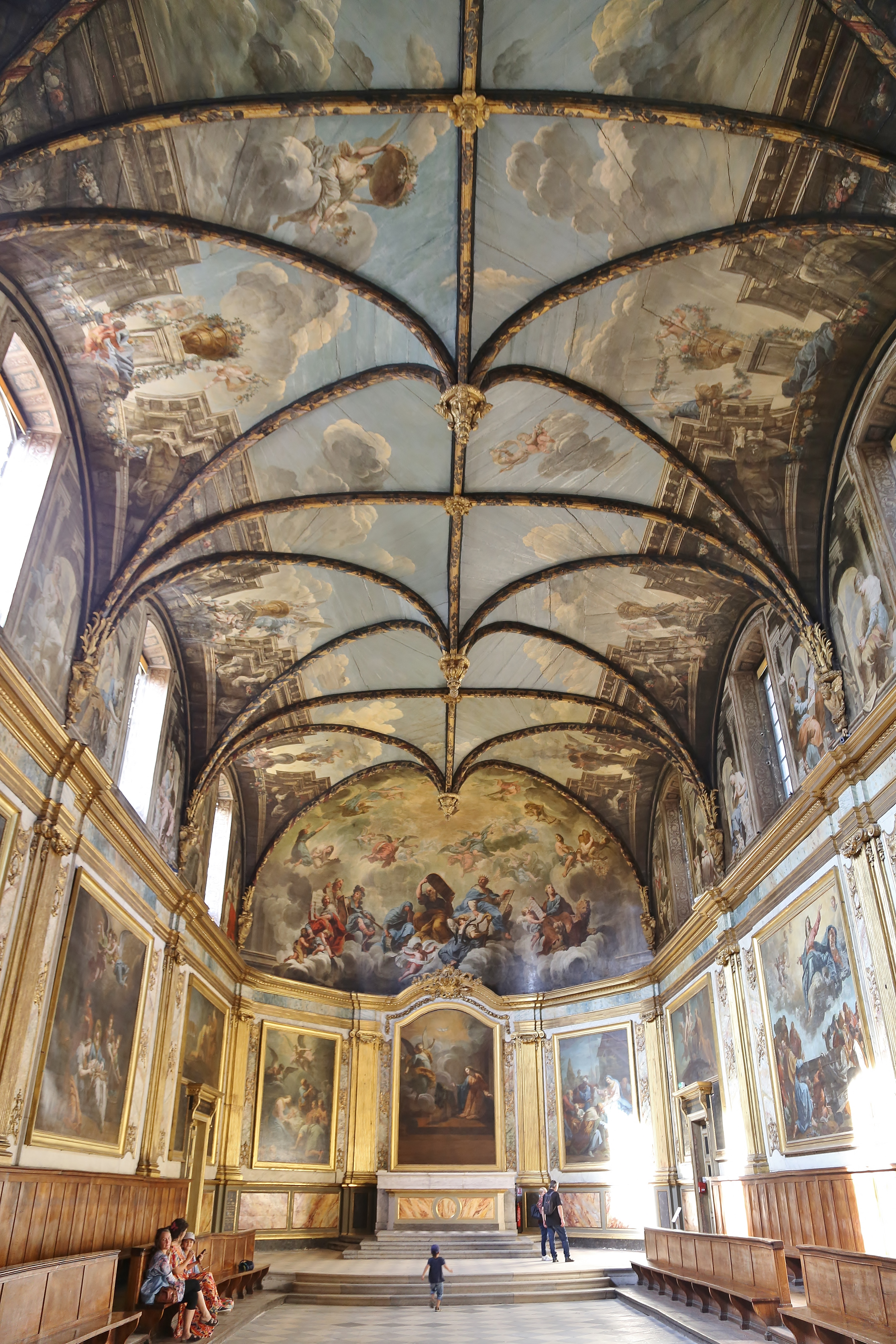
La chapelle des Carmélites accueille régulièrement des concerts sous sa voûte en lambris de chêne.

Depuis le 31 octobre 2023, Toulouse est labellisée Ville créative des musiques par l'UNESCO,.
L'hymne de Toulouse est La Toulousaine du compositeur Louis Deffès.
Les opéras et ballets sont proposés par le théâtre du Capitole, qui abrite une compagnie de ballet composée de 35 danseurs permanents ainsi qu'un chœur mixte composé de 45 chanteurs titulaires. L'Orchestre national du Capitole a acquis une réputation internationale dans le domaine de la musique classique, porté dans les premiers rangs de la scène nationale par le chef d'orchestre Michel Plasson, et placé sous la direction actuelle de Tugan Sokhiev. Aux XVIIIe siècle et XIXe siècle, de grandes voix comme Pierre de Jélyotte et Victor Capoul se sont formées à Toulouse. D'autres s'y illustrent comme Mady Mesplé, Tony Poncet, Jean-Philippe Lafont ou Pierre Nougaro. Notons aussi la résidence principale de l'orchestre, la Halle aux Grains.
Le 13 février 2008, les 15e victoires de la musique classique (le plus grand concert annuel de musique classique en France) se sont déroulées à la Halle aux Grains de Toulouse. Durant la cérémonie, il a longuement été fait l'éloge de l'Orchestre national du Capitole, et de sa renommée internationale en tant que l'un des meilleurs orchestres au monde[réf. nécessaire].
L'Orchestre national du Capitole est par ailleurs l'orchestre français qui a enregistré le plus de concerts durant l'année 2007.
Également réputé, l'Orchestre de chambre de Toulouse, fondé par Louis Auriacombe en 1953, est actuellement dirigé par le violoniste Gilles Colliard. Ses multiples initiatives ont considérablement accru le rayonnement de cet ensemble, dont le répertoire varié va de la musique baroque à la musique moderne. Il se produit en divers lieux du Grand Toulouse, notamment à l'auditorium de l'église Saint-Pierre-des-Cuisines, à la chapelle Sainte-Anne, au cinéma Utopia de Tournefeuille, etc.
Plusieurs artistes et groupes toulousains se sont fait une réputation internationale dans de nombreux styles musicaux comme Claude Nougaro, Art Mengo, Diabologum, Gold, Images, Jean-Pierre Mader, Pauline Ester, Les Malpolis, Zebda ou encore Cats on Trees. Le rap est aussi représenté par des artistes ou groupes comme Dadoo, Fabulous Trobadors, KDD et plus de 200 artistes de rap toulousain le ska avec Spook and the Guay, les Beautés vulgaires, le rock métal avec Psykup, Sidilarsen, Punish Yourself ou The Dodoz ainsi que la musique électronique avec Mondkopf, Electrosexual et le DJ Laurent Wolf.
Dirigé par Jean Dekyndt, le Conservatoire à rayonnement régional de Toulouse compte parmi les grands pôles d'excellence dans le domaine de l'enseignement de la musique en France. Différents établissements dispersés dans la ville enseignent les disciplines instrumentales et vocales, la composition et les disciplines théoriques, les disciplines chorégraphiques, la musique ancienne ainsi qu’une initiation à l’art dramatique.
La ville possède un nombre important d’orgues remarquables. Depuis 1996, a lieu tous les ans le festival international Toulouse Les Orgues
Plusieurs artistes rendent hommage à la ville comme :
- Claude Nougaro avec sa chanson Toulouse (avec par exemple des reprises de Maurane et Patrick Sébastien) ;
- Le groupe anglais des Stranglers avec la chanson Goodbye Toulouse (en) faisant référence à une prédiction de Nostradamus ;
- Le groupe français Little Bob Story avec Riot in Toulouse à la suite d'un concert 'épique';
- Leopold Nord et Jean-Pierre Mader avec leur chanson Bruxelles-Toulouse ;
- Les rappeurs toulousains Furax et Polychrome7 avec leur album « Toulouse » ;
- Le DJ néerlandais Nicky Romero avec son tube électro Toulouse ;
- Medef inna Babylone groupe de Garage Punk avec leur chanson Toulouse Punk ;
- Michel Jonasz et sa chanson Joueurs de blues, en 1981, où Toulouse a été citée 2 fois et la Garonne 1 fois ;
- Zebda avec leurs chansons Toulouse et Matabiau ;
- Le groupe de rap Toulousain KDD avec la chanson Quatre Bises qui citent les différents quartier de la ville.
- Bigflo et Oli avec leurs chansons Fier d'être toulousains et Toulouse
- Droogz Brigade avec la chanson Oh Toulouse ;
- Le groupe britannique de musique électronique Is Tropical avec leur chanson Toulouse.
- La marque française Mosaic a sorti un double cd en 2006, Toulouse en chanson, compilation de 36 chansons (1 par artiste ou groupe) dont plus de la moitié des titres sont inédits[400]
- Voir plusieurs chansons francophones dont le titre contient le nom de la ville Toulouse.

#### Peintures
Parmi les peintures conservées à Toulouse, on retrouve :
- Le port de Cassis, par Charles Camoin en 1905

#### Cinémas

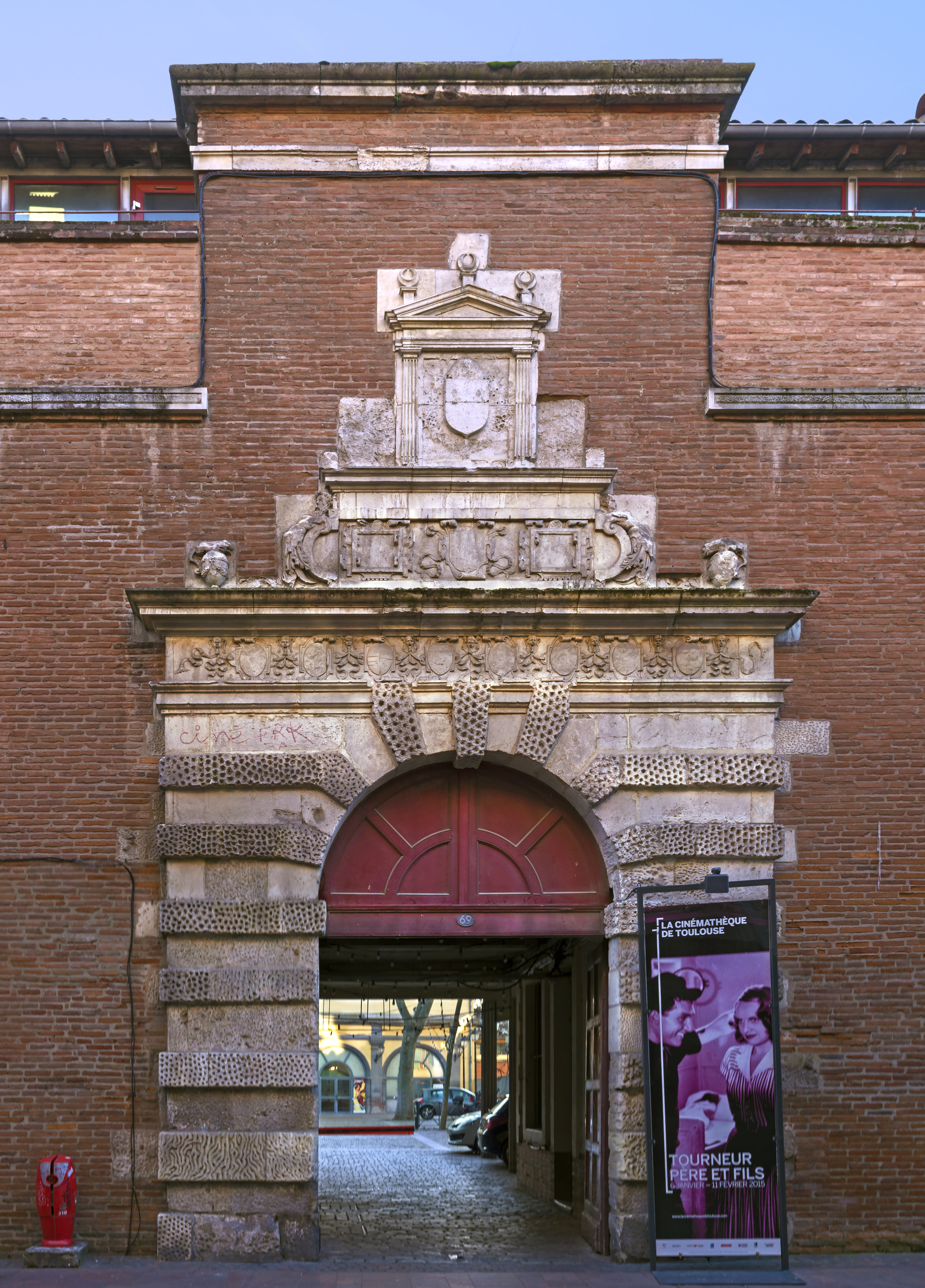
Entrée de la cinémathèque rue du Taur.

Toulouse est dotée de nombreux cinémas. Plusieurs cinémas indépendants sont accessibles en centre-ville dont le plus ancien labellisé Cinéma d'art et d'essai est l'ABC, situé rue Saint-Bernard. Cinéma associatif et indépendant ouvert dans les années 1950, il comprend trois salles, une salle de réunion, une salle d'exposition et un centre de documentation. Après dix-huit mois de rénovation et la mobilisation de grands noms du cinéma européen, il a rouvert en septembre 2009. Le réseau Utopia, adhérent d'Europa Cinemas, a un complexe à Tournefeuille et un autre ouvert plus récemment dans le quartier de Borderouge. L'Utopia-Toulouse est devenu, depuis son rachat en 2016, l'American Cosmograph, cinéma de trois salles art et essai. La salle unique du Cratère, Grand Rue Saint Michel, également Art et Essai, diffuse à 80 % des reprises après les grandes salles d'Art et Essai du centre-ville.
La cinémathèque de Toulouse est un cinéma associatif créé par Raymond Borde dans les années 1950 qui acquiert un statut officiel en 1964. Elle a longtemps été dirigée par Daniel Toscan du Plantier et Pierre Cadars. C'est le deuxième fonds cinématographique de France après la cinémathèque de Paris. Elle possède plus de 24 000 copies de longs-métrages et courts-métrages, ainsi qu'en ensemble de collections de documents consacrés au cinéma. Elle comprend également une bibliothèque. Toulouse possède aussi l'école supérieure d'Audiovisuel (ESAV) qui se trouve rue du Taur près de la cinémathèque depuis 2002. C'est un centre de recherche qui accueille plusieurs chercheurs et de nombreux étudiants du troisième cycle.
Europalaces possède 13 salles sous l'enseigne Gaumont place Wilson, et un multiplexe avec l'une des six salles de France certifiées IMAX à Labège, au sud de Toulouse. À Blagnac, Mega CGR possède un complexe cinématographique.
Un petit cinéma existe également dans le quartier du Mirail, au sein du Centre culturel Alban Minville.

### Médias

#### Télévision locale
Toulouse abrite plusieurs chaînes de télévision locales :
- France 3 Midi-Pyrénées a son siège à Toulouse et ses studios sont situés à la Cépière. Elle propose chaque jour l'actualité régionale ainsi qu'une émission à thème tourné en occitan, Viure al Païs ;
- M6 avait un décrochage local situé allées Jean-Jaurès qui a aujourd'hui disparu ;
- TLT était la télévision locale de Toulouse. Elle a cessé d'émettre le 3 juillet 2015 en raison de difficultés financières[405]. Les locaux se trouvaient à l'Arche Marengo, à Marengo (à l'origine son siège était à Compans-Caffarelli)[406]. En octobre 2016, il est annoncé que sa remplaçante se nommera TV Sud Toulouse. Elle commencera ses programmes d'ici au printemps 2017[407] ;
- TV Bruits, une web TV associative créée en janvier 2001 et basée à Toulouse[408],[409]. Depuis sa création, TV Bruits a diffusé ses programmes à plusieurs reprises sur les ondes hertziennes avec l'autorisation du CSA. Après le rejet de plusieurs demandes d'autorisation de diffusion sur les réseaux hertziens et câblés, TV Bruits a fait le choix en 2006 de se concentrer sur la diffusion web[410] ;
- ÒC tele, une web TV conventionnée par le CSA[411] diffusant des programmes en occitan[412].

Les chaînes de la TNT émettent sur Toulouse grâce au site du Pic du Midi. Il y a aussi 2 réémetteurs TNT sur l'agglomération toulousaine : l'un est situé chemin des Côtes de Pech David et émet les multiplexes R1 (dont France 3 Midi-Pyrénées et TV Sud Toulouse), R4, R6 et R7. Ce site est géré par Towercast. L'autre est sur la Tour de Lafilaire, au chemin de Duroux. Il émet les multiplexes R2 et R3 et est géré par TDF.

#### Radios locales
En plus des stations de radio nationales, la ville est couverte par de nombreuses stations locales :
- Sud Radio (101,4 FM) : la radio du Sud est contrôlée par le groupe Fiducial Médias depuis avril 2013. Ses studios sont à Labège mais Fiducial souhaite la faire déménager à Paris[415] ;
- FMR (89,1 FM) : radio associative orientée sur la new wave et le punk[416]. Elle partage sa fréquence avec Booster ;
- Booster (89,1 FM) : radio associative. Elle partage sa fréquence avec FMR[417] ;
- Radio Mon Païs (90,1 FM) : Radio associative basée à la Bourse du Travail de Toulouse, proche de la CGT de Toulouse, ce qui fait d'elle une radio militante[418] ;
- France Bleu Occitanie, anciennement France Bleu Toulouse (90,5 FM) : radio locale publique arrivée en 2011, elle occupe les anciens studios du Mouv'. Elle émet aussi à Agen sur 99,4 FM depuis 2013 en remplacement de France Bleu Périgord. Elle souhaite se développer dans la région[419] ;
- Canal Sud (92,2 FM) : radio associative[420] ;
- Toulouse FM (92,6 FM) : radio locale commerciale de Toulouse. Elle appartient au groupe Mediameeting et retransmet notamment les matchs du Toulouse Football Club. Elle arrive en 2008[421]. ;
- Ado (93,1 FM) : radio commerciale parisienne orientée sur le hip-hop. Elle appartient à l'ancien groupe de Sud Radio, le Groupe 1981 ;
- Altitude FM (93,5 FM) : Radio associative émettant depuis le Parc Odyssud, à Blagnac[422] ;
- Campus FM (94,0 FM) : radio étudiante toulousaine. Le 13 février 2017, les locaux de la radio sont dévastés par une inondation[423] ;
- Néo (94,8 FM) : radio parisienne sur la nouvelle scène musicale. Elle est arrivée sur Toulouse en 2008 mais aussi à Bourges sur 100,0 FM[424] ;
- Radio Présence (97,9 FM) : radio catholique émettant en Midi-Pyrénées et dans les Hautes-Pyrénées par le biais d'antennes locales émettant 4 heures de programmes par jour. Son siège est au 4, rue des feuillants à Toulouse[425].
- Radio Occitania (98,3 FM) : radio associative émettant des programmes en langue occitane et en français[426] ;
- Radio Kol Aviv (101,0 FM) : radio associative visant principalement la communauté juive toulousaine[427] ;
- Radio (106,8 FM) : radio associative toulousaine[428].

Le 30 juin 2012, la radio associative Radio Plus cesse d'émettre à la suite d'un changement d'activité de l'association qui la gérait. Elle diffusait de l'accordéon, de la chanson française des années 1950, 1960 aux années 2000 et une émission de voyance la semaine, tout ça entre 7 h et 19 h sur le 106.8 FM en partage de fréquence avec Radio. Depuis l'arrêt de Radio Plus, Radio émet sur sa fréquence 24 h/24. Sa deuxième partie s'intitule désormais « Radio Radio + » et émet entre 1 h et 13 h.
Quelques radios nationales sont présentes à Toulouse grâce à leurs déclinaisons locales :
- RTL2 Toulouse (88,7 FM) (prochainement)[431] ;
- Chérie FM Toulouse (97,4 FM) ;
- RFM Toulouse (99,1 FM) ;
- Nostalgie Toulouse (99,5 FM) ;
- NRJ Toulouse (100,4 FM) ;
- Europe 2 Midi-Pyrénées (102,4 FM) ;
- Fun Radio Midi-Pyrénées (105,9 FM).

Jusqu'en 2013, certaines radios (et anciennement des chaînes de télé analogiques) ont été desservies par le site TDF de Bonhoure, au chemin de Sansou. Il a été démantelé à cause de son esthétique et de sa pollution aux ondes électromagnétiques. Le site Towercast du château d'eau de Moscou, chemin de Lafilaire a lui aussi été démantelé. Le site de Pech David est donc le site d'émission toulousain le plus récent.

#### Presse locale
La presse est représentée majoritairement par le quotidien régional de La Dépêche du Midi, qui y possède son siège social. Ce titre est fortement implanté dans la région toulousaine. Il est étroitement lié à la famille Baylet depuis l'après-guerre. René Mauriès en fut l'un des chroniqueurs les plus connus. Entre 1982 et 1988, les hebdomadaires Toulouse Matin, Voix Du Midi Toulouse, Courrier Sud et Journal de Toulouse sont lancés. Le journal Le Monde lance Tout-Toulouse en 2000. La ville est aussi le siège du bimensuel agricole et rural Le Trait d'union paysan.
Il existe aussi d'autres magazines comme l'hebdomadaire économique, la Gazette du Midi, créé en 2005, le Satyricon, un journal satirique et Toulouse Mag, un magazine généraliste d'information locale, qui appartiennent au groupe la Dépêche. La ville est aussi le siège des éditions Milan créées en 1980 et qui éditent des journaux pour enfants et pour adultes comme Pyrénées Magazine.
Sur internet plusieurs médias traitent l'actualité toulousaine : Toulouseweb.com, Toulouseblog, Toulouse7.com et ToulouseInfos.

#### Banque de programmes radiophoniques
L'A2PRL (ex-AFP Audio) est une banque de programmes radiophoniques basée à Toulouse. Elle appartient au groupe toulousain Mediameeting depuis début 2014. Dans les années 1980 et 1990, elle transmettait par satellite un programme musical intitulé « L'Essentiel » agrémenté de flashs d'actualité nationale et de chroniques dans le but d'offrir du contenu à des radios locales. Elle possède une rédaction qui fournit des flashs d'information à de nombreuses radios qui n'ont souvent pas les moyens de se doter elles-mêmes d'une rédaction. Aujourd'hui, avec l'apparition d'entreprises spécialisées dans la piste vocale (voice track) et de logiciels informatisant la programmation radiophonique, le programme musical de l'A2PRL est de moins en moins utilisé. Le 15 novembre 2016, l'Agence ouvre un bureau à Paris. Elle se présente aussi comme la première agence audio en Europe.
Pour plus d'informations : Fiche d'A2PRL sur SchooP

### La langue occitane

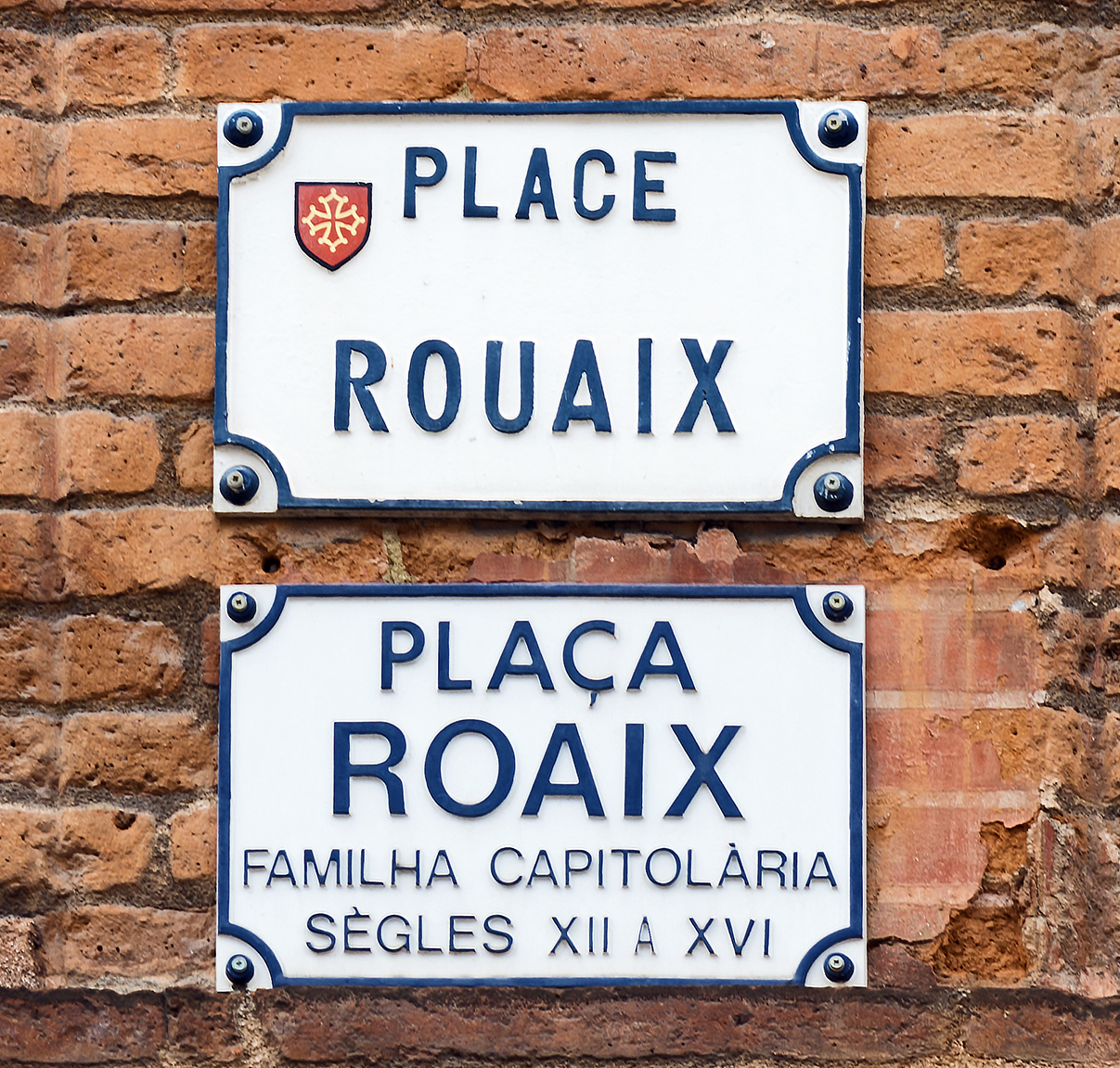
Signalisation bilingue français/occitan dans le centre-ville de Toulouse.

Drapeau occitan.

Toulouse, deuxième ville de la région culturelle d'Occitanie où celle-ci est la langue vernaculaire. La particularité de la ville est d'être située sur la frontière entre les dialectes languedocien et gascon. La légende veut que le gascon soit parlé sur la rive gauche de la Garonne (quartier Saint-Cyprien) et le languedocien dans le centre de la ville. Le parler languedocien de Toulouse, le « toulousain » (tolosan en occitan), parfois appelé la « langue mondine » (de Raymond, référence à la dynastie comtale), est un parler sud-languedocien. La ville a donné d'illustres écrivains et poètes de langue d'oc, dont Pierre Goudouli. En 1323 furent créés les Jeux floraux, plus vieux concours de poésie encore en cours, récompensant chaque année un auteur de langue d'oc d'une violette dorée à l'or fin. À la suite de ce concours, Guilhem Molinier rédige Las Leys d'amors (les Lois d'Amour), décrets linguistiques qui recommandent le toulousain comme écriture préférentielle dans les divers pays occitans (sauf la Provence et la Gascogne).
Longtemps interdit d'enseignement dans l'Éducation nationale, l'occitan a cessé d'être régulièrement parlé dans la rue vers les années 1920 en dehors de quelques quartiers populaires comme Lalande et Saint-Cyprien où l'on pouvait l'entendre jusque dans les années 1960. Le français pénétra les classes aisées de la ville à la fin du Moyen Âge et le changement de langue (au moins à l'écrit et dans les registres) par l'élite se passa entre 1500 et 1530. Le français parlé à Toulouse a encore (mais de moins en moins) une empreinte occitane, que ce soit dans la prononciation (dit « accent toulousain »), dans la syntaxe ou dans le vocabulaire. C'est ce qui peut justifier, par exemple, qu'en parlant d'un écrivain d'expression strictement française, Pierre Gamarra, on ait dit de lui qu'il était « un écrivain occitan de langue française ».
Le 16 décembre 2006, a été inaugurée la Maison de l'Occitanie, se situant rue Malcousinat, qui a pour vocation d'être la vitrine de l'occitan à Toulouse. Cet hôtel particulier du XVe siècle, rénové par les pouvoirs publics locaux, accueille plus d'une cinquantaine d’associations ayant toutes un rapport avec la langue d'oc,. Depuis octobre 2009, les noms des stations du métro sont traduits en occitan.

### Gastronomie

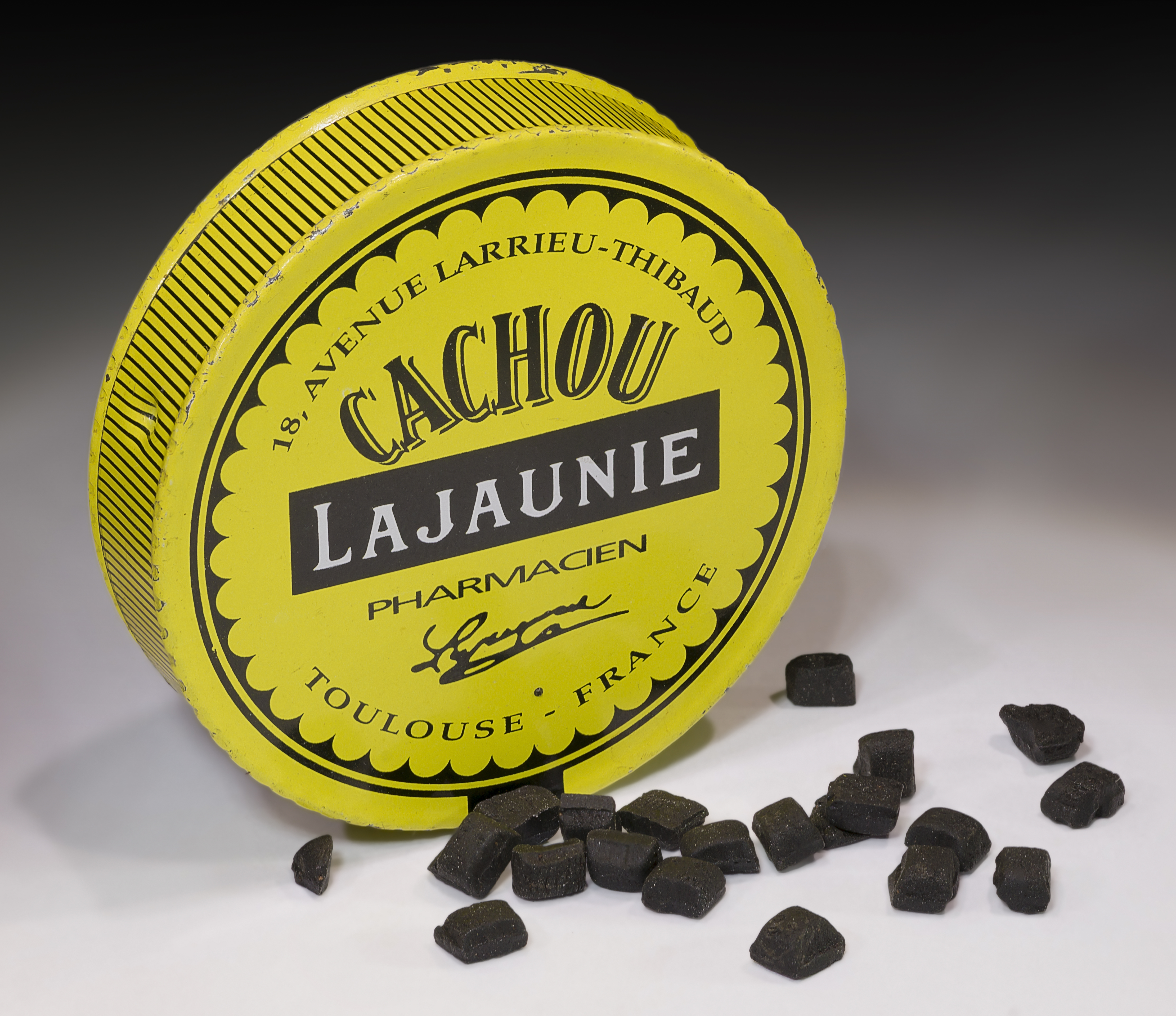
Cachou Lajaunie de Toulouse.

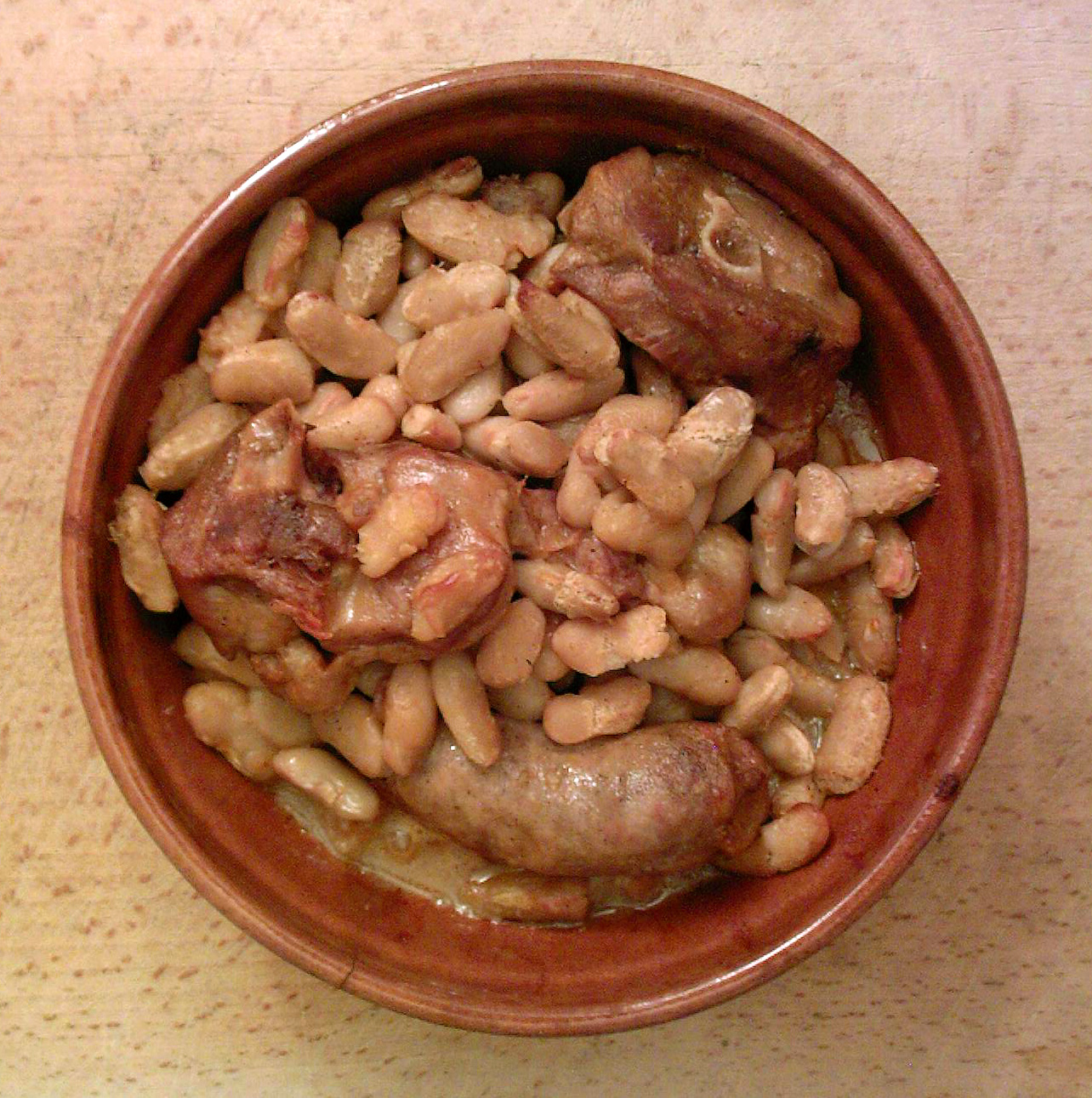
Cassoulet toulousain.

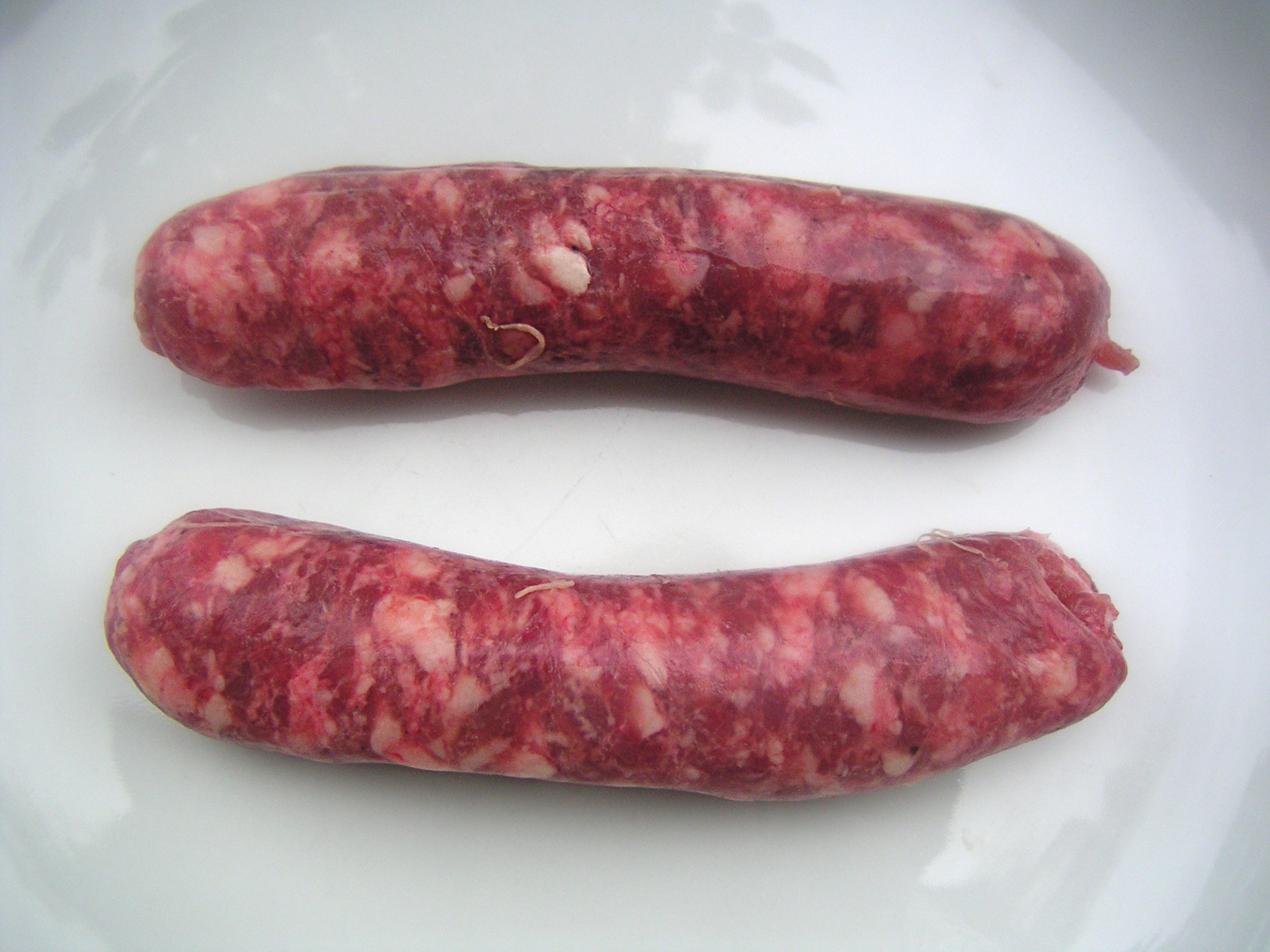
Saucisses de Toulouse.

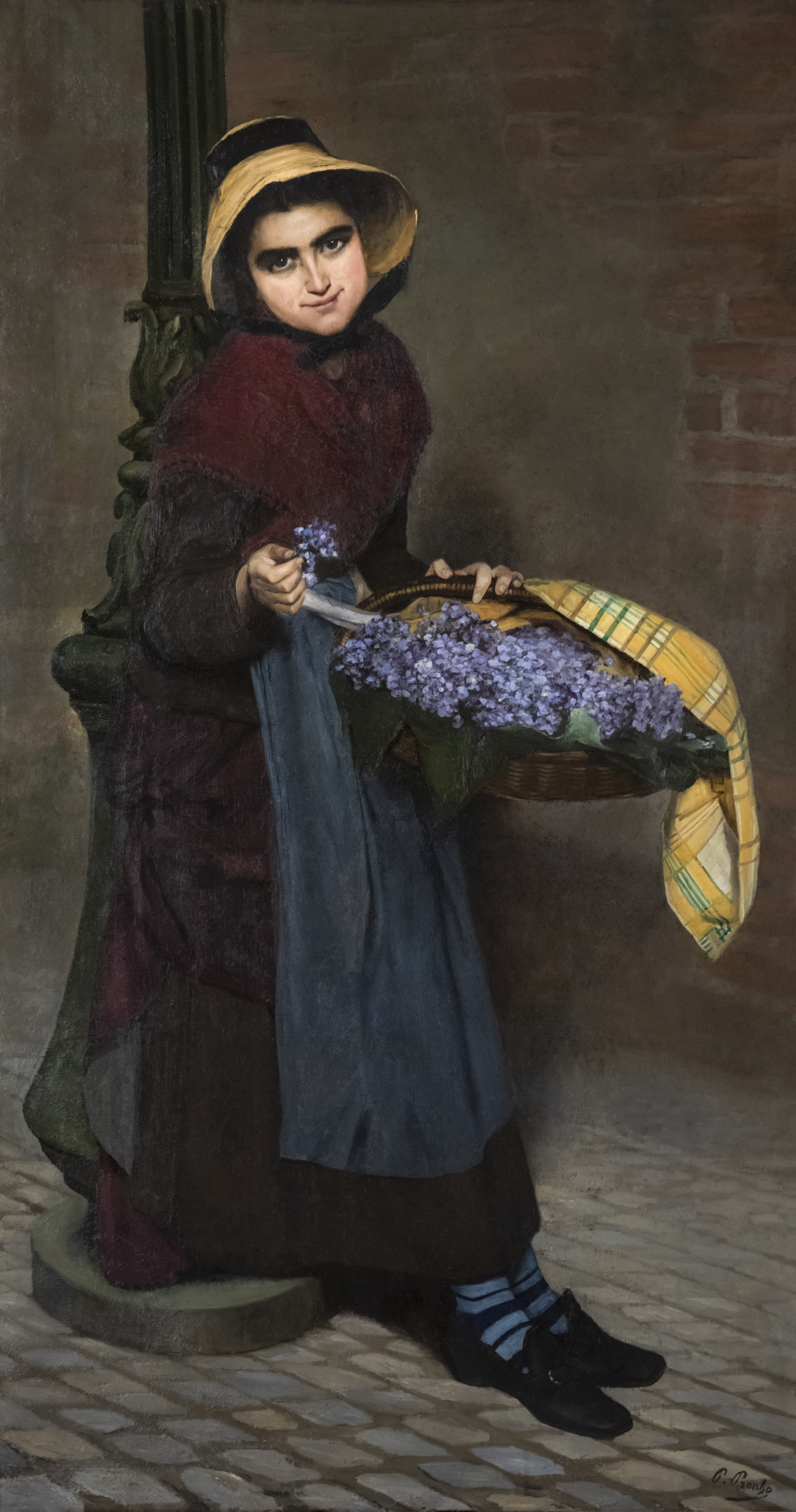
La marchande de violette, peinture de Paul Prouho.

Au cœur du Sud-Ouest, Toulouse occupe une place stratégique à la rencontre de la Gascogne et du Languedoc, et proche des Pyrénées. Sa cuisine se nourrit de ces terroirs variés et de leurs produits réputés. Les restaurants de la ville servent avant tout de nombreuses spécialités à base de canard (gras de préférence), volaille emblématique de la région. Le plat le plus connu est sans aucun doute le cassoulet, à base de saucisse de Toulouse, de canard et de haricots blancs (tarbais). Il est l'objet d'une querelle ancestrale entre trois villes (Castelnaudary, Carcassonne et Toulouse) et si la légende place l'origine du cassoulet dans la ville de Castelnaudary durant la guerre de Cent Ans, le plat ne peut être dissocié de la gastronomie toulousaine. L'autre produit emblématique de la ville est le Cachou Lajaunie et sa petite boite jaune, qui a été inventé en 1880 par Léon Lajaunie, pharmacien à Toulouse.
Parmi les spécialités de Toulouse et sa région on trouve également le foie gras, la saucisse de Toulouse (qui peut s'accommoder ou se consommer simplement grillée), l'aillade toulousaine (ail, noix et huile d'olive), l'estouffat toulousain (à base de bœuf, légumes, vin), le rôti gascon (magret de canard fourré au foie gras) ou encore le tourin (soupe à l'ail et à l'oignon).
Le dessert incontournable de la région est la croustade aux pommes, et sa variante le pastis gascon, pâtisseries aux pommes recouverte d'un feuilletage de pâte beurrée. Le traditionnel fénétra (gâteau au citron, abricot et amandes) est lui typiquement toulousain mais demeure plus confidentiel. Du côté des sucreries on trouve la brique du Capitole (bonbons feuilletés au praliné), la marquise toulousaine (pralines au caramel), le pavé du Capitole (praliné à l'orange ou à la framboise et ganache enrobé de chocolat).
La violette est un autre symbole fort lié à la ville de Toulouse. De nombreuses spécialités sucrées y font référence (pétales de violettes cristallisés, bonbons à la liqueur, etc.) mais elle se décline aussi sous forme de thé, de vinaigre ou de moutarde. Il existe une confrérie de la violette à Toulouse, où la production de cette fleur était très importante. La violette est d'autre part l'une des récompenses décernées par l'Académie des jeux floraux de Toulouse.
De nombreux restaurateurs ont gagné leurs étoiles à Toulouse dans les années 1970-1980 comme Dominique Toulousy, Pierre Roudgé et Lucien Vanel. Dans les années 2000 de grands chefs comme Michel Sarran, Patrick Donnay ou Yannick Delpech participent au rayonnement de la gastronomie toulousaine et du Sud-Ouest.
Toulouse est la capitale du vignoble du Sud-Ouest. Ce dernier, 4e vignoble de France par sa production, est très hétéroclite et regroupe les plus de 40 dénominations présentes sur tout le Grand Sud-Ouest français, à l'exception des vins de Bordeaux. Ces appellations se caractérisent par l'utilisation de nombreux cépages rares et rustiques. Toulouse, sous l'impulsion de riches capitouls, était le point de départ des gabares (type de bateau traditionnel affecté au transport de marchandise) contenant les vins de la région à destination du port de Bordeaux[réf. nécessaire]. Les dénominations les plus connues à proximité immédiate de la ville de Toulouse sont le Fronton (dit « vin des toulousains ») produisant uniquement des rouges en cépage principal de négrette, et le Gaillac (« le vignoble aux 7 vins ») proposant aussi bien des rouges, que des blancs, des rosés ou des mousseux. D'autres vins typiques du Sud-Ouest comme le Madiran ou le Cahors se trouvent fréquemment sur les tables toulousaines, ainsi que les vins du Languedoc proche comme le Minervois ou le Corbières.
La ville de Toulouse possède et produit son propre vin. Elle est propriétaire d'une vigne, au Domaine de Candie, situé dans l'ouest toulousain, on y élève des vins blancs, rosés et rouges, certains sont vieillis en fûts de chêne. Ce vin est principalement revendiqué et commercialisé en comté Tolosan (ou « comté de Toulouse »).
L'eau-de-vie de la région est l'incontournable Armagnac, consommé en tant que digestif ou utilisé dans la cuisine locale notamment pour la préparation de pâtisseries (croustade, pastis, etc).

### Personnalités liées à Toulouse

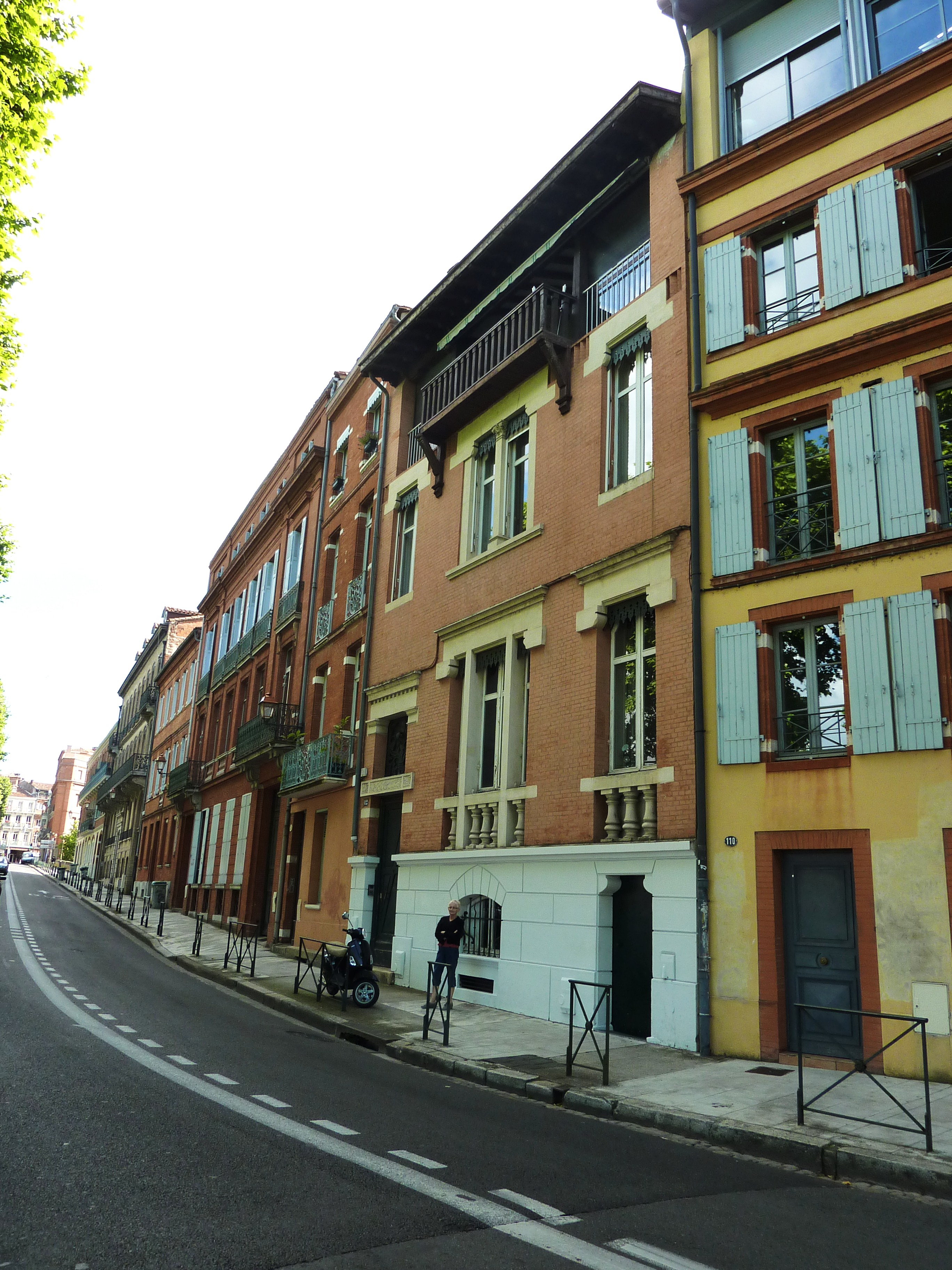
Maison de Claude Nougaro sur les quais de la Garonne.

Toulouse a vu naître un certain nombre de personnalités diverses parmi lesquelles on trouve les musiciens Claude Nougaro, Carlos Gardel, Bigflo et Oli et Jain, Ticky Holgado, l'économiste Bernard Maris, le journaliste Georges de Caunes, Joseph de Villèle, le musicien Dynam-Victor Fumet, la soprano lyrique des Monuments Enchantés Veronica Antonelli, Benoist Apparu, Louis II d'Anjou, duc de Provence, et roi de Naples, Magyd Cherfi, Philippe Druillet, Raymond IV de Toulouse un des chefs de la première croisade, Art Mengo, Laurent Terzieff, Mademoiselle Kat/Fafi/Miss Van, le boxeur Sofiane Oumiha, Patrice Carmouze, Jean Dausset, prix nobel de chimie et de science, Marie-Ange Casalta, Jean-Étienne Esquirol considéré comme le père de l'hôpital psychiatrique français, Sylvain Augier, Guy Novès, les footballeurs Philippe Mexès, Blaise Matuidi, Cheikh M'Bengue, Daniel Congré, Gaël Clichy, Christophe Mandanne ou encore Cédric Fauré, le nageur Léon Marchand, le cycliste Jean-Christophe Péraud, la skieuse Anne-Sophie Barthet, la cavalière Jeanne Sadran, l'actrice Jennifer Lauret, les rugbyman Fabien Pelous, David Skrela ou encore Maxime Médard et Frédéric Michalak, Jean-Pierre Mader, Jean-Luc Roy, Laetitia Barlerin, Jean-Louis Debré, Justine Fraioli, Bernard Mulé, Christine Albanel, Virginie Desarnauts, Églantine Éméyé ou encore Philippe Uchan, Aimeric de Péguilhan (troubadour), le professeur de philosophie au lycée Saint Joseph Lasalle, Éric de Rus, la Bienheureuse Jeanne Émilie de Villeneuve, religieuse, fondatrice de la congrégation de N.D. de l'Immaculée Conception, Antoine Crozat et son frère Pierre Crozat, le mathématicien Pierre de Fermat, mathématicien, naquit tout près de Toulouse et y fut membre du Parlement, le juge humaniste Jacques Cujas, Carole Delga (présidente de la région Occitanie), l'ancien maire d'Albi Philippe Bonnecarrère, la maire de Montauban Brigitte Barèges, le maire Jean-Luc Moudenc, Christine de Veyrac ou les résistants Adolphe Coll et Pierre Dumas, Marcus Antonius Primus, général de l'Empire romain, ainsi que l'illustrateur franco-britannique du XIXe siècle Edmond Dulac, et les peintres toulousains, Henri Martin, Alexandre Falguière, Antoine Laborde, Antonin Mercié, Cyril Kongo et Michel Bez.

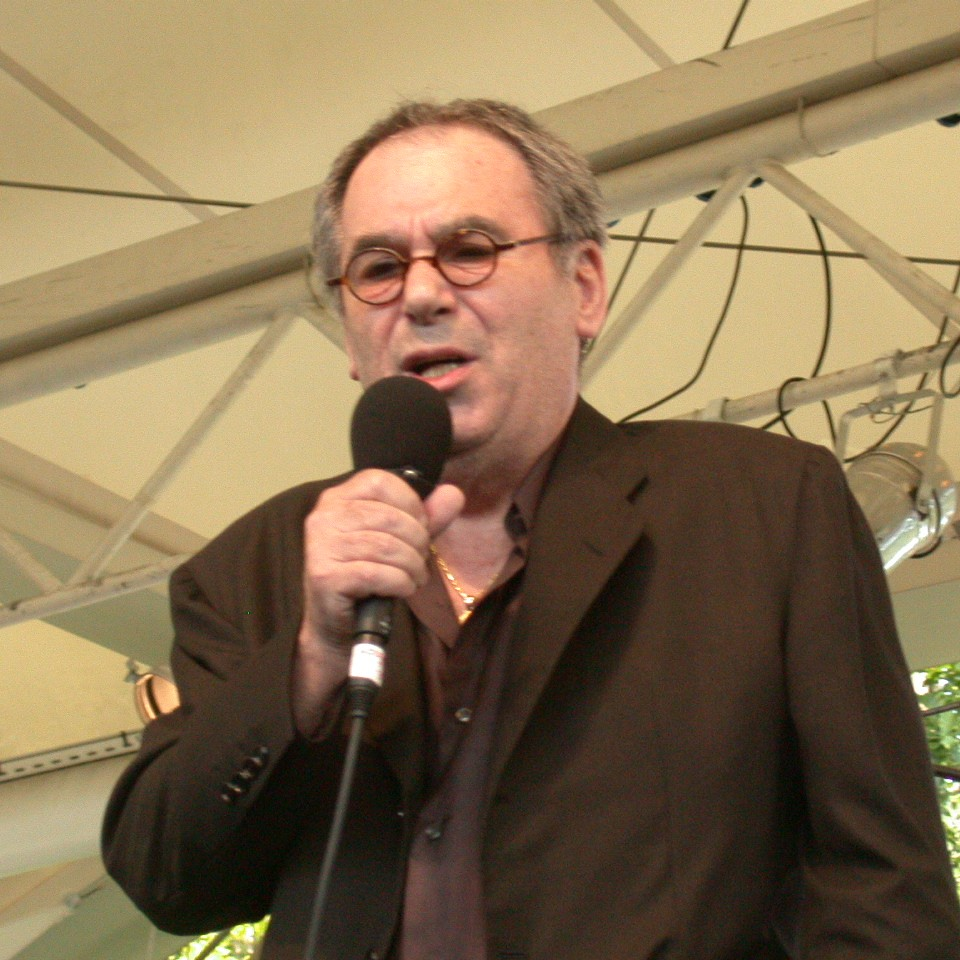
Claude Nougaro.
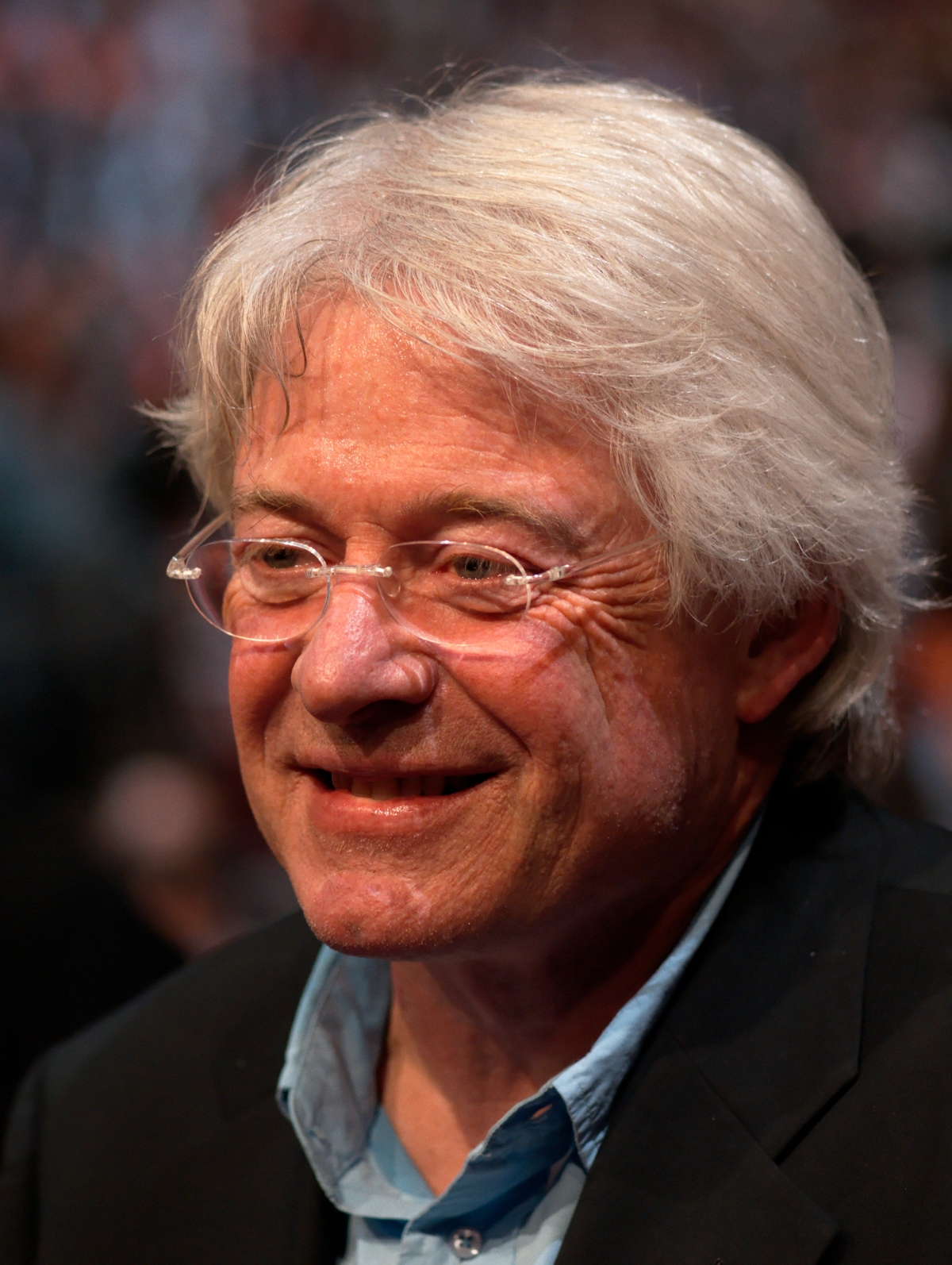
Patrice Carmouze.
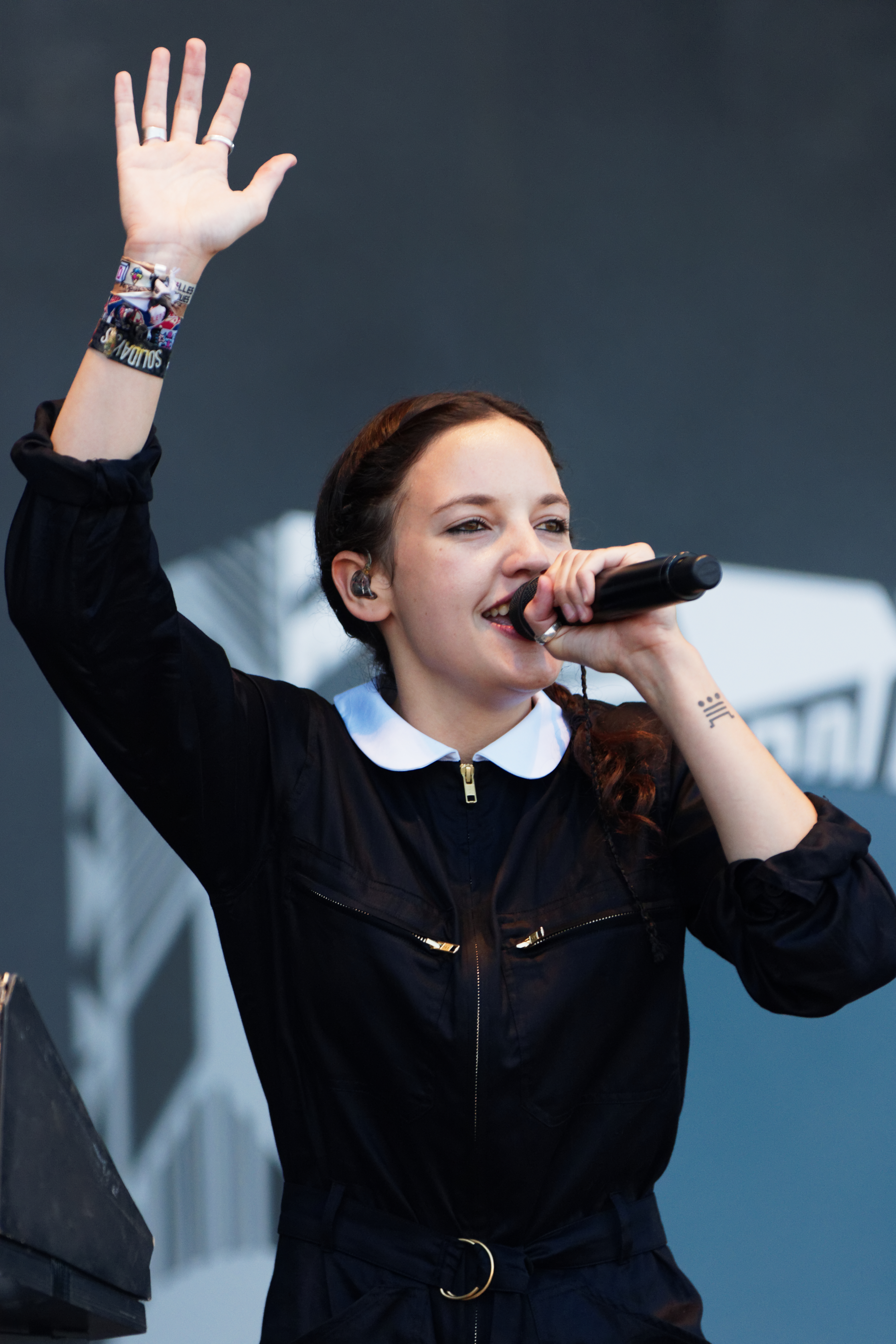
Jain.
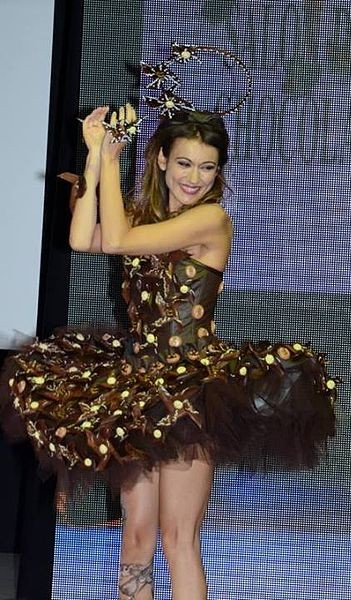
Marie-Ange Casalta.
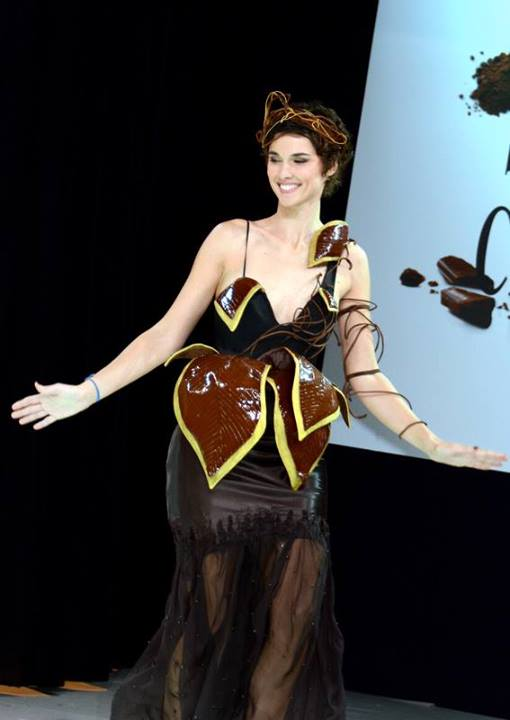
Églantine Éméyé.
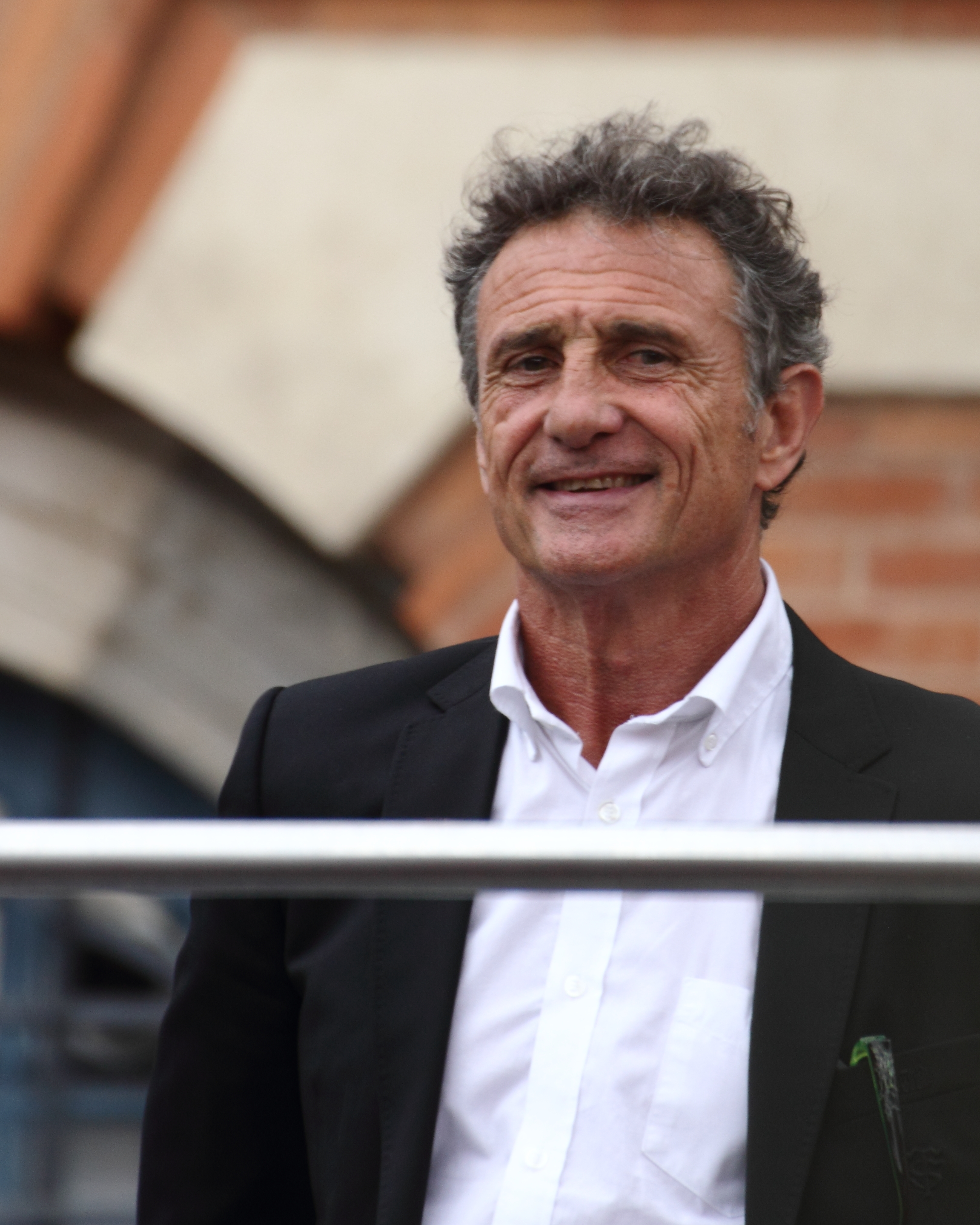
Guy Novès.
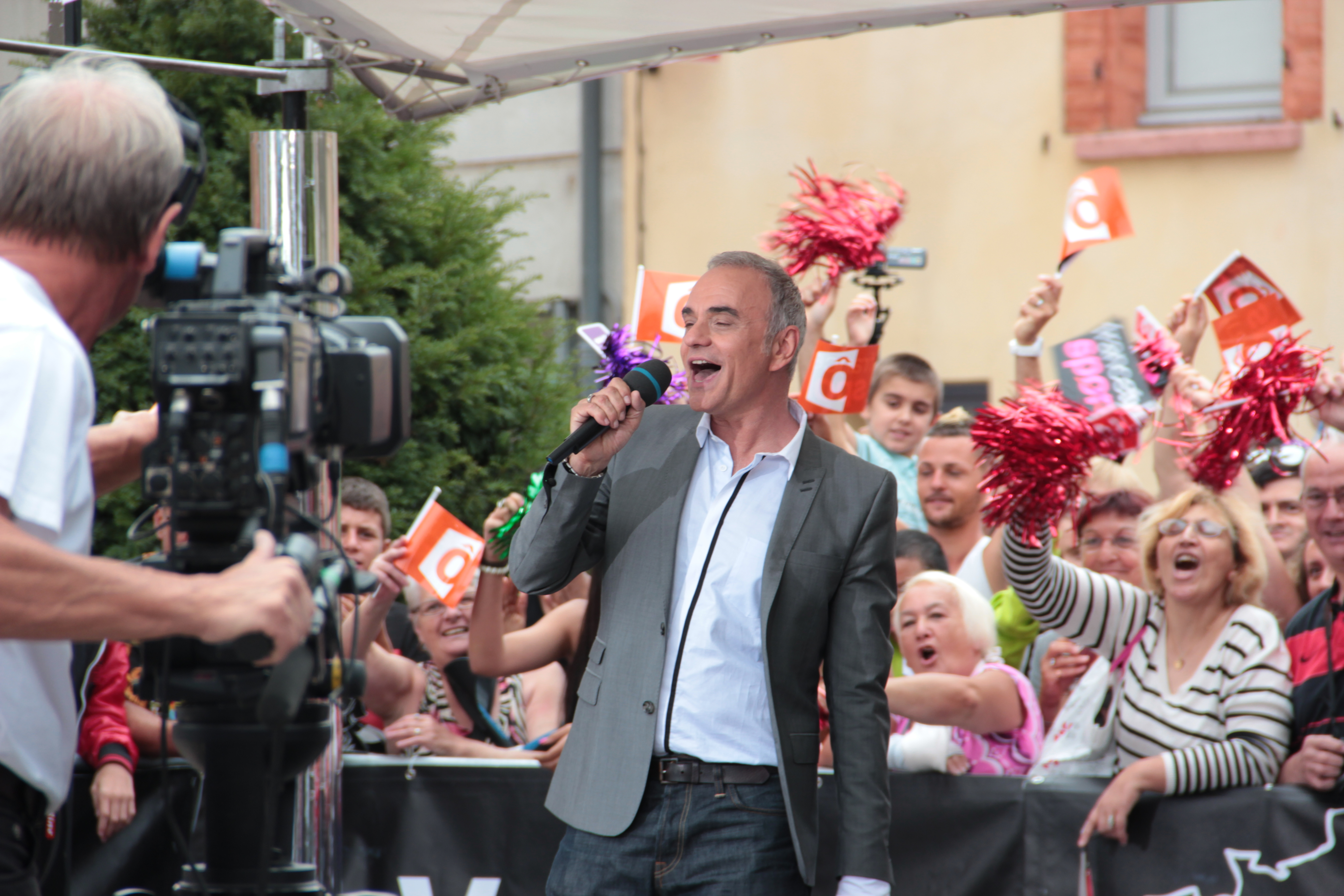
Jean-Pierre Mader.
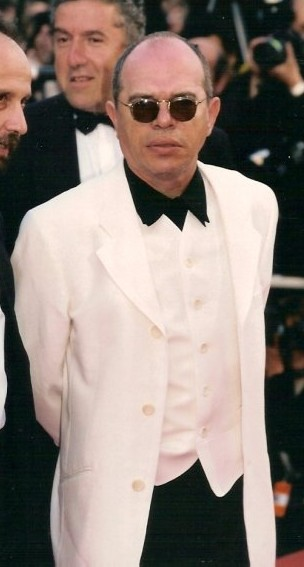
Ticky Holgado.
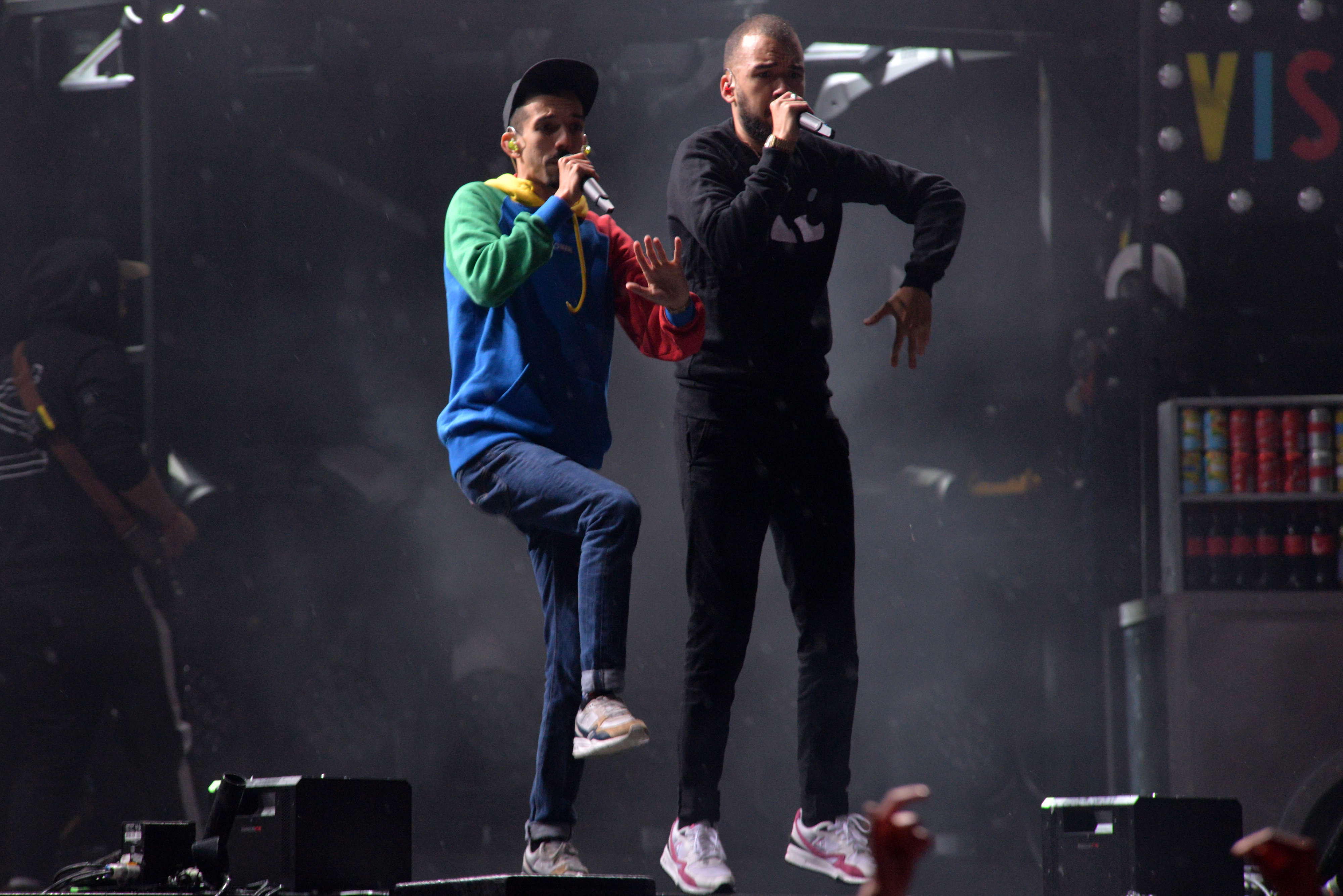
Bigflo et Oli.

#### Personnages de bande dessinée
Détail méconnu, Tintin et Milou passèrent tout l'été 1940 à Toulouse, à la suite de l'invasion de la Belgique le 10 mai précédent, comme l'atteste leur première apparition dans Le Soir Jeunesse, le 17 octobre 1940 (couverture Tintin et Milou sont revenus),. Passant par la gare Matabiau de Toulouse le vendredi 31 août 1923, Hergé découvre quant à lui les Pyrénées toutes proches autour de Bagnères-de-Bigorre, lors d'un camp de scouts durant trois semaines (tome 1, page 56). Il revint 50 ans plus tard dans la « Ville Rose » lors du 1er Salon de la Bande dessinée de Toulouse, organisé au parc des expositions de la ville en 1973.
En 50 av. J.-C., déjà, Astérix et Obélix y sont venus, à la recherche de la spécialité locale de la saucisse.
Le détective privé Léo Loden enquête à Toulouse, dans Propergol sur le Capitole, sur un trafic de drogue et sur les problèmes de lancement des fusées Ariane.
Coyote, l'auteur de Litteul Kévin, a longtemps vécu et travaillé à Toulouse.

#### Écrivains nés à Toulouse
- Jean-Paul Dubois, prix Goncourt 2019
- Pierre Goudouli
- Raymond Abellio
- Pierre Gamarra
- José Cabanis
- Albert-Marie Besnard
- Gilbert Baqué
- Serge Pey
- Fabrice Garcia-Carpintero
- Casimir Prat
- Bernard Werber
- Guillaume Anelier
- Philip Le Roy
- Jacques Salomé
- Valérie Alma-Marie
- Anne Terral
- Paul Renaud

- Olivier Norek

### Héraldique, logotype et devise

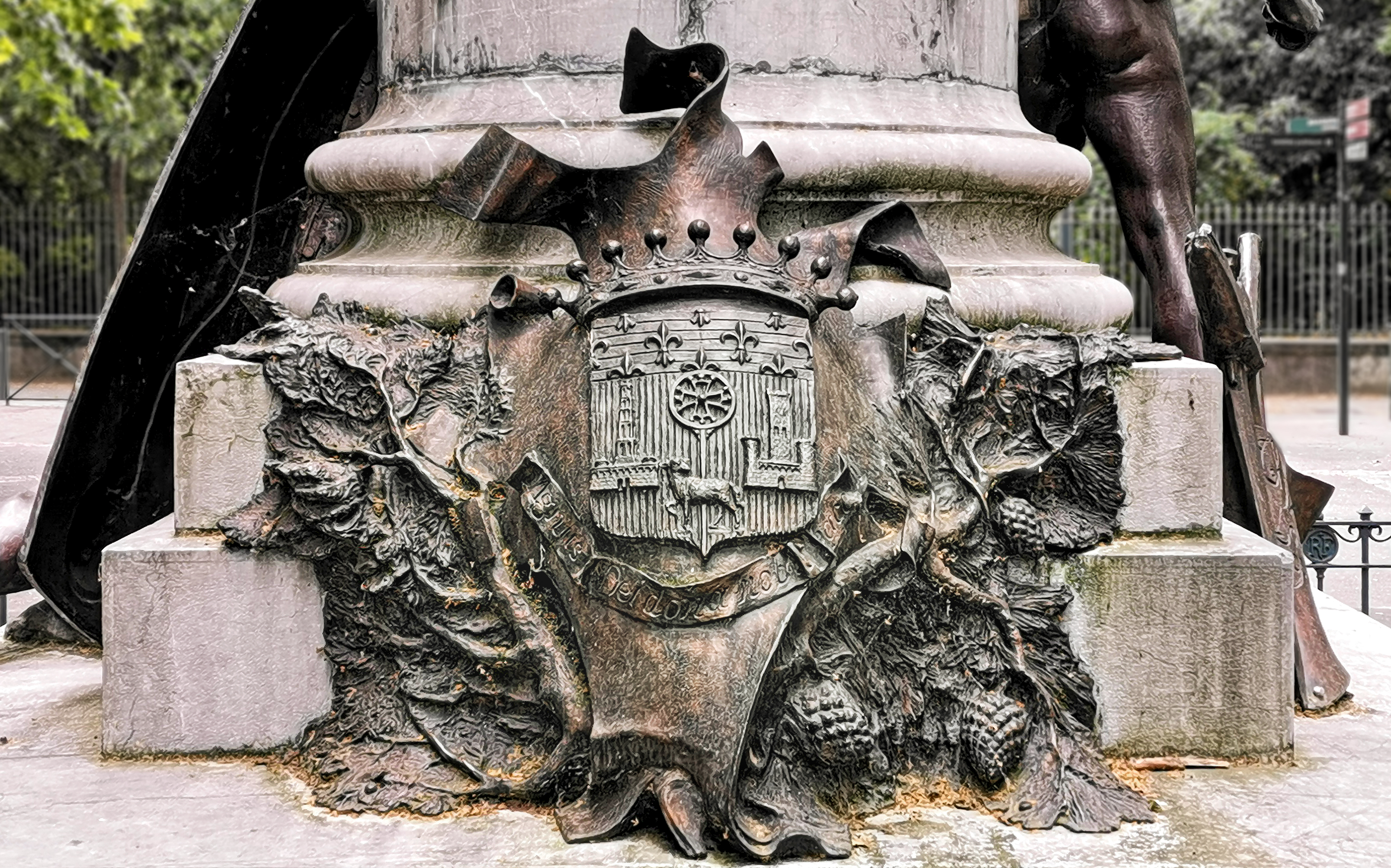
Les armoiries de Toulouse- Bronze de Théophile Barrau.

| Blason de Toulouse | Blason  | De gueules à la croix cléchée, vidée, pommetée de douze pièces d'or, sur une vergette du même, accompagnée en pointe d'un agneau passant d'argent, la tête nimbée, contournée, brochant sur la vergette, la croix accostée à dextre d'un château d'argent, et à sénestre d'une basilique du même, au chef de France,. Devise / Cri« Per Tolosa totjorn mai » |
| Blason de Toulouse | Détails | Le blason ancien du Royaume de France était « d'azur semé de fleurs de lys d'or », le nouveau étant « d'azur à trois fleurs de lys d'or ». Aussi, vu la notoriété du blason de France, il n'est pas nécessaire de rappeler sa composition quand il se trouve en chef d'un blason : on peut simplement dire « au chef de France » (en précisant « ancien », ou non) ou « au chef de France moderne » quand il s'agit d'un chef reprenant le blason de France dans sa version moderne. Officiel.                                     |
| Blason de Toulouse | Alias   | De gueules à la croix cléchée, vidée, pommetée de douze pièces d'or, sur une vergette du même, accompagnée en pointe d'un agneau passant d'argent, la tête nimbée, contournée, brochant sur la vergette, la croix accostée à dextre d'un château d'argent, et à sénestre d'une basilique du même, au chef de gueules chargé de trois abeilles d'or, qui est des bonnes villes de l'Empire Pendant le Premier Empire, Toulouse fut au nombre des bonnes villes et autorisée à ce titre à demander des armoiries au nouveau pouvoir. |

## Compléments